# THE IDOLM@STERの楽曲一覧
THE IDOLM@STERの楽曲一覧（アイドルマスターのがっきょくいちらん）は、メディアミックスプロジェクト『アイドルマスター』シリーズにて作成、もしくはカバーされた楽曲の一覧である。なお、登場キャラクターの声優に関しては特に記述が無い限り、原作ゲーム準拠とする（ただし、萩原雪歩は途中で声優が変更されているため、別途に記載する）。
なお、シリーズに登場する楽曲はオリジナル曲だけでも1000曲以上におよぶため、以下の系統の楽曲はそれぞれの楽曲記事を参照。
- 『アイドルマスター シンデレラガールズ』 - アイドルマスター シンデレラガールズの楽曲一覧
- 『アイドルマスター ミリオンライブ!』 - アイドルマスター ミリオンライブ!の楽曲一覧
- 『アイドルマスター SideM』 - アイドルマスター SideMの楽曲一覧
- 『アイドルマスター シャイニーカラーズ』 - アイドルマスター シャイニーカラーズの楽曲一覧
- 『学園アイドルマスター』 - 学園アイドルマスターの楽曲一覧

## ゲーム関連楽曲

### 『アーケード版』収録曲
THE IDOLM@STER
作詞：中村恵、作曲・編曲：NBGI（佐々木宏人）、REMIX-Aアレンジ：Rayih、REMIX-Bアレンジ：笹本安詞、8BITアレンジ：戸田宏武・KPLECRAFT、2nd-mixアレンジ：遠山明孝、BGMアレンジ：高田龍一、初星-mixアレンジ：BNEI（Toaki Usami）・川崎良介（Dimension Cruise）、韓国語作詞：Jam Factory
『THE IDOLM@STER』の主題歌であり、アーケード版のエンディングテーマ。『THE IDOLM@STER.KR』では韓国語カバーバージョンがエンディングテーマに使用されている。
ゲームではダンスイメージが上昇する。
『CINDERELLA PARTY!』のコーナー「歌姫楽園 side C」でのカバーもされている。
収録作品
- GAME VERSION
  - THE IDOLM@STER（アーケード版） - 初期状態から使用可能
  - THE IDOLM@STER（Xbox 360版） - 初期状態から使用可能
  - THE IDOLM@STER LIVE FOR YOU! - 初期状態から使用可能
  - THE IDOLM@STER SP - 初期状態から使用可能
  - THE IDOLM@STER Dearly Stars - 初期状態で使用可能
  - THE IDOLM@STER LIVE in SLOT! - ゲーム中の条件を満たすことで使用可能
  - THE IDOLM@STER SHINY FESTA - 初期状態から使用可能（3バージョン共通曲） 歌：765PRO ALLSTARS
  - THE IDOLM@STER SHINY TV - DLC（ミニアルバム09）で配信 歌：765PRO ALLSTARS
  - アイドルマスター マストソングス 赤盤
  - アイドルマスター プラチナスターズ - 初期状態から使用可能
  - アイドルマスター ミリオンライブ！ シアターデイズ - 条件を満たすことで使用可能 歌：765PRO ALLSTARS
  - アイドルマスター ポップリンクス - アップデートで追加
  - アイドルマスター スターリットシーズン - 初期状態から使用可能 歌：Project LUMINOUS
  - アイドルマスター ツアーズ - 初期状態から使用可能

- REMIX-A
  - THE IDOLM@STER LIVE FOR YOU! - ゲーム中の条件を満たすことで使用可能

- REMIX-B
  - THE IDOLM@STER LIVE FOR YOU! - DLC（カタログ2号）で配信
  - THE IDOLM@STER SP - DLC（カタログ14号）で配信

- 2nd-mix
  - THE IDOLM@STER 2 - 初期状態から使用可能
  - アイドルマスター ワンフォーオール - DLC（カタログ14号）で配信
  - アイドルマスター マストソングス 青盤

- 初星mix
  - アイドルマスター ミリオンライブ！ シアターデイズ - イベントで追加 歌：765PRO ALLSTARS

収録CD
- M@STER VERSION
  - THE IDOLM@STER MASTERPIECE 01
    - THE IDOLM@STER（HYR VERSION） 歌：天海春香・萩原雪歩（長谷優里奈）・秋月律子

  - THE IDOLM@STER MASTERPIECE 02
    - THE IDOLM@STER（ACM VERSION） 歌：三浦あずさ・如月千早・菊地真

  - THE IDOLM@STER MASTERPIECE 03
    - THE IDOLM@STER（IYAM VERSION） 歌：水瀬伊織・高槻やよい・双海亜美 / 真美

  - THE IDOLM@STER MASTERPIECE 05
    - THE IDOLM@STER（M@STER VERSION -REMIX-） 歌：天海春香・如月千早・萩原雪歩（長谷優里奈）・高槻やよい・秋月律子・三浦あずさ・水瀬伊織・菊地真・双海亜美 / 真美

  - THE IDOLM@STER MASTER LIVE 00
    - THE IDOLM@STER（k VERSION） 歌：音無小鳥

  - THE IDOLM@STER BEST ALBUM 〜MASTER OF MASTER〜
    - THE IDOLM@STER（M@STER VERSION） 歌：天海春香

  - THE IDOLM@STER 765PRO ALLSTARS+ GRE@TEST BEST! －THE IDOLM@STER HISTORY－
    - THE IDOLM@STER（M@STER VERSION -REMIX-） 歌：天海春香・如月千早・萩原雪歩（長谷優里奈）・高槻やよい・秋月律子・三浦あずさ・水瀬伊織・菊地真・双海亜美 / 真美

  - THE IDOLM@STER 765PRO ALLSTARS+ GRE@TEST BEST! －THE IDOLM@STER HISTORY－
    - THE IDOLM@STER（M@STER VERSION -REMIX-） 歌：天海春香・如月千早・萩原雪歩（長谷優里奈）・高槻やよい・秋月律子・三浦あずさ・水瀬伊織・菊地真・双海亜美 / 真美

  - THE IDOLM@STER STARLIT SEASON 01
    - THE IDOLM@STER 歌：Project LUMINOUS

- REM@STER-A
  - THE IDOLM@STER MASTER LIVE ENCORE
    - THE IDOLM@STER（REM@STER-A） 歌：星井美希

- REM@STER-B
  - THE IDOLM@STER MASTER LIVE 02
    - THE IDOLM@STER（REM@STER-B） 歌：水瀬伊織・菊地真・秋月律子

- ファミソン8BIT
  - ファミソン8BIT☆アイドルマスター 02
    - THE IDOLM@STER（たろすけバスターNW MIX） 歌：天海春香・星井美希

- GAME VERSION
  - THE IDOLM@STER MASTERPIECE 04
    - THE IDOLM@STER 歌：天海春香・如月千早・萩原雪歩（長谷優里奈）・高槻やよい・秋月律子・三浦あずさ・水瀬伊織・菊地真・双海亜美 / 真美

  - THE IDOLM@STER MASTER BOX I
    - THE IDOLM@STER 歌：天海春香
    - THE IDOLM@STER 歌：萩原雪歩（長谷優里奈）
    - THE IDOLM@STER 歌：秋月律子
    - THE IDOLM@STER 歌：如月千早
    - THE IDOLM@STER 歌：三浦あずさ
    - THE IDOLM@STER 歌：菊地真
    - THE IDOLM@STER 歌：水瀬伊織
    - THE IDOLM@STER 歌：高槻やよい
    - THE IDOLM@STER 歌：双海亜美 / 真美

  - THE IDOLM@STER MASTER BOX II
    - THE IDOLM@STER 歌：星井美希

  - THE IDOLM@STER MASTERWORK 00
    - THE IDOLM@STER 歌：IM@S ALLSTARS

  - THE IDOLM@STER BEST OF 765+876=!! VOL.03
    - THE IDOLM@STER 歌：IM@S ALLSTARS1641

  - THE IDOLM@STER ANIM@TION MASTER 03
    - THE IDOLM@STER 歌：765PRO ALLSTARS

- MOVIE VERSION
  - M@STERPIECE 特典Blu-ray Disc Audio
    - THE IDOLM@STER 歌：765PRO ALLSTARS

- REMIX-A
  - THE IDOLM@STER MASTER BOX III
    - THE IDOLM@STER（REMIX-A） 歌：天海春香
    - THE IDOLM@STER（REMIX-A） 歌：星井美希
    - THE IDOLM@STER（REMIX-A） 歌：萩原雪歩（長谷優里奈）
    - THE IDOLM@STER（REMIX-A） 歌：水瀬伊織
    - THE IDOLM@STER（REMIX-A） 歌：如月千早
    - THE IDOLM@STER（REMIX-A） 歌：三浦あずさ
    - THE IDOLM@STER（REMIX-A） 歌：菊地真
    - THE IDOLM@STER（REMIX-A） 歌：秋月律子
    - THE IDOLM@STER（REMIX-A） 歌：高槻やよい
    - THE IDOLM@STER（REMIX-A） 歌：双海亜美 / 真美

- REMIX-B
  - THE IDOLM@STER MASTER BOX IV
    - THE IDOLM@STER（REMIX-B） 歌：天海春香
    - THE IDOLM@STER（REMIX-B） 歌：星井美希
    - THE IDOLM@STER（REMIX-B） 歌：萩原雪歩（長谷優里奈）
    - THE IDOLM@STER（REMIX-B） 歌：水瀬伊織
    - THE IDOLM@STER（REMIX-B） 歌：如月千早
    - THE IDOLM@STER（REMIX-B） 歌：三浦あずさ
    - THE IDOLM@STER（REMIX-B） 歌：菊地真
    - THE IDOLM@STER（REMIX-B） 歌：秋月律子
    - THE IDOLM@STER（REMIX-B） 歌：高槻やよい
    - THE IDOLM@STER（REMIX-B） 歌：双海亜美 / 真美

- クラブリミックス
  - The Remixes Collection THE IDOLM@STER TO D@NCE TO
    - THE IDOLM@STER -Rio Hamamoto Remix-

- カバー
  - CINDERELLA PARTY! でれぱDEないと をきかないと!! ～あかるくせいそにかわいくきよく～
    - THE IDOLM@STER 歌：原紗友里・青木瑠璃子

- 韓国語ver.
  - THE IDOLM@STER.KR MUSIC Episode 1
    - THE IDOLM@STER（韓国語ver.） 歌：B-Side

太陽のジェラシー
作詞：森由里子、作曲・編曲：NBGI（椎名豪）、REMIX-Aアレンジ：竹中文一、REMIX-Bアレンジ：竹中文一、8BITアレンジ：KPLECRAFT
天海春香の持ち歌。
ゲームではボーカルイメージが上昇する。
収録作品
- GAME VERSION
  - THE IDOLM@STER（アーケード版） - 初期状態から使用可能
  - THE IDOLM@STER（Xbox 360版） - 初期状態から使用可能
  - THE IDOLM@STER LIVE FOR YOU! - 初期状態から使用可能
  - THE IDOLM@STER SP - 初期状態から使用可能
  - THE IDOLM@STER SHINY TV - DLC（ミニアルバム01）で配信 歌：天海春香・双海真美・我那覇響

- REMIX-A
  - THE IDOLM@STER LIVE FOR YOU! - ゲーム中の条件を満たすことで使用可能

- REMIX-B
  - THE IDOLM@STER LIVE FOR YOU! - DLC（カタログ創刊号）で配信
  - THE IDOLM@STER SP - DLC（カタログ14号）で配信

収録CD
- M@STER VERSION
  - THE IDOLM@STER MASATERPIECE 04
    - 太陽のジェラシー（M@STER VERSION） 歌：天海春香・水瀬伊織・如月千早

  - THE IDOLM@STER MASTERWORK 01
    - 太陽のジェラシー（M@STER VERSION） 歌：天海春香

  - THE IDOLM@STER MASTER ARTIST 01
    - 太陽のジェラシー（M@STER VERSION） 歌：天海春香

  - THE IDOLM@STER BEST ALBUM 〜MASTER OF MASTER〜
    - 太陽のジェラシー（M@STER VERSION） 歌：春香・あずさ

  - THE IDOLM@STER MASTER ARTIST 2 -FIRST SEASON- 01
    - 太陽のジェラシー（M@STER VERSION） 歌：天海春香

  - THE IDOLM@STER 765PRO ALLSTARS+ GRE@TEST BEST! －SWEET&SMILE!－
    - 太陽のジェラシー（M@STER VERSION） 歌：天海春香・水瀬伊織・如月千早

- REM@STER-A
  - THE IDOLM@STER MASTER LIVE 03
    - 太陽のジェラシー（REM@STER-A） 歌：双海亜美

- REM@STER-B
  - THE IDOLM@STER MASTER LIVE 02
    - 太陽のジェラシー（REM@STER-B） 歌：秋月律子

- ファミソン8BIT
  - ファミソン8BIT☆アイドルマスター 02
    - 太陽のジェラシー（『オーダイン』ファミソン8BIT MIX）  歌：天海春香・星井美希

- GAME VERSION
  - THE IDOLM@STER MASTERPIECE 01
    - 太陽のジェラシー 歌：天海春香

  - THE IDOLM@STER MASTERPIECE 04
    - 太陽のジェラシー 歌：秋月律子・双海亜美 / 真美

  - THE IDOLM@STER MASTER BOX I
    - 太陽のジェラシー 歌：天海春香
    - 太陽のジェラシー 歌：萩原雪歩（長谷優里奈）
    - 太陽のジェラシー 歌：秋月律子
    - 太陽のジェラシー 歌：如月千早
    - 太陽のジェラシー 歌：三浦あずさ
    - 太陽のジェラシー 歌：菊地真
    - 太陽のジェラシー 歌：水瀬伊織
    - 太陽のジェラシー 歌：高槻やよい
    - 太陽のジェラシー 歌：双海亜美 / 真美

  - THE IDOLM@STER MASTER BOX II
    - 太陽のジェラシー 歌：星井美希

- REMIX-A
  - THE IDOLM@STER MASTER BOX III
    - 太陽のジェラシー（REMIX-A） 歌：天海春香
    - 太陽のジェラシー（REMIX-A） 歌：星井美希
    - 太陽のジェラシー（REMIX-A） 歌：萩原雪歩（長谷優里奈）
    - 太陽のジェラシー（REMIX-A） 歌：水瀬伊織
    - 太陽のジェラシー（REMIX-A） 歌：如月千早
    - 太陽のジェラシー（REMIX-A） 歌：三浦あずさ
    - 太陽のジェラシー（REMIX-A） 歌：菊地真
    - 太陽のジェラシー（REMIX-A） 歌：秋月律子
    - 太陽のジェラシー（REMIX-A） 歌：高槻やよい
    - 太陽のジェラシー（REMIX-A） 歌：双海亜美 / 真美

- REMIX-B
  - THE IDOLM@STER MASTER BOX IV
    - 太陽のジェラシー（REMIX-B） 歌：天海春香
    - 太陽のジェラシー（REMIX-B） 歌：星井美希
    - 太陽のジェラシー（REMIX-B） 歌：萩原雪歩（長谷優里奈）
    - 太陽のジェラシー（REMIX-B） 歌：水瀬伊織
    - 太陽のジェラシー（REMIX-B） 歌：如月千早
    - 太陽のジェラシー（REMIX-B） 歌：三浦あずさ
    - 太陽のジェラシー（REMIX-B） 歌：菊地真
    - 太陽のジェラシー（REMIX-B） 歌：秋月律子
    - 太陽のジェラシー（REMIX-B） 歌：高槻やよい
    - 太陽のジェラシー（REMIX-B） 歌：双海亜美 / 真美

蒼い鳥
作詞：森由里子、作曲・編曲（GAME VERSION）：NBGI（椎名豪）、編曲（M@STER VERSION）：塩入俊哉、REMIX-Aアレンジ：竹中文一、REMIX-Bアレンジ：宮垣憲一郎、8BITアレンジ：KPLECRAFT、編曲（TV ARRANGE）：宮原恵太、BGMアレンジ：高田龍一
如月千早の持ち歌。ゲームではボーカルイメージが上昇する。
First Stage
作詞：中村恵、作曲・編曲：NBGI（佐々木宏人）、REMIX-A：水野敏宏、REMIX-B：竹中文一、8BITアレンジ：KPLECRAFT
萩原雪歩の持ち歌。
ゲームではダンスイメージが上昇する。
収録作品
- GAME VERSION
  - THE IDOLM@STER（アーケード版） - 初期状態から使用可能
  - THE IDOLM@STER（Xbox 360版） - 初期状態から使用可能
  - THE IDOLM@STER LIVE FOR YOU! - 初期状態から使用可能
  - THE IDOLM@STER SP - 初期状態から使用可能
  - THE IDOLM@STER SHINY TV - DLC（ミニアルバム07）で配信 歌：765PRO ALLSTARS

- REMIX-A
  - THE IDOLM@STER LIVE FOR YOU! - ゲーム中の条件を満たすことで使用可能

- REMIX-B
  - THE IDOLM@STER LIVE FOR YOU! - DLC（カタログ創刊号）で配信
  - THE IDOLM@STER SP - DLC（カタログ14号）で配信

収録CD
- M@STER VERSION
  - THE IDOLM@STER MASTERPIECE 05
    - First Stage（M@STER VERSION） 歌：萩原雪歩（長谷優里奈）・菊地真・双海亜美 / 真美

  - THE IDOLM@STER MASTERWORK 03
    - First Stage（M@STER VERSION） 歌：萩原雪歩（長谷優里奈）

  - THE IDOLM@STER MASTER ARTIST 09
    - First Stage（M@STER VERSION） 歌：萩原雪歩（長谷優里奈）

  - THE IDOLM@STER BEST ALBUM 〜MASTER OF MASTER〜
    - First Stage（M@STER VERSION） 歌：菊地真・萩原雪歩（長谷優里奈）

  - THE IDOLM@STER ANIM@TION MASTER 02
    - First Stage（M@STER VERSION） 歌：菊地真・萩原雪歩（浅倉杏美）

  - THE IDOLM@STER 765PRO ALLSTARS+ GRE@TEST BEST! -SWEET&SMILE!-
    - First Stage（M@STER VERSION） 歌：萩原雪歩（長谷優里奈）・菊地真・双海亜美 / 真美

- REM@STER-A
  - THE IDOLM@STER MASTER LIVE ENCORE
    - First Stage（REM@STER-A） 歌：三浦あずさ

- REM@STER-B
  - THE IDOLM@STER MASTER LIVE 02
    - First Stage（REM@STER-B） 歌：菊地真

- ファミソン8BIT
  - ファミソン8BIT☆アイドルマスター 04
    - First Stage（『ゼビウス』ファミソン8BIT MIX） 歌：菊地真・萩原雪歩（長谷優里奈）

- GAME VERSION
  - THE IDOLM@STER MASTERPIECE 01
    - First Stage 歌：萩原雪歩（長谷優里奈）

  - THE IDOLM@STER MASTERPIECE 04
    - First Stage 歌：如月千早・萩原雪歩（長谷優里奈）・秋月律子

  - THE IDOLM@STER MASTER BOX I
    - First Stage 歌：天海春香
    - First Stage 歌：萩原雪歩（長谷優里奈）
    - First Stage 歌：秋月律子
    - First Stage 歌：如月千早
    - First Stage 歌：三浦あずさ
    - First Stage 歌：菊地真
    - First Stage 歌：水瀬伊織
    - First Stage 歌：高槻やよい
    - First Stage 歌：双海亜美 / 真美

  - THE IDOLM@STER MASTER BOX II
    - First Stage 歌：星井美希

- REMIX-A
  - THE IDOLM@STER MASTER BOX III
    - First Stage（REMIX-A） 歌：天海春香
    - First Stage（REMIX-A） 歌：星井美希
    - First Stage（REMIX-A） 歌：萩原雪歩（長谷優里奈）
    - First Stage（REMIX-A） 歌：水瀬伊織
    - First Stage（REMIX-A） 歌：如月千早
    - First Stage（REMIX-A） 歌：三浦あずさ
    - First Stage（REMIX-A） 歌：菊地真
    - First Stage（REMIX-A） 歌：秋月律子
    - First Stage（REMIX-A） 歌：高槻やよい
    - First Stage（REMIX-A） 歌：双海亜美 / 真美

- REMIX-B
  - THE IDOLM@STER MASTER BOX IV
    - First Stage（REMIX-B） 歌：天海春香
    - First Stage（REMIX-B） 歌：星井美希
    - First Stage（REMIX-B） 歌：萩原雪歩（長谷優里奈）
    - First Stage（REMIX-B） 歌：水瀬伊織
    - First Stage（REMIX-B） 歌：如月千早
    - First Stage（REMIX-B） 歌：三浦あずさ
    - First Stage（REMIX-B） 歌：菊地真
    - First Stage（REMIX-B） 歌：秋月律子
    - First Stage（REMIX-B） 歌：高槻やよい
    - First Stage（REMIX-B） 歌：双海亜美 / 真美

おはよう!! 朝ご飯
作詞：中村恵、作曲・編曲：NBGI（佐々木宏人）、REMIX-A：遠藤正樹、REMIX-B：水野敏宏、8BITアレンジ：ZUNBA kobayashi
高槻やよいの持ち歌。
ゲームではビジュアルイメージが上昇する。
収録作品
- GAME VERSION
  - THE IDOLM@STER（アーケード版） - 初期状態から使用可能
  - THE IDOLM@STER（Xbox 360版） - 初期状態から使用可能
  - THE IDOLM@STER LIVE FOR YOU! - 初期状態から使用可能
  - THE IDOLM@STER SP - 初期状態から使用可能
  - THE IDOLM@STER SHINY FESTA - 初期状態から使用可能（ファンキーノート） 歌：高槻やよい
  - THE IDOLM@STER SHINY TV - DLC（ミニアルバム04）で配信 歌：高槻やよい
  - アイドルマスター マストソングス 赤盤

- REMIX-A
  - THE IDOLM@STER LIVE FOR YOU! - ゲーム中の条件を満たすことで使用可能

- REMIX-B
  - THE IDOLM@STER LIVE FOR YOU! - DLC（カタログ創刊号）で配信
  - THE IDOLM@STER SP - DLC（カタログ15号）で配信

収録CD
- M@STER VERSION
  - THE IDOLM@STER MASTERPIECE 04
    - おはよう!! 朝ご飯（M@STER VERSION） 歌：高槻やよい・萩原雪歩（長谷優里奈）・三浦あずさ

  - THE IDOLM@STER MASTERWORK 01
    - おはよう!! 朝ご飯（M@STER VERSION） 歌：高槻やよい

  - THE IDOLM@STER MASTER ARTIST 02
    - おはよう!! 朝ご飯（M@STER VERSION） 歌：高槻やよい

  - THE IDOLM@STER BEST ALBUM 〜MASTER OF MASTER〜
    - おはよう!! 朝ご飯（M@STER VERSION） 歌：高槻やよい・星井美希

  - THE IDOLM@STER ANIM@TION MASTER 03
    - おはよう!! 朝ご飯（M@STER VERSION） 歌：高槻やよい

  - THE IDOLM@STER 765PRO ALLSTARS+ GRE@TEST BEST! -SWEET&SMILE!-
    - おはよう!! 朝ご飯（M@STER VERSION） 歌：高槻やよい・萩原雪歩（長谷優里奈）・三浦あずさ

- REM@STER-A
  - THE IDOLM@STER MASTER LIVE 01
    - おはよう!! 朝ご飯（REM@STER-A） 歌：双海真美・ヤキニクマン

- REM@STER-B
  - THE IDOLM@STER MASTER LIVE 03
    - おはよう!! 朝ご飯（REM@STER-B） 歌：菊地真

- ファミソン8BIT
  - ファミソン8BIT☆アイドルマスター 01
    - おはよう!! 朝ご飯（『ドルアーガの塔』ファミソン8BIT MIX） 歌：高槻やよい・双海亜美 / 真美

- GAME VERSION
  - THE IDOLM@STER MASTERPIECE 03
    - おはよう!! 朝ご飯 歌：高槻やよい

  - THE IDOLM@STER MASTERPIECE 04
    - おはよう!! 朝ご飯 歌：水瀬伊織・天海春香・如月千早

  - THE IDOLM@STER MASTER BOX I
    - おはよう!! 朝ご飯 歌：天海春香
    - おはよう!! 朝ご飯 歌：萩原雪歩（長谷優里奈）
    - おはよう!! 朝ご飯 歌：秋月律子
    - おはよう!! 朝ご飯 歌：如月千早
    - おはよう!! 朝ご飯 歌：三浦あずさ
    - おはよう!! 朝ご飯 歌：菊地真
    - おはよう!! 朝ご飯 歌：水瀬伊織
    - おはよう!! 朝ご飯 歌：高槻やよい
    - おはよう!! 朝ご飯 歌：双海亜美 / 真美

  - THE IDOLM@STER MASTER BOX II
    - おはよう!! 朝ご飯 歌：星井美希

- REMIX-A
  - THE IDOLM@STER MASTER BOX III
    - おはよう!! 朝ご飯（REMIX-A） 歌：天海春香
    - おはよう!! 朝ご飯（REMIX-A） 歌：星井美希
    - おはよう!! 朝ご飯（REMIX-A） 歌：萩原雪歩（長谷優里奈）
    - おはよう!! 朝ご飯（REMIX-A） 歌：水瀬伊織
    - おはよう!! 朝ご飯（REMIX-A） 歌：如月千早
    - おはよう!! 朝ご飯（REMIX-A） 歌：三浦あずさ
    - おはよう!! 朝ご飯（REMIX-A） 歌：菊地真
    - おはよう!! 朝ご飯（REMIX-A） 歌：秋月律子
    - おはよう!! 朝ご飯（REMIX-A） 歌：高槻やよい
    - おはよう!! 朝ご飯（REMIX-A） 歌：双海亜美 / 真美

- REMIX-B
  - THE IDOLM@STER MASTER BOX IV
    - おはよう!! 朝ご飯（REMIX-B） 歌：天海春香
    - おはよう!! 朝ご飯（REMIX-B） 歌：星井美希
    - おはよう!! 朝ご飯（REMIX-B） 歌：萩原雪歩（長谷優里奈）
    - おはよう!! 朝ご飯（REMIX-B） 歌：水瀬伊織
    - おはよう!! 朝ご飯（REMIX-B） 歌：如月千早
    - おはよう!! 朝ご飯（REMIX-B） 歌：三浦あずさ
    - おはよう!! 朝ご飯（REMIX-B） 歌：菊地真
    - おはよう!! 朝ご飯（REMIX-B） 歌：秋月律子
    - おはよう!! 朝ご飯（REMIX-B） 歌：高槻やよい
    - おはよう!! 朝ご飯（REMIX-B） 歌：双海亜美 / 真美

魔法をかけて!
作詞・作曲・編曲：NBGI（神前暁）、REMIX-A：佐藤和郎、REMIX-B：遠藤正樹、8BITアレンジ：KPLECRAFT
秋月律子の持ち歌。
ゲームではボーカルイメージが上昇する。
収録作品
- GAME VERSION
  - THE IDOLM@STER（アーケード版） - 初期状態から使用可能
  - THE IDOLM@STER（Xbox 360版） - 初期状態から使用可能
  - THE IDOLM@STER LIVE FOR YOU! - 初期状態から使用可能
  - THE IDOLM@STER SP - 初期状態から使用可能
  - THE IDOLM@STER 2（PS3版） - DLC（カタログ13号）で配信
  - THE IDOLM@STER SHINY FESTA - 初期状態から使用可能（ハニーサウンド） 歌：秋月律子
  - THE IDOLM@STER SHINY TV - DLC（ミニアルバム09）で配信 歌：秋月律子
  - アイドルマスター ワンフォーオール - DLC（カタログ6号）で配信
  - アイドルマスター マストソングス 赤盤

- REMIX-A
  - THE IDOLM@STER LIVE FOR YOU! - ゲーム中の条件を満たすことで使用可能

- REMIX-B
  - THE IDOLM@STER LIVE FOR YOU! - DLC（カタログ創刊号）で配信
  - THE IDOLM@STER SP - DLC（カタログ16号）で配信

収録CD
- M@STER VERSION
  - THE IDOLM@STER MASTERPIECE 01
    - 魔法をかけて!（M@STER VERSION） 歌：天海春香・萩原雪歩（長谷優里奈）・秋月律子

  - THE IDOLM@STER MASTERWORK 02
    - 魔法をかけて!（M@STER VERSION） 歌：秋月律子

  - THE IDOLM@STER MASTER ARTIST 10
    - 魔法をかけて!（M@STER VERSION） 歌：秋月律子

  - THE IDOLM@STER BEST ALBUM 〜MASTER OF MASTER〜
    - 魔法をかけて!（M@STER VERSION） 歌：秋月律子・萩原雪歩（長谷優里奈）

  - THE IDOLM@STER DREAM SYMPHONY 01
    - 魔法をかけて!（M@STER VERSION） 歌：水谷絵理

  - THE IDOLM@STER BEST OF 765+876=!! VOL.02
    - 魔法をかけて!（M@STER VERSION） 歌：秋月律子・天海春香・萩原雪歩（長谷優里奈）

  - THE IDOLM@STER ANIM@TION MASTER 06
    - 魔法をかけて!（M@STER VERSION） 歌：秋月律子

  - THE IDOLM@STER 765PRO ALLSTARS+ GRE@TEST BEST! -SWEET&SMILE!-
    - 魔法をかけて!（M@STER VERSION） 歌：天海春香・萩原雪歩（長谷優里奈）・秋月律子

  - THE IDOLM@STER MILLION LIVE! Blooming Clover 13巻 特別版オリジナルCD
    - 魔法をかけて!（M@STER VERSION） 歌：徳川まつり・福田のり子・舞浜歩

- REM@STER-A
  - THE IDOLM@STER MASTER LIVE 01
    - 魔法をかけて!（REM@STER-A） 歌：高槻やよい

- REM@STER-B
  - THE IDOLM@STER MASTER LIVE 04
    - 魔法をかけて!（REM@STER-B） 歌：如月千早

- ファミソン8BIT
  - ファミソン8BIT☆アイドルマスター 03
    - 魔法をかけて!（『妖怪道中記』ファミソン8BIT MIX） 歌：三浦あずさ・秋月律子

- GAME VERSION
  - THE IDOLM@STER MASTERPIECE 01
    - 魔法をかけて! 歌：秋月律子

  - THE IDOLM@STER MASTERPIECE 04
    - 魔法をかけて! 歌：水瀬伊織・双海亜美／真美

  - THE IDOLM@STER MASTER BOX I
    - 魔法をかけて! 歌：天海春香
    - 魔法をかけて! 歌：萩原雪歩（長谷優里奈）
    - 魔法をかけて! 歌：秋月律子
    - 魔法をかけて! 歌：如月千早
    - 魔法をかけて! 歌：三浦あずさ
    - 魔法をかけて! 歌：菊地真
    - 魔法をかけて! 歌：水瀬伊織
    - 魔法をかけて! 歌：高槻やよい
    - 魔法をかけて! 歌：双海亜美 / 真美

  - THE IDOLM@STER MASTER BOX II
    - 魔法をかけて! 歌：星井美希

- REMIX-A
  - THE IDOLM@STER MASTER BOX III
    - 魔法をかけて!（REMIX-A） 歌：天海春香
    - 魔法をかけて!（REMIX-A） 歌：星井美希
    - 魔法をかけて!（REMIX-A） 歌：萩原雪歩（長谷優里奈）
    - 魔法をかけて!（REMIX-A） 歌：水瀬伊織
    - 魔法をかけて!（REMIX-A） 歌：如月千早
    - 魔法をかけて!（REMIX-A） 歌：三浦あずさ
    - 魔法をかけて!（REMIX-A） 歌：菊地真
    - 魔法をかけて!（REMIX-A） 歌：秋月律子
    - 魔法をかけて!（REMIX-A） 歌：高槻やよい
    - 魔法をかけて!（REMIX-A） 歌：双海亜美 / 真美

- REMIX-B
  - THE IDOLM@STER MASTER BOX IV
    - 魔法をかけて!（REMIX-B） 歌：天海春香
    - 魔法をかけて!（REMIX-B） 歌：星井美希
    - 魔法をかけて!（REMIX-B） 歌：萩原雪歩（長谷優里奈）
    - 魔法をかけて!（REMIX-B） 歌：水瀬伊織
    - 魔法をかけて!（REMIX-B） 歌：如月千早
    - 魔法をかけて!（REMIX-B） 歌：三浦あずさ
    - 魔法をかけて!（REMIX-B） 歌：菊地真
    - 魔法をかけて!（REMIX-B） 歌：秋月律子
    - 魔法をかけて!（REMIX-B） 歌：高槻やよい
    - 魔法をかけて!（REMIX-B） 歌：双海亜美 / 真美

- クラブリミックス
  - The Remixes Collection THE IDOLM@STER TO D@NCE TO
    - 魔法をかけて! -Ryo Watanabe Remix-

9：02pm
作詞：yura、作曲・編曲：NBGI（Jesahm）、REMIX-Aアレンジ：西本卓朗、REMIX-Bアレンジ：渡部チェル・高樹リオ、8BITアレンジ：KPLECRAFT
三浦あずさの持ち歌。
ゲームではボーカルイメージが上昇する。
収録作品
- GAME VERSION
  - THE IDOLM@STER（アーケード版） - 初期状態から使用可能
  - THE IDOLM@STER（Xbox 360版） - 初期状態から使用可能
  - THE IDOLM@STER LIVE FOR YOU! - 初期状態から使用可能
  - THE IDOLM@STER SP - 初期状態から使用可能
  - THE IDOLM@STER 2（PS3版） - DLC（カタログ17号）で配信
  - アイドルマスター ワンフォーオール - DLC（カタログ14号）で配信
  - アイドルマスター プラチナスターズ - DLC（カタログ6号）で配信。

- REMIX-A
  - THE IDOLM@STER LIVE FOR YOU! - ゲーム中の条件を満たすことで使用可能

- REMIX-B
  - THE IDOLM@STER LIVE FOR YOU! - DLC（カタログ創刊号）で配信
  - THE IDOLM@STER SP - DLC（カタログ15号）で配信

収録CD
- M@STER VERSION
  - THE IDOLM@STER MASTERPIECE 02
    - 9：02pm（M@STER VERSION） 歌：三浦あずさ・如月千早・菊地真

  - THE IDOLM@STER RADIO 歌姫楽園
    - 9：02pm（M@STER VERSION） 歌：三浦あずさ

  - THE IDOLM@STER MASTER ARTIST 07
    - 9：02pm（M@STER VERSION） 歌：三浦あずさ

  - THE IDOLM@STER BEST ALBUM 〜MASTER OF MASTER〜
    - 9：02pm（M@STER VERSION） 歌：三浦あずさ・菊地真

  - THE IDOLM@STER 765PRO ALLSTARS+ GRE@TEST BEST! -COOL&BITTER!-
    - 9：02pm（M@STER VERSION） 歌：如月千早・菊地真・三浦あずさ

  - 『菊地 真 ・ 萩原 雪歩 twin live はんげつであえたら』会場オリジナルCD
    - 9：02pm（M@STER VERSION） - 歌：菊地真・萩原雪歩（浅倉杏美）

- REM@STER-A
  - THE IDOLM@STER MASTER LIVE 01
    - 9：02pm（REM@STER-A） 歌：双海亜美

- REM@STER-B
  - THE IDOLM@STER MASTER LIVE 04
    - 9：02pm（REM@STER-B） 歌：秋月律子

- ファミソン8BIT
  - ファミソン8BIT☆アイドルマスター 03
    - 9：02pm（『ドラゴンバスター』ファミソン8BIT MIX） 歌：三浦あずさ・秋月律子

- GAME VERSION
  - THE IDOLM@STER MASTERPIECE 02
    - 9：02pm 歌：三浦あずさ

  - THE IDOLM@STER MASTERPIECE 04
    - 9：02pm 歌：秋月律子・三浦あずさ・萩原雪歩（長谷優里奈）

  - THE IDOLM@STER MASTER BOX I
    - 9：02pm 歌：天海春香
    - 9：02pm 歌：萩原雪歩（長谷優里奈）
    - 9：02pm 歌：秋月律子
    - 9：02pm 歌：如月千早
    - 9：02pm 歌：三浦あずさ
    - 9：02pm 歌：菊地真
    - 9：02pm 歌：水瀬伊織
    - 9：02pm 歌：高槻やよい
    - 9：02pm 歌：双海亜美 / 真美

  - THE IDOLM@STER MASTER BOX II
    - 9：02pm 歌：星井美希

- REMIX-A
  - THE IDOLM@STER MASTER BOX III
    - 9：02pm（REMIX-A） 歌：天海春香
    - 9：02pm（REMIX-A） 歌：星井美希
    - 9：02pm（REMIX-A） 歌：萩原雪歩（長谷優里奈）
    - 9：02pm（REMIX-A） 歌：水瀬伊織
    - 9：02pm（REMIX-A） 歌：如月千早
    - 9：02pm（REMIX-A） 歌：三浦あずさ
    - 9：02pm（REMIX-A） 歌：菊地真
    - 9：02pm（REMIX-A） 歌：秋月律子
    - 9：02pm（REMIX-A） 歌：高槻やよい
    - 9：02pm（REMIX-A） 歌：双海亜美 / 真美

- REMIX-B
  - THE IDOLM@STER MASTER BOX IV
    - 9：02pm（REMIX-B） 歌：天海春香
    - 9：02pm（REMIX-B） 歌：星井美希
    - 9：02pm（REMIX-B） 歌：萩原雪歩（長谷優里奈）
    - 9：02pm（REMIX-B） 歌：水瀬伊織
    - 9：02pm（REMIX-B） 歌：如月千早
    - 9：02pm（REMIX-B） 歌：三浦あずさ
    - 9：02pm（REMIX-B） 歌：菊地真
    - 9：02pm（REMIX-B） 歌：秋月律子
    - 9：02pm（REMIX-B） 歌：高槻やよい
    - 9：02pm（REMIX-B） 歌：双海亜美 / 真美

Here we go!!
作詞：yura、作曲・編曲：NBGI（Jesahm）、REMIX-A：宮垣憲一郎、REMIX-B：水野敏宏、8BITアレンジ：KPLECRAFT
水瀬伊織の持ち歌。
ゲームではビジュアルイメージが上昇する。
収録作品
- GAME VERSION
  - THE IDOLM@STER（アーケード版） - 初期状態から使用可能
  - THE IDOLM@STER（Xbox 360版） - 初期状態から使用可能
  - THE IDOLM@STER LIVE FOR YOU! - 初期状態から使用可能
  - THE IDOLM@STER SP - 初期状態から使用可能
  - アイドルマスター プラチナスターズ - DLC（カタログ4号）で配信。

- REMIX-A
  - THE IDOLM@STER LIVE FOR YOU! - ゲーム中の条件を満たすことで使用可能

- REMIX-B
  - THE IDOLM@STER LIVE FOR YOU! - DLC（カタログ創刊号）で配信
  - THE IDOLM@STER SP - DLC（カタログ15号）で配信

収録CD
- M@STER VERSION
  - THE IDOLM@STER MASTERPIECE 05
    - Here we go!!（M@STER VERSION） 歌：水瀬伊織・天海春香・高槻やよい

  - THE IDOLM@STER MASTERWORK 01
    - Here we go!!（M@STER VERSION） 歌：水瀬伊織

  - THE IDOLM@STER MASTER ARTIST 08
    - Here we go!!（M@STER VERSION） 歌：水瀬伊織

  - THE IDOLM@STER BEST ALBUM 〜MASTER OF MASTER〜
    - Here we go!!（M@STER VERSION） 歌：水瀬伊織・天海春香

  - THE IDOLM@STER 765PRO ALLSTARS+ GRE@TEST BEST! -SWEET&SMILE!-
    - Here we go!!（M@STER VERSION） 歌：水瀬伊織・天海春香・高槻やよい

- REM@STER-A
  - THE IDOLM@STER MASTER LIVE 01
    - Here we go!!（REM@STER-A） 歌：星井美希

- REM@STER-B
  - THE IDOLM@STER MASTER LIVE 04
    - Here we go!!（REM@STER-B） 歌：萩原雪歩（長谷優里奈）

- ファミソン8BIT
  - ファミソン8BIT☆アイドルマスター 05
    - Here we go!!（『ディグダグII』ファミソン8BIT MIX） 歌：如月千早・水瀬伊織

- GAME VERSION
  - THE IDOLM@STER MASTERPIECE 03
    - Here we go!! 歌：水瀬伊織

  - THE IDOLM@STER MASTERPIECE 04
    - Here we go!! 歌：天海春香・高槻やよい

  - THE IDOLM@STER MASTER BOX I
    - Here we go!! 歌：天海春香
    - Here we go!! 歌：萩原雪歩（長谷優里奈）
    - Here we go!! 歌：秋月律子
    - Here we go!! 歌：如月千早
    - Here we go!! 歌：三浦あずさ
    - Here we go!! 歌：菊地真
    - Here we go!! 歌：水瀬伊織
    - Here we go!! 歌：高槻やよい
    - Here we go!! 歌：双海亜美 / 真美

  - THE IDOLM@STER MASTER BOX II
    - Here we go!! 歌：星井美希

- REMIX-A
  - THE IDOLM@STER MASTER BOX III
    - Here we go!!（REMIX-A） 歌：天海春香
    - Here we go!!（REMIX-A） 歌：星井美希
    - Here we go!!（REMIX-A） 歌：萩原雪歩（長谷優里奈）
    - Here we go!!（REMIX-A） 歌：水瀬伊織
    - Here we go!!（REMIX-A） 歌：如月千早
    - Here we go!!（REMIX-A） 歌：三浦あずさ
    - Here we go!!（REMIX-A） 歌：菊地真
    - Here we go!!（REMIX-A） 歌：秋月律子
    - Here we go!!（REMIX-A） 歌：高槻やよい
    - Here we go!!（REMIX-A） 歌：双海亜美 / 真美

- REMIX-B
  - THE IDOLM@STER MASTER BOX IV
    - Here we go!!（REMIX-B） 歌：天海春香
    - Here we go!!（REMIX-B） 歌：星井美希
    - Here we go!!（REMIX-B） 歌：萩原雪歩（長谷優里奈）
    - Here we go!!（REMIX-B） 歌：水瀬伊織
    - Here we go!!（REMIX-B） 歌：如月千早
    - Here we go!!（REMIX-B） 歌：三浦あずさ
    - Here we go!!（REMIX-B） 歌：菊地真
    - Here we go!!（REMIX-B） 歌：秋月律子
    - Here we go!!（REMIX-B） 歌：高槻やよい
    - Here we go!!（REMIX-B） 歌：双海亜美 / 真美

エージェント夜を往く
作詞・作曲・編曲：NBGI（LindaAI-CUE）、REMIX-A：佐藤和郎、REMIX-B：宮垣憲一郎、8BITアレンジ：quad（luvtrax）・KPLECRAFT
菊地真の持ち歌として設定されているが、双海亜美 / 真美によるバージョンが「とかちつくちて」としてインターネット・ミームになったことで知られている。ゲームではダンスイメージが上昇する。
ポジティブ!
作詞：NBGI（mft）、作曲・編曲：NBGI（中川浩二）、REMIX-A：竹中文一、REMIX-B：佐藤和郎、8BITアレンジ：KPLECRAFT・Uraken、Rearrange Mix：柳田しゆ
双海亜美 / 真美の持ち歌。
ゲームではビジュアルイメージが上昇する。
収録作品
- GAME VERSION
  - THE IDOLM@STER（アーケード版） - 初期状態から使用可能
  - THE IDOLM@STER（Xbox 360版） - 初期状態から使用可能
  - THE IDOLM@STER LIVE FOR YOU! - 初期状態から使用可能
  - THE IDOLM@STER SP - 初期状態から使用可能
  - THE IDOLM@STER SHINY FESTA - 初期状態から使用可能（ファンキーノート） 歌：双海亜美 / 真美
  - THE IDOLM@STER 2（PS3版） - DLC（カタログ18号）で配信
  - THE IDOLM@STER SHINY TV - DLC（ミニアルバム11）で配信 歌：双海亜美 / 真美
  - アイドルマスター ワンフォーオール - DLC（カタログ3号）で配信
  - アイドルマスター マストソングス 赤盤

- REMIX-A
  - THE IDOLM@STER LIVE FOR YOU! - ゲーム中の条件を満たすことで使用可能

- REMIX-B
  - THE IDOLM@STER LIVE FOR YOU! - DLC（カタログ創刊号）で配信
  - THE IDOLM@STER SP - DLC（カタログ16号）で配信

収録CD
- M@STER VERSION
  - THE IDOLM@STER MASTERPIECE 03
    - ポジティブ!（M@STER VERSION） 歌：水瀬伊織・高槻やよい・双海亜美 / 真美

  - THE IDOLM@STER MASTERWORK 02
    - ポジティブ!（M@STER VERSION） 歌：双海亜美 / 真美

  - THE IDOLM@STER MASTER ARTIST 06
    - ポジティブ!（M@STER VERSION） 歌：双海亜美 / 真美

  - THE IDOLM@STER BEST ALBUM 〜MASTER OF MASTER〜
    - ポジティブ!（M@STER VERSION） 歌：双海亜美／真美・高槻やよい・水瀬伊織

  - THE IDOLM@STER BEST OF 765+876=!! VOL.02
    - ポジティブ!（M@STER VERSION） 歌：水瀬伊織・高槻やよい・双海亜美 / 真美

  - THE IDOLM@STER ANIM@TION MASTER 02
    - ポジティブ!（M@STER VERSION） 歌：水瀬伊織・高槻やよい

  - THE IDOLM@STER 765PRO ALLSTARS+ GRE@TEST BEST! -SWEET&SMILE!-
    - ポジティブ!（M@STER VERSION） 歌：水瀬伊織・高槻やよい・双海亜美 / 真美

- REM@STER-A
  - THE IDOLM@STER MASTER LIVE 01
    - ポジティブ!（REM@STER-A） 歌：三浦あずさ

- REM@STER-B
  - THE IDOLM@STER MASTER LIVE ENCORE
    - ポジティブ!（REM@STER-B） 歌：高槻やよい

- ファミソン8BIT
  - ファミソン8BIT☆アイドルマスター 01
    - ポジティブ!（『マッピー』ファミソン8BIT MIX） 歌：高槻やよい・双海亜美 / 真美

  - ファミソン8BIT☆アイドルマスター 03
    - ポジティブ!（『スカイキッド』 MIX） 歌：三浦あずさ・秋月律子

- Rearrange Mix
  - THE IDOLM@STER PERFECT IDOL 02
    - ポジティブ! -TRANCE Rearrange Mix- 歌：双海亜美 / 真美

- GAME VERSION
  - THE IDOLM@STER MASTERPIECE 03
    - ポジティブ! 歌：双海亜美 / 真美

  - THE IDOLM@STER MASTERPIECE 04
    - ポジティブ! 歌：三浦あずさ・菊地真

  - THE IDOLM@STER MASTER BOX I
    - ポジティブ! 歌：天海春香
    - ポジティブ! 歌：萩原雪歩（長谷優里奈）
    - ポジティブ! 歌：秋月律子
    - ポジティブ! 歌：如月千早
    - ポジティブ! 歌：三浦あずさ
    - ポジティブ! 歌：菊地真
    - ポジティブ! 歌：水瀬伊織
    - ポジティブ! 歌：高槻やよい
    - ポジティブ! 歌：双海亜美 / 真美

  - THE IDOLM@STER MASTER BOX II
    - ポジティブ! 歌：星井美希

- REMIX-A
  - THE IDOLM@STER MASTER BOX III
    - ポジティブ!（REMIX-A） 歌：天海春香
    - ポジティブ!（REMIX-A） 歌：星井美希
    - ポジティブ!（REMIX-A） 歌：萩原雪歩（長谷優里奈）
    - ポジティブ!（REMIX-A） 歌：水瀬伊織
    - ポジティブ!（REMIX-A） 歌：如月千早
    - ポジティブ!（REMIX-A） 歌：三浦あずさ
    - ポジティブ!（REMIX-A） 歌：菊地真
    - ポジティブ!（REMIX-A） 歌：秋月律子
    - ポジティブ!（REMIX-A） 歌：高槻やよい
    - ポジティブ!（REMIX-A） 歌：双海亜美 / 真美

- REMIX-B
  - THE IDOLM@STER MASTER BOX IV
    - ポジティブ!（REMIX-B） 歌：天海春香
    - ポジティブ!（REMIX-B） 歌：星井美希
    - ポジティブ!（REMIX-B） 歌：萩原雪歩（長谷優里奈）
    - ポジティブ!（REMIX-B） 歌：水瀬伊織
    - ポジティブ!（REMIX-B） 歌：如月千早
    - ポジティブ!（REMIX-B） 歌：三浦あずさ
    - ポジティブ!（REMIX-B） 歌：菊地真
    - ポジティブ!（REMIX-B） 歌：秋月律子
    - ポジティブ!（REMIX-B） 歌：高槻やよい
    - ポジティブ!（REMIX-B） 歌：双海亜美 / 真美

### 『Xbox 360版』収録曲
relations
作詞：NBGI（mft）、作曲・編曲：NBGI（中川浩二）、REMIX-A：竹中文一、REMIX-B：佐藤和郎、8BITアレンジ：ZUNBA kobayashi・小林写楽、松田信男、Rearrange Mix：松田信男、BGMアレンジ：高田龍一
星井美希の持ち歌。
ゲームではダンスイメージが上昇する。
収録作品
- GAME VERSION
  - THE IDOLM@STER（Xbox 360版） - 初期状態から使用可能
  - THE IDOLM@STER LIVE FOR YOU! - 初期状態から使用可能
  - THE IDOLM@STER SP - 初期状態から使用可能
  - THE IDOLM@STER Dearly Stars - 初期状態から使用可能
  - THE IDOLM@STER 2 - 初期状態から使用可能
  - THE IDOLM@STER LIVE in SLOT! - 初期状態から使用可能
  - THE IDOLM@STER SHINY FESTA - 初期状態から使用可能（グルーヴィーチューン） 歌：星井美希・萩原雪歩（浅倉杏美）・菊地真
  - THE IDOLM@STER SHINY TV - DLC（ミニアルバム06）で配信 歌：星井美希・萩原雪歩（浅倉杏美）・菊地真
  - アイドルマスター ワンフォーオール - DLC（カタログ7号）で配信
  - アイドルマスター マストソングス 赤盤
  - アイドルマスター ミリオンライブ！ シアターデイズ - 条件を満たすことで使用可能 歌：星井美希・如月千早／福田のり子・三浦あずさ

- REMIX-A
  - THE IDOLM@STER LIVE FOR YOU! - ゲーム中の条件を満たすことで使用可能

- REMIX-B
  - THE IDOLM@STER LIVE FOR YOU! - DLC（カタログ創刊号）で配信
  - THE IDOLM@STER SP - DLC（カタログ16号）で配信

収録CD
- M@STER VERSION
  - THE IDOLM@STER MASTERWORK 02
    - relations（M@STER VERSION） 歌：星井美希・如月千早

  - THE IDOLM@STER MASTER ARTIST 03
    - relations（M@STER VERSION） 歌：星井美希

  - THE IDOLM@STER MASTER ARTIST 05
    - relations（M@STER VERSION） 歌：如月千早

  - THE IDOLM@STER BEST ALBUM 〜MASTER OF MASTER〜
    - relations（M@STER VERSION） 歌：星井美希・秋月律子

  - THE IDOLM@STER 765PRO ALLSTARS+ GRE@TEST BEST! -COOL&BITTER!-
    - relations（M@STER VERSION） 歌：星井美希・如月千早

- REM@STER-A
  - THE IDOLM@STER MASTER LIVE 01
    - relations（REM@STER-A） 歌：天海春香

  - THE IDOLM@STER MASTER LIVE 04
    - relations（REM@STER-B） 歌：水瀬伊織

- ファミソン8BIT
  - ファミソン8BIT☆アイドルマスター 02
    - relations（『ギャプラス』ファミソン8BIT MIX） 歌：天海春香・星井美希

  - ファミソン8BIT☆アイドルマスター 04
    - relations（digno-pop MIX） 歌：菊地真・萩原雪歩（長谷優里奈）

- Rearrange Mix
  - THE IDOLM@STER PERFECT IDOL 01
    - relations -JAZZ Rearrange Mix- 歌：星井美希

- GAME VERSION
  - THE IDOLM@STER MASTER BOX II
    - relations 歌：天海春香
    - relations 歌：如月千早
    - relations 歌：萩原雪歩（長谷優里奈）
    - relations 歌：菊地真
    - relations 歌：三浦あずさ
    - relations 歌：秋月律子
    - relations 歌：高槻やよい
    - relations 歌：水瀬伊織
    - relations 歌：双海亜美 / 真美
    - relations 歌：星井美希

- REMIX-A
  - THE IDOLM@STER MASTER BOX III
    - relations（REMIX-A） 歌：天海春香
    - relations（REMIX-A） 歌：星井美希
    - relations（REMIX-A） 歌：萩原雪歩（長谷優里奈）
    - relations（REMIX-A） 歌：水瀬伊織
    - relations（REMIX-A） 歌：如月千早
    - relations（REMIX-A） 歌：三浦あずさ
    - relations（REMIX-A） 歌：菊地真
    - relations（REMIX-A） 歌：秋月律子
    - relations（REMIX-A） 歌：高槻やよい
    - relations（REMIX-A） 歌：双海亜美 / 真美

- REMIX-B
  - THE IDOLM@STER MASTER BOX IV
    - relations（REMIX-B） 歌：天海春香
    - relations（REMIX-B） 歌：星井美希
    - relations（REMIX-B） 歌：萩原雪歩（長谷優里奈）
    - relations（REMIX-B） 歌：水瀬伊織
    - relations（REMIX-B） 歌：如月千早
    - relations（REMIX-B） 歌：三浦あずさ
    - relations（REMIX-B） 歌：菊地真
    - relations（REMIX-B） 歌：秋月律子
    - relations（REMIX-B） 歌：高槻やよい
    - relations（REMIX-B） 歌：双海亜美 / 真美

私はアイドル♡
作詞：中村恵、作曲・編曲：NBGI（佐々木宏人）、REMIX-Aアレンジ：鴇沢直、REMIX-Bアレンジ：宮垣憲一郎、8BITアレンジ：KPLECRAFT
天海春香と水瀬伊織の持ち歌。
ゲームではビジュアルイメージが上昇する。
フルバージョンが2種類存在する特殊な楽曲。「MASTERWORK 03」や「MASTER ARTIST 08」などに収録されたものをM@STER VERSION、「MASTERWORK 00」や「MASTER SPECIAL 01」などに収録されたものをSINGLE VERSIONとしている。SINGLE VERSIONのほうがテンポが速く、一部の歌詞が違うなどの違いがある。
収録作品
- GAME VERSION
  - THE IDOLM@STER（Xbox 360版） - 初期状態から使用可能
  - THE IDOLM@STER LIVE FOR YOU! - 初期状態から使用可能
  - THE IDOLM@STER SP - 初期状態から使用可能
  - THE IDOLM@STER 2（PS3版） - DLC（カタログ15号）で配信
  - THE IDOLM@STER LIVE in SLOT! - 初期状態から使用可能
  - THE IDOLM@STER SHINY FESTA - 初期状態から使用可能（ハニーサウンド） 歌：765PRO ALLSTARS
  - THE IDOLM@STER SHINY TV - DLC（ミニアルバム08）で配信 歌：765PRO ALLSTARS
  - アイドルマスター ワンフォーオール - DLC（カタログ4号）で配信
  - アイドルマスター マストソングス 赤盤
  - アイドルマスター プラチナスターズ - 初期状態から使用可能

- REMIX-A
  - THE IDOLM@STER LIVE FOR YOU! - ゲーム中の条件を満たすことで使用可能

- REMIX-B
  - THE IDOLM@STER LIVE FOR YOU! - DLC（カタログ2号）で配信
  - THE IDOLM@STER SP - DLC（カタログ16号）で配信

収録CD
- M@STER VERSION
  - THE IDOLM@STER MASTERWORK 03
    - 私はアイドル♡（M@STER VERSION） 歌：水瀬伊織・高槻やよい・双海亜美 / 真美

  - THE IDOLM@STER MASTER ARTIST 02
    - 私はアイドル♡（M@STER VERSION） 歌：高槻やよい

  - THE IDOLM@STER MASTER ARTIST 06
    - 私はアイドル♡（M@STER VERSION） 歌：双海亜美／真美

  - THE IDOLM@STER MASTER ARTIST 08
    - 私はアイドル♡（M@STER VERSION） 歌：水瀬伊織

  - THE IDOLM@STER BEST ALBUM 〜MASTER OF MASTER〜
    - 私はアイドル♡（M@STER VERSION） 歌：水瀬伊織・秋月律子・星井美希

  - THE IDOLM@STER DREAM SYMPHONY 03
    - 私はアイドル♡（M@STER VERSION） 歌：日高愛

  - THE IDOLM@STER ANIM@TION MASTER 02
    - 私はアイドル♡（M@STER VERSION） 歌：水瀬伊織・高槻やよい・双海亜美 / 真美

  - THE IDOLM@STER 765PRO ALLSTARS+ GRE@TEST BEST! -SWEET&SMILE!-
    - 私はアイドル♡（M@STER VERSION） 歌：水瀬伊織・秋月律子・星井美希

  - 漫画『アイドルマスター ミリオンライブ! 5』 特別版CD
    - 私はアイドル♡ 歌：周防桃子・徳川まつり・所恵美・真壁瑞希・宮尾美也

- SINGLE VERSION
  - THE IDOLM@STER MASTERWORK 00
    - 私はアイドル♡ 歌：星井美希・天海春香・如月千早

  - THE IDOLM@STER MASTER ARTIST 03
    - 私はアイドル♡ 歌：星井美希

  - THE IDOLM@STER MASTER SPECIAL 01
    - 私はアイドル♡（SINGLE VERSION） 歌：天海春香

- REM@STER-A
  - THE IDOLM@STER MASTER LIVE 03
    - 私はアイドル♡（REM@STER-A） 歌：高槻やよい

- REM@STER-B
  - THE IDOLM@STER MASTER LIVE 02
    - 私はアイドル♡（REM@STER-B） 歌：如月千早・音無小鳥・萩原雪歩（長谷優里奈）

- ファミソン8BIT
  - ファミソン8BIT☆アイドルマスター 02
    - 私はアイドル♡（『ワルキューレの伝説』ファミソン8BIT MIX） 歌：天海春香・星井美希

- GAME VERSION
  - THE IDOLM@STER MASTER BOX II
    - 私はアイドル♡ 歌：天海春香
    - 私はアイドル♡ 歌：如月千早
    - 私はアイドル♡ 歌：萩原雪歩（長谷優里奈）
    - 私はアイドル♡ 歌：菊地真
    - 私はアイドル♡ 歌：三浦あずさ
    - 私はアイドル♡ 歌：秋月律子
    - 私はアイドル♡ 歌：高槻やよい
    - 私はアイドル♡ 歌：水瀬伊織
    - 私はアイドル♡ 歌：双海亜美 / 真美
    - 私はアイドル♡ 歌：星井美希

- REMIX-A
  - THE IDOLM@STER MASTER BOX III
    - 私はアイドル♡（REMIX-A） 歌：天海春香
    - 私はアイドル♡（REMIX-A） 歌：星井美希
    - 私はアイドル♡（REMIX-A） 歌：萩原雪歩（長谷優里奈）
    - 私はアイドル♡（REMIX-A） 歌：水瀬伊織
    - 私はアイドル♡（REMIX-A） 歌：如月千早
    - 私はアイドル♡（REMIX-A） 歌：三浦あずさ
    - 私はアイドル♡（REMIX-A） 歌：菊地真
    - 私はアイドル♡（REMIX-A） 歌：秋月律子
    - 私はアイドル♡（REMIX-A） 歌：高槻やよい
    - 私はアイドル♡（REMIX-A） 歌：双海亜美 / 真美

- REMIX-B
  - THE IDOLM@STER MASTER BOX IV
    - 私はアイドル♡（REMIX-B） 歌：天海春香
    - 私はアイドル♡（REMIX-B） 歌：星井美希
    - 私はアイドル♡（REMIX-B） 歌：萩原雪歩（長谷優里奈）
    - 私はアイドル♡（REMIX-B） 歌：水瀬伊織
    - 私はアイドル♡（REMIX-B） 歌：如月千早
    - 私はアイドル♡（REMIX-B） 歌：三浦あずさ
    - 私はアイドル♡（REMIX-B） 歌：菊地真
    - 私はアイドル♡（REMIX-B） 歌：秋月律子
    - 私はアイドル♡（REMIX-B） 歌：高槻やよい
    - 私はアイドル♡（REMIX-B） 歌：双海亜美 / 真美

思い出をありがとう
作詞：中村恵、作曲・編曲：NBGI（佐々木宏人）、REMIX-Aアレンジ：宮垣憲一郎、REMIX-Bアレンジ：熊谷憲康、8BITアレンジ：KPLECRAFT
如月千早と星井美希の持ち歌。
ゲームではボーカルイメージが上昇する。
収録作品
- GAME VERSION
  - THE IDOLM@STER（Xbox 360版） - 初期状態から使用可能
  - THE IDOLM@STER LIVE FOR YOU! - 初期状態から使用可能
  - THE IDOLM@STER SP - 初期状態から使用可能
  - THE IDOLM@STER LIVE in SLOT! - 初期状態から使用可能
  - THE IDOLM@STER 2（PS3版） - DLC（カタログ16号）で配信
  - アイドルマスター ワンフォーオール - DLC（カタログ14号）で配信

- REMIX-A
  - THE IDOLM@STER LIVE FOR YOU! - ゲーム中の条件を満たすことで使用可能

- REMIX-B
  - THE IDOLM@STER LIVE FOR YOU! - DLC（カタログ2号）で配信
  - THE IDOLM@STER SP - DLC（カタログ18号）で配信

収録CD
- M@STER VERSION
  - THE IDOLM@STER MASTERWORK 01
    - 思い出をありがとう（M@STER VERSION） 歌：秋月律子・三浦あずさ・菊地真

  - THE IDOLM@STER MASTER ARTIST 04
    - 思い出をありがとう（M@STER VERSION） 歌：菊地真

  - THE IDOLM@STER MASTER ARTIST 07
    - 思い出をありがとう（M@STER VERSION） 歌：三浦あずさ

  - THE IDOLM@STER MASTER ARTIST 10
    - 思い出をありがとう（M@STER VERSION） 歌：秋月律子

  - THE IDOLM@STER BEST ALBUM 〜MASTER OF MASTER〜
    - 思い出をありがとう（M@STER VERSION） 歌：千早・美希

  - THE IDOLM@STER DREAM SYMPHONY 01
    - 思い出をありがとう（M@STER VERSION） 歌：水谷絵理

  - THE IDOLM@STER BEST OF 765+876=!! VOL.03
    - 思い出をありがとう（M@STER VERSION） 歌：菊地真・秋月律子・如月千早・星井美希・我那覇響

  - THE IDOLM@STER 765PRO ALLSTARS+ GRE@TEST BEST! －LOVE&PEACE－
    - 思い出をありがとう（M@STER VERSION） 歌：菊地真・秋月律子・三浦あずさ

- REM@STER-A
  - THE IDOLM@STER MASTER LIVE 01
    - 思い出をありがとう（REM@STER-A） 歌：天海春香・高槻やよい・双海真美

- REM@STER-B
  - THE IDOLM@STER MASTER LIVE 04
    - 思い出をありがとう（REM@STER-B） 歌：三浦あずさ

- ファミソン8BIT
  - ファミソン8BIT☆アイドルマスター 05
    - 思い出をありがとう（『トイポップ』ファミソン8BIT MIX） 歌：如月千早・水瀬伊織

- GAME VERSION
  - THE IDOLM@STER MASTER BOX II
    - 思い出をありがとう 歌：天海春香
    - 思い出をありがとう 歌：如月千早
    - 思い出をありがとう 歌：萩原雪歩（長谷優里奈）
    - 思い出をありがとう 歌：菊地真
    - 思い出をありがとう 歌：三浦あずさ
    - 思い出をありがとう 歌：秋月律子
    - 思い出をありがとう 歌：高槻やよい
    - 思い出をありがとう 歌：水瀬伊織
    - 思い出をありがとう 歌：双海亜美 / 真美
    - 思い出をありがとう 歌：星井美希

- REMIX-A
  - THE IDOLM@STER MASTER BOX III
    - 思い出をありがとう（REMIX-A） 歌：天海春香
    - 思い出をありがとう（REMIX-A） 歌：星井美希
    - 思い出をありがとう（REMIX-A） 歌：萩原雪歩（長谷優里奈）
    - 思い出をありがとう（REMIX-A） 歌：水瀬伊織
    - 思い出をありがとう（REMIX-A） 歌：如月千早
    - 思い出をありがとう（REMIX-A） 歌：三浦あずさ
    - 思い出をありがとう（REMIX-A） 歌：菊地真
    - 思い出をありがとう（REMIX-A） 歌：秋月律子
    - 思い出をありがとう（REMIX-A） 歌：高槻やよい
    - 思い出をありがとう（REMIX-A） 歌：双海亜美 / 真美

- REMIX-B
  - THE IDOLM@STER MASTER BOX IV
    - 思い出をありがとう（REMIX-B） 歌：天海春香
    - 思い出をありがとう（REMIX-B） 歌：星井美希
    - 思い出をありがとう（REMIX-B） 歌：萩原雪歩（長谷優里奈）
    - 思い出をありがとう（REMIX-B） 歌：水瀬伊織
    - 思い出をありがとう（REMIX-B） 歌：如月千早
    - 思い出をありがとう（REMIX-B） 歌：三浦あずさ
    - 思い出をありがとう（REMIX-B） 歌：菊地真
    - 思い出をありがとう（REMIX-B） 歌：秋月律子
    - 思い出をありがとう（REMIX-B） 歌：高槻やよい
    - 思い出をありがとう（REMIX-B） 歌：双海亜美 / 真美

My Best Friend
作詞：NBGI（uRy）、作曲・編曲：NBGI（おおくぼひろし）、編曲：NBGI（大上昌子）、REMIX-Aアレンジ：竹中文一、REMIX-Bアレンジ：遠藤正樹、8BITアレンジ：KPLECRAFT
萩原雪歩と秋月律子の持ち歌。『2』では四条貴音の持ち歌となる。
ゲームではビジュアルイメージが上昇する。
収録作品
- GAME VERSION
  - THE IDOLM@STER（Xbox 360版） - 初期状態から使用可能
  - THE IDOLM@STER LIVE FOR YOU! - 初期状態から使用可能
  - THE IDOLM@STER SP - 初期状態から使用可能
  - THE IDOLM@STER 2 - 初期状態から使用可能
  - THE IDOLM@STER LIVE in SLOT! - 初期状態から使用可能
  - アイドルマスター ワンフォーオール - 初期状態で使用可能
  - アイドルマスター プラチナスターズ - DLC（カタログ5号）で配信。

- REMIX-A
  - THE IDOLM@STER LIVE FOR YOU! - ゲーム中の条件を満たすことで使用可能

- REMIX-B
  - THE IDOLM@STER LIVE FOR YOU! - DLC（カタログ2号）で配信
  - THE IDOLM@STER SP - DLC（カタログ18号）で配信

収録CD
- M@STER VERSION
  - THE IDOLM@STER MASTERWORK 02
    - My Best Friend（M@STER VERSION） 歌：秋月律子・萩原雪歩（長谷優里奈）・双海亜美 / 真美

  - THE IDOLM@STER MASTER ARTIST 06
    - My Best Friend（M@STER VERSION） 歌：双海亜美 / 真美

  - THE IDOLM@STER MASTER ARTIST 09
    - My Best Friend（M@STER VERSION） 歌：萩原雪歩（長谷優里奈）

  - THE IDOLM@STER MASTER ARTIST 10
    - My Best Friend（M@STER VERSION） 歌：秋月律子

  - THE IDOLM@STER BEST ALBUM 〜MASTER OF MASTER〜
    - My Best Friend（M@STER VERSION） 歌：萩原雪歩（長谷優里奈）・秋月律子・高槻やよい

  - THE IDOLM@STER BEST OF 765+876=!! VOL.03
    - My Best Friend（M@STER VERSION） 歌：萩原雪歩（長谷優里奈）・双海亜美 / 真美・秋月律子・高槻やよい・四条貴音

  - THE IDOLM@STER 765PRO ALLSTARS+ GRE@TEST BEST! -SWEET&SMILE!-
    - My Best Friend（M@STER VERSION） 歌：秋月律子・萩原雪歩（長谷優里奈）・双海亜美 / 真美

- REM@STER-A
  - THE IDOLM@STER MASTER LIVE 03
    - My Best Friend（REM@STER-A） 歌：星井美希

- REM@STER-B
  - THE IDOLM@STER MASTER LIVE 02
    - My Best Friend（REM@STER-B） 歌：水瀬伊織

- ファミソン8BIT
  - ファミソン8BIT☆アイドルマスター 04
    - My Best Friend（『イシターの復活』ファミソン8BIT MIX） 歌：菊地真・萩原雪歩（長谷優里奈）

- GAME VERSION
  - THE IDOLM@STER MASTER BOX II
    - My Best Friend 歌：天海春香
    - My Best Friend 歌：如月千早
    - My Best Friend 歌：萩原雪歩（長谷優里奈）
    - My Best Friend 歌：菊地真
    - My Best Friend 歌：三浦あずさ
    - My Best Friend 歌：秋月律子
    - My Best Friend 歌：高槻やよい
    - My Best Friend 歌：水瀬伊織
    - My Best Friend 歌：双海亜美 / 真美
    - My Best Friend 歌：星井美希

- REMIX-A
  - THE IDOLM@STER MASTER BOX III
    - My Best Friend（REMIX-A） 歌：天海春香
    - My Best Friend（REMIX-A） 歌：星井美希
    - My Best Friend（REMIX-A） 歌：萩原雪歩（長谷優里奈）
    - My Best Friend（REMIX-A） 歌：水瀬伊織
    - My Best Friend（REMIX-A） 歌：如月千早
    - My Best Friend（REMIX-A） 歌：三浦あずさ
    - My Best Friend（REMIX-A） 歌：菊地真
    - My Best Friend（REMIX-A） 歌：秋月律子
    - My Best Friend（REMIX-A） 歌：高槻やよい
    - My Best Friend（REMIX-A） 歌：双海亜美 / 真美

- REMIX-B
  - THE IDOLM@STER MASTER BOX IV
    - My Best Friend（REMIX-B） 歌：天海春香
    - My Best Friend（REMIX-B） 歌：星井美希
    - My Best Friend（REMIX-B） 歌：萩原雪歩（長谷優里奈）
    - My Best Friend（REMIX-B） 歌：水瀬伊織
    - My Best Friend（REMIX-B） 歌：如月千早
    - My Best Friend（REMIX-B） 歌：三浦あずさ
    - My Best Friend（REMIX-B） 歌：菊地真
    - My Best Friend（REMIX-B） 歌：秋月律子
    - My Best Friend（REMIX-B） 歌：高槻やよい
    - My Best Friend（REMIX-B） 歌：双海亜美 / 真美

GO MY WAY!!
作詞：yura、作曲・編曲：NBGI（神前暁）、REMIX-Aアレンジ：神津裕之、REMIX-Bアレンジ：渡部チェル、8BITアレンジ：KPLECRAFT・quad（luvtrax）、Rearrange Mix：三浦誠司、BGMアレンジ：高田龍一
高槻やよいと双海亜美 / 真美の持ち歌。『THE IDOLM@STER 2』では天海春香の持ち歌となる。
ゲームではダンスイメージ（『THE IDOLM@STER Dearly Stars』ではビジュアルイメージ）が上昇する。
まっすぐ
作詞：朝日祭、作曲・編曲：NBGI（Yoshi）、REMIX-Aアレンジ：POM、REMIX-Bアレンジ：神津裕之、8BITアレンジ：KPLECRAFT、Rearrange Mix：草野よしひろ
三浦あずさと菊地真の持ち歌で、Xbox 360版のエンディングテーマ。
ゲームではボーカルイメージが上昇する。
収録作品
- GAME VERSION
  - THE IDOLM@STER（Xbox 360版） - 初期状態から使用可能
  - THE IDOLM@STER LIVE FOR YOU! - 初期状態から使用可能
  - THE IDOLM@STER SP - 初期状態から使用可能
  - THE IDOLM@STER SHINY FESTA - 初期状態から使用可能（グルーヴィーチューン） 歌：765PRO ALLSTARS
  - THE IDOLM@STER SHINY TV - DLC（ミニアルバム10）で配信 歌：765PRO ALLSTARS
  - アイドルマスター ポップリンクス - アップデートで追加

- REMIX-A
  - THE IDOLM@STER LIVE FOR YOU! - ゲーム中の条件を満たすことで使用可能

- REMIX-B
  - THE IDOLM@STER LIVE FOR YOU! - DLC（カタログ2号）で配信
  - THE IDOLM@STER SP - DLC（カタログ18号）で配信

収録CD
- M@STER VERSION
  - THE IDOLM@STER MASTERWORK 03
    - まっすぐ（M@STER VERSION） 歌：菊地真・三浦あずさ・萩原雪歩（長谷優里奈）

  - THE IDOLM@STER MASTER ARTIST 04
    - まっすぐ（M@STER VERSION） 歌：菊地真

  - THE IDOLM@STER MASTER ARTIST 07
    - まっすぐ（M@STER VERSION） 歌：三浦あずさ

  - THE IDOLM@STER MASTER ARTIST 09
    - まっすぐ（M@STER VERSION） 歌：萩原雪歩（長谷優里奈）

  - THE IDOLM@STER BEST ALBUM 〜MASTER OF MASTER〜
    - まっすぐ（M@STER VERSION） 歌：菊地真・三浦あずさ・双海亜美 / 真美・星井美希

  - THE IDOLM@STER BEST OF 765+876=!! VOL.03
    - まっすぐ（M@STER VERSION） 歌：菊地真・三浦あずさ・萩原雪歩（長谷優里奈）・双海亜美 / 真美・星井美希

  - THE IDOLM@STER 765PRO ALLSTARS+ GRE@TEST BEST! －LOVE&PEACE－
    - まっすぐ（M@STER VERSION） 歌：萩原雪歩（長谷優里奈）・菊地真・三浦あずさ

- REM@STER-A
  - THE IDOLM@STER MASTER LIVE ENCORE
    - まっすぐ（REM@STER-A） 歌：秋月律子

- REM@STER-B
  - THE IDOLM@STER MASTER LIVE 02
    - まっすぐ（REM@STER-B） 歌：音無小鳥

- ファミソン8BIT
  - ファミソン8BIT☆アイドルマスター 03
    - まっすぐ（『フェリオス』ファミソン8BIT MIX） 歌：三浦あずさ・秋月律子

- Rearrange Mix
  - THE IDOLM@STER PERFECT IDOL 03
    - まっすぐ -Neo Acoustic Rearrange Mix- 歌：秋月律子

- GAME VERSION
  - THE IDOLM@STER MASTER BOX II
    - まっすぐ 歌：天海春香
    - まっすぐ 歌：如月千早
    - まっすぐ 歌：萩原雪歩（長谷優里奈）
    - まっすぐ 歌：菊地真
    - まっすぐ 歌：三浦あずさ
    - まっすぐ 歌：秋月律子
    - まっすぐ 歌：高槻やよい
    - まっすぐ 歌：水瀬伊織
    - まっすぐ 歌：双海亜美 / 真美
    - まっすぐ 歌：星井美希

  - THE IDOLM@STER ANIM@TION MASTER 07
    - まっすぐ 歌：765PRO ALLSTARS

- REMIX-A
  - THE IDOLM@STER MASTER BOX III
    - まっすぐ（REMIX-A） 歌：天海春香
    - まっすぐ（REMIX-A） 歌：星井美希
    - まっすぐ（REMIX-A） 歌：萩原雪歩（長谷優里奈）
    - まっすぐ（REMIX-A） 歌：水瀬伊織
    - まっすぐ（REMIX-A） 歌：如月千早
    - まっすぐ（REMIX-A） 歌：三浦あずさ
    - まっすぐ（REMIX-A） 歌：菊地真
    - まっすぐ（REMIX-A） 歌：秋月律子
    - まっすぐ（REMIX-A） 歌：高槻やよい
    - まっすぐ（REMIX-A） 歌：双海亜美 / 真美

- REMIX-B
  - THE IDOLM@STER MASTER BOX IV
    - まっすぐ（REMIX-B） 歌：天海春香
    - まっすぐ（REMIX-B） 歌：星井美希
    - まっすぐ（REMIX-B） 歌：萩原雪歩（長谷優里奈）
    - まっすぐ（REMIX-B） 歌：水瀬伊織
    - まっすぐ（REMIX-B） 歌：如月千早
    - まっすぐ（REMIX-B） 歌：三浦あずさ
    - まっすぐ（REMIX-B） 歌：菊地真
    - まっすぐ（REMIX-B） 歌：秋月律子
    - まっすぐ（REMIX-B） 歌：高槻やよい
    - まっすぐ（REMIX-B） 歌：双海亜美 / 真美

- クラブリミックス
  - The Remixes Collection THE IDOLM@STER TO D@NCE TO
    - まっすぐ -Ryo Watanabe Remix-

### 『LIVE FOR YOU!』収録曲
shiny smile
作詞：朝日祭、作曲・編曲：NBGI（Yoshi）、REMIX-Aアレンジ：林部亜紀子、REMIX-Bアレンジ：平沢敦士
『L4U!』のDLC楽曲。『2』では我那覇響の持ち歌となる。
ゲームではビジュアルイメージ（『DS』ではボーカルイメージ）が上昇する。
収録作品
- GAME VERSION
  - THE IDOLM@STER LIVE FOR YOU! - DLC（先行予約特典。あるいはカタログ11号）で配信
  - THE IDOLM@STER SP - DLC（カタログ9号）で配信
  - THE IDOLM@STER Dearly Stars - 初期状態から使用可能
  - THE IDOLM@STER 2 - 初期状態から使用可能
  - THE IDOLM@STER LIVE in SLOT! - ゲーム中の条件を満たすことで使用可能
  - THE IDOLM@STER SHINY FESTA - 初期状態から使用可能（ハニーサウンド） 歌：天海春香・如月千早
  - THE IDOLM@STER SHINY TV - DLC（ミニアルバム04）で配信 歌：天海春香・如月千早
  - アイドルマスター ワンフォーオール - DLC（カタログ13号）で配信
  - アイドルマスター マストソングス 赤盤
  - アイドルマスター ミリオンライブ！ シアターデイズ - 条件を満たすことで使用可能 歌：765PRO ALLSTARS／天海春香・篠宮可憐
  - アイドルマスター ポップリンクス - アップデートで追加

- REMIX-A
  - THE IDOLM@STER LIVE FOR YOU! - DLC（カタログ11号）で配信

- REMIX-B
  - THE IDOLM@STER LIVE FOR YOU! - DLC（カタログ11号）で配信
  - THE IDOLM@STER SP - DLC（カタログ17号）で配信

収録CD
- M@STER VERSION
  - THE IDOLM@STER MASTER LIVE 00
    - shiny smile（M@STER VERSION） 歌：天海春香・如月千早・秋月律子

  - THE IDOLM@STER MASTER LIVE ENCORE
    - shiny smile（M@STER VERSION） 歌：星井美希・萩原雪歩（長谷優里奈）・高槻やよい

  - THE IDOLM@STER BEST ALBUM 〜MASTER OF MASTER〜
    - shiny smile（M@STER VERSION） 歌：天海春香・萩原雪歩（長谷優里奈）・秋月律子

  - THE IDOLM@STER MASTER SPECIAL 02
    - shiny smile（M@STER VERSION） 歌：秋月律子

  - THE IDOLM@STER DREAM SYMPHONY 02
    - shiny smile（M@STER VERSION） 歌：秋月涼

  - THE IDOLM@STER BEST OF 765+876=!! VOL.02
    - shiny smile（M@STER VERSION） 歌：天海春香・如月千早・秋月律子

  - THE IDOLM@STER 765PRO ALLSTARS+ GRE@TEST BEST! －THE IDOLM@STER HISTORY－
    - shiny smile（M@STER VERSION） 歌：天海春香・如月千早・秋月律子

  - M@STERPIECE 特典Blu-ray Disc Audio
    - shiny smile（M@STER VERSION） 歌：天海春香・我那覇響

  - THE IDOLM@STER MASTER ARTIST 3 02 我那覇響
    - shiny smile（M@STER VERSION） 歌：我那覇響

- REM@STER-A
  - THE IDOLM@STER MASTER SPECIAL 05
    - shiny smile（REM@STER-A） 歌：菊地真・三浦あずさ

  - THE IDOLM@STER ANIM@TION MASTER 03
    - shiny smile（REM@STER-A） 歌：菊地真・三浦あずさ

- REM@STER-B
  - THE IDOLM@STER MASTER SPECIAL 04
    - shiny smile（REM@STER-B） 歌：萩原雪歩（長谷優里奈）・四条貴音

- GAME VERSION
  - THE IDOLM@STER MASTER BOX V
    - shiny smile 歌：天海春香
    - shiny smile 歌：高槻やよい
    - shiny smile 歌：星井美希
    - shiny smile 歌：菊地真
    - shiny smile 歌：如月千早
    - shiny smile 歌：双海亜美 / 真美
    - shiny smile 歌：三浦あずさ
    - shiny smile 歌：水瀬伊織
    - shiny smile 歌：萩原雪歩（長谷優里奈）
    - shiny smile 歌：秋月律子

- REMIX-A
  - THE IDOLM@STER MASTER BOX catalog 08,09,11 COMPLETE
    - shiny smile（REMIX-A） 歌：天海春香
    - shiny smile（REMIX-A） 歌：高槻やよい
    - shiny smile（REMIX-A） 歌：星井美希
    - shiny smile（REMIX-A） 歌：菊地真
    - shiny smile（REMIX-A） 歌：如月千早
    - shiny smile（REMIX-A） 歌：双海亜美 / 真美
    - shiny smile（REMIX-A） 歌：三浦あずさ
    - shiny smile（REMIX-A） 歌：水瀬伊織
    - shiny smile（REMIX-A） 歌：萩原雪歩（長谷優里奈）
    - shiny smile（REMIX-A） 歌：秋月律子

- REMIX-B
  - THE IDOLM@STER MASTER BOX catalog 08,09,11 COMPLETE
    - shiny smile（REMIX-B） 歌：天海春香
    - shiny smile（REMIX-B） 歌：高槻やよい
    - shiny smile（REMIX-B） 歌：星井美希
    - shiny smile（REMIX-B） 歌：菊地真
    - shiny smile（REMIX-B） 歌：如月千早
    - shiny smile（REMIX-B） 歌：双海亜美 / 真美
    - shiny smile（REMIX-B） 歌：三浦あずさ
    - shiny smile（REMIX-B） 歌：水瀬伊織
    - shiny smile（REMIX-B） 歌：萩原雪歩（長谷優里奈）
    - shiny smile（REMIX-B） 歌：秋月律子

- クラブリミックス
  - The Remixes Collection THE IDOLM@STER TO D@NCE TO
    - shiny smile -百引一 Remix-

Do-Dai
作詞：NBGI（mft）、作曲・編曲：NBGI（中川浩二）、REMIX-A：Low-tech Son、REMIX-B：林部亜紀子
『L4U!』のDLC楽曲。『2』では双海真美の持ち歌となる。
ゲームではビジュアルイメージが上昇する。
収録作品
- GAME VERSION
  - THE IDOLM@STER LIVE FOR YOU! - DLC（カタログ3号）で配信
  - THE IDOLM@STER SP - DLC（カタログ6号）で配信
  - THE IDOLM@STER 2 - 初期状態から使用可能
  - THE IDOLM@STER LIVE in SLOT! - ゲーム中の条件を満たすことで使用可能
  - THE IDOLM@STER SHINY FESTA - 初期状態から使用可能（ファンキーノート） 歌：我那覇響・双海亜美 / 真美
  - THE IDOLM@STER SHINY TV - DLC（ミニアルバム11）で配信 歌：我那覇響・双海亜美 / 真美
  - アイドルマスター プラチナスターズ - DLC（カタログ2号）で配信。
  - アイドルマスター マストソングス 赤盤
  - アイドルマスター ポップリンクス - アップデートで追加

- REMIX-A
  - THE IDOLM@STER LIVE FOR YOU! - DLC（カタログ8号）で配信

- REMIX-B
  - THE IDOLM@STER LIVE FOR YOU! - DLC（カタログ9号）で配信
  - THE IDOLM@STER SP - DLC（カタログ17号）で配信

収録CD
- M@STER VERSION
  - THE IDOLM@STER MASTER LIVE 03
    - Do-Dai（M@STER VERSION） 歌：高槻やよい・双海亜美・星井美希

  - THE IDOLM@STER BEST ALBUM 〜MASTER OF MASTER〜
    - Do-Dai（M@STER VERSION） 歌：高槻やよい・双海亜美 / 真美・天海春香

  - THE IDOLM@STER MASTER SPECIAL 01
    - Do-Dai（M@STER VERSION） 歌：高槻やよい

  - THE IDOLM@STER BEST OF 765+876=!! VOL.02
    - Do-Dai（M@STER VERSION） 歌：水瀬伊織・高槻やよい

  - THE IDOLM@STER 765PRO ALLSTARS+ GRE@TEST BEST! -SWEET&SMILE!-
    - Do-Dai（M@STER VERSION） 歌：高槻やよい・双海亜美・星井美希

  - THE IDOLM@STER MASTER ARTIST 3 08 双海真美
    - Do-Dai（M@STER VERSION） 歌：双海真美

  - THE IDOLM@STER MILLION LIVE! Blooming Clover 2巻 特別版オリジナルCD
    - Do-Dai（M@STER VERSION） 歌：高坂海美・箱崎星梨花

- REM@STER-A
  - THE IDOLM@STER MASTER SPECIAL 06
    - Do-Dai（REM@STER-A） 歌：星井美希・水瀬伊織

- REM@STERE-B
  - THE IDOLM@STER MASTER SPECIAL 03
    - Do-Dai（REM@STER-B） 歌：如月千早・我那覇響

- GAME VERSION
  - THE IDOLM@STER MASTER BOX V
    - Do-Dai 歌：天海春香
    - Do-Dai 歌：高槻やよい
    - Do-Dai 歌：星井美希
    - Do-Dai 歌：菊地真
    - Do-Dai 歌：如月千早
    - Do-Dai 歌：双海亜美 / 真美
    - Do-Dai 歌：三浦あずさ
    - Do-Dai 歌：水瀬伊織
    - Do-Dai 歌：萩原雪歩（長谷優里奈）
    - Do-Dai 歌：秋月律子

- REMIX-A
  - THE IDOLM@STER MASTER BOX catalog 08,09,11 COMPLETE
    - Do-Dai（REMIX-A） 歌：天海春香
    - Do-Dai（REMIX-A） 歌：高槻やよい
    - Do-Dai（REMIX-A） 歌：星井美希
    - Do-Dai（REMIX-A） 歌：菊地真
    - Do-Dai（REMIX-A） 歌：如月千早
    - Do-Dai（REMIX-A） 歌：双海亜美 / 真美
    - Do-Dai（REMIX-A） 歌：三浦あずさ
    - Do-Dai（REMIX-A） 歌：水瀬伊織
    - Do-Dai（REMIX-A） 歌：萩原雪歩（長谷優里奈）
    - Do-Dai（REMIX-A） 歌：秋月律子

- REMIX-B
  - THE IDOLM@STER MASTER BOX catalog 08,09,11 COMPLETE
    - Do-Dai（REMIX-B） 歌：天海春香
    - Do-Dai（REMIX-B） 歌：高槻やよい
    - Do-Dai（REMIX-B） 歌：星井美希
    - Do-Dai（REMIX-B） 歌：菊地真
    - Do-Dai（REMIX-B） 歌：如月千早
    - Do-Dai（REMIX-B） 歌：双海亜美 / 真美
    - Do-Dai（REMIX-B） 歌：三浦あずさ
    - Do-Dai（REMIX-B） 歌：水瀬伊織
    - Do-Dai（REMIX-B） 歌：萩原雪歩（長谷優里奈）
    - Do-Dai（REMIX-B） 歌：秋月律子

my song
作詞：yura、作曲・編曲：神前暁、REMIX-Aアレンジ：川田瑠夏、REMIX-Bアレンジ：佐東賢一
『L4U!』のDLC楽曲。
ゲームではボーカルイメージが上昇する。
収録作品
- GAME VERSION
  - THE IDOLM@STER LIVE FOR YOU! - DLC（カタログ4号）で配信
  - THE IDOLM@STER SP - DLC（カタログ8号）で配信
  - THE IDOLM@STER 2 - 初期状態から使用可能
  - THE IDOLM@STER LIVE in SLOT! - メモリアルライブ中のみ使用可能
  - THE IDOLM@STER SHINY TV - DLC（ミニアルバム08）で配信 歌：水瀬伊織・萩原雪歩（浅倉杏美）・三浦あずさ
  - アイドルマスター ワンフォーオール - DLC（カタログ5号）で配信。
  - アイドルマスター マストソングス 赤盤
  - アイドルマスター プラチナスターズ - 初期状態から使用可能
  - アイドルマスター ポップリンクス - アップデートで追加

- REMIX-A
  - THE IDOLM@STER LIVE FOR YOU! - DLC（カタログ8号）で配信

- REMIX-B
  - THE IDOLM@STER LIVE FOR YOU! - DLC（カタログ9号）で配信
  - THE IDOLM@STER SP - DLC（カタログ17号）で配信

収録CD
- M@STER VERSION
  - THE IDOLM@STER MASTER LIVE 04
    - my song（M@STER VERSION） 歌：水瀬伊織・菊地真・三浦あずさ

  - THE IDOLM@STER BEST ALBUM 〜MASTER OF MASTER〜
    - my song（M@STER VERSION） 歌：三浦あずさ・水瀬伊織・如月千早

  - THE IDOLM@STER MASTER SPECIAL 06
    - my song（M@STER VERSION） 歌：水瀬伊織

  - THE IDOLM@STER BEST OF 765+876=!! VOL.02
    - my song（M@STER VERSION） 歌：水瀬伊織・三浦あずさ・菊地真

  - THE IDOLM@STER 765PRO ALLSTARS+ GRE@TEST BEST! －LOVE&PEACE－
    - my song（M@STER VERSION） 歌：菊地真・水瀬伊織・三浦あずさ

  - 漫画『アイドルマスター ミリオンライブ! 3』 特別版CD
    - my song（M@STER VERSION） 歌：伊吹翼・ジュリア・真壁瑞希

  - THE IDOLM@STER MILLION LIVE! Blooming Clover 11巻 特別版オリジナルCD
    - my song 歌：周防桃子・福田のり子・望月杏奈

- REM@STER-A
  - THE IDOLM@STER MASTER SPECIAL 02
    - my song（REM@STER-A） 歌：秋月律子・双海亜美 / 真美

- GAME VERSION
  - THE IDOLM@STER MASTER BOX V
    - my song 歌：天海春香
    - my song 歌：高槻やよい
    - my song 歌：星井美希
    - my song 歌：菊地真
    - my song 歌：如月千早
    - my song 歌：双海亜美 / 真美
    - my song 歌：三浦あずさ
    - my song 歌：水瀬伊織
    - my song 歌：萩原雪歩（長谷優里奈）
    - my song 歌：秋月律子

- REMIX-A
  - THE IDOLM@STER MASTER BOX catalog 08,09,11 COMPLETE
    - my song（REMIX-A） 歌：天海春香
    - my song（REMIX-A） 歌：高槻やよい
    - my song（REMIX-A） 歌：星井美希
    - my song（REMIX-A） 歌：菊地真
    - my song（REMIX-A） 歌：如月千早
    - my song（REMIX-A） 歌：双海亜美 / 真美
    - my song（REMIX-A） 歌：三浦あずさ
    - my song（REMIX-A） 歌：水瀬伊織
    - my song（REMIX-A） 歌：萩原雪歩（長谷優里奈）
    - my song（REMIX-A） 歌：秋月律子

- REMIX-B
  - THE IDOLM@STER MASTER BOX catalog 08,09,11 COMPLETE
    - my song（REMIX-B） 歌：天海春香
    - my song（REMIX-B） 歌：高槻やよい
    - my song（REMIX-B） 歌：星井美希
    - my song（REMIX-B） 歌：菊地真
    - my song（REMIX-B） 歌：如月千早
    - my song（REMIX-B） 歌：双海亜美 / 真美
    - my song（REMIX-B） 歌：三浦あずさ
    - my song（REMIX-B） 歌：水瀬伊織
    - my song（REMIX-B） 歌：萩原雪歩（長谷優里奈）
    - my song（REMIX-B） 歌：秋月律子

- クラブリミックス
  - The Remixes Collection THE IDOLM@STER TO D@NCE TO
    - my song -LindaAI-Cue Remix-

### 『SP』収録曲
Colorful Days
作詞：中村恵、作曲・編曲：NBGI（佐々木宏人）
『SP』の主題歌で、エンディングテーマ。
ゲームではビジュアルイメージが上昇する。
歌詞中に各アイドルのイメージカラーが盛り込まれている。GAME VERSION は響と貴音を含まない10色だが、CD音源ではこの2人を含む12色バージョンも存在する。
収録作品
- GAME VERSION
  - THE IDOLM@STER LIVE FOR YOU! - DLC（カタログ12号）で配信
  - THE IDOLM@STER SP - 初期状態で使用可能
  - THE IDOLM@STER 2（Xbox 360版） - DLC（カタログ6号）で配信
  - THE IDOLM@STER 2（PS3版） - DLC（カタログ10号）で配信
  - THE IDOLM@STER LIVE in SLOT! - ゲーム中の条件を満たすことで使用可能
  - THE IDOLM@STER SHINY TV - DLC（ミニアルバム06）で配信 歌：765PRO ALLSTARS
  - アイドルマスター ワンフォーオール - 初期状態で使用可能
  - アイドルマスター マストソングス 赤盤

- REMIX-A
  - THE IDOLM@STER LIVE FOR YOU! - DLC（カタログ17号）で配信

- REMIX-B
  - THE IDOLM@STER LIVE FOR YOU! - DLC（カタログ17号）で配信

オーバーマスター
作詞：NBGI（mft）、作曲・編曲：NBGI（中川浩二）、編曲：NBGI（増渕裕二）
『SP』の挿入歌で、プロジェクト・フェアリーの楽曲。その後DLCで配信される。
ゲームではダンスイメージが上昇する。
収録作品
- GAME VERSION
  - THE IDOLM@STER SP - DLC（カタログ12号）で配信
  - THE IDOLM@STER 2（Xbox 360版） - DLC（カタログ8号）で配信
  - THE IDOLM@STER 2（PS3版） - DLC（カタログ8号）で配信
  - THE IDOLM@STER SHINY FESTA - 初期状態で使用可能（グルーヴィーチューン） 歌：四条貴音
  - THE IDOLM@STER SHINY TV - DLC（ミニアルバム03）で配信 歌：四条貴音
  - アイドルマスター ワンフォーオール - DLC（カタログ2号）で配信。
  - アイドルマスター マストソングス 赤盤
  - アイドルマスター プラチナスターズ - DLC（カタログ2号）で配信。
  - アイドルマスター ステラステージ - 初期状態で使用可能 歌：詩花
  - アイドルマスター ミリオンライブ！ シアターデイズ - 条件を満たすと使用可能 歌：星井美希・我那覇響・四条貴音
  - アイドルマスター スターリットシーズン - 初期状態で使用可能 歌：765PRO ALLSTARS・DIAMANT

キミはメロディ
作詞：遠藤フビト、作曲・編曲：NBGI（内田哲也）、Rearrange Mix：Fuming
『SP』のDLC楽曲。
ゲームではダンスイメージが上昇する。
収録作品
- GAME VERSION
  - THE IDOLM@STER SP - DLC（カタログ7号）で配信
  - THE IDOLM@STER SHINY FESTA - 初期状態で使用可能（グルーヴィーチューンのみ） 歌：四条貴音
  - THE IDOLM@STER SHINY TV - DLC（ミニアルバム03）で配信 歌：四条貴音
  - アイドルマスター ワンフォーオール - DLC（カタログ6号）で配信

収録CD
- M@STER VERSION
  - THE IDOLM@STER MASTER SPECIAL WINTER
    - キミはメロディ（M@STER VERSION） 歌：三浦あずさ・四条貴音・如月千早・星井美希・高槻やよい・双海亜美 / 真美

  - THE IDOLM@STER BEST OF 765+876=!! VOL.03
    - キミはメロディ（M@STER VERSION） 歌：三浦あずさ・四条貴音・如月千早・星井美希・高槻やよい・双海亜美 / 真美

  - THE IDOLM@STER ANIM@TION MASTER 05
    - キミはメロディ（M@STER VERSION） 歌：高槻やよい・萩原雪歩（浅倉杏美）・菊地真・水瀬伊織・三浦あずさ・秋月律子

  - THE IDOLM@STER 765PRO ALLSTARS+ GRE@TEST BEST! -SWEET&SMILE!-
    - キミはメロディ（M@STER VERSION） 歌：高槻やよい・萩原雪歩（浅倉杏美）・菊地真・水瀬伊織・三浦あずさ・秋月律子

  - 漫画『アイドルマスター ミリオンライブ! 2』 特別版CD
    - キミはメロディ 歌：春日未来

- Rearrange Mix
  - THE IDOLM@STER PERFECT IDOL 01
    - キミはメロディ -JAZZ Rearrange Mix- 歌：四条貴音

- GAME VERSION
  - THE IDOLM@STER MASTER BOX VII
    - キミはメロディ 歌：天海春香
    - キミはメロディ 歌：星井美希
    - キミはメロディ 歌：如月千早
    - キミはメロディ 歌：四条貴音
    - キミはメロディ 歌：双海亜美 / 真美
    - キミはメロディ 歌：萩原雪歩（浅倉杏美）
    - キミはメロディ 歌：高槻やよい
    - キミはメロディ 歌：菊地真
    - キミはメロディ 歌：秋月律子
    - キミはメロディ 歌：我那覇響
    - キミはメロディ 歌：三浦あずさ
    - キミはメロディ 歌：水瀬伊織

- クラブリミックス
  - The Remixes Collection THE IDOLM@STER TO D@NCE TO
    - キミはメロディ -AJURIKA Remix-

またね
作詞：伊那村さちこ、作曲・編曲：NBGI（Yoshi）
『SP』のDLC楽曲。
ゲームではボーカルイメージが上昇する。
収録作品
- GAME VERSION
  - THE IDOLM@STER SP - DLC（カタログ10号）で配信
  - THE IDOLM@STER SHINY TV - DLC（ミニアルバム03）で配信 歌：765PRO ALLSTARS
  - アイドルマスター ワンフォーオール - DLC（カタログ6号）で配信

収録CD
- M@STER VERSION
  - THE IDOLM@STER MASTER SPECIAL SPRING
    - またね（M@STER VERSION） 歌：天海春香・水瀬伊織・我那覇響・秋月律子・菊地真・萩原雪歩（長谷優里奈）

  - THE IDOLM@STER BEST OF 765+876=!! VOL.03
    - またね（M@STER VERSION） 歌：天海春香・水瀬伊織・我那覇響・秋月律子・菊地真・萩原雪歩（長谷優里奈）

  - THE IDOLM@STER 765PRO ALLSTARS+ GRE@TEST BEST! －LOVE&PEACE－
    - またね（M@STER VERSION） 歌：天海春香・萩原雪歩（長谷優里奈）・菊地真・水瀬伊織・我那覇響・秋月律子

- GAME VERSION
  - THE IDOLM@STER MASTER BOX VII
    - またね 歌：天海春香
    - またね 歌：星井美希
    - またね 歌：如月千早
    - またね 歌：四条貴音
    - またね 歌：双海亜美 / 真美
    - またね 歌：萩原雪歩（浅倉杏美）
    - またね 歌：高槻やよい
    - またね 歌：菊地真
    - またね 歌：秋月律子
    - またね 歌：我那覇響
    - またね 歌：三浦あずさ
    - またね 歌：水瀬伊織

### 『Dearly Stars』収録曲
“HELLO!!”
作詞：yura、作曲・編曲：神前暁
『Dearly Stars』の主題歌。
ゲームではボーカルイメージが上昇する。
収録作品
- GAME VERSION
  - THE IDOLM@STER Dearly Stars - 初期状態で使用可能
  - アイドルマスター ワンフォーオール - DLC（カタログ3号）で配信（スペシャルゲスト「ディアリースターズ」専用楽曲）
  - アイドルマスター マストソングス 青盤

- M@STER VERSION
  - アイドルマスター シンデレラガールズ - コラボイベント期間中、ゲーム中の条件を満たすことで一部を再生可能

収録CD
- M@STER VERSION
  - THE IDOLM@STER DREAM SYMPHONY 00
    - “HELLO!!”（M@STER VERSION） 歌：日高愛・水谷絵理・秋月涼

  - THE IDOLM@STER DREAM SYMPHONY 01
    - “HELLO!!”（M@STER VERSION） 歌：水谷絵理

  - THE IDOLM@STER DREAM SYMPHONY 02
    - “HELLO!!”（M@STER VERSION） 歌：秋月涼

  - THE IDOLM@STER DREAM SYMPHONY 03
    - “HELLO!!”（M@STER VERSION） 歌：日高愛

  - THE IDOLM@STER BEST OF 765+876=!! VOL.02
    - “HELLO!!”（M@STER VERSION） 歌：日高愛・水谷絵理・秋月涼

  - THE IDOLM@STER 765PRO ALLSTARS+ GRE@TEST BEST! -THE IDOLM@STER HISTORY-
    - “HELLO!!”（M@STER VERSION） 歌：日高愛・水谷絵理・秋月涼

ALIVE
作詞：NBGI（mft）、作曲・編曲：NBGI（椎名豪）
日高愛の持ち歌。
ゲームではボーカルイメージが上昇する。
元々は愛の母親であり、伝説のアイドルでもある日高舞の曲。アイドル史上最大のヒット曲と言われる曲。
収録作品
- GAME VERSION
  - THE IDOLM@STER Dearly Stars - ゲーム中の条件を満たすことで使用可能
  - THE IDOLM@STER 2（PS3版） - DLC（カタログ3号）で配信（スペシャルアイドル「日高愛」専用楽曲）
  - THE IDOLM@STER SHINY TV - DLC（ミニアルバム10）で配信 歌：日高愛

- M@STER VERSION
  - アイドルマスター シンデレラガールズ - コラボイベント期間中、ゲーム中の条件を満たすことで一部を再生可能

収録CD
- M@STER VERSION
  - THE IDOLM@STER DREAM SYMPHONY 03
    - ALIVE（M@STER VERSION） 歌：日高愛

  - THE IDOLM@STER BEST OF 765+876=!! VOL.01
    - ALIVE（M@STER VERSION） 歌：日高愛

プリコグ
作詞：遠藤フビト、作曲・編曲：NBGI（内田哲也）
水谷絵理の持ち歌。
ゲームではビジュアルイメージが上昇する。
元々は引退したFランクアイドル「riola」のために用意された歌。歌詞しかなかったその歌に絵理が曲をつけた。
収録作品
- GAME VERSION
  - THE IDOLM@STER Dearly Stars - ゲーム中の条件を満たすことで使用可能
  - THE IDOLM@STER 2（PS3版） - DLC（カタログ5号）で配信（スペシャルアイドル「水谷絵理」専用楽曲）
  - THE IDOLM@STER SHINY TV - DLC（ミニアルバム11）で配信 歌：水谷絵理

- M@STER VERSION
  - アイドルマスター シンデレラガールズ - コラボイベント期間中、ゲーム中の条件を満たすことで一部を再生可能

収録CD
- M@STER VERSION
  - THE IDOLM@STER DREAM SYMPHONY 01
    - プリコグ（M@STER VERSION） 歌：水谷絵理

  - THE IDOLM@STER BEST OF 765+876=!! VOL.01
    - プリコグ（M@STER VERSION） 歌：水谷絵理

Dazzling World
作詞・作曲・編曲：NBGI（渡辺量）
秋月涼の持ち歌。
ゲームではダンスイメージが上昇する。
音楽プロデューサー武田蒼一が涼のために用意した楽曲。
収録作品
- GAME VERSION
  - THE IDOLM@STER Dearly Stars - ゲーム中の条件を満たすことで使用可能
  - THE IDOLM@STER 2（PS3版） - DLC（カタログ7号）で配信（スペシャルアイドル「秋月涼」専用楽曲）
  - THE IDOLM@STER SHINY TV - DLC（ミニアルバム09）で配信 歌：秋月涼

- M@STER VERSION
  - アイドルマスター シンデレラガールズ - コラボイベント期間中、ゲーム中の条件を満たすことで一部を再生可能
  - アイドルマスター SideM GROWING STARS - ゲーム中の条件を満たすことで一部を再生可能

収録CD
- M@STER VERSION
  - THE IDOLM@STER DREAM SYMPHONY 02
    - Dazzling World（M@STER VERSION） 歌：秋月涼

  - THE IDOLM@STER BEST OF 765+876=!! VOL.01
    - Dazzling World（M@STER VERSION） 歌：秋月涼

### 『2』収録曲
The world is all one !!
作詞：RIONA、作曲・編曲（GAME VERSION）：田代智一、編曲（M@STER VERSION）：荒木啓六、BGMアレンジ：高田龍一、韓国語作詞：Jam Factory、韓国語版編曲：イギュウン
『2』の収録曲。『THE IDOLM@STER.KR』では韓国語カバーバージョンがエンディングテーマに使用されている。
ゲームではボーカルイメージが上昇する。
収録作品
- GAME VERSION
  - THE IDOLM@STER 2 - 初期状態で使用可能
  - THE IDOLM@STER SHINY FESTA - DLC（初回限定特典）で配信　歌：765PRO ALLSTARS
  - THE IDOLM@STER SHINY TV - DLC（ミニアルバム12）で配信 歌：765PRO ALLSTARS
  - アイドルマスター ワンフォーオール - ゲーム中の条件を満たすことで使用可能
  - アイドルマスター マストソングス 青盤
  - アイドルマスター ミリオンライブ！ シアターデイズ - 条件を満たすことで使用可能 歌：765PRO ALLSTARS／ロコ・馬場このみ
  - アイドルマスター ポップリンクス - アップデートで追加

SMOKY THRILL
作詞・作曲・編曲：NBGI（uRy）
竜宮小町の持ち歌。
ゲームではボーカルイメージが上昇する。
収録作品
- GAME VERSION
  - THE IDOLM@STER 2 - ゲーム中の条件を満たすことで使用可能
  - THE IDOLM@STER SHINY FESTA - 初期状態で使用可能（ファンキーノート） 歌：水瀬伊織・双海亜美・双海真美・我那覇響・高槻やよい
  - THE IDOLM@STER SHINY TV - DLC（ミニアルバム05）で配信 歌：水瀬伊織・双海亜美・双海真美・我那覇響・高槻やよい
  - アイドルマスター ワンフォーオール - DLC（カタログ13号）で配信
  - アイドルマスター マストソングス 青盤
  - アイドルマスター ミリオンライブ！ シアターデイズ - 条件を満たすことで使用可能 歌：双海亜美・水瀬伊織・三浦あずさ・秋月律子

収録CD
- M@STER VERSION
  - THE IDOLM@STER 2 SMOKY THRILL
    - SMOKY THRILL（M@STER VERSION） 歌：竜宮小町

  - THE IDOLM@STER ANIM@TION MASTER 03
    - SMOKY THRILL（M@STER VERSION） 歌：竜宮小町

  - THE IDOLM@STER 765PRO ALLSTARS+ GRE@TEST BEST! -COOL&BITTER!-
    - SMOKY THRILL（M@STER VERSION） 歌：双海亜美・水瀬伊織・三浦あずさ

  - THE IDOLM@STER 9th ANNIVERSARY WE ARE M@STERPIECE!! 自分REST@RT & SMOKY THRILL
    - SMOKY THRILL（M@STER VERSION） 歌：水瀬伊織
    - SMOKY THRILL（M@STER VERSION） 歌：三浦あずさ
    - SMOKY THRILL（M@STER VERSION） 歌：双海亜美

- クラブリミックス
  - The Remixes Collection THE IDOLM@STER TO D@NCE TO !! Vol.2
    - SMOKY THRILL -Rio Hamamoto Remix-

MEGARE!
作詞：NBGI（mft）、作曲・編曲：NBGI（高田龍一）
『2』の収録曲で、『MASTER ARTIST 2』シリーズの共通曲。
ゲームではビジュアルイメージが上昇する。
収録作品
- GAME VERSION
  - THE IDOLM@STER 2 - 初期収録曲
  - THE IDOLM@STER LIVE in SLOT! - ゲーム中の条件を満たすことで使用可能
  - THE IDOLM@STER SHINY TV - DLC（ミニアルバム05）で配信 歌：765PRO ALLSTARS
  - アイドルマスター ワンフォーオール - DLC（カタログ2号）で配信。
  - アイドルマスター マストソングス 青盤

収録CD
- M@STER VERSION
  - THE IDOLM@STER MASTER ARTIST 2 -FIRST SEASON- 01
    - MEGARE!（M@STER VERSION） 歌：天海春香

  - THE IDOLM@STER MASTER ARTIST 2 -FIRST SEASON- 02
    - MEGARE!（M@STER VERSION） 歌：我那覇響

  - THE IDOLM@STER MASTER ARTIST 2 -FIRST SEASON- 03
    - MEGARE!（M@STER VERSION） 歌：星井美希

  - THE IDOLM@STER MASTER ARTIST 2 -FIRST SEASON- 04
    - MEGARE!（M@STER VERSION） 歌：菊地真

  - THE IDOLM@STER MASTER ARTIST 2 -FIRST SEASON- 05
    - MEGARE!（M@STER VERSION） 歌：如月千早

  - THE IDOLM@STER MASTER ARTIST 2 -FIRST SEASON- 06
    - MEGARE!（M@STER VERSION） 歌：四条貴音

  - THE IDOLM@STER MASTER ARTIST 2 -FIRST SEASON- 07
    - MEGARE!（M@STER VERSION） 歌：萩原雪歩（浅倉杏美）

  - THE IDOLM@STER MASTER ARTIST 2 -FIRST SEASON- 08
    - MEGARE!（M@STER VERSION） 歌：双海真美

  - THE IDOLM@STER MASTER ARTIST 2 -FIRST SEASON- 09
    - MEGARE!（M@STER VERSION） 歌：高槻やよい

  - THE IDOLM@STER MASTER ARTIST 2 -SECOND SEASON- 01
    - MEGARE!（M@STER VERSION） 歌：水瀬伊織

  - THE IDOLM@STER MASTER ARTIST 2 -SECOND SEASON- 02
    - MEGARE!（M@STER VERSION） 歌：双海亜美

  - THE IDOLM@STER MASTER ARTIST 2 -SECOND SEASON- 03
    - MEGARE!（M@STER VERSION） 歌：三浦あずさ

  - THE IDOLM@STER MASTER ARTIST 2 -SECOND SEASON- 04
    - MEGARE!（M@STER VERSION） 歌：秋月律子

  - THE IDOLM@STER ANIM@TION MASTER 05
    - MEGARE!（M@STER VERSION） 歌：765PRO ALLSTARS

  - THE IDOLM@STER 765PRO ALLSTARS+ GRE@TEST BEST! －THE IDOLM@STER HISTORY－
    - MEGARE!（M@STER VERSION） 歌：765PRO ALLSTARS

  - THE IDOLM@STER MILLION LIVE! Blooming Clover 12巻 特別版オリジナルCD
    - MEGARE! 歌：豊川風花・真壁瑞希

- GAME VERSION
  - THE IDOLM@STER MASTER BOX VIII
    - MEGARE! 歌：天海春香
    - MEGARE! 歌：我那覇響
    - MEGARE! 歌：星井美希
    - MEGARE! 歌：如月千早
    - MEGARE! 歌：菊地真
    - MEGARE! 歌：四条貴音
    - MEGARE! 歌：萩原雪歩（浅倉杏美）
    - MEGARE! 歌：高槻やよい
    - MEGARE! 歌：双海亜美 / 真美
    - MEGARE! 歌：水瀬伊織
    - MEGARE! 歌：三浦あずさ
    - MEGARE! 歌：秋月律子

Alice or Guilty
作詞：上江洲誠、作曲・編曲：NBGI（濱本理央）
Jupiterの持ち歌。
収録作品
- GAME VERSION
  - THE IDOLM@STER 2（Xbox 360版） - 初期収録曲（イベントのみ）
  - THE IDOLM@STER 2（PS3版） - 初期収録曲（スペシャルアイドル「Jupiter」「天ヶ瀬冬馬」「伊集院北斗」「御手洗翔太」専用楽曲）
  - アイドルマスター マストソングス 青盤
  - アイドルマスター SideM LIVE ON ST@GE! - 条件を満たすと使用可能

収録CD
- M@STER VERSION
  - THE IDOLM@STER Jupiter
    - Alice or Guilty（M@STER VERSION） 歌：Jupiter

- Indies Live Arrange
  - Jupiter’s Trajectory
    - Alice or Guilty –Indies Live Arrange- 歌：Jupiter

恋をはじめよう
作詞：白瀬彩、作曲・編曲：NBGI（Jesahm）
Jupiterの持ち歌。
収録作品
- GAME VERSION
  - THE IDOLM@STER 2（Xbox 360版） - 初期収録曲（イベントのみ）
  - THE IDOLM@STER 2（PS3版） - 初期収録曲（スペシャルアイドル「Jupiter」「天ヶ瀬冬馬」「伊集院北斗」「御手洗翔太」専用楽曲）

収録CD
- M@STER VERSION
  - THE IDOLM@STER Jupiter
    - 恋をはじめよう（M@STER VERSION） 歌：Jupiter

First Step
作詞：浅倉杏美、作曲：NBGI（中川浩二）、編曲：NBGI（小林啓樹）
『2』の雪歩シナリオのエンディングテーマ。
収録作品
- THE IDOLM@STER 2 - 初期収録曲

収録CD
- THE IDOLM@STER ANIM@TION MASTER 生っすかSPECIAL カーテンコール
  - First Step 歌：萩原雪歩（浅倉杏美）

Little Match Girl
作詞・作曲・編曲：ESTi
『2』のDLC楽曲。
ゲームではビジュアルイメージが上昇する。
収録作品
- GAME VERSION
  - THE IDOLM@STER 2（Xbox 360版） - DLC（初回限定特典）で配信
  - THE IDOLM@STER 2（PS3版） - 初期収録曲
  - THE IDOLM@STER SHINY FESTA - 初期収録曲（グルーヴィーチューン） 歌：萩原雪歩（浅倉杏美）・星井美希・四条貴音
  - THE IDOLM@STER SHINY TV - DLC（ミニアルバム07）で配信 歌：萩原雪歩（浅倉杏美）・星井美希・四条貴音
  - アイドルマスター ワンフォーオール - DLC（カタログ8号）で配信
  - アイドルマスター マストソングス 青盤
  - アイドルマスター プラチナスターズ - DLC（カタログ6号）で配信。
  - アイドルマスター ミリオンライブ！ シアターデイズ - 条件を満たすことで使用可能 歌：765PRO ALLSTARS／佐竹美奈子・真壁瑞希

収録CD
- M@STER VERSION
  - THE IDOLM@STER ANIM@TION MASTER 生っすかSPECIAL 05
    - Little Match Girl（M@STER VERSION） 歌：如月千早・萩原雪歩（浅倉杏美）

  - THE IDOLM@STER 765PRO ALLSTARS+ GRE@TEST BEST! -COOL&BITTER!-
    - Little Match Girl（M@STER VERSION） 歌：如月千早・萩原雪歩（浅倉杏美）

- GAME VERSION
  - THE IDOLM@STER MASTER BOX VIII
    - Little Match Girl 歌：天海春香
    - Little Match Girl 歌：我那覇響
    - Little Match Girl 歌：星井美希
    - Little Match Girl 歌：如月千早
    - Little Match Girl 歌：菊地真
    - Little Match Girl 歌：四条貴音
    - Little Match Girl 歌：萩原雪歩（浅倉杏美）
    - Little Match Girl 歌：高槻やよい
    - Little Match Girl 歌：双海亜美 / 真美
    - Little Match Girl 歌：水瀬伊織
    - Little Match Girl 歌：三浦あずさ
    - Little Match Girl 歌：秋月律子

- THE IDOLM@STER MILLION LIVE! THEATER DAYS Brand New Song 4巻 特別版オリジナルCD
  - Little Match Girl 歌：佐竹美奈子・真壁瑞希

Honey Heartbeat
作詞：NBGI（MC TC）、作曲・編曲：NBGI（LindaAI-CUE）
『2』のDLC楽曲。
ゲームではダンスイメージが上昇する。
収録作品
- GAME VERSION
  - THE IDOLM@STER 2（Xbox 360版） - DLC（カタログ2号）で配信
  - THE IDOLM@STER 2（PS3版） - 初期収録曲
  - THE IDOLM@STER SHINY FESTA - 初期収録曲（ファンキーノートのみ） 歌：我那覇響・水瀬伊織・高槻やよい・双海真美・双海亜美
  - THE IDOLM@STER SHINY TV - DLC（ミニアルバム07）で配信 歌：我那覇響・水瀬伊織・高槻やよい・双海真美・双海亜美
  - アイドルマスター ワンフォーオール - DLC（カタログ13号）で配信
  - アイドルマスター マストソングス 青盤
  - アイドルマスター プラチナスターズ - 初期状態から使用可能
  - アイドルマスター ミリオンライブ！ シアターデイズ - 条件を満たすことで使用可能 歌：765PRO ALLSTARS／野々原茜・横山奈緒

収録CD
- M@STER VERSION
  - THE IDOLM@STER ANIM@TION MASTER 生っすかSPECIAL 04
    - Honey Heartbeat（M@STER VERSION） 歌：天海春香・菊地真・双海真美

  - THE IDOLM@STER 765PRO ALLSTARS+ GRE@TEST BEST! -COOL&BITTER!-
    - Honey Heartbeat（M@STER VERSION） 歌：天海春香・菊地真・双海真美

  - THE IDOLM@STER MASTER ARTIST 3 01 天海春香
    - Honey Heartbeat（M@STER VERSION） 歌：天海春香

- GAME VERSION
  - THE IDOLM@STER MASTER BOX VIII
    - Honey Heartbeat 歌：天海春香
    - Honey Heartbeat 歌：我那覇響
    - Honey Heartbeat 歌：星井美希
    - Honey Heartbeat 歌：如月千早
    - Honey Heartbeat 歌：菊地真
    - Honey Heartbeat 歌：四条貴音
    - Honey Heartbeat 歌：萩原雪歩（浅倉杏美）
    - Honey Heartbeat 歌：高槻やよい
    - Honey Heartbeat 歌：双海亜美 / 真美
    - Honey Heartbeat 歌：水瀬伊織
    - Honey Heartbeat 歌：三浦あずさ
    - Honey Heartbeat 歌：秋月律子

愛 LIKE ハンバーガー
作詞：白瀬彩、作曲・編曲：NBGI（田島勝朗）
『2』のDLC楽曲。
ゲームではボーカルイメージ（『2（PS3版）』ではビジュアルイメージ）が上昇する。
収録作品
- GAME VERSION
  - THE IDOLM@STER 2（Xbox 360版） - DLC（カタログ3号）で配信
  - THE IDOLM@STER 2（PS3版） - 初期収録曲
  - THE IDOLM@STER SHINY TV - DLC（ミニアルバム02）で配信 歌：高槻やよい・秋月律子・星井美希
  - アイドルマスター ワンフォーオール - DLC（カタログ13号）で配信

収録CD
- M@STER VERSION
  - THE IDOLM@STER ANIM@TION MASTER 生っすかSPECIAL 03
    - 愛 LIKE ハンバーガー（M@STER VERSION） 歌：秋月律子・高槻やよい

  - THE IDOLM@STER MASTER ARTIST 3 13 秋月律子
    - 愛 LIKE ハンバーガー（M@STER VERSION） 歌：秋月律子

- GAME VERSION
  - THE IDOLM@STER MASTER BOX VIII
    - 愛 LIKE ハンバーガー 歌：天海春香
    - 愛 LIKE ハンバーガー 歌：我那覇響
    - 愛 LIKE ハンバーガー 歌：星井美希
    - 愛 LIKE ハンバーガー 歌：如月千早
    - 愛 LIKE ハンバーガー 歌：菊地真
    - 愛 LIKE ハンバーガー 歌：四条貴音
    - 愛 LIKE ハンバーガー 歌：萩原雪歩（浅倉杏美）
    - 愛 LIKE ハンバーガー 歌：高槻やよい
    - 愛 LIKE ハンバーガー 歌：双海亜美 / 真美
    - 愛 LIKE ハンバーガー 歌：水瀬伊織
    - 愛 LIKE ハンバーガー 歌：三浦あずさ
    - 愛 LIKE ハンバーガー 歌：秋月律子

きゅんっ! ヴァンパイアガール
作詞・作詞・編曲：ササキトモコ
『2』のDLC楽曲。
ボーカルイメージが上昇する。
収録作品
- GAME VERSION
  - THE IDOLM@STER 2（Xbox 360版） - DLC（カタログ4号）で配信
  - THE IDOLM@STER 2（PS3版） - DLC（カタログ7号）で配信
  - THE IDOLM@STER SHINY FESTA - 初期収録曲（ファンキーノート） 歌：水瀬伊織・高槻やよい
  - THE IDOLM@STER SHINY TV - DLC（ミニアルバム02）で配信 歌：水瀬伊織・高槻やよい
  - アイドルマスター ワンフォーオール - DLC（カタログ5号）で配信。
  - アイドルマスター マストソングス 青盤
  - アイドルマスター プラチナスターズ - DLC（カタログ3号）で配信。
  - アイドルマスター ミリオンライブ！ シアターデイズ - 条件を満たすと使用可能 歌：765PRO ALLSTARS／水瀬伊織・中谷育・周防桃子
  - アイドルマスター ポップリンクス - アップデートで追加

収録CD
- M@STER VERSION
  - THE IDOLM@STER ANIM@TION MASTER 生っすかSPECIAL 01
    - きゅんっ! ヴァンパイアガール（M@STER VERSION） 歌：星井美希・四条貴音・我那覇響

  - THE IDOLM@STER MASTER ARTIST 3 04 星井美希
    - きゅんっ! ヴァンパイアガール（M@STER VERSION） 歌：星井美希

  - 961 PRODUCTION presents 『Re:FLAME』会場オリジナルCD
    - きゅんっ! ヴァンパイアガール（M@STER VERSION） 歌：我那覇響

- GAME VERSION
  - THE IDOLM@STER MASTER BOX VIII
    - きゅんっ! ヴァンパイアガール 歌：天海春香
    - きゅんっ! ヴァンパイアガール 歌：我那覇響
    - きゅんっ! ヴァンパイアガール 歌：星井美希
    - きゅんっ! ヴァンパイアガール 歌：如月千早
    - きゅんっ! ヴァンパイアガール 歌：菊地真
    - きゅんっ! ヴァンパイアガール 歌：四条貴音
    - きゅんっ! ヴァンパイアガール 歌：萩原雪歩（浅倉杏美）
    - きゅんっ! ヴァンパイアガール 歌：高槻やよい
    - きゅんっ! ヴァンパイアガール 歌：双海亜美 / 真美
    - きゅんっ! ヴァンパイアガール 歌：水瀬伊織
    - きゅんっ! ヴァンパイアガール 歌：三浦あずさ
    - きゅんっ! ヴァンパイアガール 歌：秋月律子

- クラブリミックス
  - The Remixes Collection THE IDOLM@STER TO D@NCE TO !! Vol.1
    - きゅんっ!ヴァンパイアガール -Keiichi Hirokawa Remix-

七彩ボタン
作詞：遠藤フビト、作曲・編曲：NBGI（内田哲也）
竜宮小町の持ち歌。
ゲームではビジュアルイメージが上昇する。
竜宮小町のためにプロデューサーが用意した楽曲。
収録作品
- GAME VERSION
  - THE IDOLM@STER 2（PS3版） - ゲーム中の条件を満たすことで使用可能
  - THE IDOLM@STER SHINY FESTA - 初期収録曲（ファンキーノート） 歌：水瀬伊織
  - THE IDOLM@STER SHINY TV - DLC（ミニアルバム12）で配信 歌：水瀬伊織
  - アイドルマスター ワンフォーオール - DLC（カタログ3号）で配信
  - アイドルマスター マストソングス 青盤
  - アイドルマスター プラチナスターズ - 初期状態から使用可能

収録CD
- M@STER VERSION
  - THE IDOLM@STER ANIM@TION MASTER 生っすかSPECIAL 02
    - 七彩ボタン（M@STER VERSION） 歌：水瀬伊織・三浦あずさ・双海亜美

  - THE IDOLM@STER 765PRO ALLSTARS+ GRE@TEST BEST! -SWEET&SMILE!-
    - 七彩ボタン（M@STER VERSION） 歌：水瀬伊織・三浦あずさ・双海亜美

  - THE IDOLM@STER MASTER ARTIST 3 05 水瀬伊織
    - 七彩ボタン（M@STER VERSION） 歌：水瀬伊織

ワールドイズマイン
作詞・作曲・編曲：ryo
初音ミクの持ち歌。
収録作品
- THE IDOLM@STER 2（PS3版） - DLC（カタログ創刊号）で配信（スペシャルアイドル「初音ミク」専用楽曲）

メルト
作詞・作曲・編曲：ryo
初音ミクの持ち歌。
収録作品
- THE IDOLM@STER 2（PS3版） - DLC（カタログ4号）で配信（スペシャルアイドル「初音ミク」専用楽曲）

### 『LIVE in SLOT!』収録曲
We Have A Dream
作詞：中村恵、作曲：佐々木宏人
『LIVE in SLOT!』の主題歌。
収録作品
- GAME VERSION
  - THE IDOLM@STER LIVE in SLOT! - ゲーム中の条件を満たすことで使用可能 歌：IM@S ALLSTAR
  - THE IDOLM@STER SHINY TV - 初期収録曲　歌：765PRO ALLSTARS
  - アイドルマスター ワンフォーオール - DLC（カタログ9号）で配信
  - アイドルマスター マストソングス 青盤

収録CD
- M@STER VERSION
  - THE IDOLM@STER ANIM@TION MASTER 生っすかSPECIAL CURTAIN CALL
    - We Have A Dream（M@STER VERSION） 歌：天海春香・如月千早・星井美希・高槻やよい・萩原雪歩（浅倉杏美）・我那覇響

  - THE IDOLM@STER 9th ANNIVERSARY WE ARE M@STERPIECE!! We Have A Dream & カーテンコール
    - We Have A Dream（M@STER VERSION） 歌：天海春香
    - We Have A Dream（M@STER VERSION） 歌：星井美希
    - We Have A Dream（M@STER VERSION） 歌：如月千早
    - We Have A Dream（M@STER VERSION） 歌：高槻やよい
    - We Have A Dream（M@STER VERSION） 歌：萩原雪歩（浅倉杏美）
    - We Have A Dream（M@STER VERSION） 歌：我那覇響

- Anime ver.
  - THE IDOLM@STER MILLION ANIMATION THE@TER START THE DREAM
    - We Have A Dream (Anime ver.) 歌：春日未来・最上静香・伊吹翼・徳川まつり・七尾百合子・箱崎星梨花・望月杏奈

### 『SHINY FESTA』収録曲
MUSIC♪
作詞：yura、作曲・編曲：NBGI（渡辺量）
『SHINY FESTA』の主題歌で、エンディングテーマ。
収録作品
- GAME VERSION
  - THE IDOLM@STER SHINY FESTA - 初期収録曲 歌：765PRO ALLSTARS
  - THE IDOLM@STER SHINY TV - DLC（ミニアルバム01）で配信 歌：765PRO ALLSTARS
  - アイドルマスター ワンフォーオール - DLC（カタログ12号）で配信
  - アイドルマスター マストソングス 青盤
  - アイドルマスター ミリオンライブ！ シアターデイズ - 条件を満たすと使用可能  歌：田中琴葉・島原エレナ・所恵美／765PRO ALLSTARS
  - アイドルマスター ポップリンクス - 初期状態から使用可能
  - アイドルマスター スターリットシーズン - 初期状態から使用可能

収録CD
- M@STER VERSION
  - THE IDOLM@STER 765PRO ALLSTARS+ GRE@TEST BEST! -THE IDOLM@STER HISTORY-
    - MUSIC♪ （M@STER VERSION） 歌：765PRO ALLSTARS

  - M@STERPIECE 特典Blu-ray Disc Audio
    - MUSIC♪ （M@STER VERSION） 歌：天海春香・如月千早・三浦あずさ

  - THE IDOLM@STER M@STERS OF IDOL WORLD!!2014
    - MUSIC♪ （M@STER VERSION） 歌：天海春香
    - MUSIC♪ （M@STER VERSION） 歌：星井美希
    - MUSIC♪ （M@STER VERSION） 歌：如月千早
    - MUSIC♪ （M@STER VERSION） 歌：高槻やよい
    - MUSIC♪ （M@STER VERSION） 歌：萩原雪歩（浅倉杏美）
    - MUSIC♪ （M@STER VERSION） 歌：菊地真
    - MUSIC♪ （M@STER VERSION） 歌：双海亜美 / 真美
    - MUSIC♪ （M@STER VERSION） 歌：水瀬伊織
    - MUSIC♪ （M@STER VERSION） 歌：三浦あずさ
    - MUSIC♪ （M@STER VERSION） 歌：秋月律子
    - MUSIC♪ （M@STER VERSION） 歌：四条貴音
    - MUSIC♪ （M@STER VERSION） 歌：我那覇響

  - THE IDOLM@STER MILLION LIVE! Blooming Clover 3巻 特別版オリジナルCD
    - MUSIC♪ （M@STER VERSION） 歌：高山紗代子・矢吹可奈・桜守歌織

  - THE IDOLM@STER STARLIT SEASON 04
    - MUSIC♪ （M@STER VERSION） 歌：765PRO ALLSTARS

- クラブリミックス
  - The Remixes Collection THE IDOLM@STER TO D@NCE TO !! Vol.4
    - MUSIC♪ -TAKU INOUE Remix-

Vault That Borderline!
作詞・作曲・編曲：NBGI（LindaAI-CUE）
『SHINY FESTA』の収録曲で、『ハニーサウンド』にのみ収録されている。
収録作品
- GAME VERSION
  - THE IDOLM@STER SHINY FESTA - 初期収録曲（ハニーサウンド） 歌：天海春香・如月千早・三浦あずさ・秋月律子
  - THE IDOLM@STER SHINY TV - DLC（ミニアルバム09）で配信 歌：天海春香・如月千早・三浦あずさ・秋月律子
  - アイドルマスター ワンフォーオール - DLC（カタログ4号）で配信
  - アイドルマスター マストソングス 青盤
  - アイドルマスター プラチナスターズ - 初期状態から使用可能

収録CD
- M@STER VERSION
  - THE IDOLM@STER 765PRO ALLSTARS+ GRE@TEST BEST! -LOVE&PEACE-
    - Vault That Borderline!（M@STER VERSION） 歌：天海春香・如月千早・三浦あずさ・秋月律子

  - THE IDOLM@STER M@STERS OF IDOL WORLD!!2014
    - Vault That Borderline!（M@STER VERSION） 歌：天海春香
    - Vault That Borderline!（M@STER VERSION） 歌：如月千早
    - Vault That Borderline!（M@STER VERSION） 歌：三浦あずさ
    - Vault That Borderline!（M@STER VERSION） 歌：秋月律子

  - 漫画『アイドルマスター ミリオンライブ! 4』 特別版CD
    - Vault That Borderline!（M@STER VERSION） 歌：ジュリア・高山紗代子・真壁瑞希・伊吹翼・七尾百合子

ビジョナリー
作詞：NBGI（mft）、作曲・編曲：NBGI（中川浩二）
『SHINY FESTA』の収録曲で、『ファンキーノート』にのみ収録されている。
収録作品
- GAME VERSION
  - THE IDOLM@STER SHINY FESTA - 初期収録曲（ファンキーノート） 歌：高槻やよい・双海真美・我那覇響・水瀬伊織・双海亜美
  - THE IDOLM@STER SHINY TV - DLC（ミニアルバム08）で配信 歌：高槻やよい・双海真美・我那覇響・水瀬伊織・双海亜美
  - アイドルマスター ワンフォーオール - DLC（カタログ8号）で配信
  - アイドルマスター マストソングス 青盤
  - アイドルマスター プラチナスターズ - 初期状態から使用可能

収録CD
- M@STER VERSION
  - THE IDOLM@STER 765PRO ALLSTARS+ GRE@TEST BEST! -SWEET&SMILE!-
    - ビジョナリー（M@STER VERSION） 歌：高槻やよい・双海亜美 / 真美・水瀬伊織・我那覇響

  - THE IDOLM@STER M@STERS OF IDOL WORLD!!2014
    - ビジョナリー（M@STER VERSION） 歌：高槻やよい
    - ビジョナリー（M@STER VERSION） 歌：双海亜美 / 真美
    - ビジョナリー（M@STER VERSION） 歌：水瀬伊織
    - ビジョナリー（M@STER VERSION） 歌：我那覇響

  - 漫画『アイドルマスター ミリオンライブ! 2』 特別版CD
    - ビジョナリー 歌：望月杏奈・箱崎星梨花

- クラブリミックス
  - The Remixes Collection THE IDOLM@STER TO D@NCE TO !! Vol.1
    - ビジョナリー -AJURIKA Remix-

edeN
作詞：貝田由里子、作曲・編曲：NBGI（kyo）
『SHINY FESTA』の収録曲で、『グルーヴィーチューン』にのみ収録されている。
収録作品
- GAME VERSION
  - THE IDOLM@STER SHINY FESTA - 初期収録曲（グルーヴィーチューン） 歌：星井美希・萩原雪歩（浅倉杏美）・菊地真・四条貴音
  - THE IDOLM@STER SHINY TV - DLC（ミニアルバム12）で配信 歌：星井美希・萩原雪歩（浅倉杏美）・菊地真・四条貴音
  - アイドルマスター ワンフォーオール - DLC（カタログ10号）で配信
  - アイドルマスター マストソングス 青盤
  - アイドルマスター プラチナスターズ - 初期状態から使用可能
  - アイドルマスター ミリオンライブ！ シアターデイズ - 条件を満たすと使用可能 歌：765PRO ALLSTARS／ジュリア・北上麗花

収録CD
- M@STER VERSION
  - THE IDOLM@STER 765PRO ALLSTARS+ GRE@TEST BEST! -COOL&BITTER!-
    - edeN（M@STER VERSION） 歌：星井美希・萩原雪歩（浅倉杏美）・菊地真・四条貴音

  - THE IDOLM@STER M@STERS OF IDOL WORLD!!2014
    - edeN（M@STER VERSION） 歌：星井美希
    - edeN（M@STER VERSION） 歌：萩原雪歩（浅倉杏美）
    - edeN（M@STER VERSION） 歌：菊地真
    - edeN（M@STER VERSION） 歌：四条貴音

### 『SHINY TV』収録曲
待ち受けプリンス
作詞・作曲：NBGI（佐藤貴文）
『SHINY TV』のDLC楽曲。各追加パックに共通収録。
収録作品
- GAME VERSION
  - THE IDOLM@STER SHINY TV - 追加パック共通収録 歌：765PRO ALLSTARS
  - アイドルマスター ワンフォーオール - DLC（カタログ3号）で配信
  - アイドルマスター マストソングス 青盤
  - アイドルマスター ミリオンライブ！ シアターデイズ - イベント楽曲 歌：765PRO ALLSTARS（※途中の台詞部分のみ、センターにいる765 MILLION ALLSTARSメンバーに変更）

収録CD
- M@STER VERSION
  - ラムネ色 青春
    - 待ち受けプリンス（M@STER VERSION） 歌：高槻やよい・菊地真・水瀬伊織

### 『ワンフォーオール』収録曲
ONLY MY NOTE
作詞：marhy、作曲・編曲：NBSI（内田哲也）
『ワンフォーオール』の収録曲。
収録作品
- GAME VERSION
  - アイドルマスター ワンフォーオール - ゲーム中の条件を満たすことで使用可能
  - アイドルマスター マストソングス 青盤
  - アイドルマスター プラチナスターズ - DLC（カタログ5号）で配信。

収録CD
- M@STER VERSION
  - THE IDOLM@STER MASTER ARTIST 3 Prologue ONLY MY NOTE
    - ONLY MY NOTE（M@STER VERSION） 歌：765PRO ALLSTARS

  - THE IDOLM@STER MASTER ARTIST 3 01 天海春香
    - ONLY MY NOTE（M@STER VERSION） 歌：天海春香

  - THE IDOLM@STER MASTER ARTIST 3 02 我那覇響
    - ONLY MY NOTE（M@STER VERSION） 歌：我那覇響

  - THE IDOLM@STER MASTER ARTIST 3 03 菊地真
    - ONLY MY NOTE（M@STER VERSION） 歌：菊地真

  - THE IDOLM@STER MASTER ARTIST 3 04 星井美希
    - ONLY MY NOTE（M@STER VERSION） 歌：星井美希

  - THE IDOLM@STER MASTER ARTIST 3 05 水瀬伊織
    - ONLY MY NOTE（M@STER VERSION） 歌：水瀬伊織

  - THE IDOLM@STER MASTER ARTIST 3 06 四条貴音
    - ONLY MY NOTE（M@STER VERSION） 歌：四条貴音

  - THE IDOLM@STER MASTER ARTIST 3 07 如月千早
    - ONLY MY NOTE（M@STER VERSION） 歌：如月千早

  - THE IDOLM@STER MASTER ARTIST 3 08 双海真美
    - ONLY MY NOTE（M@STER VERSION） 歌：双海真美

  - THE IDOLM@STER MASTER ARTIST 3 09 萩原雪歩
    - ONLY MY NOTE（M@STER VERSION） 歌：萩原雪歩（浅倉杏美）

  - THE IDOLM@STER MASTER ARTIST 3 10 高槻やよい
    - ONLY MY NOTE（M@STER VERSION） 歌：高槻やよい

  - THE IDOLM@STER MASTER ARTIST 3 11 三浦あずさ
    - ONLY MY NOTE（M@STER VERSION） 歌：三浦あずさ

  - THE IDOLM@STER MASTER ARTIST 3 12 双海亜美
    - ONLY MY NOTE（M@STER VERSION） 歌：双海亜美

  - THE IDOLM@STER MASTER ARTIST 3 13 秋月律子
    - ONLY MY NOTE（M@STER VERSION） 歌：秋月律子

  - THE IDOLM@STER MILLION LIVE! Blooming Clover 3巻 特別版オリジナルCD
    - ONLY MY NOTE（M@STER VERSION） 歌：天海春香・春日未来・矢吹可奈

Destiny
作詞：白瀬彩、作曲・編曲：BNSI（渡辺量）
『ワンフォーオール』の収録曲。
収録作品
- GAME VERSION
  - アイドルマスター ワンフォーオール - ゲーム中の条件を満たすことで使用可能

収録CD
- M@STER VERSION
  - THE IDOLM@STER MASTER ARTIST 3 FINALE Destiny
    - Destiny（M@STER VERSION） 歌：765PRO ALLSTARS

  - THE IDOLM@STER MASTER ARTIST 3 FINALE Destiny [Blu-ray Disc Audio] ボーナストラック
    - Destiny（M@STER VERSION） 歌：天海春香
    - Destiny（M@STER VERSION） 歌：星井美希
    - Destiny（M@STER VERSION） 歌：如月千早
    - Destiny（M@STER VERSION） 歌：高槻やよい
    - Destiny（M@STER VERSION） 歌：萩原雪歩（浅倉杏美）
    - Destiny（M@STER VERSION） 歌：菊地真
    - Destiny（M@STER VERSION） 歌：双海亜美/真美
    - Destiny（M@STER VERSION） 歌：水瀬伊織
    - Destiny（M@STER VERSION） 歌：三浦あずさ
    - Destiny（M@STER VERSION） 歌：四条貴音
    - Destiny（M@STER VERSION） 歌：我那覇響
    - Destiny（M@STER VERSION） 歌：秋月律子

  - THE IDOLM@STER MILLION LIVE! Blooming Clover 14巻 特別版オリジナルCD
    - Destiny 歌：周防桃子・福田のり子

アクセルレーション
作詞：Selena Higa、作曲：BNGI（Toaki Usami）、編曲：tatsuo・Hideaki Ikawa
玲音の持ち歌。
収録作品
- GAME VERSION
  - アイドルマスター ワンフォーオール - 初期収録曲 歌：玲音
  - アイドルマスター ステラステージ - 初期収録曲 歌：詩花
  - アイドルマスター マストソングス 青盤
  - アイドルマスター ミリオンライブ! シアターデイズ - 条件を満たすと使用可能

収録CD
- M@STER VERSION
  - THE IDOLM@STER MASTER ARTIST 3 Prologue ONLY MY NOTE
    - アクセルレーション（M@STER VERSION） 歌：玲音

  - THE IDOLM@STER STELLA MASTER ENCORE shy→shining
    - アクセルレーション（M@STER VERSION） 歌：詩花

  - 961 PRODUCTION presents 『Re:FLAME』追加公演 会場オリジナルCD
    - アクセルレーション（M@STER VERSION） 歌：我那覇響

キミ＊チャンネル
作詞：愛原圭織、作曲・編曲：佐々木宏人
『ワンフォーオール』のDLC楽曲。
収録作品
- GAME VERSION
  - アイドルマスター ワンフォーオール - DLC（カタログ2号）で配信。
  - アイドルマスター プラチナスターズ - 初期状態から使用可能

収録CD
- M@STER VERSION
  - THE IDOLM@STER MASTER ARTIST 3 01 天海春香
    - キミ＊チャンネル（M@STER VERSION） 歌：天海春香

  - THE IDOLM@STER MASTER ARTIST 3 02 我那覇響
    - キミ＊チャンネル（M@STER VERSION） 歌：我那覇響

  - THE IDOLM@STER MASTER ARTIST 3 03 菊地真
    - キミ＊チャンネル（M@STER VERSION） 歌：菊地真

  - THE IDOLM@STER ニューイヤーライブ!! 初星宴舞 会場オリジナルCD
    - キミ＊チャンネル（M@STER VERSION） 春香・真・響リミックス 歌：天海春香・菊地真・我那覇響

ステキハピネス
作詞：mft、作曲・編曲：BNSI（kyo）
『ワンフォーオール』のDLC楽曲。
天海春香の持ち歌。
収録作品
- GAME VERSION
  - アイドルマスター ワンフォーオール - DLC（カタログ4号）で配信。歌：天海春香

収録CD
- M@STER VERSION
  - THE IDOLM@STER MASTER ARTIST 3 01 天海春香
    - ステキハピネス（M@STER VERSION） 歌：天海春香

私だって女の子
作詞：佐々木宏人、作曲・編曲：BNSI（平井克明）
『ワンフォーオール』のDLC楽曲。
秋月律子の持ち歌。
収録作品
- GAME VERSION
  - アイドルマスター ワンフォーオール - DLC（カタログ4号）で配信。歌：秋月律子

収録CD
- M@STER VERSION
  - THE IDOLM@STER MASTER ARTIST 3 13 秋月律子
    - 私だって女の子（M@STER VERSION） 歌：秋月律子

トリプルAngel
作詞・作曲・編曲：BNSI（佐藤貴文）
『ワンフォーオール』のDLC楽曲。
双海亜美の持ち歌。
収録作品
- GAME VERSION
  - アイドルマスター ワンフォーオール - DLC（カタログ4号）で配信。歌：双海亜美

収録CD
- M@STER VERSION
  - THE IDOLM@STER MASTER ARTIST 3 12 双海亜美
    - トリプルAngel（M@STER VERSION） 歌：双海亜美

放課後ジャンプ
作詞・作曲・編曲：BNSI（佐藤貴文）
『ワンフォーオール』のDLC楽曲。
双海真美の持ち歌。
収録作品
- GAME VERSION
  - アイドルマスター ワンフォーオール - DLC（カタログ4号）で配信。歌：双海真美

収録CD
- M@STER VERSION
  - THE IDOLM@STER MASTER ARTIST 3 08 双海真美
    - 放課後ジャンプ（M@STER VERSION） 歌：双海真美

ふたつの月
作詞・作曲・編曲：BNSI（kyo）
『ワンフォーオール』のDLC楽曲。
四条貴音の持ち歌。
収録作品
- GAME VERSION
  - アイドルマスター ワンフォーオール - DLC（カタログ4号）で配信。歌：四条貴音

収録CD
- M@STER VERSION
  - THE IDOLM@STER MASTER ARTIST 3 06 四条貴音
    - ふたつの月（M@STER VERSION） 歌：四条貴音

細氷
作詞：貝田由里子、作曲・編曲：BNSI（椎名豪）
『ワンフォーオール』のDLC楽曲。
如月千早の持ち歌。
収録作品
- GAME VERSION
  - アイドルマスター ワンフォーオール - DLC（カタログ4号）で配信。歌：如月千早

収録CD
- M@STER VERSION
  - THE IDOLM@STER MASTER ARTIST 3 07 如月千早
    - 細氷（M@STER VERSION） 歌：如月千早

プラ・ソニック・ラブ！
作詞：後藤裕之、作曲・編曲：BNSI（川田宏行）
『ワンフォーオール』のDLC楽曲。
高槻やよいの持ち歌。
収録作品
- GAME VERSION
  - アイドルマスター ワンフォーオール - DLC（カタログ4号）で配信。歌：高槻やよい

収録CD
- M@STER VERSION
  - THE IDOLM@STER MASTER ARTIST 3 10 高槻やよい
    - プラ・ソニック・ラブ！（M@STER VERSION） 歌：高槻やよい

全力アイドル
作詞・作曲・編曲：ササキトモコ
『ワンフォーオール』のDLC楽曲。
水瀬伊織の持ち歌。
収録作品
- GAME VERSION
  - アイドルマスター ワンフォーオール - DLC（カタログ4号）で配信。歌：水瀬伊織

収録CD
- M@STER VERSION
  - THE IDOLM@STER MASTER ARTIST 3 05 水瀬伊織
    - 全力アイドル（M@STER VERSION） 歌：水瀬伊織

Pon De Beach
作詞：BNSI（MC TC）、作曲・編曲：BNSI（Taku Inoue）
『ワンフォーオール』のDLC楽曲。
我那覇響の持ち歌。
収録作品
- GAME VERSION
  - アイドルマスター ワンフォーオール - DLC（カタログ4号）で配信。歌：我那覇響

収録CD
- M@STER VERSION
  - THE IDOLM@STER MASTER ARTIST 3 02 我那覇響
    - Pon De Beach（M@STER VERSION） 歌：我那覇響

Nostalgia
作詞・作曲・編曲：AJURIKA
『ワンフォーオール』のDLC楽曲。
星井美希の持ち歌。
収録作品
- GAME VERSION
  - アイドルマスター ワンフォーオール - DLC（カタログ4号）で配信。歌：星井美希

収録CD
- M@STER VERSION
  - THE IDOLM@STER MASTER ARTIST 3 04 星井美希
    - Nostalgia（M@STER VERSION） 歌：星井美希

あの日のナミダ
作詞：伊那村さちこ、作曲：BNSI（Yoshi）、編曲：石塚玲依
『ワンフォーオール』のDLC楽曲。
萩原雪歩の持ち歌。
収録作品
- GAME VERSION
  - アイドルマスター ワンフォーオール - DLC（カタログ4号）で配信。歌：萩原雪歩（浅倉杏美）

収録CD
- M@STER VERSION
  - THE IDOLM@STER MASTER ARTIST 3 09 萩原雪歩
    - あの日のナミダ（M@STER VERSION） 歌：萩原雪歩（浅倉杏美）

絶険、あるいは逃げられぬ恋
作詞：BNSI（Linda & Sgt.）、作曲・編曲：BNSI（LindaAI-CUE）
『ワンフォーオール』のDLC楽曲。
菊地真の持ち歌。
収録作品
- GAME VERSION
  - アイドルマスター ワンフォーオール - DLC（カタログ4号）で配信。歌：菊地真

収録CD
- M@STER VERSION
  - THE IDOLM@STER MASTER ARTIST 3 03 菊地真
    - 絶険、あるいは逃げられぬ恋（M@STER VERSION） 歌：菊地真

コイ・ココロ
作詞・作曲・編曲：BNSI（トリ音）
『ワンフォーオール』のDLC楽曲。
三浦あずさの持ち歌。
収録作品
- GAME VERSION
  - アイドルマスター ワンフォーオール - DLC（カタログ4号）で配信。歌：三浦あずさ

収録CD
- M@STER VERSION
  - THE IDOLM@STER MASTER ARTIST 3 11 三浦あずさ
    - コイ・ココロ（M@STER VERSION） 歌：三浦あずさ

99 Nights
作詞：BNSI（MC TC）、作曲・編曲：BNSI（Taku Inoue）
『ワンフォーオール』のDLC楽曲。
収録作品
- GAME VERSION
  - アイドルマスター ワンフォーオール - DLC（カタログ5号）で配信。
  - アイドルマスター プラチナスターズ - 初期状態から使用可能
  - アイドルマスター ミリオンライブ！ シアターデイズ - 条件を満たすことで使用可能 歌：765PRO ALLSTARS／百瀬莉緒・豊川風花

収録CD
- M@STER VERSION
  - THE IDOLM@STER MASTER ARTIST 3 04 星井美希
    - 99 Nights（M@STER VERSION） 歌：星井美希

  - THE IDOLM@STER MASTER ARTIST 3 05 水瀬伊織
    - 99 Nights（M@STER VERSION） 歌：水瀬伊織

  - THE IDOLM@STER MASTER ARTIST 3 06 四条貴音
    - 99 Nights（M@STER VERSION） 歌：四条貴音

  - THE IDOLM@STER ニューイヤーライブ!! 初星宴舞 会場オリジナルCD
    - 99 Nights（M@STER VERSION） 伊織・美希・貴音リミックス 歌：水瀬伊織・星井美希・四条貴音

静かな夜に願いを…
作詞：BNSI（柿埜嘉奈子）、作曲・編曲：BNSI（kyo）
『ワンフォーオール』のDLC楽曲。
収録作品
- GAME VERSION
  - アイドルマスター ワンフォーオール - DLC（カタログ7号）で配信。

収録CD
- M@STER VERSION
  - THE IDOLM@STER MASTER ARTIST 3 07 如月千早
    - 静かな夜に願いを…（M@STER VERSION） 歌：如月千早

  - THE IDOLM@STER MASTER ARTIST 3 08 双海真美
    - 静かな夜に願いを…（M@STER VERSION） 歌：双海真美

  - THE IDOLM@STER MASTER ARTIST 3 09 萩原雪歩
    - 静かな夜に願いを…（M@STER VERSION） 歌：萩原雪歩（浅倉杏美）

  - THE IDOLM@STER ニューイヤーライブ!! 初星宴舞 会場オリジナルCD
    - 静かな夜に願いを…（M@STER VERSION） 千早・雪歩・真美リミックス 歌：如月千早・萩原雪歩（浅倉杏美）・如月千早

アルティメットアイズ
作詞：Selena Higa、作曲：BNEI（Toaki Usami）、編曲：王子マスター・Bug Fixer
『ワンフォーオール』のDLC楽曲。
玲音の持ち歌。
収録作品
- GAME VERSION
  - アイドルマスター ワンフォーオール - DLC（カタログ8号）で配信。歌：玲音

収録CD
- M@STER VERSION
  - THE IDOLM@STER MASTER ARTIST 3 FINALE Destiny
    - アルティメットアイズ（M@STER VERSION） 歌：玲音

  - 961 PRODUCTION presents 『Re:FLAME』追加公演 会場オリジナルCD
    - アルティメットアイズ（M@STER VERSION） 歌：星井美希

Good-Byes
作詞：BNSI（MC TC）、作曲・編曲：BNSI（Taku Inoue）
『ワンフォーオール』のDLC楽曲。
収録作品
- GAME VERSION
  - アイドルマスター ワンフォーオール - DLC（カタログ11号）で配信。

収録CD
- M@STER VERSION
  - THE IDOLM@STER MASTER ARTIST 3 10 高槻やよい
    - Good-Byes（M@STER VERSION） 歌：高槻やよい

  - THE IDOLM@STER MASTER ARTIST 3 11 三浦あずさ
    - Good-Byes（M@STER VERSION） 歌：三浦あずさ

  - THE IDOLM@STER MASTER ARTIST 3 12 双海亜美
    - Good-Byes（M@STER VERSION） 歌：双海亜美

  - THE IDOLM@STER MASTER ARTIST 3 13 秋月律子
    - Good-Byes（M@STER VERSION） 歌：秋月律子

  - THE IDOLM@STER ニューイヤーライブ!! 初星宴舞 会場オリジナルCD
    - Good-Byes（M@STER VERSION） やよい・律子・あずさ・亜美リミックス 歌：高槻やよい・秋月律子・三浦あずさ・双海亜美

### 『プラチナスターズ』収録曲
Happy!
作詞：BNSI（柿埜嘉奈子）、作曲・編曲：BNSI（kyo）
『プラチナスターズ』初期収録曲。
収録作品
- GAME VERSION
  - アイドルマスター プラチナスターズ - 条件を満たすと使用可能
  - アイドルマスター ポップリンクス - アップデートで追加

収録CD
- M@STER VERSION
  - THE IDOLM@STER PLATINUM MASTER 00 Happy!
    - Happy! （M@STER VERSION） 歌：天海春香・如月千早・萩原雪歩（浅倉杏美）・水瀬伊織・三浦あずさ・我那覇響・秋月律子

  - THE IDOLM@STER 765 MILLIONSTARS HOTCHPOTCH FESTIV@L!! Happy!でSHOW！
    - Happy! （M@STER VERSION） 歌：天海春香
    - Happy! （M@STER VERSION） 歌：如月千早
    - Happy! （M@STER VERSION） 歌：萩原雪歩（浅倉杏美）
    - Happy! （M@STER VERSION） 歌：水瀬伊織
    - Happy! （M@STER VERSION） 歌：三浦あずさ
    - Happy! （M@STER VERSION） 歌：我那覇響
    - Happy! （M@STER VERSION） 歌：秋月律子

  - THE IDOLM@STER MILLION LIVE! Blooming Clover 10巻 特別版オリジナルCD
    - Happy! 歌：矢吹可奈・周防桃子・福田のり子

ザ・ライブ革命でSHOW!
作詞：小金井つくも、作曲・編曲：BNSI（佐藤貴文）
『プラチナスターズ』初期収録曲。
収録作品
- GAME VERSION
  - アイドルマスター プラチナスターズ - 条件を満たすと使用可能
  - アイドルマスター ミリオンライブ！ シアターデイズ - 条件を満たすことで使用可能 歌：

収録CD
- M@STER VERSION
  - THE IDOLM@STER PLATINUM MASTER 00 Happy!
    - ザ・ライブ革命でSHOW! （M@STER VERSION） 歌：星井美希・高槻やよい・菊地真・双海亜美・双海真美・四条貴音

  - THE IDOLM@STER 765 MILLIONSTARS HOTCHPOTCH FESTIV@L!! Happy!でSHOW！
    - ザ・ライブ革命でSHOW! （M@STER VERSION） 歌：星井美希
    - ザ・ライブ革命でSHOW! （M@STER VERSION） 歌：高槻やよい
    - ザ・ライブ革命でSHOW! （M@STER VERSION） 歌：菊地真
    - ザ・ライブ革命でSHOW! （M@STER VERSION） 歌：双海亜美・双海真美
    - ザ・ライブ革命でSHOW! （M@STER VERSION） 歌：四条貴音

Miracle Night
作詞：BNSI（MC TC）、作曲・編曲：BNSI（Taku Inoue）
『プラチナスターズ』DLC配信曲。
収録作品
- GAME VERSION
  - アイドルマスター プラチナスターズ - DLC（カタログ創刊号）で配信
  - アイドルマスター ポップリンクス - アップデートで追加
  - アイドルマスター ミリオンライブ！ シアターデイズ - 条件を満たすことで使用可能 歌：765PRO ALLSTARS／如月千早・高山紗代子

収録CD
- M@STER VERSION
  - THE IDOLM@STER PLATINUM MASTER 01 Miracle Night
    - Miracle Night （M@STER VERSION） 歌：天海春香・菊地真・双海亜美・双海真美・水瀬伊織

  - THE IDOLM@STER PRODUCER MEETING 2017 765PRO ALLSTARS -Fun to the new vision!! 会場オリジナルCD MiracleResistanceアマテラス
    - Miracle Night （M@STER VERSION） 歌：天海春香
    - Miracle Night （M@STER VERSION） 歌：菊地真
    - Miracle Night （M@STER VERSION） 歌：双海亜美・双海真美
    - Miracle Night （M@STER VERSION） 歌：水瀬伊織

  - THE IDOLM@STER MILLION LIVE! THEATER DAYS Brand New Song 5巻 特別版オリジナルCD
    - Miracle Night 歌：如月千早・高山紗代子

僕たちのResistance
作詞：貝田由里子、作曲・編曲：BNSI（kyo）
『プラチナスターズ』DLC配信曲。
収録作品
- GAME VERSION
  - アイドルマスター プラチナスターズ - DLC（カタログ2号）で配信
  - アイドルマスター ポップリンクス - 初期状態から使用可能

収録CD
- M@STER VERSION
  - THE IDOLM@STER PLATINUM MASTER 02 僕たちのResistance
    - 僕たちのResistance （M@STER VERSION） 歌：高槻やよい・如月千早・星井美希・我那覇響

  - THE IDOLM@STER PRODUCER MEETING 2017 765PRO ALLSTARS -Fun to the new vision!! 会場オリジナルCD MiracleResistanceアマテラス
    - 僕たちのResistance （M@STER VERSION） 歌：星井美希
    - 僕たちのResistance （M@STER VERSION） 歌：如月千早
    - 僕たちのResistance （M@STER VERSION） 歌：高槻やよい
    - 僕たちのResistance （M@STER VERSION） 歌：我那覇響

  - 961 PRODUCTION presents 『Re:FLAME』会場オリジナルCD
    - 僕たちのResistance（M@STER VERSION） 歌：四条貴音

アマテラス
作詞・作曲・編曲：BNSI（渡辺量）
『プラチナスターズ』DLC配信曲。
収録作品
- GAME VERSION
  - アイドルマスター プラチナスターズ - DLC（カタログ3号）で配信
  - アイドルマスター ポップリンクス - 初期状態から使用可能
  - アイドルマスター ミリオンライブ！ シアターデイズ - 条件を満たすことで使用可能 歌：萩原雪歩（浅倉杏美）・三浦あずさ・秋月律子・四条貴音／萩原雪歩（浅倉杏美）・舞浜歩

収録CD
- M@STER VERSION
  - THE IDOLM@STER PLATINUM MASTER 03 アマテラス
    - アマテラス （M@STER VERSION） 歌：萩原雪歩（浅倉杏美）・三浦あずさ・秋月律子・四条貴音

  - THE IDOLM@STER PRODUCER MEETING 2017 765PRO ALLSTARS -Fun to the new vision!! 会場オリジナルCD MiracleResistanceアマテラス
    - アマテラス （M@STER VERSION） 歌：萩原雪歩（浅倉杏美）
    - アマテラス （M@STER VERSION） 歌：三浦あずさ
    - アマテラス （M@STER VERSION） 歌：四条貴音
    - アマテラス （M@STER VERSION） 歌：秋月律子

  - 『菊地 真 ・ 萩原 雪歩 twin live はんげつであえたら』会場オリジナルCD
    - アマテラス （M@STER VERSION） - 歌：萩原雪歩（浅倉杏美）・菊地真

  - THE IDOLM@STER MILLION LIVE! Blooming Clover 9巻 特別版オリジナルCD
    - アマテラス 歌：エミリー=スチュアート・木下ひなた

### 『ステラステージ』収録曲
ToP!!!!!!!!!!!!!
作詞：yura、作曲・編曲：BNSI（佐藤貴文）、編曲：BNSI（トリ音）
『ステラステージ』初期収録曲。
収録作品
- GAME VERSION
  - アイドルマスター ステラステージ - 初期状態から使用可能
  - アイドルマスター ミリオンライブ！ シアターデイズ - 条件を満たすと使用可能 歌：765PRO ALLSTARS
  - アイドルマスター スターリットシーズン - 初期状態から使用可能

収録CD
- M@STER VERSION
  - THE IDOLM@STER STELLA MASTER 00 ToP!!!!!!!!!!!!!
    - ToP!!!!!!!!!!!!!（M@STER VERSION） 歌：765PRO ALLSTARS

Blooming Star
作詞：霜月はるか、作曲・編曲：BNSI（椎名豪）
『ステラステージ』初期収録曲。詩花の持ち歌。
収録作品
- GAME VERSION
  - アイドルマスター ステラステージ - 条件を満たすと使用可能
  - アイドルマスター ミリオンライブ！ シアターデイズ - 条件を満たすと使用可能

収録CD
- M@STER VERSION
  - THE IDOLM@STER STELLA MASTER 00 ToP!!!!!!!!!!!!!
    - Blooming Star（M@STER VERSION） 歌：詩花

  - 961 PRODUCTION presents 『Re:FLAME』追加公演 会場オリジナルCD
    - Blooming Star（M@STER VERSION） 歌：四条貴音

shy→shining
作詞：朝日祭、作曲：BNSI（Yoshi）、編曲：滝澤俊輔（TRYTONELABO）
『ステラステージ』初期収録曲。
収録作品
- GAME VERSION
  - アイドルマスター ステラステージ - 条件を満たすと使用可能

収録CD
- M@STER VERSION
  - THE IDOLM@STER STELLA MASTER ENCORE shy→shining
    - shy→shining（M@STER VERSION） 歌：765PRO ALLSTARS
    - shy→shining（M@STER VERSION） 歌：天海春香
    - shy→shining（M@STER VERSION） 歌：如月千早
    - shy→shining（M@STER VERSION） 歌：萩原雪歩
    - shy→shining（M@STER VERSION） 歌：高槻やよい
    - shy→shining（M@STER VERSION） 歌：秋月律子
    - shy→shining（M@STER VERSION） 歌：三浦あずさ
    - shy→shining（M@STER VERSION） 歌：水瀬伊織
    - shy→shining（M@STER VERSION） 歌：菊地真
    - shy→shining（M@STER VERSION） 歌：双海亜美
    - shy→shining（M@STER VERSION） 歌：双海真美
    - shy→shining（M@STER VERSION） 歌：星井美希
    - shy→shining（M@STER VERSION） 歌：四条貴音
    - shy→shining（M@STER VERSION） 歌：我那覇響

  - THE IDOLM@STER MILLION LIVE! Blooming Clover 11巻 特別版オリジナルCD
    - shy→shining 歌：如月千早・北沢志保

Vertex Meister
作詞・作曲・編曲：BNSI（LindaAI-CUE）
『ステラステージ』DLC配信曲。
収録作品
- GAME VERSION
  - アイドルマスター ステラステージ - DLC（カタログ1号）で配信。

収録CD
- M@STER VERSION
  - THE IDOLM@STER STELLA MASTER 01 Vertex Meister
    - Vertex Meister（M@STER VERSION） 歌：如月千早・秋月律子・菊地真・四条貴音・我那覇響

  - THE IDOLM＠STER PRODUCER MEETING 2018 What is TOP!!!!!!!!!!!!!? Vertexステッパーは旅にでる
    - Vertex Meister（M@STER VERSION） 歌：如月千早
    - Vertex Meister（M@STER VERSION） 歌：秋月律子
    - Vertex Meister（M@STER VERSION） 歌：菊地真
    - Vertex Meister（M@STER VERSION） 歌：四条貴音
    - Vertex Meister（M@STER VERSION） 歌：我那覇響

  - THE IDOLM@STER MILLION LIVE! Blooming Clover 7巻 特別版オリジナルCD
    - Vertex Meister（M@STER VERSION） 歌：高坂海美・宮尾美也

星彩ステッパー
作詞：BNSI（重田佑介）、作曲・編曲：BNSI（北谷光浩）
『ステラステージ』DLC配信曲。
収録作品
- GAME VERSION
  - アイドルマスター ステラステージ - DLC（カタログ2号）で配信。

収録CD
- M@STER VERSION
  - THE IDOLM@STER STELLA MASTER 02 星彩ステッパー
    - 星彩ステッパー（M@STER VERSION） 歌：水瀬伊織・双海亜美・双海真美・星井美希

  - THE IDOLM＠STER PRODUCER MEETING 2018 What is TOP!!!!!!!!!!!!!? Vertexステッパーは旅にでる
    - 星彩ステッパー（M@STER VERSION） 歌：水瀬伊織
    - 星彩ステッパー（M@STER VERSION） 歌：双海亜美・双海真美
    - 星彩ステッパー（M@STER VERSION） 歌：星井美希

そしてぼくらは旅にでる
作詞：BNSI（MCTC）、作曲・編曲：BNSI（Taku Inoue）
『ステラステージ』DLC配信曲。
収録作品
- GAME VERSION
  - アイドルマスター ステラステージ - DLC（カタログ3号）で配信。

収録CD
- M@STER VERSION
  - THE IDOLM@STER STELLA MASTER 03 そしてぼくらは旅にでる
    - そしてぼくらは旅にでる（M@STER VERSION） 歌：天海春香・萩原雪歩（浅倉杏美）・高槻やよい・三浦あずさ

  - THE IDOLM＠STER PRODUCER MEETING 2018 What is TOP!!!!!!!!!!!!!? Vertexステッパーは旅にでる
    - そしてぼくらは旅にでる（M@STER VERSION） 歌：天海春香
    - そしてぼくらは旅にでる（M@STER VERSION） 歌：萩原雪歩（浅倉杏美）
    - そしてぼくらは旅にでる（M@STER VERSION） 歌：高槻やよい
    - そしてぼくらは旅にでる（M@STER VERSION） 歌：三浦あずさ

### 『ポップリンクス』収録曲
POPLINKS TUNE!!!!!
作詞・作曲・編曲：BNSI（ミフメイ）
『ポップリンクス』テーマ曲。
収録作品
- GAME SIZE
  - アイドルマスター ポップリンクス - 初期状態から使用可能 歌：天海春香・島村卯月・春日未来・天道輝・櫻木真乃

収録CD
- THE IDOLM@STER POPLINKS POPLINKS TUNE!!!!!
  - POPLINKS TUNE!!!!! 歌：天海春香・島村卯月・春日未来・天道輝・櫻木真乃
  - POPLINKS TUNE!!!!! 天海春香ソロ・リミックス 歌：天海春香
  - POPLINKS TUNE!!!!! 島村卯月ソロ・リミックス 歌：島村卯月
  - POPLINKS TUNE!!!!! 春日未来ソロ・リミックス 歌：春日未来
  - POPLINKS TUNE!!!!! 天道輝ソロ・リミックス 歌：天道輝
  - POPLINKS TUNE!!!!! 櫻木真乃ソロ・リミックス 歌：櫻木真乃

### 『スターリットシーズン』収録曲
SESSION!
作詞：真崎エリカ、作曲・編曲：本多友紀（Arte Refact）
『スターリットシーズン』収録曲。
収録作品
- GAME SIZE
  - アイドルマスター スターリットシーズン - 初期状態から使用可能

収録CD
- THE IDOLM@STER STARLIT SEASON 01
  - SESSION! 歌：天海春香・水瀬伊織・菊地真・我那覇響・安部菜々・双葉杏・春日未来・大崎甘奈・大崎甜花・奥空心白

夏のBang!!
作詞：ミズノゲンキ、作曲・編曲：長谷川智樹
『スターリットシーズン』収録曲。
収録作品
- GAME SIZE
  - アイドルマスター スターリットシーズン - 初期状態から使用可能

収録CD
- THE IDOLM@STER STARLIT SEASON 02
  - 夏のBang!! 歌：星井美希・萩原雪歩（浅倉杏美）・高槻やよい・双海亜美・双海真美・城ヶ崎美嘉・諸星きらり・伊吹翼・桜守歌織・小宮果穂・奥空心白

アイシテの呪縛～Je vous aime～
作詞：安藤紗々、作曲・編曲：白戸佑輔（Dream Monster）
『スターリットシーズン』収録曲。
収録作品
- GAME SIZE
  - アイドルマスター スターリットシーズン - 初期状態から使用可能

収録CD
- THE IDOLM@STER STARLIT SEASON 03
  - アイシテの呪縛～Je vous aime～ 歌：如月千早・秋月律子・三浦あずさ・四条貴音・神崎蘭子・最上静香・白石紬・白瀬咲耶・杜野凛世・奥空心白

GR@TITUDE
作詞：森由里子、作曲：神前暁（MONACA）、編曲：帆足圭吾（MONACA）
『スターリットシーズン』テーマ曲。
収録作品
- GAME SIZE
  - アイドルマスター スターリットシーズン - 初期状態から使用可能

収録CD
- THE IDOLM@STER STARLIT SEASON 00 GR@TITUDE（全CD共通）
  - GR@TITUDE 歌：Project LUMINOUS

- THE IDOLM@STER STARLIT SEASON 00 GR@TITUDE（日本コロムビア盤）
  - GR@TITUDE 765PRO ALLSTARSバージョン 歌：765PRO ALLSTARS
  - GR@TITUDE シンデレラガールズバージョン 歌：安部菜々・神崎蘭子・城ヶ崎美嘉・双葉杏・諸星きらり

- THE IDOLM@STER STARLIT SEASON 00 GR@TITUDE（ランティス盤）
  - GR@TITUDE ミリオンライブ！Ver. 歌：春日未来・最上静香・伊吹翼・白石紬・桜守歌織
  - GR@TITUDE シャイニーカラーズVer. 歌：白瀬咲耶・小宮果穂・杜野凛世・大崎甘奈・大崎甜花

- THE IDOLM@STER STARLIT SEASON 04
  - GR@TITUDE 歌：Project LUMINOUS・DIAMANT
  - GR@TITUDE 歌：DIAMANT

EVER RISING
作詞：松井洋平、作曲：小高光太郎・UiNA、編曲：小高光太郎
『スターリットシーズン』収録曲。
収録作品
- GAME SIZE
  - アイドルマスター スターリットシーズン - 初期状態から使用可能

収録CD
- THE IDOLM@STER STARLIT SEASON 01
  - EVER RISING 歌：奥空心白・亜夜

- 961 PRODUCTION presents 『Re:FLAME』追加公演 会場オリジナルCD
  - EVER RISING（M@STER VERSION） 歌：星井美希・四条貴音・我那覇響

1st Call
作詞：只野菜摘、作曲・編曲：石濱翔（MONACA）
『スターリットシーズン』収録曲。
収録作品
- GAME SIZE
  - アイドルマスター スターリットシーズン - 初期状態から使用可能

収録CD
- THE IDOLM@STER STARLIT SEASON 02
  - 1st Call 歌：DIAMANT

- 961 PRODUCTION presents 『Re:FLAME』会場オリジナルCD
  - 1st Call 歌：星井美希・四条貴音・我那覇響

ダンス・ダンス・ダンス
作詞：MC TC、作曲・編曲：TAKU INOUE
『スターリットシーズン』DLC配信曲。
収録作品
- GAME SIZE
  - アイドルマスター スターリットシーズン - DLC（カタログ3号）で配信
  - アイドルマスター シンデレラガールズ スターライトステージ - イベント配信 歌：神崎蘭子・高垣楓

収録CD
- THE IDOLM@STER STARLIT SEASON 04
  - ダンス・ダンス・ダンス 歌：如月千早・秋月律子・三浦あずさ・四条貴音・神崎蘭子・高垣楓・最上静香・白石紬・白瀬咲耶・杜野凛世・奥空心白・玲音

KAWAII ウォーズ
作詞・作曲・編曲：ササキトモコ
『スターリットシーズン』DLC配信曲。
収録作品
- GAME SIZE
  - アイドルマスター スターリットシーズン - DLC（カタログ4号）で配信

収録CD
- THE IDOLM@STER STARLIT SEASON 04
  - KAWAII ウォーズ 歌：天海春香・水瀬伊織・菊地真・我那覇響・安部菜々・双葉杏・春日未来・田中琴葉・大崎甘奈・大崎甜花・奥空心白・詩花

全力★ドリーミングガールズ
作詞：KOCHO、作曲・編曲：坂東邑真
『スターリットシーズン』DLC配信曲。
収録作品
- GAME SIZE
  - アイドルマスター スターリットシーズン - DLC（カタログ5号）で配信

収録CD
- THE IDOLM@STER STARLIT SEASON 03
  - 全力★ドリーミングガールズ 歌：星井美希・萩原雪歩（浅倉杏美）・高槻やよい・双海亜美・双海真美・城ヶ崎美嘉・諸星きらり・伊吹翼・桜守歌織・小宮果穂・田中摩美々・奥空心白・亜夜

IDOL☆HEART
作詞：yura、作曲・編曲：滝澤俊輔（TRYTONELABO）
『スターリットシーズン』DLC配信曲。
収録作品
- GAME SIZE
  - アイドルマスター スターリットシーズン - DLC（カタログ6号）で配信

収録CD
- THE IDOLM@STER STARLIT SEASON 04
  - IDOL☆HEART 歌：765PRO ALLSTARS

## CD収録曲

### 765プロ系統

#### 『MASTERWORK』収録曲
神さまのBirthday
作詞：伊那村さちこ、作曲・編曲：NBGI（Yoshi）
CDオリジナル曲。
『L4U!』でDLC楽曲として配信される。
ゲームではボーカルイメージが上昇する。
収録作品
- GAME VERSION
  - THE IDOLM@STER LIVE FOR YOU! - DLC（カタログ10号）で配信
  - THE IDOLM@STER SP - DLC（カタログ11号）で配信
  - THE IDOLM@STER 2（Xbox 360版） - DLC（カタログ10号）で配信
  - THE IDOLM@STER 2（PS3版） - DLC（カタログ2号）で配信
  - アイドルマスター ワンフォーオール - DLC（カタログ7号）で配信
  - アイドルマスター マストソングス 赤盤
  - アイドルマスター プラチナスターズ - DLC（カタログ5号）で配信
  - アイドルマスター ポップリンクス - アップデートで追加

収録CD
- フルバージョン
  - THE IDOLM@STER MASTERWORK 00
    - 神さまのBirthday 歌：星井美希・天海春香・如月千早

  - THE IDOLM@STER MASTER ARTIST 01
    - 神さまのBirthday 歌：天海春香

  - THE IDOLM@STER MASTER ARTIST 03
    - 神さまのBirthday 歌：星井美希

  - THE IDOLM@STER MASTER ARTIST 05
    - 神さまのBirthday 歌：如月千早

  - THE IDOLM@STER BEST ALBUM 〜MASTER OF MASTER〜
    - 神さまのBirthday 歌：如月千早・萩原雪歩（長谷優里奈）・三浦あずさ

  - THE IDOLM@STER 765PRO ALLSTARS+ GRE@TEST BEST! －SWEET&SMILE!－
    - 神さまのBirthday 歌：如月千早・萩原雪歩（長谷優里奈）・三浦あずさ

- GAME VERSION
  - THE IDOLM@STER MASTER BOX V
    - 神さまのBirthday 歌：天海春香
    - 神さまのBirthday 歌：高槻やよい
    - 神さまのBirthday 歌：星井美希
    - 神さまのBirthday 歌：菊地真
    - 神さまのBirthday 歌：如月千早
    - 神さまのBirthday 歌：双海亜美 / 真美
    - 神さまのBirthday 歌：三浦あずさ
    - 神さまのBirthday 歌：水瀬伊織
    - 神さまのBirthday 歌：萩原雪歩（長谷優里奈）
    - 神さまのBirthday 歌：秋月律子

#### 『YOUR SONG』収録曲
大スキ!
作詞・作曲：岡本真夜、カバーアレンジ：久米康隆、オリジナルアーティスト：広末涼子
天海春香のカバー曲。
収録CD
- THE IDOLM@STER YOUR SONG
  - 大スキ! 歌：天海春香

- THE IDOLM@STER MASTER ARTIST 01
  - 大スキ! 歌：天海春香

ふたりのもじぴったん
作詞：NBGI（後藤裕之）、作曲：NBGI（神前暁）、カバーアレンジ：スギヤマ!、オリジナルアーティスト：古原奈々
高槻やよいのカバー曲。
「Gratitude 〜グラッティテュード・感謝〜」のアニメイト再発版で如月千早もカバーした。
収録CD
- THE IDOLM@STER YOUR SONG
  - ふたりのもじぴったん 歌：高槻やよい

- Gratitude 〜グラッティテュード・感謝〜
  - ふたりのもじぴったん 歌：如月千早

- THE IDOLM@STER MASTER ARTIST 02
  - ふたりのもじぴったん 歌：高槻やよい

仮面舞踏会
作詞：ちあき哲也、作曲：筒美京平、カバーアレンジ：久米康隆、オリジナルアーティスト：少年隊
菊地真のカバー曲。
収録CD
- THE IDOLM@STER YOUR SONG
  - 仮面舞踏会 歌：菊地真

- THE IDOLM@STER MASTER ARTIST 04
  - 仮面舞踏会 歌：菊地真

You're My Only Shinin' Star
作詞・作曲：角松敏生、カバーアレンジ：久米康隆、オリジナルアーティスト：中山美穂
三浦あずさのカバー曲。
収録CD
- THE IDOLM@STER YOUR SONG
  - You're My Only Shinin' Star 歌：三浦あずさ

- THE IDOLM@STER MASTER ARTIST 07
  - You're My Only Shinin' Star 歌：三浦あずさ

津軽海峡・冬景色
作詞：阿久悠、作曲：三木たかし、カバーアレンジ：久米康隆、オリジナルアーティスト：石川さゆり
萩原雪歩のカバー曲。
収録CD
- THE IDOLM@STER YOUR SONG
  - 津軽海峡・冬景色 歌：萩原雪歩（長谷優里奈）

- THE IDOLM@STER MASTER ARTIST 09
  - 津軽海峡・冬景色 歌：萩原雪歩（長谷優里奈）

ラムのラブソング
作詞：伊藤アキラ、作曲：小林泉美、カバーアレンジ：久米康隆、オリジナルアーティスト：松谷祐子
双海亜美 / 真美のカバー曲。
収録CD
- THE IDOLM@STER YOUR SONG
  - ラムのラブソング 歌：双海亜美 / 真美

- THE IDOLM@STER MASTER ARTIST 06
  - ラムのラブソング 歌：双海亜美 / 真美

ドゥー・ユー・リメンバー・ミー
作詞：安井かずみ、作曲：加藤和彦、カバーアレンジ：久米康隆、オリジナルアーティスト：岡崎友紀
水瀬伊織のカバー曲。
収録CD
- THE IDOLM@STER YOUR SONG
  - ドゥー・ユー・リメンバー・ミー 歌：水瀬伊織

- THE IDOLM@STER MASTER ARTIST 08
  - ドゥー・ユー・リメンバー・ミー 歌：水瀬伊織

鳥の詩
作詞：麻枝准（Key）、作曲：折戸伸治（Key）、カバーアレンジ：久米康隆、オリジナルアーティスト：Lia
如月千早のカバー曲。後に高垣楓も同曲をカバーしている。
収録CD
- THE IDOLM@STER YOUR SONG
  - 鳥の詩 歌：如月千早

- THE IDOLM@STER MASTER ARTIST 05
  - 鳥の詩 歌：如月千早

東京は夜の七時 〜the night is still young〜
作詞・作曲：小西康陽、カバーアレンジ：久米康隆、オリジナルアーティスト：ピチカート・ファイヴ
秋月律子のカバー曲。
収録CD
- THE IDOLM@STER YOUR SONG
  - 東京は夜の七時 〜the night is still young〜 歌：秋月律子

- THE IDOLM@STER MASTER ARTIST 10
  - 東京は夜の七時 〜the night is still young〜 歌：秋月律子

やさしさに包まれたなら
作詞・作曲・オリジナルアーティスト：荒井由実、カバーアレンジ：久米康隆
音無小鳥のカバー曲。
収録CD
- THE IDOLM@STER YOUR SONG
  - やさしさに包まれたなら 歌：音無小鳥

- THE IDOLM@STER MASTER ARTIST FINALE
  - やさしさに包まれたなら 歌：音無小鳥

#### 『MASTER ARTIST』収録曲
I Want
作詞・作曲・編曲：NBGI（LindaAI-CUE）
天海春香の持ち歌。
『SP』で初期収録曲となる（春香のみ最初から使用可能。他のアイドルはDLCで配信）。
ゲームではダンスイメージが上昇する。
収録作品
- GAME VERSION
  - THE IDOLM@STER LIVE FOR YOU! - DLC（カタログ17号）で配信
  - THE IDOLM@STER SP
    - 初期収録曲（天海春香のみ）
    - DLC（カタログ3号）で配信（菊地真・高槻やよい・双海亜美・萩原雪歩（長谷優里奈）・水瀬伊織・如月千早・三浦あずさ・秋月律子）
    - DLC（カタログ4号）で配信（星井美希・我那覇響・四条貴音）

  - THE IDOLM@STER 2（Xbox 360版） - DLC（カタログ7号）で配信
  - THE IDOLM@STER 2（PS3版） - DLC（カタログ11号）で配信
  - THE IDOLM@STER LIVE in SLOT! - ゲーム中の条件を満たすことで使用可能
  - THE IDOLM@STER SHINY FESTA - 初期収録曲（ハニーサウンド） 歌：天海春香
  - THE IDOLM@STER SHINY TV - DLC（ミニアルバム07）で配信 歌：天海春香
  - アイドルマスター ワンフォーオール - DLC（カタログ4号）で配信
  - アイドルマスター マストソングス 赤盤
  - アイドルマスター プラチナスターズ - DLC（カタログ創刊号）で配信
  - アイドルマスター ポップリンクス - アップデートで追加

収録CD
- フルバージョン
  - THE IDOLM@STER MASTER ARTIST 01
    - I Want 歌：天海春香

  - THE IDOLM@STER 765PRO ALLSTARS+ GRE@TEST BEST! -COOL&BITTER!-
    - I Want 歌：天海春香

- GAME VERSION
  - THE IDOLM@STER MASTER BOX VI
    - I Want 歌：天海春香
    - I Want 歌：菊地真
    - I Want 歌：高槻やよい
    - I Want 歌：我那覇響
    - I Want 歌：如月千早
    - I Want 歌：秋月律子
    - I Want 歌：三浦あずさ
    - I Want 歌：星井美希
    - I Want 歌：萩原雪歩（長谷優里奈）
    - I Want 歌：水瀬伊織
    - I Want 歌：双海亜美 / 真美
    - I Want 歌：四条貴音

悲しみよこんにちは
作詞：森雪之丞、作曲：玉置浩二、カバーアレンジ：竹中文一、オリジナルアーティスト：斉藤由貴
天海春香のカバー曲。
収録CD
- THE IDOLM@STER MASTER ARTIST 01
  - 悲しみよこんにちは 歌：天海春香

キラメキラリ
作詞：yura、作曲：神前暁、Rearrange Mix：佐藤ノリチカ
高槻やよいの持ち歌。
『SP』で初期収録曲となる（やよいのみ最初から使用可能。他のアイドルはDLCで配信）。
ゲームではダンスイメージが上昇する。
収録作品
- GAME VERSION
  - THE IDOLM@STER LIVE FOR YOU! - DLC（カタログ16号）で配信
  - THE IDOLM@STER SP
    - 初期収録曲（高槻やよいのみ）
    - DLC（カタログ1号）で配信（天海春香・菊地真・双海亜美・萩原雪歩（長谷優里奈）・水瀬伊織・如月千早・三浦あずさ・秋月律子）
    - DLC（カタログ4号）で配信（星井美希・我那覇響・四条貴音）

  - THE IDOLM@STER 2 - 初期収録曲
  - THE IDOLM@STER LIVE in SLOT! - 初期収録曲
  - THE IDOLM@STER SHINY FESTA - 初期収録曲（ファンキーノート） 歌：高槻やよい
  - THE IDOLM@STER SHINY TV - DLC（ミニアルバム02）で配信 歌：高槻やよい
  - アイドルマスター ワンフォーオール - 初期状態で使用可能
  - アイドルマスター マストソングス 赤盤
  - アイドルマスター プラチナスターズ - 初期状態から使用可能
  - アイドルマスター ミリオンライブ! シアターデイズ - 条件を満たすと使用可能

収録CD
- フルバージョン
  - THE IDOLM@STER MASTER ARTIST 02
    - キラメキラリ 歌：高槻やよい

  - THE IDOLM@STER BEST OF 765+876=!! VOL.01
    - キラメキラリ 歌：高槻やよい

  - THE IDOLM@STER MASTER ARTIST 2 -FIRST SEASON- 09
    - キラメキラリ 歌：高槻やよい

  - THE IDOLM@STER ANIM@TION MASTER 03
    - キラメキラリ 歌：高槻やよい

  - THE IDOLM@STER 765PRO ALLSTARS+ GRE@TEST BEST! -SWEET&SMILE!-
    - キラメキラリ 歌：高槻やよい

  - THE IDOLM@STER MILLION LIVE! Blooming Clover 5巻 特別版オリジナルCD
    - キラメキラリ 歌：野々原茜・白石紬

- Rearrange Mix
  - THE IDOLM@STER PERFECT IDOL 04
    - キラメキラリ -BOSSA NOVA Rearrange Mix- 歌：高槻やよい

- GAME VERSION
  - THE IDOLM@STER MASTER BOX VI
    - キラメキラリ 歌：天海春香
    - キラメキラリ 歌：菊地真
    - キラメキラリ 歌：高槻やよい
    - キラメキラリ 歌：我那覇響
    - キラメキラリ 歌：如月千早
    - キラメキラリ 歌：秋月律子
    - キラメキラリ 歌：三浦あずさ
    - キラメキラリ 歌：星井美希
    - キラメキラリ 歌：萩原雪歩（長谷優里奈）
    - キラメキラリ 歌：水瀬伊織
    - キラメキラリ 歌：双海亜美 / 真美
    - キラメキラリ 歌：四条貴音

- クラブリミックス
  - The Remixes Collection THE IDOLM@STER TO D@NCE TO
    - キラメキラリ -おおくぼひろし Remix-

リルラ リルハ
作詞・オリジナルアーティスト：木村カエラ、作曲：會田茂一、カバーアレンジ：竹中文一
高槻やよいのカバー曲。
収録CD
- THE IDOLM@STER MASTER ARTIST 02
  - リルラ リルハ 歌：高槻やよい

ふるふるフューチャー☆
作詞：朝日祭、作曲・編曲：NBGI（Yoshi）
星井美希の持ち歌。
『THE IDOLM@STER LIVE FOR YOU!』でDLC楽曲として配信された。
ゲームではビジュアルイメージが上昇する。
収録作品
- GAME VERSION
  - THE IDOLM@STER LIVE FOR YOU! - DLC（カタログ16号）で配信
  - THE IDOLM@STER SP - DLC（カタログ5号）で配信
  - THE IDOLM@STER 2（PS3版） - DLC（カタログ12号）で配信
  - THE IDOLM@STER LIVE in SLOT! - 初期収録曲
  - THE IDOLM@STER SHINY FESTA - 初期収録曲（グルーヴィーチューン） 歌：星井美希
  - THE IDOLM@STER SHINY TV - DLC（ミニアルバム06）で配信 歌：星井美希
  - アイドルマスター ワンフォーオール - 初期状態で使用可能
  - アイドルマスター マストソングス 赤盤
  - アイドルマスター ポップリンクス - アップデートで追加

収録CD
- フルバージョン
  - THE IDOLM@STER MASTER ARTIST 03
    - ふるふるフューチャー☆ 歌：星井美希

  - THE IDOLM@STER MASTER ARTIST 2 -FIRST SEASON- 03
    - ふるふるフューチャー☆ 歌：星井美希

  - THE IDOLM@STER ANIM@TION MASTER 05
    - ふるふるフューチャー☆ 歌：星井美希

  - THE IDOLM@STER 765PRO ALLSTARS+ GRE@TEST BEST! －LOVE&PEACE－
    - ふるふるフューチャー☆ 歌：星井美希

- GAME VERSION
  - THE IDOLM@STER MASTER BOX V
    - ふるふるフューチャー☆ 歌：天海春香
    - ふるふるフューチャー☆ 歌：高槻やよい
    - ふるふるフューチャー☆ 歌：星井美希
    - ふるふるフューチャー☆ 歌：菊地真
    - ふるふるフューチャー☆ 歌：如月千早
    - ふるふるフューチャー☆ 歌：双海亜美 / 真美
    - ふるふるフューチャー☆ 歌：三浦あずさ
    - ふるふるフューチャー☆ 歌：水瀬伊織
    - ふるふるフューチャー☆ 歌：萩原雪歩（長谷優里奈）
    - ふるふるフューチャー☆ 歌：秋月律子

涙のハリケーン
作詞：PANINARO 30、作曲：徳永暁人、カバーアレンジ：竹中文一、オリジナルアーティスト：BON-BON BLANCO
星井美希のカバー曲。
収録CD
- THE IDOLM@STER MASTER ARTIST 03
  - 涙のハリケーン 歌：星井美希

すいみん不足
作詞・作曲・オリジナルアーティスト：CHICKS、カバーアレンジ：宮垣憲一郎
星井美希のカバー曲。
収録CD
- THE IDOLM@STER MASTER ARTIST 03
  - すいみん不足 歌：星井美希

迷走Mind
作詞：NBGI（mft）、作曲・編曲：NBGI（中川浩二）
菊地真の持ち歌。
『THE IDOLM@STER SP』で初期収録曲となる（真のみ最初から使用可能。他のアイドルはDLCで配信）。
ゲームではボーカルイメージが上昇する。
収録作品
- GAME VERSION
  - THE IDOLM@STER LIVE FOR YOU! - DLC（カタログ17号）で配信
  - THE IDOLM@STER SP
    - 初期収録曲（菊地真のみ）
    - DLC（カタログ2号）で配信（天海春香・高槻やよい・双海亜美・萩原雪歩（長谷優里奈）・水瀬伊織・如月千早・三浦あずさ・秋月律子）
    - DLC（カタログ4号）で配信（星井美希・我那覇響・四条貴音）

  - THE IDOLM@STER 2 - 初期収録曲
  - THE IDOLM@STER SHINY FESTA - 初期収録曲（グルーヴィーチューン） 歌：菊地真
  - THE IDOLM@STER SHINY TV - DLC（ミニアルバム08）で配信 歌：菊地真
  - アイドルマスター ワンフォーオール - 初期状態で使用可能
  - アイドルマスター マストソングス 赤盤
  - アイドルマスター プラチナスターズ - DLC（カタログ3号）で配信。

収録CD
- フルバージョン
  - THE IDOLM@STER MASTER ARTIST 04
    - 迷走Mind 歌：菊地真

  - THE IDOLM@STER ANIM@TION MASTER 03
    - 迷走Mind 歌：菊地真

  - THE IDOLM@STER 765PRO ALLSTARS+ GRE@TEST BEST! -COOL&BITTER!-
    - 迷走Mind 歌：菊地真

  - 961 PRODUCTION presents 『Re:FLAME』追加公演 会場オリジナルCD
    - 迷走Mind 歌：我那覇響

- GAME VERSION
  - THE IDOLM@STER MASTER BOX VI
    - 迷走Mind 歌：天海春香
    - 迷走Mind 歌：菊地真
    - 迷走Mind 歌：高槻やよい
    - 迷走Mind 歌：我那覇響
    - 迷走Mind 歌：如月千早
    - 迷走Mind 歌：秋月律子
    - 迷走Mind 歌：三浦あずさ
    - 迷走Mind 歌：星井美希
    - 迷走Mind 歌：萩原雪歩（長谷優里奈）
    - 迷走Mind 歌：水瀬伊織
    - 迷走Mind 歌：双海亜美 / 真美
    - 迷走Mind 歌：四条貴音

Swallowtail Butterfly 〜あいのうた〜
作詞：岩井俊二、作曲：小林武史、カバーアレンジ：竹中文一、オリジナルアーティスト：YEN TOWN BAND
菊地真のカバー曲。
収録CD
- THE IDOLM@STER MASTER ARTIST 04
  - Swallowtail Butterfly 〜あいのうた〜 歌：菊地真

目が逢う瞬間
作詞：貝田由里子、作曲：NBGI（Jesahm）
如月千早の持ち歌。
『SP』で初期収録曲となる（千早のみ最初から使用可能。他のアイドルはDLCで配信）。
ゲームではビジュアルイメージが上昇する。
収録作品
- GAME VERSION
  - THE IDOLM@STER LIVE FOR YOU! - DLC（カタログ16号）で配信
  - THE IDOLM@STER SP
    - 初期収録曲（如月千早のみ）
    - DLC（カタログ1号）で配信（天海春香・菊地真・高槻やよい・双海亜美・萩原雪歩（長谷優里奈）・水瀬伊織・三浦あずさ・秋月律子）
    - DLC（カタログ4号）で配信（星井美希・我那覇響・四条貴音）

  - THE IDOLM@STER 2 - 初期収録曲
  - THE IDOLM@STER SHINY FESTA - 初期状態から使用可能（ハニーサウンド） 歌：如月千早
  - THE IDOLM@STER SHINY TV - DLC（ミニアルバム04）で配信 歌：如月千早
  - アイドルマスター ワンフォーオール - 初期状態で使用可能
  - アイドルマスター マストソングス 赤盤
  - アイドルマスター プラチナスターズ - DLC（カタログ創刊号）で配信
  - アイドルマスター ポップリンクス - アップデートで追加

収録CD
- フルバージョン
  - THE IDOLM@STER MASTER ARTIST 05
    - 目が逢う瞬間 歌：如月千早

  - THE IDOLM@STER 765PRO ALLSTARS+ GRE@TEST BEST! -COOL&BITTER!-
    - 目が逢う瞬間 歌：如月千早

  - 961 PRODUCTION presents 『Re:FLAME』追加公演 会場オリジナルCD
    - 目が逢う瞬間 歌：星井美希

- GAME VERSION
  - THE IDOLM@STER MASTER BOX VI
    - 目が逢う瞬間 歌：天海春香
    - 目が逢う瞬間 歌：菊地真
    - 目が逢う瞬間 歌：高槻やよい
    - 目が逢う瞬間 歌：我那覇響
    - 目が逢う瞬間 歌：如月千早
    - 目が逢う瞬間 歌：秋月律子
    - 目が逢う瞬間 歌：三浦あずさ
    - 目が逢う瞬間 歌：星井美希
    - 目が逢う瞬間 歌：萩原雪歩（長谷優里奈）
    - 目が逢う瞬間 歌：水瀬伊織
    - 目が逢う瞬間 歌：双海亜美 / 真美
    - 目が逢う瞬間 歌：四条貴音

まっくら森の歌
作詞・作曲・オリジナルアーティスト：谷山浩子、カバーアレンジ：宮垣憲一郎
如月千早のカバー曲。
収録CD
- THE IDOLM@STER MASTER ARTIST 05
  - まっくら森の歌 歌：如月千早

スタ→トスタ→
作詞：yura・NBGI（おおくぼひろし）、作曲・編曲：NBGI（おおくぼひろし）
双海亜美 / 真美の持ち歌。
『THE IDOLM@STER SP』で初期収録曲となる（亜美のみ最初から使用可能。他のアイドルはDLCで配信）。
ゲームではダンスイメージが上昇する。
収録作品
- GAME VERSION
  - THE IDOLM@STER LIVE FOR YOU! - DLC（カタログ15号）で配信
  - THE IDOLM@STER SP
    - 初期収録曲（双海亜美のみ）
    - DLC（カタログ2号）で配信（天海春香・菊地真・高槻やよい・萩原雪歩（長谷優里奈）・水瀬伊織・如月千早・三浦あずさ・秋月律子）
    - DLC（カタログ4号）で配信（星井美希・我那覇響・四条貴音）

  - THE IDOLM@STER SHINY FESTA - 初期収録曲（ファンキーノート） 歌：双海亜美・双海真美
  - THE IDOLM@STER SHINY TV - DLC（ミニアルバム10）で配信 歌：双海亜美・双海真美
  - アイドルマスター ワンフォーオール - 初期状態で使用可能
  - アイドルマスター マストソングス 赤盤
  - アイドルマスター ミリオンライブ! シアターデイズ - 条件を満たすと使用可能

収録CD
- フルバージョン
  - THE IDOLM@STER MASTER ARTIST 06
    - スタ→トスタ→ 歌：双海亜美 / 真美

  - THE IDOLM@STER BEST OF 765+876=!! VOL.01
    - スタ→トスタ→ 歌：双海亜美 / 真美

  - THE IDOLM@STER 765PRO ALLSTARS+ GRE@TEST BEST! -SWEET&SMILE!-
    - スタ→トスタ→ 歌：双海亜美 / 真美

- GAME VERSION
  - THE IDOLM@STER MASTER BOX VI
    - スタ→トスタ→ 歌：天海春香
    - スタ→トスタ→ 歌：菊地真
    - スタ→トスタ→ 歌：高槻やよい
    - スタ→トスタ→ 歌：我那覇響
    - スタ→トスタ→ 歌：如月千早
    - スタ→トスタ→ 歌：秋月律子
    - スタ→トスタ→ 歌：三浦あずさ
    - スタ→トスタ→ 歌：星井美希
    - スタ→トスタ→ 歌：萩原雪歩（長谷優里奈）
    - スタ→トスタ→ 歌：水瀬伊織
    - スタ→トスタ→ 歌：双海亜美 / 真美
    - スタ→トスタ→ 歌：四条貴音

- クラブリミックス
  - The Remixes Collection THE IDOLM@STER TO D@NCE TO
    - スタ→トスタ→ -AJURIKA Remix-

笑顔のゲンキ
作詞：森浩美、作曲：馬飼野康二、カバーアレンジ：竹中文一、オリジナルアーティスト：SMAP
双海亜美 / 真美のカバー曲。
収録CD
- THE IDOLM@STER MASTER ARTIST 06
  - 笑顔のゲンキ 歌：双海亜美 / 真美

隣に…
作詞：貝田由里子、作曲・編曲：NBGI（椎名豪）、Rearrange Mix：Fuming
三浦あずさの持ち歌。
『SP』で初期収録曲となる（あずさのみ最初から使用可能。他のアイドルはDLCで配信）。
ゲームではダンスイメージが上昇する。
収録作品
- GAME VERSION
  - THE IDOLM@STER LIVE FOR YOU! - DLC（カタログ14号）で配信
  - THE IDOLM@STER SP
    - 初期収録曲（三浦あずさのみ）
    - DLC（カタログ2号）で配信（天海春香・菊地真・高槻やよい・双海亜美・萩原雪歩（長谷優里奈）・水瀬伊織・如月千早・秋月律子）
    - DLC（カタログ4号）で配信（星井美希・我那覇響・四条貴音）

  - THE IDOLM@STER SHINY FESTA - 初期収録曲（ハニーサウンド） 歌：三浦あずさ
  - THE IDOLM@STER SHINY TV - DLC（ミニアルバム10）で配信 歌：三浦あずさ
  - アイドルマスター ワンフォーオール - 初期状態で使用可能
  - アイドルマスター マストソングス 赤盤

収録CD
- フルバージョン
  - THE IDOLM@STER MASTER ARTIST 07
    - 隣に… 歌：三浦あずさ

  - THE IDOLM@STER BEST OF 765+876=!! VOL.01
    - 隣に… 歌：三浦あずさ

  - THE IDOLM@STER 765PRO ALLSTARS+ GRE@TEST BEST! －LOVE&PEACE－
    - 隣に… 歌：三浦あずさ

- Rearrange Mix
  - THE IDOLM@STER PERFECT IDOL
    - 隣に… -JAZZ Rearrange Mix- 歌：三浦あずさ

- GAME VERSION
  - THE IDOLM@STER MASTER BOX VI
    - 隣に… 歌：天海春香
    - 隣に… 歌：菊地真
    - 隣に… 歌：高槻やよい
    - 隣に… 歌：我那覇響
    - 隣に… 歌：如月千早
    - 隣に… 歌：秋月律子
    - 隣に… 歌：三浦あずさ
    - 隣に… 歌：星井美希
    - 隣に… 歌：萩原雪歩（長谷優里奈）
    - 隣に… 歌：水瀬伊織
    - 隣に… 歌：双海亜美 / 真美
    - 隣に… 歌：四条貴音

Kiss Me Good-Bye
作詞・オリジナルアーティスト：アンジェラ・アキ、作曲・編曲：植松伸夫、カバーアレンジ：竹中文一
収録CD
- THE IDOLM@STER MASTER ARTIST 07
  - Kiss Me Good-Bye 歌：三浦あずさ

フタリの記憶
作詞：NBGI（mft）、作曲・編曲：NBGI（中川浩二）、編曲：NBGI（大上昌子）
水瀬伊織の持ち歌。
『SP』で初期収録曲となる（伊織のみ最初から使用可能。他のアイドルはDLCで配信）。
ゲームではボーカルイメージが上昇する。
収録作品
- GAME VERSION
  - THE IDOLM@STER LIVE FOR YOU! - DLC（カタログ13号）で配信
  - THE IDOLM@STER SP
    - 初期収録曲（水瀬伊織のみ）
    - DLC（カタログ1号）で配信（天海春香・菊地真・高槻やよい・双海亜美・萩原雪歩（長谷優里奈）・如月千早・三浦あずさ・秋月律子）
    - DLC（カタログ4号）で配信（星井美希・我那覇響・四条貴音）

  - THE IDOLM@STER SHINY FESTA - 初期収録曲（ファンキーノート） 歌：水瀬伊織
  - THE IDOLM@STER SHINY TV - DLC（ミニアルバム08）で配信 歌：水瀬伊織
  - アイドルマスター ワンフォーオール - 初期状態で使用可能
  - アイドルマスター マストソングス 赤盤
  - アイドルマスター プラチナスターズ - DLC（カタログ4号）で配信。

収録CD
- フルバージョン
  - THE IDOLM@STER MASTER ARTIST 08
    - フタリの記憶 歌：水瀬伊織

  - THE IDOLM@STER BEST OF 765+876=!! VOL.01
    - フタリの記憶 歌：水瀬伊織

  - THE IDOLM@STER 765PRO ALLSTARS+ GRE@TEST BEST! －LOVE&PEACE－
    - フタリの記憶 歌：水瀬伊織

  - 961 PRODUCTION presents 『Re:FLAME』追加公演 会場オリジナルCD
    - フタリの記憶 歌：四条貴音

- GAME VERSION
  - THE IDOLM@STER MASTER BOX VI
    - フタリの記憶 歌：天海春香
    - フタリの記憶 歌：菊地真
    - フタリの記憶 歌：高槻やよい
    - フタリの記憶 歌：我那覇響
    - フタリの記憶 歌：如月千早
    - フタリの記憶 歌：秋月律子
    - フタリの記憶 歌：三浦あずさ
    - フタリの記憶 歌：星井美希
    - フタリの記憶 歌：萩原雪歩（長谷優里奈）
    - フタリの記憶 歌：水瀬伊織
    - フタリの記憶 歌：双海亜美 / 真美
    - フタリの記憶 歌：四条貴音

ガーネット
作詞・作曲・オリジナルアーティスト：奥華子、カバーアレンジ：竹中文一
水瀬伊織のカバー曲。
収録CD
- THE IDOLM@STER MASTER ARTIST 08
  - ガーネット 歌：水瀬伊織

Kosmos, Cosmos
作詞：遠藤フビト、作曲・編曲：NBGI（内田哲也）、Rearrange Mix：マルヤマテツオ
萩原雪歩の持ち歌。
『SP』で初期収録曲となる（雪歩のみ最初から使用可能。他のアイドルはDLCで配信）。
ゲームではダンスイメージが上昇する。
収録作品
- GAME VERSION
  - THE IDOLM@STER LIVE FOR YOU! - DLC（カタログ14号）で配信
  - THE IDOLM@STER SP
    - 初期収録曲（萩原雪歩のみ）
    - DLC（カタログ3号）で配信（天海春香・菊地真・高槻やよい・双海亜美・水瀬伊織・如月千早・三浦あずさ・秋月律子）
    - DLC（カタログ4号）で配信（星井美希・我那覇響・四条貴音）

  - THE IDOLM@STER 2 - 初期収録曲
  - THE IDOLM@STER LIVE in SLOT! - 初期収録曲
  - THE IDOLM@STER SHINY FESTA - 初期収録曲（グルーヴィーチューン） 歌：萩原雪歩（浅倉杏美）
  - THE IDOLM@STER SHINY TV - DLC（ミニアルバム01）で配信 歌：萩原雪歩（浅倉杏美）
  - アイドルマスター ワンフォーオール - 初期状態で使用可能
  - アイドルマスター マストソングス 赤盤
  - アイドルマスター ポップリンクス - アップデートで追加

収録CD
- フルバージョン
  - THE IDOLM@STER MASTER ARTIST 09
    - Kosmos, Cosmos 歌：萩原雪歩（長谷優里奈）

  - THE IDOLM@STER 765PRO ALLSTARS+ GRE@TEST BEST! -SWEET&SMILE!-
    - Kosmos, Cosmos 歌：萩原雪歩（長谷優里奈）

  - THE IDOLM@STER MASTER ARTIST 3 09 萩原雪歩
    - Kosmos, Cosmos 歌：萩原雪歩（浅倉杏美）

  - 『菊地 真 ・ 萩原 雪歩 twin live はんげつであえたら』会場オリジナルCD
    - Kosmos, Cosmos 歌：萩原雪歩（浅倉杏美）・菊地真

- Rearrange Mix
  - THE IDOLM@STER PERFECT IDOL 03
    - Kosmos, Cosmos -Neo Acoustic Rearrange Mix- 歌：萩原雪歩（浅倉杏美）

- GAME VERSION
  - THE IDOLM@STER MASTER BOX VI
    - Kosmos, Cosmos 歌：天海春香
    - Kosmos, Cosmos 歌：菊地真
    - Kosmos, Cosmos 歌：高槻やよい
    - Kosmos, Cosmos 歌：我那覇響
    - Kosmos, Cosmos 歌：如月千早
    - Kosmos, Cosmos 歌：秋月律子
    - Kosmos, Cosmos 歌：三浦あずさ
    - Kosmos, Cosmos 歌：星井美希
    - Kosmos, Cosmos 歌：萩原雪歩（長谷優里奈）
    - Kosmos, Cosmos 歌：水瀬伊織
    - Kosmos, Cosmos 歌：双海亜美 / 真美
    - Kosmos, Cosmos 歌：四条貴音

好きになって、よかった
作詞・作曲：高橋研、カバーアレンジ：竹中文一、オリジナルアーティスト：加藤いづみ
萩原雪歩のカバー曲。
収録CD
- THE IDOLM@STER MASTER ARTIST 09
  - 好きになって、よかった 歌：萩原雪歩（長谷優里奈）

いっぱいいっぱい
作詞：中村恵、作曲：NBGI（佐々木宏人）
秋月律子の持ち歌。
『SP』で初期収録曲となる（律子のみ最初から使用可能。他のアイドルはDLCで配信）。
ゲームではビジュアルイメージが上昇する。
『CINDERELLA PARTY!』のコーナー「歌姫楽園 side C」でのカバーもされている。
収録作品
- GAME VERSION
  - THE IDOLM@STER LIVE FOR YOU! - DLC（カタログ13号）で配信
  - THE IDOLM@STER SP
    - 初期収録曲（秋月律子のみ）
    - DLC（カタログ3号）で配信（天海春香・菊地真・高槻やよい・双海亜美・萩原雪歩（長谷優里奈）・水瀬伊織・如月千早・三浦あずさ）
    - DLC（カタログ4号）で配信（星井美希・我那覇響・四条貴音）

  - THE IDOLM@STER SHINY FESTA - 初期収録曲（ハニーサウンド） 歌：秋月律子
  - THE IDOLM@STER SHINY TV - DLC（ミニアルバム06）で配信 歌：秋月律子
  - アイドルマスター ワンフォーオール - 初期状態で使用可能
  - アイドルマスター マストソングス 赤盤
  - アイドルマスター プラチナスターズ - 初期状態から使用可能
  - アイドルマスター ミリオンライブ! シアターデイズ - 条件を満たすと使用可能

収録CD
- フルバージョン
  - THE IDOLM@STER MASTER ARTIST 10
    - いっぱいいっぱい 歌：秋月律子

  - THE IDOLM@STER BEST OF 765+876=!! VOL.01
    - いっぱいいっぱい 歌：秋月律子

  - THE IDOLM@STER ANIM@TION MASTER 06
    - いっぱいいっぱい 歌：秋月律子

  - THE IDOLM@STER 765PRO ALLSTARS+ GRE@TEST BEST! －LOVE&PEACE－
    - いっぱいいっぱい 歌：秋月律子

- GAME VERSION
  - THE IDOLM@STER MASTER BOX VI
    - いっぱいいっぱい 歌：天海春香
    - いっぱいいっぱい 歌：菊地真
    - いっぱいいっぱい 歌：高槻やよい
    - いっぱいいっぱい 歌：我那覇響
    - いっぱいいっぱい 歌：如月千早
    - いっぱいいっぱい 歌：秋月律子
    - いっぱいいっぱい 歌：三浦あずさ
    - いっぱいいっぱい 歌：星井美希
    - いっぱいいっぱい 歌：萩原雪歩（長谷優里奈）
    - いっぱいいっぱい 歌：水瀬伊織
    - いっぱいいっぱい 歌：双海亜美 / 真美
    - いっぱいいっぱい 歌：四条貴音

1/6の夢旅人
作詞・作曲・オリジナルアーティスト：樋口了一、カバーアレンジ：竹中文一
秋月律子のカバー曲。
クレジットとトラック名では「1/6の夢旅人2002」（1997年発表のオリジナルバージョンとは別の曲にほぼ同じ詞を乗せたもの）となっているが、実際は2005年発売の「1/6の夢旅人/二度目のありがとう」収録バージョン（オリジナルバージョンと同じ曲の再編曲）のカバー。
収録CD
- THE IDOLM@STER MASTER ARTIST 10
  - 1/6の夢旅人 歌：秋月律子

団結
作詞：NBGI（石原章弘）、作曲・編曲：NBGI（佐々木宏人）
『ビューティフル塊魂』収録曲。
765プロ所属アイドルが1人ずつ自己紹介する歌。『MASTER ARTIST 2 Prologue』には、響と貴音を加え、一部のキャラクターの歌詞を変更した「団結2010」が収録されている。
収録CD
- 団結
  - THE IDOLM@STER MASTER ARTIST 10
    - 団結 歌：IM@S ALLSTARS

  - THE IDOLM@STER BEST ALBUM MASTER OF MASTER
    - 団結 歌：IM@S ALLSTARS

- 団結2010
  - THE IDOLM@STER MASTER ARTIST 2 Prologue
    - 団結2010 歌：IM@S 765PRO ALLSTARS

  - THE IDOLM@STER 765PRO ALLSTARS+ GRE@TEST BEST! -THE IDOLM@STER HISTORY-
    - 団結2010 歌：IM@S 765PRO ALLSTARS

  - THE IDOLM@STER PLATINUM MASTER ENCORE 紅白応援V
    - 団結2010 -PRODUCER MEETING 2017 MIX- 歌：IM@S 765PRO ALLSTARS

空
作詞：yura、作曲：NBGI（神前暁）
音無小鳥の持ち歌。
収録作品
- THE IDOLM@STER SHINY TV - DLC07 - 12特典で配信 歌：音無小鳥
- アイドルマスター マストソングス 赤盤

収録CD
- THE IDOLM@STER MASTER ARTIST FINALE
  - 空 歌：音無小鳥

- THE IDOLM@STER BEST ALBUM MASTER OF MASTER
  - 空 歌：音無小鳥

- THE IDOLM@STER ANIM@TION MASTER 07
  - 空 歌：音無小鳥

- THE IDOLM@STER 765PRO ALLSTARS+ GRE@TEST BEST! －THE IDOLM@STER HISTORY－
  - 空 歌：音無小鳥

ID：[OL]
作詞：yura、作曲：上田晃司、編曲：草野ヨシヒロ
音無小鳥 featuring T による楽曲。Tとは、高木順一朗と軽口哲也のこと。
収録CD
- THE IDOLM@STER MASTER ARTIST FINALE
  - ID：[OL] 歌：音無小鳥 featuring T

- THE IDOLM@STER BEST OF 765+876=!! VOL.02
  - ID：[OL] 歌：音無小鳥 featuring T

i
作詞：中村恵、作曲・編曲：NBGI（佐々木宏人）、REMIX-Aアレンジ：川田瑠夏、REMIX-Bアレンジ：M-tone、BGMアレンジ：高田龍一
『MASTER ARTIST』シリーズの共通曲。
『L4U!』でDLC楽曲として配信された。
ゲームではボーカルイメージが上昇する。
収録作品
- GAME VERSION
  - THE IDOLM@STER LIVE FOR YOU! - DLC（カタログ5号）で配信
  - THE IDOLM@STER SP - DLC（カタログ13号）で配信
  - THE IDOLM@STER 2 - 初期収録曲
  - アイドルマスター プラチナスターズ - DLC（カタログ6号）で配信。

- REMIX-A
  - THE IDOLM@STER LIVE FOR YOU! - DLC（カタログ11号）で配信

- REMIX-B
  - THE IDOLM@STER LIVE FOR YOU! - DLC（カタログ11号）で配信
  - THE IDOLM@STER SP - DLC（カタログ17号）で配信

収録CD
- フルバージョン
  - THE IDOLM@STER MASTER ARTIST 01
    - i 歌：天海春香

  - THE IDOLM@STER MASTER ARTIST 02
    - i 歌：高槻やよい

  - THE IDOLM@STER MASTER ARTIST 03
    - i 歌：星井美希

  - THE IDOLM@STER MASTER ARTIST 04
    - i 歌：菊地真

  - THE IDOLM@STER MASTER ARTIST 05
    - i 歌：如月千早

  - THE IDOLM@STER MASTER ARTIST 06
    - i 歌：双海亜美 / 真美

  - THE IDOLM@STER MASTER ARTIST 07
    - i 歌：三浦あずさ

  - THE IDOLM@STER MASTER ARTIST 08
    - i 歌：水瀬伊織

  - THE IDOLM@STER MASTER ARTIST 09
    - i 歌：萩原雪歩（長谷優里奈）

  - THE IDOLM@STER MASTER ARTIST 10
    - i 歌：秋月律子

  - THE IDOLM@STER MASTER ARTIST FINALE
    - i 歌：音無小鳥
    - i 歌：IM@S ALLSTARS

  - THE IDOLM@STER BEST ALBUM MASTER OF MASTER
    - i 歌：IM@S ALLSTARS

  - THE IDOLM@STER BEST OF 765+876=!! VOL.03
    - i 歌：IM@S ALLSTARS+

  - THE IDOLM@STER ANIM@TION MASTER 05
    - i 歌：765PRO ALLSTARS

  - THE IDOLM@STER 765PRO ALLSTARS+ GRE@TEST BEST! -THE IDOLM@STER HISTORY-
    - i 歌：IM@S ALLSTARS+

  - THE IDOLM@STER MILLION LIVE! Blooming Clover 4巻 特別版オリジナルCD
    - i 歌：箱崎星梨花・松田亜利沙

- REM@STER-A
  - THE IDOLM@STER MASTER SPECIAL 01
    - i（REM@STER-A） 歌：天海春香・高槻やよい

- GAME VERSION
  - THE IDOLM@STER MASTER BOX V
    - i 歌：天海春香
    - i 歌：高槻やよい
    - i 歌：星井美希
    - i 歌：菊地真
    - i 歌：如月千早
    - i 歌：双海亜美 / 真美
    - i 歌：三浦あずさ
    - i 歌：水瀬伊織
    - i 歌：萩原雪歩（長谷優里奈）
    - i 歌：秋月律子

- REMIX-A
  - THE IDOLM@STER MASTER BOX catalog 08,09,11 COMPLETE
    - i（REMIX-A） 歌：天海春香
    - i（REMIX-A） 歌：高槻やよい
    - i（REMIX-A） 歌：星井美希
    - i（REMIX-A） 歌：菊地真
    - i（REMIX-A） 歌：如月千早
    - i（REMIX-A） 歌：双海亜美 / 真美
    - i（REMIX-A） 歌：三浦あずさ
    - i（REMIX-A） 歌：水瀬伊織
    - i（REMIX-A） 歌：萩原雪歩（長谷優里奈）
    - i（REMIX-A） 歌：秋月律子

- REMIX-B
  - THE IDOLM@STER MASTER BOX catalog 08,09,11 COMPLETE
    - i（REMIX-B） 歌：天海春香
    - i（REMIX-B） 歌：高槻やよい
    - i（REMIX-B） 歌：星井美希
    - i（REMIX-B） 歌：菊地真
    - i（REMIX-B） 歌：如月千早
    - i（REMIX-B） 歌：双海亜美 / 真美
    - i（REMIX-B） 歌：三浦あずさ
    - i（REMIX-B） 歌：水瀬伊織
    - i（REMIX-B） 歌：萩原雪歩（長谷優里奈）
    - i（REMIX-B） 歌：秋月律子

#### 『Christmas for you!』収録曲
サンタが町にやってくる
作詞：Haven Gillespie・神戸孝夫、作曲・編曲：J. Fred Coots、オリジナルアーティスト：クリスマスソング
天海春香・如月千早・高槻やよい・菊地真・星井美希のカバー曲。
収録CD
- THE IDOLM@STER Christmas for you!
  - サンタが町にやってくる 歌：天海春香・如月千早・高槻やよい・菊地真・星井美希

サンタクロースはどこのひと
作詞：高田ひろお、作曲：菊池俊輔、カバーアレンジ：佐藤和郎、オリジナルアーティスト：ドラえもん（大山のぶ代）
高槻やよいのカバー曲。
収録CD
- THE IDOLM@STER Christmas for you!
  - サンタクロースはどこのひと 歌：高槻やよい

DING DONG
作詞：中山加奈子、作曲：奥居香、カバーアレンジ：竹中文一、オリジナルアーティスト：プリンセス・プリンセス
菊地真のカバー曲。
収録CD
- THE IDOLM@STER Christmas for you!
  - DING DONG 歌：菊地真

雪に願いを
作詞・作曲・オリジナルアーティスト：槇原敬之、カバーアレンジ：宮垣憲一郎
天海春香のカバー曲。
収録CD
- THE IDOLM@STER Christmas for you!
  - 雪に願いを 歌：天海春香

星の降る街
作詞・オリジナルアーティスト：渡瀬マキ、作曲・編曲：一色赳夫
星井美希のカバー曲。
収録CD
- THE IDOLM@STER Christmas for you!
  - 星の降る街 歌：星井美希

PEAL-WHITE EVE
作詞：松本隆、作曲：大江千里、カバーアレンジ：竹中文一、オリジナルアーティスト：松田聖子
如月千早のカバー曲。
収録CD
- THE IDOLM@STER Christmas for you!
  - PEARL-WHITE EVE 歌：如月千早

メリー
作詞：yura、作曲・編曲：Funta
CDオリジナル曲。
収録作品
- GAME VERSION
  - アイドルマスター ミリオンライブ! シアターデイズ - 条件を満たすと使用可能 歌：天海春香・如月千早・高槻やよい・菊地真・星井美希／矢吹可奈・北沢志保

収録CD
- THE IDOLM@STER Christmas for you!
  - メリー 歌：天海春香・如月千早・高槻やよい・菊地真・星井美希

- THE IDOLM@STER BEST ALBUM MASTER OF MASTER
  - メリー 歌：天海春香・如月千早・高槻やよい・菊地真・星井美希

- THE IDOLM@STER MASTER SPECIAL 06
  - メリー 歌：星井美希

- THE IDOLM@STER BEST OF 765+876=!! VOL.03
  - メリー 歌：天海春香・如月千早・高槻やよい・菊地真・星井美希

- THE IDOLM@STER 2 765pro H@PPINESS NEW YE@R P@RTY !! 2011
  - メリー 歌：天海春香
  - メリー 歌：如月千早
  - メリー 歌：高槻やよい
  - メリー 歌：菊地真
  - メリー 歌：星井美希

- THE IDOLM@STER 765PRO ALLSTARS+ GRE@TEST BEST! －LOVE&PEACE－
  - メリー 歌：天海春香・星井美希・如月千早・高槻やよい・菊地真

- THE IDOLM@STER MILLION LIVE! Blooming Clover 5巻 特別版オリジナルCD
  - メリー 歌：矢吹可奈・北沢志保

#### 『MASTER LIVE』収録曲
バレンタイン
作詞・作曲：桃井はるこ、編曲：齋藤真也
CDオリジナル曲。
収録CD
- THE IDOLM@STER MASTER LIVE 00
  - バレンタイン 歌：星井美希・双海亜美 / 真美

- THE IDOLM@STER BEST ALBUM MASTER OF MASTER
  - バレンタイン 歌：双海亜美 / 真美・高槻やよい

- THE IDOLM@STER BEST OF 765+876=!! VOL.02
  - バレンタイン 歌：高槻やよい・星井美希

- THE IDOLM@STER 765PRO ALLSTARS+ GRE@TEST BEST! -SWEET&SMILE!-
  - バレンタイン 歌：星井美希・双海亜美 / 真美

いっしょ
作詞：yura、作曲・編曲：藤末樹
CDオリジナル曲。
収録CD
- THE IDOLM@STER MASTER LIVE 01
  - いっしょ 歌：天海春香・高槻やよい・星井美希・三浦あずさ・双海亜美 / 真美

- THE IDOLM@STER MASTER SPECIAL 05
  - いっしょ 歌：三浦あずさ

- THE IDOLM@STER BEST OF 765+876=!! VOL.03
  - いっしょ 歌：天海春香・高槻やよい・星井美希・三浦あずさ・双海亜美 / 真美

- THE IDOLM@STER ANIM@TION MASTER 07
  - いっしょ（NEW VERSION） 歌：765PRO ALLSTARS

- THE IDOLM@STER 765PRO ALLSTARS+ GRE@TEST BEST! －LOVE&PEACE－
  - いっしょ 歌：天海春香・星井美希・高槻やよい・双海亜美 / 真美・三浦あずさ

- THE IDOLM@STER MILLION LIVE! Blooming Clover 16巻 特別版オリジナルCD
  - いっしょ 歌：矢吹可奈・北沢志保・箱崎星梨花・高坂海美

It's Show
作詞：yura、作曲：藤末樹、編曲：草野よしひろ
CDオリジナル曲。
収録CD
- THE IDOLM@STER MASTER LIVE 02
  - It's Show 歌：如月千早・水瀬伊織・秋月律子・菊地真・萩原雪歩（長谷優里奈）・音無小鳥

- THE IDOLM@STER BEST OF 765+876=!! VOL.03
  - It's Show 歌：如月千早・水瀬伊織・秋月律子・菊地真・萩原雪歩（長谷優里奈）・音無小鳥

- THE IDOLM@STER MASTER ARTIST 3 03 菊地真
  - It's Show 歌：菊地真

YES♪
作詞：yura、作曲・編曲：若林充
CDオリジナル曲。
収録CD
- THE IDOLM@STER MASTER LIVE 03
  - YES♪ 歌：天海春香・菊地真

- THE IDOLM@STER MASTER SPECIAL 05
  - YES♪ 歌：菊地真

- THE IDOLM@STER BEST OF 765+876=!! VOL.02
  - YES♪ 歌：天海春香・菊地真

- THE IDOLM@STER 765PRO ALLSTARS+ GRE@TEST BEST! －LOVE&PEACE－
  - YES♪ 歌：天海春香・菊地真

inferno
作詞：yura Dark、作曲：藤末樹、編曲：草野よしひろ
CDオリジナル曲。
収録CD
- THE IDOLM@STER MASTER LIVE 04
  - inferno 歌：如月千早・萩原雪歩（長谷優里奈）

- THE IDOLM@STER MASTER SPECIAL 03
  - inferno 歌：如月千早

- THE IDOLM@STER BEST OF 765+876=!! VOL.02
  - inferno 歌：如月千早・萩原雪歩（長谷優里奈）

- THE IDOLM@STER 765PRO ALLSTARS+ GRE@TEST BEST! -COOL&BITTER!-
  - inferno 歌：如月千早・萩原雪歩（長谷優里奈）

- THE IDOLM@STER MILLION LIVE! Blooming Clover 14巻 特別版オリジナルCD
  - inferno 歌：高坂海美・篠宮可憐

シャララ
作詞：yura、作曲・編曲：川田瑠夏
CDオリジナル曲。
収録作品
- THE IDOLM@STER SHINY FESTA - 初期収録曲（ハニーサウンドのみ） 歌：三浦あずさ・秋月律子
- THE IDOLM@STER SHINY TV - DLC（ミニアルバム11）で配信 歌：三浦あずさ・秋月律子

収録CD
- THE IDOLM@STER MASTER LIVE ENCORE
  - シャララ 歌：三浦あずさ・秋月律子

- THE IDOLM@STER BEST OF 765+876=!! VOL.02
  - シャララ 歌：三浦あずさ・秋月律子

- THE IDOLM@STER 765PRO ALLSTARS+ GRE@TEST BEST! －LOVE&PEACE－
  - シャララ 歌：三浦あずさ・秋月律子

花
作詞：yura、作曲：藤末樹、編曲：景家淳
音無小鳥の持ち歌。
収録CD
- THE IDOLM@STER MASTER LIVE ENCORE
  - 花 歌：音無小鳥

- THE IDOLM@STER BEST OF 765+876=!! VOL.01
  - 花 歌：音無小鳥

- THE IDOLM@STER ANIM@TION MASTER 07
  - 花（NEW MIX） 歌：音無小鳥

- THE IDOLM@STER 765PRO ALLSTARS+ GRE@TEST BEST! -SWEET&SMILE!-
  - 花 歌：音無小鳥

#### 『ファミソン8BIT』収録曲
Labyrinth
作詞：GeorgeA & NanaerikA-PROJECT、作曲・編曲：NBGI（甲斐敏夫）、編曲：Uraken
『パックマン』のリミックスアレンジで、高槻やよいの持ち歌。
収録CD
- ファミソン8BIT☆アイドルマスター 01
  - Labyrinth（『パックマン』NEW SONG） 歌：高槻やよい

- ファミソン8BIT☆アイドルマスター BEST ALBUM
  - Labyrinth（『パックマン』NEW SONG） 歌：高槻やよい

L<>R
作詞：中村恵、作曲・編曲：NBGI（大野木宣幸）、編曲：佐々木宏人
『リブルラブル』のリミックスアレンジで、双海亜美 / 真美の持ち歌。
収録CD
- ファミソン8BIT☆アイドルマスター 01
  - L<>R（『リブルラブル』NEW SONG） 歌：双海亜美 / 真美

- ファミソン8BIT☆アイドルマスター BEST ALBUM
  - L<>R（『リブルラブル』NEW SONG） 歌：双海亜美 / 真美

強い女
作詞：中村恵、作曲・編曲：NBGI（大野木宣幸）、編曲：佐々木宏人
『メトロクロス』のリミックスアレンジで、天海春香の持ち歌。
収録CD
- ファミソン8BIT☆アイドルマスター 02
  - 強い女（『メトロクロス』NEW SONG） 歌：天海春香

- ファミソン8BIT☆アイドルマスター BEST ALBUM
  - 強い女（『メトロクロス』NEW SONG） 歌：天海春香

Shooting!!!
作詞：GeorgeA & NanaerikA-PROJECT、作曲・編曲：NBGI（細江慎治）、編曲：Uraken
『F/A』のリミックスアレンジで、星井美希の持ち歌。
収録CD
- ファミソン8BIT☆アイドルマスター 02
  - Shooting!!!（『F/A』NEW SONG） 歌：天海春香

- ファミソン8BIT☆アイドルマスター BEST ALBUM
  - Shooting!!!（『F/A』NEW SONG） 歌：天海春香

Tower of Adventure
作詞：UMII.Amyu.NanaerikA-PROJECT、作曲・編曲：NBGI（中潟憲雄）、編曲：Uraken
『バベルの塔』のリミックスアレンジで、秋月律子の持ち歌。
収録CD
- ファミソン8BIT☆アイドルマスター 03
  - Tower of Adventure（『バベルの塔』NEW SONG） 歌：秋月律子

- ファミソン8BIT☆アイドルマスター BEST ALBUM
  - Tower of Adventure（『バベルの塔』NEW SONG） 歌：秋月律子

禁恋歌
作詞：中村恵、作曲・編曲：NBGI（中潟憲雄）、編曲：佐々木宏人
『源平討魔伝』のリミックスアレンジで、三浦あずさの持ち歌。
収録CD
- ファミソン8BIT☆アイドルマスター 03
  - 禁恋歌（『源平討魔伝』NEW SONG） 歌：三浦あずさ

- ファミソン8BIT☆アイドルマスター BEST ALBUM
  - 禁恋歌（『源平討魔伝』NEW SONG） 歌：三浦あずさ

EXCAVATE
作詞：NanaerikA-PROJECT、作曲・編曲：NBGI（慶野由利子）、編曲：Uraken
『ディグダグ』のリミックスアレンジで、萩原雪歩の持ち歌。
収録CD
- ファミソン8BIT☆アイドルマスター 04
  - EXCAVATE（『ディグダグ』NEW SONG） 歌：萩原雪歩（長谷優里奈）

- ファミソン8BIT☆アイドルマスター BEST ALBUM
  - EXCAVATE（『ディグダグ』NEW SONG） 歌：萩原雪歩（浅倉杏美）

ハリキリ★ラリー
作詞：NanaerikA-PROJECT、作曲・編曲：NBGI（大野木宣幸）、編曲：佐野信義
『ニューラリーX』のリミックスアレンジで、菊地真の持ち歌。
収録CD
- ファミソン8BIT☆アイドルマスター 04
  - ハリキリ★ラリー（『ニューラリーX』NEW SONG） 歌：菊地真

- ファミソン8BIT☆アイドルマスター BEST ALBUM
  - ハリキリ★ラリー（『ニューラリーX』NEW SONG） 歌：菊地真

乙女心盗んで!
作詞：中村恵、作曲・編曲：NBGI（大野木宣幸）、編曲・佐々木宏人
『マッピー』のリミックスアレンジで、水瀬伊織の持ち歌。
収録CD
- ファミソン8BIT☆アイドルマスター 05
  - 乙女心盗んで!（『マッピー』NEW SONG） 歌：水瀬伊織

- ファミソン8BIT☆アイドルマスター BEST ALBUM
  - 乙女心盗んで!（『マッピー』NEW SONG） 歌：水瀬伊織

Fly High!
作詞：M.N & NanaerikA-PROJECT、作曲・編曲：NBGI（細江慎治）、編曲：Uraken
『ドラゴンスピリット』のリミックスアレンジで、如月千早の持ち歌。
収録CD
- ファミソン8BIT☆アイドルマスター 05
  - Fly High!（『ドラゴンスピリット』NEW SONG） 歌：如月千早

- ファミソン8BIT☆アイドルマスター BEST ALBUM
  - Fly High!（『ドラゴンスピリット』NEW SONG） 歌：如月千早

うれし・あやかし道中記
作詞：後藤裕之、作曲・編曲：NBGI（川田宏行）、編曲：巽兄悟
『妖怪道中記』のリミックスアレンジで、我那覇響の持ち歌。
収録CD
- ファミソン8BIT☆アイドルマスター BEST ALBUM
  - うれし・あやかし道中記（『妖怪道中記』NEW SONG） 歌：我那覇響

旅の途中で
作詞：mft、作曲・編曲：NBGI（川田宏行）
『ワルキューレの伝説』のリミックスアレンジアレンジで、四条貴音の持ち歌。
収録CD
- ファミソン8BIT☆アイドルマスター BEST ALBUM
  - 旅の途中で（『ワルキューレの伝説』NEW SONG） 歌：四条貴音

飛べ! スカイキッド
作詞：中村恵、作曲・編曲NBGI（小沢純子）、編曲：佐々木宏人
『スカイキッド』のリミックスアレンジで、音無小鳥の持ち歌。
収録CD
- ファミソン8BIT☆アイドルマスター BEST ALBUM
  - 飛べ! スカイキッド（『スカイキッド』NEW SONG） 歌：音無小鳥

#### 『Vacation for you!』収録曲
VACATION
作詞：CONNIE FRANCIS・HANK HUNTER・GARY KNIGHT、作曲・編曲：CONNIE FRANCIS・HANK HUNTER・GARY KNIGHT、オリジナルアーティスト：CONNIE FRANCIS
双海亜美 / 真美・三浦あずさ・水瀬伊織・萩原雪歩・秋月律子のカバー曲。
収録CD
- THE IDOLM@STER Vacation for you!
  - VACATION 歌：双海亜美 / 真美・三浦あずさ・水瀬伊織・萩原雪歩（長谷優里奈）・秋月律子

カナリア諸島にて
作詞：松本隆、作詞・作曲・オリジナルアーティスト：大瀧詠一、カバーアレンジ：佐藤和郎
水瀬伊織のカバー曲。
収録CD
- THE IDOLM@STER Vacation for you!
  - カナリア諸島にて 歌：水瀬伊織

Sunny Day Sunday
作詞：赤羽奈津代、作曲：鈴木秋則、カバーアレンジ：竹中文一、オリジナルアーティスト：センチメンタル・バス
秋月律子のカバー曲。
収録CD
- THE IDOLM@STER Vacation for you!
  - Sunny Day Sunday 歌：秋月律子

愛より青い海
作詞・作曲：紅龍、カバーアレンジ：佐藤和郎、オリジナルアーティスト：上々颱風
三浦あずさのカバー曲。
収録CD
- THE IDOLM@STER Vacation for you!
  - 愛より青い海 歌：三浦あずさ

夏空グラフィティ
作詞・作曲：水野良樹、カバーアレンジ：竹中文一、オリジナルアーティスト：いきものがかり
双海亜美 / 真美のカバー曲。
収録CD
- THE IDOLM@STER Vacation for you!
  - 夏空グラフィティ 歌：双海亜美 / 真美

夏影
作詞・作曲：麻枝准（key）、カバーアレンジ：遠藤正樹、オリジナルアーティスト：Lia
萩原雪歩のカバー曲。
収録CD
- THE IDOLM@STER Vacation for you!
  - 夏影 歌：萩原雪歩（長谷優里奈）

サニー
作詞：yura、作曲・編曲：Funta
CDオリジナル曲。
収録作品
- GAME VERSION
  - アイドルマスター ミリオンライブ！ シアターデイズ - 条件を満たすことで使用可能 歌：萩原雪歩（浅倉杏美）・双海亜美・双海真美・水瀬伊織・三浦あずさ・秋月律子／高坂海美・大神環

収録CD
- THE IDOLM@STER Vacation for you!
  - サニー 歌：双海亜美 / 真美・三浦あずさ・水瀬伊織・萩原雪歩（長谷優里奈）・秋月律子

- THE IDOLM@STER BEST ALBUM MASTER OF MASTER
  - サニー 歌：萩原雪歩（長谷優里奈）・三浦あずさ・水瀬伊織・秋月律子・双海亜美 / 真美

- THE IDOLM@STER MASTER SPECIAL 02
  - サニー 歌：双海亜美 / 真美

- THE IDOLM@STER BEST OF 765+876=!! VOL.03
  - サニー 歌：双海亜美 / 真美・三浦あずさ・水瀬伊織・萩原雪歩（長谷優里奈）・秋月律子

- THE IDOLM@STER 2 765pro H@PPINESS NEW YE@R P@RTY !! 2011
  - サニー 歌：双海亜美 / 真美
  - サニー 歌：三浦あずさ
  - サニー 歌：水瀬伊織
  - サニー 歌：萩原雪歩（浅倉杏美）
  - サニー 歌：秋月律子

- THE IDOLM@STER 765PRO ALLSTARS+ GRE@TEST BEST! －LOVE&PEACE－
  - サニー 歌：萩原雪歩（長谷優里奈）・双海亜美 / 真美・水瀬伊織・三浦あずさ・秋月律子

#### 『MASTER SPECIAL』収録曲
スキ
作詞：只野菜摘、作曲・編曲：cota
CDオリジナル曲。
収録CD
- THE IDOLM@STER MASTER SPECIAL 765
  - スキ 歌：天海春香・如月千早・双海亜美

- THE IDOLM@STER BEST OF 765+876=!! VOL.02
  - スキ 歌：天海春香・如月千早・双海亜美 / 真美

- THE IDOLM@STER MASTER ARTIST 2 -SECOND SEASON- 02
  - スキ 歌：双海亜美

サイレント ナイト
作詞・オリジナルアーティスト：カズン、作詞：小林和子、作曲：カズン、カバーアレンジ：景家淳
春香・千早・やよいのカバー曲。
収録CD
- THE IDOLM@STER MASTER SPECIAL 765
  - サイレント ナイト 歌：天海春香・如月千早・高槻やよい

KisS
作詞：yura Dark、作曲：橋本由香利
CDオリジナル曲。
収録CD
- フルバージョン
  - THE IDOLM@STER MASTER SPECIAL 961
    - KisS 歌：星井美希・我那覇響・四条貴音

  - THE IDOLM@STER BEST OF 765+876=!! VOL.02
    - KisS 歌：星井美希・我那覇響・四条貴音

  - THE IDOLM@STER 765PRO ALLSTARS+ GRE@TEST BEST! -COOL&BITTER!-
    - KisS 歌：星井美希・四条貴音・我那覇響

  - THE IDOLM@STER MASTER ARTIST 3 06 四条貴音
    - KisS 歌：四条貴音

  - 961 PRODUCTION presents 『Re:FLAME』会場オリジナルCD
    - KisS 歌：星井美希

- クラブリミックス
  - The Remixes Collection THE IDOLM@STER TO D@NCE TO
    - KisS -Hiroyuki Kawada Remix-

聖なる夜に
作詞・作曲・オリジナルアーティスト：ケツメイシ、カバーアレンジ：景家淳
星井美希・我那覇響・四条貴音のカバー曲。
収録CD
- THE IDOLM@STER MASTER SPECIAL 961
  - 聖なる夜に 歌：星井美希・我那覇響・四条貴音

乙女よ大志を抱け!!
作詞：yura、作曲：白戸佑輔、編曲：景家淳、Rearrange Mix：柳田しゆ
天海春香の持ち歌。
収録作品
- THE IDOLM@STER SHINY FESTA - 初期収録曲（ハニーサウンド） 歌：天海春香
- THE IDOLM@STER SHINY TV - DLC（ミニアルバム01）で配信 歌：天海春香
- アイドルマスター マストソングス 赤盤

収録CD
- フルバージョン
  - THE IDOLM@STER MASTER SPECIAL 01
    - 乙女よ大志を抱け!! 歌：天海春香

  - THE IDOLM@STER BEST OF 765+876=!! VOL.01
    - 乙女よ大志を抱け!! 歌：天海春香

  - THE IDOLM@STER ANIM@TION MASTER 02
    - 乙女よ大志を抱け!! 歌：天海春香

  - THE IDOLM@STER 765PRO ALLSTARS+ GRE@TEST BEST! -SWEET&SMILE!-
    - 乙女よ大志を抱け!! 歌：天海春香

- Rearrange Mix
  - THE IDOLM@STER PERFECT IDOL 03
    - 乙女よ大志を抱け!! -Neo Acoustic Rearrange Mix- 歌：天海春香

- クラブリミックス
  - The Remixes Collection THE IDOLM@STER TO D@NCE TO
    - 乙女よ大志を抱け!! -Takafumi Sato Remix-

ゲンキトリッパー
作詞・作曲・編曲：NBGI（おおくぼひろし）
高槻やよいの持ち歌。
収録作品
- アイドルマスター マストソングス 赤盤

収録CD
- THE IDOLM@STER MASTER SPECIAL 01
  - ゲンキトリッパー 歌：高槻やよい

- THE IDOLM@STER 765PRO ALLSTARS+ GRE@TEST BEST! -COOL&BITTER!-
  - ゲンキトリッパー 歌：高槻やよい

- THE IDOLM@STER MILLION LIVE! Blooming Clover 1巻 特別版オリジナルCD
  - ゲンキトリッパー 歌：矢吹可奈

それが、愛でしょう
作詞・オリジナルアーティスト：下川みくに、作曲：Sin、カバーアレンジ：三浦誠司
天海春香のカバー曲。
収録CD
- THE IDOLM@STER MASTER SPECIAL 01
  - それが、愛でしょう 歌：天海春香

じゅもんをあげるよ
作詞：NBGI（後藤裕之）、作曲・編曲：NBGI（神前暁）、オリジナルアーティスト：古原奈々
高槻やよいの持ち歌。
収録CD
- THE IDOLM@STER MASTER SPECIAL 01
  - じゅもんをあげるよ 歌：高槻やよい

livE
作詞：yura Dark、作曲：橋本由香利
秋月律子の持ち歌。
収録作品
- アイドルマスター マストソングス 赤盤

収録CD
- THE IDOLM@STER MASTER SPECIAL 02
  - livE 歌：秋月律子

- THE IDOLM@STER MASTER ARTIST 2 -SECOND SEASON- 04
  - livE 歌：秋月律子

- THE IDOLM@STER 765PRO ALLSTARS+ GRE@TEST BEST! -COOL&BITTER!-
  - livE 歌：秋月律子

黎明スターライン
作詞：NBGI（LindaAI-CUE）、作曲・編曲：NBGI（増渕裕二）
双海亜美／真美の持ち歌。
収録作品
- アイドルマスター マストソングス 赤盤
- アイドルマスター ミリオンライブ! シアターデイズ - 条件を満たすと使用可能 歌：双海亜美／真美

収録CD
- THE IDOLM@STER MASTER SPECIAL 02
  - 黎明スターライン 歌：双海亜美／真美

- THE IDOLM@STER MASTER ARTIST 2 -FIRST SEASON- 08
  - 黎明スターライン 歌：双海真美

- THE IDOLM@STER ANIM@TION MASTER 03
  - 黎明スターライン 歌：双海亜美／真美

- THE IDOLM@STER 765PRO ALLSTARS+ GRE@TEST BEST! -COOL&BITTER!-
  - 黎明スターライン 歌：双海亜美／真美

Resolution
作詞：西脇唯、作曲：ジョー・リノイエ、カバーアレンジ：三浦誠司、オリジナルアーティスト：ROmantic Mode
秋月律子のカバー曲。
収録CD
- THE IDOLM@STER MASTER SPECIAL 02
  - Resolution 歌：秋月律子

青空のナミダ
作詞・オリジナルアーティスト：高橋瞳、作詞：渡辺なつみ、作曲：田中秀典、カバーアレンジ：三浦誠司
双海亜美 / 真美のカバー曲。
収録CD
- THE IDOLM@STER MASTER SPECIAL 02
  - 青空のナミダ 歌：双海亜美 / 真美

arcadia
作詞：白瀬彩、作曲：上松範康（Elements Garden）、編曲：中山真斗（Elements Garden）、Rearrange Mix：渡辺淳
如月千早の持ち歌。
収録作品
- THE IDOLM@STER SHINY TV - DLC01 - 06特典で配信 歌：如月千早
- アイドルマスター マストソングス 赤盤

収録CD
- フルバージョン
  - THE IDOLM@STER MASTER SPECIAL 03
    - arcadia 歌：如月千早

  - THE IDOLM@STER BEST OF 765+876=!! VOL.01
    - arcadia 歌：如月千早

  - THE IDOLM@STER MASTER ARTIST 2 -FIRST SEASON- 05
    - arcadia 歌：如月千早

  - THE IDOLM@STER 765PRO ALLSTARS+ GRE@TEST BEST! -COOL&BITTER!-
    - arcadia 歌：如月千早

- Rearrange Mix
  - THE IDOLM@STER PERFECT IDOL 04
    - arcadia -BOSSA NOVA Rearrange Mix- 歌：如月千早

Next Life
作詞・作曲・編曲：NBGI（遠山明孝）
我那覇響の持ち歌。
収録作品
- THE IDOLM@STER SHINY FESTA - 初期収録曲（ファンキーノート） 歌：我那覇響
- THE IDOLM@STER SHINY TV - DLC（ミニアルバム03）で配信 歌：我那覇響
- アイドルマスター マストソングス 赤盤
- アイドルマスター ポップリンクス - アップデートで追加
- アイドルマスター ミリオンライブ！ シアターデイズ - アップデートで追加

収録CD
- THE IDOLM@STER MASTER SPECIAL 03
  - Next Life 歌：我那覇響

- THE IDOLM@STER BEST OF 765+876=!! VOL.01
  - Next Life 歌：我那覇響

- THE IDOLM@STER 765PRO ALLSTARS+ GRE@TEST BEST! -COOL&BITTER!-
  - Next Life 歌：我那覇響

Is This Love
作詞・作曲：葉山拓亮、カバーアレンジ：三浦誠司、オリジナルアーティスト：EARTH
我那覇響のカバー曲。
収録CD
- THE IDOLM@STER MASTER SPECIAL 03
  - Is This Love 歌：我那覇響

遠い音楽
作詞：原マスミ、作曲：吉良知彦、カバーアレンジ：佐藤ノリチカ、オリジナルアーティスト：ZABADAK
如月千早のカバー曲。
収録CD
- THE IDOLM@STER MASTER SPECIAL 03
  - 遠い音楽 歌：如月千早

ALRIGHT*
作詞：yura、作曲・編曲：cota、編曲；関淳二郎
萩原雪歩の持ち歌。
収録作品
- THE IDOLM@STER SHINY FESTA - 初期収録曲（グルーヴィーチューン） 歌：萩原雪歩（浅倉杏美）
- THE IDOLM@STER SHINY TV - DLC（ミニアルバム07）で配信 歌：萩原雪歩（浅倉杏美）
- アイドルマスター マストソングス 赤盤
- アイドルマスター ミリオンライブ! シアターデイズ - 条件を満たすと使用可能 歌：萩原雪歩（浅倉杏美）

収録CD
- THE IDOLM@STER MASTER SPECIAL 04
  - ALRIGHT* 歌：萩原雪歩（長谷優里奈）

- THE IDOLM@STER BEST OF 765+876=!! VOL.01
  - ALRIGHT* 歌：萩原雪歩（長谷優里奈）

- THE IDOLM@STER ANIM@TION MASTER 02
  - ALRIGHT* 歌：萩原雪歩（浅倉杏美）

- THE IDOLM@STER 765PRO ALLSTARS+ GRE@TEST BEST! －LOVE&PEACE－
  - ALRIGHT* 歌：萩原雪歩（浅倉杏美）

フラワーガール
作詞：NBGI（Yoshi・kyon）、作曲・編曲：NBGI（Yoshi）
四条貴音の持ち歌。
収録作品
- アイドルマスター マストソングス 赤盤
- アイドルマスター ミリオンライブ！ シアターデイズ - 条件を満たすと使用可能 歌：四条貴音

収録CD
- THE IDOLM@STER MASTER SPECIAL 04
  - フラワーガール 歌：四条貴音

- THE IDOLM@STER BEST OF 765+876=!! VOL.01
  - フラワーガール 歌：四条貴音

- THE IDOLM@STER ANIM@TION MASTER 06
  - フラワーガール 歌：四条貴音

- THE IDOLM@STER 765PRO ALLSTARS+ GRE@TEST BEST! -SWEET&SMILE!-
  - フラワーガール 歌：四条貴音

- THE IDOLM@STER MILLION LIVE! Blooming Clover 2巻 特別版オリジナルCD
  - フラワーガール 歌：箱崎星梨花

風と雲と私
作詞：マイカプロジェクト、作曲：熊谷幸子、カバーアレンジ：佐藤ノリチカ、オリジナルアーティスト：熊谷幸子
萩原雪歩のカバー曲。
収録CD
- THE IDOLM@STER MASTER SPECIAL 04
  - 風と雲と私 歌：萩原雪歩（長谷優里奈）

やさしい両手 [Japanese ver.]
作詞・作曲：福田考代、カバーアレンジ：三浦誠司、オリジナルアーティスト：三谷朋世
四条貴音のカバー曲。
収録CD
- THE IDOLM@STER MASTER SPECIAL 04
  - やさしい両手 [Japanese ver.] 歌：四条貴音

Mythmaker
作詞・作曲・編曲：NBGI（LindaAI-CUE）
三浦あずさの持ち歌。
収録作品
- アイドルマスター マストソングス 赤盤
- アイドルマスター ミリオンライブ！ シアターデイズ - 条件を満たすと使用可能

収録CD
- フルバージョン
  - THE IDOLM@STER MASTER SPECIAL 05
    - Mythmaker 歌：三浦あずさ

  - THE IDOLM@STER MASTER ARTIST 2 -SECOND SEASON- 03
    - Mythmaker 歌：三浦あずさ

  - THE IDOLM@STER 765PRO ALLSTARS+ GRE@TEST BEST! -COOL&BITTER!-
    - Mythmaker 歌：三浦あずさ

- クラブリミックス
  - The Remixes Collection THE IDOLM@STER TO D@NCE TO
    - Mythmaker -Taku Inoue Remix-

自転車
作詞：白瀬彩、作曲・編曲：伊藤心太郎、Rearrange Mix：山野井孝和
菊地真の持ち歌。
収録作品
- THE IDOLM@STER SHINY FESTA - 初期収録曲（グルーヴィーチューン） 歌：菊地真
- THE IDOLM@STER SHINY TV - DLC（ミニアルバム12）で配信 歌：菊地真
- アイドルマスター マストソングス 赤盤
- アイドルマスター ミリオンライブ! シアターデイズ - 条件を満たすと使用可能 歌：菊地真

収録CD
- フルバージョン
  - THE IDOLM@STER MASTER SPECIAL 05
    - 自転車 歌：菊地真

  - THE IDOLM@STER BEST OF 765+876=!! VOL.01
    - 自転車 歌：菊地真

  - THE IDOLM@STER AMASTER ARTIST 2 -FIRST SEASON- 04
    - 自転車 歌：菊地真

  - THE IDOLM@STER ANIM@TION MASTER 06
    - 自転車 歌：菊地真

  - THE IDOLM@STER 765PRO ALLSTARS+ GRE@TEST BEST! －LOVE&PEACE－
    - 自転車 歌：菊地真

  - THE IDOLM@STER MILLION LIVE! Blooming Clover 6巻 特別版オリジナルCD
    - 自転車 歌：矢吹可奈

  - 『菊地 真 ・ 萩原 雪歩 twin live はんげつであえたら』会場オリジナルCD
    - 自転車 歌：菊地真・萩原雪歩（浅倉杏美）

- Rearrange Mix
  - THE IDOLM@STER PERFECT IDOL 02
    - 自転車 -HOUSE Rearrange Mix- 歌：菊地真

ナツノハナ
作詞：はしもとみゆき、作曲：谷口尚久、カバーアレンジ：佐藤ノリチカ、オリジナルアーティスト：JUJU
菊地真のカバー曲。
収録CD
- THE IDOLM@STER MASTER SPECIAL 05
  - ナツノハナ 歌：菊地真

近道したい
作詞：須賀響子、作曲：山川恵津子、カバーアレンジ：三浦誠司、オリジナルアーティスト：須賀響子
三浦あずさのカバー曲。
収録CD
- THE IDOLM@STER MASTER SPECIAL 05
  - 近道したい 歌：三浦あずさ

ショッキングな彼
作詞：NBGI（mft）、作曲・編曲：NBGI（中川浩二）、編曲：NBGI（増渕裕二）
星井美希の持ち歌。
収録作品
- アイドルマスター マストソングス 赤盤

収録CD
- THE IDOLM@STER MASTER SPECIAL 06
  - ショッキングな彼 歌：星井美希

- THE IDOLM@STER BEST OF 765+876=!! VOL.01
  - ショッキングな彼 歌：星井美希

- THE IDOLM@STER ANIM@TION MASTER 05
  - ショッキングな彼 歌：星井美希

- THE IDOLM@STER 765PRO ALLSTARS+ GRE@TEST BEST! -SWEET&SMILE!-
  - ショッキングな彼 歌：星井美希

リゾラ
作詞：白瀬彩、作曲・編曲：柳田しゆ
水瀬伊織の持ち歌。
収録作品
- アイドルマスター マストソングス 赤盤

収録CD
- THE IDOLM@STER MASTER SPECIAL 06
  - リゾラ 歌：水瀬伊織

- THE IDOLM@STER MASTER ARTIST 2 -SECOND SEASON- 01
  - リゾラ 歌：水瀬伊織

- THE IDOLM@STER 765PRO ALLSTARS+ GRE@TEST BEST! -SWEET&SMILE!-
  - リゾラ 歌：水瀬伊織

ラビットパニック
作詞・作曲：佐々木朋子、カバーアレンジ：三浦誠司、オリジナルアーティスト：セラニポージ
水瀬伊織のカバー曲。
収録CD
- THE IDOLM@STER MASTER SPECIAL 06
  - ラビットパニック 歌：水瀬伊織

深紅
作詞：長瀬弘樹、作曲：柳沢英樹、カバーアレンジ：三浦誠司・大西陽介、オリジナルアーティスト：島谷ひとみ
星井美希のカバー曲。
収録CD
- THE IDOLM@STER MASTER SPECIAL 06
  - 深紅 歌：星井美希

L・O・B・M
作詞：NBGI（mft）、作曲・編曲：NBGI（高田龍一）
『MASTER SPECIAL』シリーズの共通曲。
『SP』でDLC楽曲として配信された。
収録作品
- GAME VERSION
  - THE IDOLM@STER SP - DLC（カタログ18号）で配信
  - THE IDOLM@STER 2（Xbox 360版） - DLC（カタログ5号）で配信
  - THE IDOLM@STER 2（PS3版） - DLC（カタログ9号）で配信
  - THE IDOLM@STER SHINY FESTA - 初期状態から使用可能（ファンキーノート） 歌：765PRO ALLSTARS
  - THE IDOLM@STER SHINY TV - DLC（ミニアルバム06）で配信 歌：765PRO ALLSTARS
  - アイドルマスター ワンフォーオール - DLC（カタログ5号）で配信。
  - アイドルマスター マストソングス 赤盤
  - アイドルマスター プラチナスターズ - DLC（カタログ4号）で配信。

収録CD
- フルバージョン
  - THE IDOLM@STER MASTER SPECIAL 01
    - L・O・B・M 歌：天海春香・高槻やよい

  - THE IDOLM@STER MASTER SPECIAL 02
    - L・O・B・M 歌：秋月律子・双海亜美 / 真美

  - THE IDOLM@STER MASTER SPECIAL 03
    - L・O・B・M 歌：如月千早・我那覇響

  - THE IDOLM@STER MASTER SPECIAL 04
    - L・O・B・M 歌：萩原雪歩（長谷優里奈）・四条貴音

  - THE IDOLM@STER MASTER SPECIAL 05
    - L・O・B・M 歌：三浦あずさ・菊地真

  - THE IDOLM@STER MASTER SPECIAL 06
    - L・O・B・M 歌：水瀬伊織・星井美希

  - THE IDOLM@STER BEST OF 765+876=!! VOL.03
    - L・O・B・M 歌：IM@S ALLSTARS++

  - THE IDOLM@STER ANIM@TION MASTER 03
    - L・O・B・M 歌：765PRO ALLSTARS

  - THE IDOLM@STER 765PRO ALLSTARS+ GRE@TEST BEST! －THE IDOLM@STER HISTORY－
    - L・O・B・M 歌：IM@S ALLSTARS++

  - THE IDOLM@STER MILLION LIVE! Blooming Clover 1巻 特別版オリジナルCD
    - L・O・B・M 歌：矢吹可奈・北沢志保

- GAME VERSION
  - THE IDOLM@STER MASTER BOX VII
    - L・O・B・M 歌：天海春香
    - L・O・B・M 歌：星井美希
    - L・O・B・M 歌：如月千早
    - L・O・B・M 歌：四条貴音
    - L・O・B・M 歌：双海亜美 / 真美
    - L・O・B・M 歌：萩原雪歩（浅倉杏美）
    - L・O・B・M 歌：高槻やよい
    - L・O・B・M 歌：菊地真
    - L・O・B・M 歌：秋月律子
    - L・O・B・M 歌：我那覇響
    - L・O・B・M 歌： 三浦あずさ
    - L・O・B・M 歌：水瀬伊織

Large Size Party
作詞：瀬良羽美、作曲：宮島律子、編曲：草野よしひろ
CDオリジナル曲。
収録作品
- アイドルマスター ミリオンライブ! シアターデイズ - 条件を満たすと使用可能 歌：三浦あずさ・四条貴音・如月千早／七尾百合子・望月杏奈

収録CD
- THE IDOLM@STER MASTER SPECIAL WINTER
  - Large Size Party 歌：三浦あずさ・四条貴音・如月千早

- THE IDOLM@STER 2 765pro H@PPINESS NEW YE@R P@RTY !! 2011
  - Large Size Party 歌：三浦あずさ
  - Large Size Party 歌：四条貴音
  - Large Size Party 歌：如月千早

- THE IDOLM@STER 765PRO ALLSTARS+ GRE@TEST BEST! －LOVE&PEACE－
  - Large Size Party 歌：如月千早・三浦あずさ・四条貴音

- THE IDOLM@STER MILLION LIVE! THEATER DAYS Brand New Song 3巻 特別版オリジナルCD
  - Large Size Party 歌：七尾百合子・望月杏奈

あったかな雪
作詞：白瀬彩、作曲：糀谷拓土、編曲：マルヤマテツオ
CDオリジナル曲。
収録CD
- THE IDOLM@STER MASTER SPECIAL WINTER
  - あったかな雪 歌：星井美希・高槻やよい・双海亜美 / 真美

- THE IDOLM@STER BEST OF 765+876=!! VOL.02
  - あったかな雪 歌：高槻やよい・双海亜美 / 真美・星井美希

- THE IDOLM@STER 2 765pro H@PPINESS NEW YE@R P@RTY !! 2011
  - あったかな雪 歌：星井美希
  - あったかな雪 歌：高槻やよい
  - あったかな雪 歌：双海亜美 / 真美

- THE IDOLM@STER 765PRO ALLSTARS+ GRE@TEST BEST! -SWEET&SMILE!-
  - あったかな雪 歌：星井美希・高槻やよい・双海亜美／真美

ワンダー☆ウィンター☆ヤッター!!
作詞：青木久美子、作曲：間瀬公司、カバーアレンジ：大西陽介、オリジナルアーティスト：五條真由美
双海亜美 / 真美のカバー曲。
収録CD
- THE IDOLM@STER MASTER SPECIAL WINTER
  - ワンダー☆ウィンター☆ヤッター!! 歌：双海亜美 / 真美

チキンライス
作詞：松本人志、作曲：槇原敬之、カバーアレンジ：三浦誠司、オリジナルアーティスト：浜田雅功と槇原敬之
高槻やよいのカバー曲。
収録CD
- THE IDOLM@STER MASTER SPECIAL WINTER
  - チキンライス 歌：高槻やよい

一時間遅れの僕の天使 〜Lately X'mas〜
作詞：風堂美起、作曲・オリジナルアーティスト：楠瀬誠志郎、カバーアレンジ：三浦誠司
星井美希のカバー曲。
収録CD
- THE IDOLM@STER MASTER SPECIAL WINTER
  - 一時間遅れの僕の天使 〜Lately X'mas〜 歌：星井美希

すてきなホリデイ
作詞・作曲・オリジナルアーティスト：竹内まりや、カバーアレンジ：南陽子
三浦あずさのカバー曲。
収録CD
- THE IDOLM@STER MASTER SPECIAL WINTER
  - すてきなホリデイ 歌：三浦あずさ

遠い街から
作詞・オリジナルアーティスト：今井美樹、作曲：久石譲、カバーアレンジ：マルヤマテツオ
如月千早のカバー曲。
収録CD
- THE IDOLM@STER MASTER SPECIAL WINTER
  - 遠い街から 歌：如月千早

WINTER COMES AROUND（冬の一日）
作詞：小室みつ子、作曲：木根尚登、オリジナルアーティスト：TM NETWORK、カバーアレンジ：道譯進太郎
四条貴音のカバー曲。
収録CD
- THE IDOLM@STER MASTER SPECIAL WINTER
  - WINTER COMES AROUND（冬の一日） 歌：四条貴音

チェリー
作詞：yura、作曲・編曲：Funta7
CDオリジナル曲。
収録CD
- フルバージョン
  - THE IDOLM@STER MASTER SPECIAL SPRING
    - チェリー 歌：天海春香・水瀬伊織・我那覇響・秋月律子・菊地真・萩原雪歩（長谷優里奈）

  - THE IDOLM@STER BEST OF 765+876=!! VOL.03
    - チェリー 歌：天海春香・水瀬伊織・我那覇響・秋月律子・菊地真・萩原雪歩（長谷優里奈）

  - THE IDOLM@STER 2 765pro H@PPINESS NEW YE@R P@RTY !! 2011
    - チェリー 歌：天海春香
    - チェリー 歌：水瀬伊織
    - チェリー 歌：我那覇響
    - チェリー 歌：秋月律子
    - チェリー 歌：菊地真
    - チェリー 歌：萩原雪歩（浅倉杏美）

  - THE IDOLM@STER 765PRO ALLSTARS+ GRE@TEST BEST! －LOVE&PEACE－
    - チェリー 歌：天海春香・萩原雪歩（長谷優里奈）・菊地真・水瀬伊織・我那覇響・秋月律子

  - THE IDOLM@STER MILLION LIVE! Blooming Clover 4巻 特別版オリジナルCD
    - チェリー 歌：田中琴葉・島原エレナ・所恵美

- PRODUCER MEETING 2017 MIX
  - THE IDOLM@STER PLATINUM MASTER ENCORE 紅白応援V
    - チェリー -PRODUCER MEETING 2017 MIX- 歌：IM@S 765PRO ALLSTARS

春
作詞・作曲：To Be Acoustic、オリジナルアーティスト：小野真弓、カバーアレンジ：草野よしひろ
我那覇響のカバー曲。
収録CD
- THE IDOLM@STER MASTER SPECIAL SPRING
  - 春 歌：我那覇響

色・ホワイトブレンド
作詞・作曲：竹内まりや、オリジナルアーティスト：中山美穂、カバーアレンジ：三浦誠司
天海春香のカバー曲。
収録CD
- THE IDOLM@STER MASTER SPECIAL SPRING
  - 色・ホワイトブレンド 歌：天海春香

明日、春が来たら
作詞：坂元裕二、作曲：日向大介、オリジナルアーティスト：松たか子、カバーアレンジ：大西陽介
菊地真のカバー曲。
収録CD
- THE IDOLM@STER MASTER SPECIAL SPRING
  - 明日、春が来たら 歌：菊地真

はるのきおく
作詞・作曲・オリジナルアーティスト：小松未歩、カバーアレンジ：マルヤマテツオ
水瀬伊織のカバー曲。
収録CD
- THE IDOLM@STER MASTER SPECIAL SPRING
  - はるのきおく 歌：水瀬伊織

For フルーツバスケット
作詞・作曲・オリジナルアーティスト：岡崎律子、カバーアレンジ：米田直之
萩原雪歩のカバー曲。
収録CD
- THE IDOLM@STER MASTER SPECIAL SPRING
  - For フルーツバスケット 歌：萩原雪歩（長谷優里奈）

旅立ちの日に…
作詞・作曲・オリジナルアーティスト：川嶋あい、カバーアレンジ：南陽子
秋月律子のカバー曲。
収録CD
- THE IDOLM@STER MASTER SPECIAL SPRING
  - 旅立ちの日に… 歌：秋月律子

笑って!
作詞：伊那村さちこ、作曲：DY-T、編曲：草野よしひろ
天海春香の持ち曲。
収録CD
- THE IDOLM@STER MASTER SPECIAL SPRING
  - 笑って! 歌：天海春香

- THE IDOLM@STER ANIM@TION MASTER 05
  - 笑って! 歌：天海春香

- THE IDOLM@STER 765PRO ALLSTARS+ GRE@TEST BEST! －LOVE&PEACE－
  - 笑って! 歌：天海春香

#### 『Eternal Prism』収録曲
ストレートラブ!
作詞：中村恵、作曲・編曲：佐々木宏人
「Eternal Prism 01」収録のオリジナル曲。
人気女優・神長瑠衣がアイドル時代に歌った曲で、シングル300万枚あまりを売り上げた人気曲。
収録CD
- THE IDOLM@STER Eternal Prism Premium CD
  - ストレートラブ!（765プロ Ver.） 歌：天海春香・水瀬伊織・菊地真
  - ストレートラブ!（961プロ Ver.） 歌：星井美希・我那覇響・四条貴音

- THE IDOLM@STER Vocal Collection 01
  - ストレートラブ!（765プロ Ver.） 歌：天海春香・水瀬伊織・菊地真
  - ストレートラブ!（天海春香 ソロVer.） 歌：天海春香

- THE IDOLM@STER Vocal Collection 02
  - ストレートラブ!（961プロ Ver.） 歌：星井美希・我那覇響・四条貴音
  - ストレートラブ!（星井美希 ソロVer.） 歌：星井美希

白い犬
作詞：中村恵、作曲・編曲：佐々木宏人
「Eternal Prism 02」収録のオリジナル曲。
TVCM「トヨサン自動車『シャノワール』」のタイアップソングとして作られた曲。この曲を歌うためのオーディションの審査項目に作詞が含まれており、やよい・律子・亜美・真美がこの曲の作詞をした。
収録CD
- THE IDOLM@STER Eternal Prism Premium CD
  - 白い犬 歌：高槻やよい・秋月律子・双海亜美

- THE IDOLM@STER Vocal Collection 01
  - 白い犬 歌：高槻やよい・秋月律子・双海亜美 / 真美
  - 白い犬（高槻やよい ソロVer.） 歌：高槻やよい

黒い犬
作詞：中村恵、作曲・編曲：佐々木宏人
「Eternal Prism 02」収録のオリジナル曲。
TVCM「トヨサン自動車『シャノワール』」のタイアップソングとして作られた曲。この曲を歌うためのオーディションの審査項目に作詞が含まれており、美希・響・貴音がこの曲の作詞をした。
収録CD
- THE IDOLM@STER Eternal Prism Premium CD
  - 黒い犬 歌：星井美希・我那覇響・四条貴音

- THE IDOLM@STER Vocal Collection 02
  - 黒い犬 歌：星井美希・我那覇響・四条貴音
  - 黒い犬（我那覇響 ソロVer.） 歌：我那覇響

Melted Snow
作詞：中村恵、作曲・編曲：佐々木宏人
「Eternal Prism 03」収録のオリジナル曲。。
765プロ版と961プロ版で曲の最後のフレーズが異なっている。
収録CD
- THE IDOLM@STER Eternal Prism Premium CD
  - Melted Snow（765プロ Ver.） 歌：如月千早・萩原雪歩（長谷優里奈）・三浦あずさ
  - Melted Snow（961プロ Ver.） 歌：星井美希・我那覇響・四条貴音

- THE IDOLM@STER Vocal Collection 01
  - Melted Snow（961プロ Ver.） 歌：星井美希・我那覇響・四条貴音
  - Melted Snow（四条貴音 ソロVer.） 歌：四条貴音

- THE IDOLM@STER Vocal Collection 02
  - Melted Snow（765プロ Ver.） 歌：如月千早・萩原雪歩（長谷優里奈）・三浦あずさ
  - Melted Snow（三浦あずさ ソロVer.） 歌：三浦あずさ

#### 『DREAM SYMPHONY』収録曲
ハッピース
作詞：yura、作曲：cota、編曲：梅堀淳
CDオリジナル曲。
収録CD
- THE IDOLM@STER DREAM SYMPHONY 00
  - ハッピース 歌：愛・絵理・涼

- THE IDOLM@STER BEST OF 765+876=!! VOL.02
  - ハッピース 歌：愛・絵理・涼

クロスワード
作詞：瀬良羽美、作曲：Funta7
水谷絵理の持ち歌。
収録CD
- THE IDOLM@STER DREAM SYMPHONY 01
  - クロスワード 歌：水谷絵理

ヒミツの珊瑚礁
作詞：遠藤フビト、作曲：松井俊介、編曲：藤澤健至
秋月涼の持ち歌。
収録CD
- THE IDOLM@STER DREAM SYMPHONY 02
  - ヒミツの珊瑚礁 歌：秋月涼

はなまる
作詞：yura、作曲：cota、編曲：梅堀淳
日高愛の持ち歌。
収録CD
- THE IDOLM@STER DREAM SYMPHONY 03
  - はなまる 歌：日高愛

#### 『Vocal Collection』収録曲
Virgin Load
作詞：yura Dark、作曲・編曲：佐々木宏人
『Collection』収録曲。
収録CD
- THE IDOLM@STER Vocal Collection 02
  - Virgin Load 歌：菊地真・星井美希・四条貴音

仲良しでいようね♡
作詞：中村恵・cota、作曲・編曲：cota、編曲：prof.LM
『Vocal Collection』収録曲。
収録CD
- THE IDOLM@STER Vocal Collection 02
  - 仲良しでいようね♡ 歌：高槻やよい・水瀬伊織

#### 『BEST OF 765+876=!!』収録曲
THE 愛
作詞：yura、作曲・編曲：佐々木宏人
CDオリジナル曲。
アイドルマスターの3大要素の1つである「出会い」がテーマの歌。
収録CD
- THE IDOLM@STER BEST OF 765+876=!! VOL.01
  - THE 愛 歌：天海春香・菊地真・高槻やよい・我那覇響・日高愛

- THE IDOLM@STER BEST OF 765+876=!! THE iDRE@MLOST
  - THE 愛 歌：天海春香
  - THE 愛 歌：菊地真
  - THE 愛 歌：高槻やよい
  - THE 愛 歌：我那覇響
  - THE 愛 歌：日高愛

- THE IDOLM@STER MASTER ARTIST 2 -FIRST SEASON- 06
  - THE 愛 歌：四条貴音

DREAM
作詞：yura Dark、作曲・編曲：NBGI（中川浩二）、編曲：NBGI（増渕裕二）
CDオリジナル曲。
アイドルマスターの3大要素の1つである「戦い」がテーマの歌。
収録作品
- アイドルマスター ワンフォーオール - DLC（カタログ創刊号）で配信

収録CD
- THE IDOLM@STER BEST OF 765+876=!! VOL.02
  - DREAM 歌：萩原雪歩（長谷優里奈）・秋月律子・星井美希・四条貴音・秋月涼

- THE IDOLM@STER BEST OF 765+876=!! THE iDRE@MLOST
  - DREAM 歌：萩原雪歩（長谷優里奈）
  - DREAM 歌：秋月律子
  - DREAM 歌：星井美希
  - DREAM 歌：四条貴音
  - DREAM 歌：秋月涼

- THE IDOLM@STER MASTER ARTIST 2 -FIRST SEASON- 02
  - DREAM 歌：我那覇響

- THE IDOLM@STER MILLION LIVE! Blooming Clover 1巻 特別版オリジナルCD
  - DREAM 歌：北沢志保

LOST
作詞：yura-yura Dark、作曲・編曲：神前暁
CDオリジナル曲。
アイドルマスターの3大要素の1つである「別れ」がテーマの歌。
収録CD
- THE IDOLM@STER BEST OF 765+876=!! VOL.03
  - LOST 歌：如月千早・三浦あずさ・水瀬伊織・双海亜美 / 真美・水谷絵理

- THE IDOLM@STER BEST OF 765+876=!! THE iDRE@MLOST
  - LOST 歌：如月千早
  - LOST 歌：三浦あずさ
  - LOST 歌：水瀬伊織
  - LOST 歌：双海亜美 / 真美
  - LOST 歌：水谷絵理

- THE IDOLM@STER MASTER ARTIST 2 -FIRST SEASON- 07
  - LOST 歌：萩原雪歩（浅倉杏美）

#### 『MASTER ARTIST 2』収録曲
光
作詞：yura、作曲・編曲：佐伯youthK
音無小鳥の持ち歌。
収録CD
- THE IDOLM@STER MASTER ARTIST 2 Prologue
  - 光 歌：音無小鳥

- THE IDOLM@STER 765PRO ALLSTARS+ GRE@TEST BEST! -COOL&BITTER!-
  - 光 歌：音無小鳥

START!!
作詞：白瀬彩、作曲・編曲：宮崎誠
天海春香の持ち歌。
収録作品
- アイドルマスター マストソングス 青盤

収録CD
- THE IDOLM@STER MASTER ARTIST 2 -FIRST SEASON- 01
  - START!! 歌：天海春香

- THE IDOLM@STER ANIM@TION MASTER 05
  - START!! 歌：天海春香

- THE IDOLM@STER 765PRO ALLSTARS+ GRE@TEST BEST! -SWEET&SMILE!-
  - START!! 歌：天海春香

世界でいちばん頑張ってる君に
作詞：山田英治、作曲：川嶋可能、カバーアレンジ：三浦誠司、オリジナルアーティスト：HARCO
天海春香のカバー曲。
収録CD
- THE IDOLM@STER MASTER ARTIST 2 -FIRST SEASON- 01
  - 世界でいちばん頑張ってる君に 歌：天海春香

TRIAL DANCE
作詞：yura、作曲：中西圭三、編曲：小西貴雄
我那覇響の持ち歌。
収録作品
- アイドルマスター マストソングス 青盤

収録CD
- THE IDOLM@STER MASTER ARTIST 2 -FIRST SEASON- 02
  - TRIAL DANCE 歌：我那覇響

- THE IDOLM@STER ANIM@TION MASTER 06
  - TRIAL DANCE 歌：我那覇響

- THE IDOLM@STER 765PRO ALLSTARS+ GRE@TEST BEST! -COOL&BITTER!-
  - TRIAL DANCE 歌：我那覇響

涙そうそう
作詞・オリジナルアーティスト：森山良子、作曲：BEGIN、カバーアレンジ：三浦誠司
我那覇響のカバー曲。
収録CD
- THE IDOLM@STER MASTER ARTIST 2 -FIRST SEASON- 02
  - 涙そうそう 歌：我那覇響

Day of the future
作詞：オミ織葉、作曲・編曲：Tatsh
星井美希の持ち歌。
収録作品
- アイドルマスター マストソングス 青盤

収録CD
- THE IDOLM@STER MASTER ARTIST 2 -FIRST SEASON- 03
  - Day of the future 歌：星井美希

- THE IDOLM@STER 765PRO ALLSTARS+ GRE@TEST BEST! -COOL&BITTER!-
  - Day of the future 歌：星井美希

Squall
作詞・作曲：福山雅治、カバーアレンジ：中村久志、オリジナルアーティスト：松本英子
星井美希のカバー曲。
収録CD
- THE IDOLM@STER MASTER ARTIST 2 -FIRST SEASON- 03
  - Squall 歌：星井美希

Tip Taps Tip
作詞：U、作曲：田中ユウスケ、カバーアレンジ：橋本由香利、オリジナルアーティスト：HALCALI
天海春香・我那覇響・星井美希のカバー曲。
収録CD
- THE IDOLM@STER MASTER ARTIST 2 -FIRST SEASON- 01
  - Tip Taps Tip（Version Haruka） 歌：天海春香・我那覇響・星井美希

- THE IDOLM@STER MASTER ARTIST 2 -FIRST SEASON- 02
  - Tip Taps Tip（Version Hibiki） 歌：我那覇響・星井美希・天海春香

- THE IDOLM@STER MASTER ARTIST 2 -FIRST SEASON- 03
  - Tip Taps Tip（Version Miki） 歌：星井美希・天海春香・我那覇響

tear
作詞：貝田由里子、作曲・編曲：中山真斗（Elements Garden）
菊地真の持ち歌。
収録作品
- アイドルマスター マストソングス 青盤

収録CD
- THE IDOLM@STER MASTER ARTIST 2 -FIRST SEASON- 04
  - tear 歌：菊地真

- THE IDOLM@STER 765PRO ALLSTARS+ GRE@TEST BEST! -COOL&BITTER!-
  - tear 歌：菊地真

星間飛行
作詞：松本隆、作曲：菅野よう子、カバーアレンジ：大西陽介、オリジナルアーティスト：ランカ・リー=中島愛
菊地真のカバー曲。
収録CD
- THE IDOLM@STER MASTER ARTIST 2 -FIRST SEASON- 04
  - 星間飛行 歌：菊地真

眠り姫
作詞：森由里子、作曲・編曲：NBGI（椎名豪）
如月千早の持ち歌。
収録作品
- アイドルマスター マストソングス 青盤

収録CD
- THE IDOLM@STER MASTER ARTIST 2 -FIRST SEASON- 05
  - 眠り姫 歌：如月千早

- THE IDOLM@STER ANIM@TION MASTER 07
  - 眠り姫 歌：如月千早

- THE IDOLM@STER 765PRO ALLSTARS+ GRE@TEST BEST! －LOVE&PEACE－
  - 眠り姫 歌：如月千早

- M@STERPIECE 特典Blu-ray Disc Audio
  - 眠り姫 歌：如月千早

愛について
作詞・オリジナルアーティスト：さだまさし、作曲：服部克久、カバーアレンジ：マルヤマテツオ
如月千早のカバー曲。
収録CD
- THE IDOLM@STER MASTER ARTIST 2 -FIRST SEASON- 05
  - 愛について 歌：如月千早

風花
作詞・作曲・編曲：橋本由香利
四条貴音の持ち歌。
収録作品
- THE IDOLM@STER SHINY FESTA - 初期収録曲（グルーヴィーチューン） 歌：四条貴音
- THE IDOLM@STER SHINY TV - DLC（ミニアルバム05）で配信 歌：四条貴音
- アイドルマスター マストソングス 青盤

収録CD
- THE IDOLM@STER MASTER ARTIST 2 -FIRST SEASON- 06
  - 風花 歌：四条貴音

- THE IDOLM@STER ANIM@TION MASTER 06
  - 風花 歌：四条貴音

- THE IDOLM@STER 765PRO ALLSTARS+ GRE@TEST BEST! -COOL&BITTER!-
  - 風花 歌：四条貴音

月のワルツ
作詞：湯川れい子、作曲：諌山実生、カバーアレンジ：三浦誠司、オリジナルアーティスト：諫山実生
四条貴音のカバー曲。
収録CD
- THE IDOLM@STER MASTER ARTIST 2 -FIRST SEASON- 06
  - 月のワルツ 歌：四条貴音

星のかけらを探しにいこうagain
作詞：杏子、作曲：杏子・馬場一嘉、カバーアレンジ（Version Makoto）：宮崎誠、カバーアレンジ（Version Chihaya） ：川田瑠夏、カバーアレンジ（Version Takane）：佐藤泰将、オリジナルアーティスト：福耳
菊地真・如月千早・四条貴音のカバー曲。
収録CD
- THE IDOLM@STER MASTER ARTIST 2 -FIRST SEASON- 04
  - 星のかけらを探しにいこうagain（Version Makoto） 歌：菊地真・如月千早・四条貴音

- THE IDOLM@STER MASTER ARTIST 2 -FIRST SEASON- 05
  - 星のかけらを探しにいこうagain（Version Chihaya） 歌：如月千早・菊地真・四条貴音

- THE IDOLM@STER MASTER ARTIST 2 -FIRST SEASON- 06
  - 星のかけらを探しにいこうagain（Version Takane） 歌：四条貴音・菊地真・如月千早

何度も言えるよ
作詞：遠藤フビト、作曲・編曲：川田瑠夏
萩原雪歩の持ち歌。
収録作品
- アイドルマスター マストソングス 青盤

収録CD
- THE IDOLM@STER MASTER ARTIST 2 -FIRST SEASON- 07
  - 何度も言えるよ 歌：萩原雪歩（浅倉杏美）

- THE IDOLM@STER 765PRO ALLSTARS+ GRE@TEST BEST! －SWEET&SMILE!－
  - 何度も言えるよ 歌：萩原雪歩（浅倉杏美）

- クラブリミックス
  - The Remixes Collection THE IDOLM@STER TO D@NCE TO !! Vol.4
    - 何度も言えるよ -Takafumi Sato Remix-

恋
作詞・作曲・オリジナルアーティスト：奥華子、カバーアレンジ：マルヤマテツオ
萩原雪歩のカバー曲。
収録CD
- THE IDOLM@STER MASTER ARTIST 2 -FIRST SEASON- 07
  - 恋 歌：萩原雪歩（浅倉杏美）

ジェミー
作詞：mft、作曲：田村信二、編曲：梅堀淳
双海真美の持ち歌。
収録作品
- アイドルマスター マストソングス 青盤

収録CD
- THE IDOLM@STER MASTER ARTIST 2 -FIRST SEASON- 08
  - ジェミー 歌：双海真美

- THE IDOLM@STER 765PRO ALLSTARS+ GRE@TEST BEST! －SWEET&SMILE!－
  - ジェミー 歌：双海真美

夢の中へ
作詞・作曲：井上陽水、カバーアレンジ：三浦誠司、オリジナルアーティスト：井上陽水・斉藤由貴
双海真美のカバー曲。
収録CD
- THE IDOLM@STER MASTER ARTIST 2 -FIRST SEASON- 08
  - 夢の中へ 歌：双海真美

スマイル体操
作詞：yura、作曲・編曲：宮崎誠
高槻やよいの持ち歌。
収録作品
- アイドルマスター マストソングス 青盤

収録CD
- THE IDOLM@STER MASTER ARTIST 2 -FIRST SEASON- 09
  - スマイル体操 歌：高槻やよい

- THE IDOLM@STER 765PRO ALLSTARS+ GRE@TEST BEST! －LOVE&PEACE－
  - スマイル体操 歌：高槻やよい

- THE IDOLM@STER MILLION LIVE! Blooming Clover 2巻 特別版オリジナルCD
  - スマイル体操 歌：高坂海美

さんぽ
作詞：中川李枝子、作曲：久石譲、カバーアレンジ：奥田もとい、オリジナルアーティスト：井上あずみ
高槻やよいのカバー曲。
収録CD
- THE IDOLM@STER MASTER ARTIST 2 -FIRST SEASON- 09
  - さんぽ 歌：高槻やよい

スウィートドーナッツ
作詞：木の子、作曲：中田ヤスタカ、カバーアレンジ（Version Yukiho）：長谷川智樹、カバーアレンジ（Version Mami）：ARM、カバーアレンジ（Version Yayoi）：宮崎誠、オリジナルアーティスト：Perfume
萩原雪歩・双海真美・高槻やよいのカバー曲。
収録CD
- THE IDOLM@STER MASTER ARTIST 2 -FIRST SEASON- 04
  - スウィートドーナッツ（Version Yukiho） 歌：萩原雪歩（浅倉杏美）・双海真美・高槻やよい

- THE IDOLM@STER MASTER ARTIST 2 -FIRST SEASON- 05
  - スウィートドーナッツ（Version Mami） 歌：双海真美・萩原雪歩（浅倉杏美）・高槻やよい

- THE IDOLM@STER MASTER ARTIST 2 -FIRST SEASON- 06
  - スウィートドーナッツ（Version Yayoi） 歌：高槻やよい・萩原雪歩（浅倉杏美）・双海真美

DIAMOND
作詞：白瀬彩、作曲：Asu、編曲：関淳二郎
水瀬伊織の持ち歌。
収録作品
- アイドルマスター マストソングス 青盤

収録CD
- THE IDOLM@STER MASTER ARTIST 2 -SECOND SEASON- 01
  - DIAMOND 歌：水瀬伊織

- THE IDOLM@STER 765PRO ALLSTARS+ GRE@TEST BEST! －LOVE&PEACE－
  - DIAMOND 歌：水瀬伊織

- THE IDOLM@STER MILLION LIVE! Blooming Clover 10巻 特別版オリジナルCD
  - DIAMOND 歌：水瀬伊織・永吉昴

バレンタイン・キッス
作詞：秋元康、作曲：瀬井広明、カバーアレンジ：大西陽介、オリジナルアーティスト：国生さゆり with おニャン子クラブ
水瀬伊織のカバー曲。
収録CD
- THE IDOLM@STER MASTER ARTIST 2 -SECOND SEASON- 01
  - バレンタイン・キッス 歌：水瀬伊織

YOU往MY進!
作詞：mft、作曲：白戸佑輔、編曲：草野よしひろ
双海亜美の持ち歌。
収録作品
- アイドルマスター マストソングス 青盤

収録CD
- THE IDOLM@STER MASTER ARTIST 2 -SECOND SEASON- 02
  - YOU往MY進! 歌：双海亜美

- THE IDOLM@STER 765PRO ALLSTARS+ GRE@TEST BEST! －LOVE&PEACE－
  - YOU往MY進! 歌：双海亜美

想い出がいっぱい
作詞：阿木燿子、作曲：鈴木キサブロー、カバーアレンジ：佐藤ノリチカ、オリジナルアーティスト：H2O
双海亜美のカバー曲。
収録CD
- THE IDOLM@STER MASTER ARTIST 2 -SECOND SEASON- 02
  - 思い出がいっぱい 歌：双海亜美

あ〜よかった
作詞・作曲：こじまいづみ、カバーアレンジ（Version Iori）：川田瑠夏、カバーアレンジ（Version Ami）：宮崎誠、オリジナルアーティスト：花*花
水瀬伊織・双海亜美のカバー曲。
収録CD
- THE IDOLM@STER MASTER ARTIST 2 -SECOND SEASON- 01
  - あ〜よかった（Version Iori） 歌：水瀬伊織・双海亜美

- THE IDOLM@STER MASTER ARTIST 2 -SECOND SEASON- 02
  - あ〜よかった（Version Ami） 歌：双海亜美・水瀬伊織

ラ♥ブ♥リ♥
作詞：yura、作曲・編曲：松田信男
三浦あずさの持ち歌。
収録作品
- THE IDOLM@STER SHINY FESTA - 初期収録曲（ハニーサウンド） 歌：三浦あずさ
- THE IDOLM@STER SHINY TV - DLC（ミニアルバム10）で配信 歌：三浦あずさ
- アイドルマスター マストソングス 青盤
- アイドルマスター ミリオンライブ! シアターデイズ - 条件を満たすと使用可能

収録CD
- THE IDOLM@STER MASTER ARTIST 2 -SECOND SEASON- 03
  - ラ♥ブ♥リ♥ 歌：三浦あずさ

- THE IDOLM@STER 765PRO ALLSTARS+ GRE@TEST BEST! －SWEET&SMILE!－
  - ラ♥ブ♥リ♥ 歌：三浦あずさ

ウイスキーが、お好きでしょ
作詞：田口俊、作曲：杉真理、カバーアレンジ：佐藤ノリチカ、オリジナルアーティスト：石川さゆり
三浦あずさのカバー曲。
収録CD
- THE IDOLM@STER MASTER ARTIST 2 -SECOND SEASON- 03
  - ウイスキーが、お好きでしょ 歌：三浦あずさ

LOVEオーダーメイド
作詞：三浦誠司、作曲：Akiko Noda、編曲：ハマサキユウジ
秋月律子の持ち歌。
収録作品
- アイドルマスター マストソングス 青盤

収録CD
- THE IDOLM@STER MASTER ARTIST 2 -SECOND SEASON- 04
  - LOVEオーダーメイド 歌：秋月律子

- THE IDOLM@STER 765PRO ALLSTARS+ GRE@TEST BEST! －LOVE&PEACE－
  - LOVEオーダーメイド 歌：秋月律子

空色デイズ
作詞：meg rock、作曲：齋藤真也、カバーアレンジ：三浦誠司、オリジナルアーティスト：中川翔子
秋月律子のカバー曲。
収録CD
- THE IDOLM@STER MASTER ARTIST 2 -SECOND SEASON- 04
  - 空色デイズ 歌：秋月律子

Best Friend
作詞・作曲：玉城千春、カバーアレンジ（Version Azusa）：R・O・N、カバーアレンジ（Version Ritsuko）：長谷川智樹、オリジナルアーティスト：Kiroro
三浦あずさ・秋月律子のカバー曲。
収録CD
- THE IDOLM@STER MASTER ARTIST 2 -SECOND SEASON- 03
  - Best Friend（Version Azusa） 歌：三浦あずさ・秋月律子

- THE IDOLM@STER MASTER ARTIST 2 -SECOND SEASON- 04
  - Best Friend（Version Ritsuko） 歌：秋月律子・三浦あずさ

#### 『SMOKY THRILL』収録曲
恋するミカタ
作詞：yura、作曲：ファンキー末吉、編曲：佐藤ノリチカ
秋月律子の持ち歌。
収録CD
- THE IDOLM@STER 2 SMOKY THRILL
  - 恋するミカタ 歌：秋月律子

チクタク
作詞：白瀬彩、作曲：Asu（The New Classics）、編曲：関淳二郎
CDオリジナル曲。
星井美希・萩原雪歩・高槻やよいが竜宮小町への応援歌として歌った曲。
収録CD
- THE IDOLM@STER 2 SMOKY THRILL
  - チクタク 歌：星井美希・萩原雪歩（浅倉杏美）・高槻やよい

- THE IDOLM@STER 765PRO ALLSTARS+ GRE@TEST BEST! -COOL&BITTER!-
  - チクタク 歌：星井美希・高槻やよい・萩原雪歩（浅倉杏美）

- THE IDOLM@STER MASTER ARTIST 3 10 高槻やよい
  - チクタク 歌：高槻やよい

- THE IDOLM@STER MILLION LIVE! Blooming Clover 6巻 特別版オリジナルCD
  - チクタク 歌：木下ひなた

#### 『Jupiter』収録曲
BANG×BANG
作詞：yura、作曲：吉田勝弥、編曲：亀山耕一郎
天ヶ瀬冬馬の持ち歌。
収録CD
- THE IDOLM@STER Jupiter
  - BANG×BANG 歌：天ヶ瀬冬馬

On Sunday
作詞：藤林聖子、作曲：間瀬公司、編曲：亀山耕一郎
御手洗翔太の持ち歌。
収録CD
- THE IDOLM@STER Jupiter
  - On Sunday 歌：御手洗翔太

結晶〜Crystal Dust〜
作詞：白瀬彩、作曲・編曲：神津裕之
伊集院北斗の持ち歌。
収録CD
- THE IDOLM@STER Jupiter
  - 結晶〜Crystal Dust〜 歌：伊集院北斗

#### 『MASTER ARTIST 3』収録曲
天使の絵の具
作詞・作曲・オリジナルアーティスト：飯島真理、カバーアレンジ：岡野裕次郎（TRYTONELABO）
天海春香のカバー曲。
収録CD
- THE IDOLM@STER MASTER ARTIST 3 01 天海春香
  - 天使の絵の具 歌：天海春香

アイスキャンディー
作詞：Bee'、作曲：藤田淳平、カバーアレンジ：TAKT（TRYTONELABO）、オリジナルアーティスト：MAKO
天海春香のカバー曲。
収録CD
- THE IDOLM@STER MASTER ARTIST 3 01 天海春香
  - アイスキャンディー 歌：天海春香

かざぐるま
作詞・オリジナルアーティスト：一青窈、作曲：武部聡志、カバーアレンジ：滝澤俊輔（TRYTONELABO）
我那覇響のカバー曲。
収録CD
- THE IDOLM@STER MASTER ARTIST 3 02 我那覇響
  - かざぐるま 歌：我那覇響

Buzzstyle
作詞・作曲：Yaiko、カバーアレンジ：岡野裕次郎（TRYTONELABO）、オリジナルアーティスト：矢井田瞳
我那覇響のカバー曲。
収録CD
- THE IDOLM@STER MASTER ARTIST 3 02 我那覇響
  - Buzzstyle 歌：我那覇響

アンバランスなKissをして
作詞：山田ひろし、作曲・オリジナルアーティスト：高橋ひろ、カバーアレンジ：TAKT（TRYTONELABO）
菊地真のカバー曲。
収録CD
- THE IDOLM@STER MASTER ARTIST 3 03 菊地真
  - アンバランスなKissをして 歌：菊地真

変わらないもの
作詞・作曲・オリジナルアーティスト：奥華子、カバーアレンジ：滝澤俊輔（TRYTONELABO）
菊地真のカバー曲。
収録CD
- THE IDOLM@STER MASTER ARTIST 3 03 菊地真
  - 変わらないもの 歌：菊地真

Catch You Catch Me
作詞・作曲：広瀬香美、カバーアレンジ：鳥居克成、オリジナルアーティスト：グミ
星井美希のカバー曲。
収録CD
- THE IDOLM@STER MASTER ARTIST 3 04 星井美希
  - Catch You Catch Me 歌：星井美希

高鳴る
作詞・作曲・オリジナルアーティスト：藤田麻衣子、カバーアレンジ：TAKT（TRYTONELABO）
星井美希のカバー曲。
収録CD
- THE IDOLM@STER MASTER ARTIST 3 04 星井美希
  - 高鳴る 歌：星井美希

カプチーノ
作詞・作曲：シーナ・リンゴ、カバーアレンジ：岡野裕次郎（TRYTONELABO）、オリジナルアーティスト：ともさかりえ
水瀬伊織のカバー曲。
収録CD
- THE IDOLM@STER MASTER ARTIST 3 05 水瀬伊織
  - カプチーノ 歌：水瀬伊織

風立ちぬ
作詞：松本隆、作曲：大瀧詠一、カバーアレンジ：平清十郎（TRYTONELABO）、オリジナルアーティスト：松田聖子
水瀬伊織のカバー曲。
収録CD
- THE IDOLM@STER MASTER ARTIST 3 05 水瀬伊織
  - 風立ちぬ 歌：水瀬伊織

Destiny-太陽の花-
作詞：六ツ見純代、作曲：柳沢英樹、カバーアレンジ：鳥居克成、オリジナルアーティスト：島谷ひとみ
四条貴音のカバー曲。
収録CD
- THE IDOLM@STER MASTER ARTIST 3 06 四条貴音
  - Destiny-太陽の花- 歌：四条貴音

せぷてんばぁ
作詞・作曲：横山剣、カバーアレンジ：岡野裕次郎（TRYTONELABO）、オリジナルアーティスト：クレイジーケンバンド
四条貴音のカバー曲。
収録CD
- THE IDOLM@STER MASTER ARTIST 3 06 四条貴音
  - Destiny-太陽の花- 歌：四条貴音

数え歌
作詞・作曲・オリジナルアーティスト：池田綾子、カバーアレンジ：岡野裕次郎（TRYTONELABO）
如月千早のカバー曲。
収録CD
- THE IDOLM@STER MASTER ARTIST 3 07 如月千早
  - 数え歌 歌：如月千早

恋人がサンタクロース
作詞・作曲・オリジナルアーティスト：松任谷由実、カバーアレンジ：三浦誠司
如月千早のカバー曲。
収録CD
- THE IDOLM@STER MASTER ARTIST 3 07 如月千早
  - 恋人がサンタクロース 歌：如月千早

Yeah! めっちゃホリディ
作詞・作曲：つんく、カバーアレンジ：岡野裕次郎（TRYTONELABO）、オリジナルアーティスト：松浦亜弥
双海真美のカバー曲。
収録CD
- THE IDOLM@STER MASTER ARTIST 3 08 双海真美
  - Yeah! めっちゃホリディ 歌：双海真美

WHITE BREATH
作詞：井上秋緒、作曲：浅倉大介、カバーアレンジ：平清十郎（TRYTONELABO）、オリジナルアーティスト：T.M.Revolution
双海真美のカバー曲。後に二宮飛鳥も同曲をカバーしている。
収録CD
- THE IDOLM@STER MASTER ARTIST 3 08 双海真美
  - WHITE BREATH 歌：双海真美

Agape
作詞・作曲：岡崎律子、編曲：西脇辰弥、オリジナルアーティスト：メロキュア
萩原雪歩のカバー曲。
収録CD
- THE IDOLM@STER MASTER ARTIST 3 09 萩原雪歩
  - Agape 歌：萩原雪歩（浅倉杏美）

Snowdome
作詞・オリジナルアーティスト：木村カエラ、作曲：BEAT CRUSADERS、カバーアレンジ：TAKT（TRYTONELABO）
萩原雪歩のカバー曲。
収録CD
- THE IDOLM@STER MASTER ARTIST 3 09 萩原雪歩
  - Snowdome 歌：萩原雪歩（浅倉杏美）

ヒーロー
作詞・作曲・オリジナルアーティスト：FUNKY MONKEY BABYS、作曲：田中隼人、カバーアレンジ：岡野裕次郎（TRYTONELABO）
高槻やよいのカバー曲。
収録CD
- THE IDOLM@STER MASTER ARTIST 3 10 高槻やよい
  - ヒーロー 歌：高槻やよい

はらり、ひらり
作詞・作曲：井手コウジ、カバーアレンジ：TAKT（TRYTONELABO）、オリジナルアーティスト：sona
高槻やよいのカバー曲。
収録CD
- THE IDOLM@STER MASTER ARTIST 3 10 高槻やよい
  - ひらり、はらり 歌：高槻やよい

久遠の河
作詞：松井五郎、作曲：岩代太郎、カバーアレンジ：滝澤俊輔（TRYTONELABO）、オリジナルアーティスト：alan
三浦あずさのカバー曲。
収録CD
- THE IDOLM@STER MASTER ARTIST 3 11 三浦あずさ
  - 久遠の河 歌：三浦あずさ

千本桜
作詞・作曲：黒うさP、カバーアレンジ：平清十郎（TRYTONELABO）、オリジナルアーティスト：初音ミク
三浦あずさのカバー曲。
収録CD
- THE IDOLM@STER MASTER ARTIST 3 11 三浦あずさ
  - 千本桜 歌：三浦あずさ

YATTA!
作詞・オリジナルアーティスト：はっぱ隊、作曲：DANCE☆MAN、カバーアレンジ：岡野裕次郎（TRYTONELABO）
双海亜美のカバー曲。
収録CD
- THE IDOLM@STER MASTER ARTIST 3 12 双海亜美
  - YATTA! 歌：双海亜美

贈る言葉
作詞：武田鉄矢、作曲：千葉和臣、カバーアレンジ：滝澤俊輔（TRYTONELABO）、オリジナルアーティスト：海援隊
双海亜美のカバー曲。
収録CD
- THE IDOLM@STER MASTER ARTIST 3 12 双海亜美
  - 贈る言葉 歌：双海亜美

Diamonds
作詞：中山加奈子、作曲：奥居香、カバーアレンジ：平清十郎（TRYTONELABO）、オリジナルアーティスト：プリンセス・プリンセス
秋月律子のカバー曲。
収録CD
- THE IDOLM@STER MASTER ARTIST 3 13 秋月律子
  - Diamonds 歌：秋月律子

桜色舞うころ
作詞・作曲：川江美奈子、カバーアレンジ：平清十郎（TRYTONELABO）、オリジナルアーティスト：中島美嘉
秋月律子のカバー曲。
収録CD
- THE IDOLM@STER MASTER ARTIST 3 13 秋月律子
  - 桜色舞うころ 歌：秋月律子

#### 『PLATINUM MASTER』収録曲
SMOKY FRUITS
作詞・作曲：uRy、編曲：高田龍一（MONACA）
CDオリジナル曲。
収録CD
- THE IDOLM@STER PLATINUM MASTER 01 Miracle Night
  - SMOKY FRUITS 歌：水瀬伊織・三浦あずさ・双海亜美

- THE IDOLM@STER ニューイヤーライブ!! 初星宴舞 会場オリジナルCD
  - SMOKY FRUITS 歌：水瀬伊織
  - SMOKY FRUITS 歌：三浦あずさ
  - SMOKY FRUITS 歌：双海亜美

インセインゲーム
作詞：mft、作曲：BNSI（中川浩二）、編曲：BNSI（増渕裕二）
CDオリジナル曲。
収録CD
- THE IDOLM@STER PLATINUM MASTER 02 僕たちのResistance
  - インセインゲーム 歌：星井美希・我那覇響・四条貴音

- THE IDOLM@STER ニューイヤーライブ!! 初星宴舞 会場オリジナルCD
  - インセインゲーム 歌：星井美希
  - インセインゲーム 歌：我那覇響
  - インセインゲーム 歌：四条貴音

飛べない鳥は夜に鳴く
作詞：小金井つくも、作曲・編曲：BNSI（佐藤貴文）
CDオリジナル曲。
収録CD
- THE IDOLM@STER PLATINUM MASTER 03 アマテラス
  - 飛べない鳥は夜に鳴く 歌：音無小鳥 featuring 高木順二朗 and you

#### 『MASTER PRIMAL』収録曲
BRAVE STAR
作詞・作曲・編曲：宮崎誠
CDオリジナル曲。
収録CD
- THE IDOLM@STER MASTER PRIMAL ROCKIN' RED
  - BRAVE STAR 歌：天海春香・如月千早・四条貴音・秋月律子

CRIMSON LOVERS
作詞：只野菜摘、作曲・編曲：広川恵一（MONACA）
CDオリジナル曲。
収録作品
- アイドルマスター ミリオンライブ！ シアターデイズ - 条件を満たすと使用可能 歌：天海春香・如月千早／永吉昴・松田亜利沙

収録CD
- THE IDOLM@STER MASTER PRIMAL ROCKIN' RED
  - CRIMSON LOVERS 歌：天海春香・如月千早

- THE IDOLM@STER MILLION LIVE! Brand New Song 6巻 特別版オリジナルCD
  - CRIMSON LOVERS 歌：永吉昴・松田亜利沙

聖炎の女神
作詞：奥井雅美、作曲・編曲：IMAJO（PSYCHIC LOVER）
CDオリジナル曲。
収録作品
- アイドルマスター ミリオンライブ！ シアターデイズ - 条件を満たすと使用可能 歌：四条貴音・秋月律子／木下ひなた・菊地真

収録CD
- THE IDOLM@STER MASTER PRIMAL ROCKIN' RED
  - 聖炎の女神 歌：四条貴音・秋月律子

- THE IDOLM@STER MILLION LIVE! Blooming Clover 8巻 特別版オリジナルCD
  - 聖炎の女神 歌：天空橋朋花・所恵美

Light Year Song
作詞：BNSI（MCTC）、作曲・編曲：BNSI（Taku Inoue）
CDオリジナル曲。
収録CD
- THE IDOLM@STER MASTER PRIMAL DANCIN' BLUE
  - Light Year Song 歌：高槻やよい・菊地真・双海亜美・双海真美・我那覇響

Funny Logic
作詞・作曲・編曲：DJ'TEKINA//SOMETHING
CDオリジナル曲。
収録CD
- THE IDOLM@STER MASTER PRIMAL DANCIN' BLUE
  - Funny Logic 歌：高槻やよい・双海亜美・双海真美

ブルウ・スタア
作詞：Kyoko Fujii、作曲：Ryonosuke Hirama、編曲：tangerine.
CDオリジナル曲。
収録CD
- THE IDOLM@STER MASTER PRIMAL DANCIN' BLUE
  - ブルウ・スタア 歌：菊地真・我那覇響

虹のデスティネーション
作詞・作曲・編曲：矢野博康
CDオリジナル曲。
収録CD
- THE IDOLM@STER MASTER PRIMAL POPPIN' YELLOW
  - 虹のデスティネーション 歌：星井美希・萩原雪歩（浅倉杏美）・水瀬伊織・三浦あずさ

始めのDon't worry
作詞・作曲・編曲：田村歩美
CDオリジナル曲。
収録CD
- THE IDOLM@STER MASTER PRIMAL POPPIN' YELLOW
  - 始めのDon't worry 歌：星井美希・水瀬伊織

LEMONADE
作詞・作曲・編曲：堀込高樹
CDオリジナル曲。
収録CD
- THE IDOLM@STER MASTER PRIMAL POPPIN' YELLOW
  - LEMONADE 歌：萩原雪歩（浅倉杏美）・三浦あずさ

#### 『STELLA MASTER』収録曲
inferno SQUARING
作詞：yura Dark、作曲・編曲：藤末樹、編曲：片山将太
CDオリジナル曲。
収録CD
- THE IDOLM@STER STELLA MASTER 01 Vertex Meister
  - inferno SQUARING 歌：如月千早・萩原雪歩（浅倉杏美）

恋するTwist＆Shout
作詞・作曲・編曲：宮崎誠
CDオリジナル曲。
収録CD
- THE IDOLM@STER STELLA MASTER 02 星彩ステッパー
  - 恋するTwist＆Shout 歌：高槻やよい・秋月律子

咲きませ!!乙女塾
作詞：fumi、作曲・編曲：渡部チェル
CDオリジナル曲。
収録CD
- THE IDOLM@STER STELLA MASTER 03 そしてぼくらは旅にでる
  - 咲きませ!!乙女塾 歌：天海春香・菊地真・双海真美

#### 『MASTER ARTIST 4』収録曲
New Me, Continued
作詞：八城雄太、作曲：俊龍、編曲：Sizuk
CDオリジナル曲。
収録CD
- THE IDOLM@STER MASTER ARTIST 4 01 天海春香
  - New Me, Continued  歌：天海春香

- THE IDOLM@STER MASTER ARTIST 4 02 四条貴音
  - New Me, Continued  歌：四条貴音

- THE IDOLM@STER MASTER ARTIST 4 03 高槻やよい
  - New Me, Continued  歌：高槻やよい

- THE IDOLM@STER MASTER ARTIST 4 04 菊地真
  - New Me, Continued  歌：菊地真

- THE IDOLM@STER MASTER ARTIST 4 05 我那覇響
  - New Me, Continued  歌：我那覇響

- THE IDOLM@STER MASTER ARTIST 4 06 双海亜美
  - New Me, Continued  歌：双海亜美

- THE IDOLM@STER MASTER ARTIST 4 07 星井美希
  - New Me, Continued  歌：星井美希

- THE IDOLM@STER MASTER ARTIST 4 08 三浦あずさ
  - New Me, Continued  歌：三浦あずさ

- THE IDOLM@STER MASTER ARTIST 4 09 秋月律子
  - New Me, Continued  歌：秋月律子

- THE IDOLM@STER MASTER ARTIST 4 10 如月千早
  - New Me, Continued  歌：如月千早

- THE IDOLM@STER MASTER ARTIST 4 11 萩原雪歩
  - New Me, Continued  歌：萩原雪歩

- THE IDOLM@STER MASTER ARTIST 4 12 水瀬伊織
  - New Me, Continued  歌：水瀬伊織

- THE IDOLM@STER MASTER ARTIST 4 13 双海真美
  - New Me, Continued  歌：双海真美

- 765PRO ALLSTARS LIVE NEVER END IDOL!!!!!!!!!!!!! 会場オリジナルCD『New Me, Continued / マジで…！？』
  - New Me, Continued  歌：765PRO ALLSTARS

I'm yours
作詞・作曲・編曲：宮崎誠
天海春香の持ち歌。
収録CD
- THE IDOLM@STER MASTER ARTIST 4 01 天海春香
  - I'm yours 歌：天海春香

- THE IDOLM@STER MILLION LIVE! Blooming Clover 15巻 特別版オリジナルCD
  - I'm yours 歌：箱崎星梨花・北上麗花・松田亜利沙

明日はきっといい日になる
作詞・作曲・オリジナルアーティスト：高橋優、カバーアレンジ：坪田修平（TRYTONELABO）
天海春香のカバー曲。
収録CD
- THE IDOLM@STER MASTER ARTIST 4 01 天海春香
  - 明日はきっといい日になる 歌：天海春香

卒業写真
作詞・作曲・オリジナルアーティスト：荒井由実、カバーアレンジ：内海孝彰（TRYTONELABO）
天海春香のカバー曲。
収録CD
- THE IDOLM@STER MASTER ARTIST 4 01 天海春香
  - I'm yours 歌：天海春香

炎ノ鳥
作詞：井筒日美、作曲・編曲：渡部チェル
四条貴音の持ち歌。
収録CD
- THE IDOLM@STER MASTER ARTIST 4 02 四条貴音
  - 炎ノ鳥 歌：四条貴音

GLAMOROUS SKY
作詞：AI YAZAWA、作曲：HYDE、カバーアレンジ：TAKT（TRYTONELABO）、オリジナルアーティスト：NANA starring MIKA NAKASHIMA
四条貴音のカバー曲。
収録CD
- THE IDOLM@STER MASTER ARTIST 4 02 四条貴音
  - GLAMOROUS SKY 歌：四条貴音

焼け野が原
作詞・作曲：こっこ、カバーアレンジ：坪田修平（TRYTONELABO）、オリジナルアーティスト：Cocco
四条貴音のカバー曲。
収録CD
- THE IDOLM@STER MASTER ARTIST 4 02 四条貴音
  - 焼け野が原 歌：四条貴音

ピピカ・リリカ
作詞：烏屋茶房、作曲：篠崎あやと・烏屋茶房、編曲：篠崎あやと
高槻やよいの持ち歌。
収録CD
- THE IDOLM@STER MASTER ARTIST 4 03 高槻やよい
  - ピピカ・リリカ 歌：高槻やよい

メランコリニスタ
作詞・オリジナルアーティスト：YUKI、作曲：蔦谷好位置、カバーアレンジ：内海孝彰（TRYTONELABO）
高槻やよいのカバー曲。
収録CD
- THE IDOLM@STER MASTER ARTIST 4 03 高槻やよい
  - メランコリニスタ 歌：高槻やよい

手紙 〜愛するあなたへ〜
作詞・作曲・オリジナルアーティスト：藤田麻衣子、カバーアレンジ：坪田修平（TRYTONELABO）
高槻やよいのカバー曲。
収録CD
- THE IDOLM@STER MASTER ARTIST 4 03 高槻やよい
  - 手紙 〜愛するあなたへ〜 歌：高槻やよい

Ever Sunny
作詞：花衣（SUPA LOVE）、作曲・編曲：中村瑛彦（SUPA LOVE）
菊地真の持ち歌。
収録CD
- THE IDOLM@STER MASTER ARTIST 4 04 菊地真
  - Ever Sunny 歌：菊地真

愛のうた
作詞・オリジナルアーティスト：倖田來未、作曲：森元康介、カバーアレンジ：錦織孝宏
菊地真のカバー曲。
収録CD
- THE IDOLM@STER MASTER ARTIST 4 04 菊地真
  - 愛のうた 歌：菊地真

ロマンティック 浮かれモード
作詞・作曲：つんく、カバーアレンジ：大岩航（TRYTONELABO）、オリジナルアーティスト：藤本美貴
菊地真のカバー曲。
収録CD
- THE IDOLM@STER MASTER ARTIST 4 04 菊地真
  - ロマンティック 浮かれモード 歌：菊地真

HUG
作詞・作曲・編曲：園田健太郎
我那覇響の持ち歌。
収録CD
- THE IDOLM@STER MASTER ARTIST 4 05 我那覇響
  - HUG 歌：我那覇響

海の声
作詞：篠原誠、作曲：島袋優、カバーアレンジ：坪田修平（TRYTONELABO）、オリジナルアーティスト：浦島太郎（桐谷健太）
我那覇響のカバー曲。
収録CD
- THE IDOLM@STER MASTER ARTIST 4 05 我那覇響
  - 海の声 歌：我那覇響

ECHO
作詞・作曲：今井了介、カバーアレンジ：TAKT（TRYTONELABO）、オリジナルアーティスト：Little Glee Monster
我那覇響のカバー曲。
収録CD
- THE IDOLM@STER MASTER ARTIST 4 05 我那覇響
  - ECHO 歌：我那覇響

ポジティブシンカー！
作詞：澤田空海理、作曲・編曲：網本ナオノブ
双海亜美の持ち歌。
収録CD
- THE IDOLM@STER MASTER ARTIST 4 06 双海亜美
  - ポジティブシンカー！ 歌：双海亜美

DIVE TO WORLD
作詞：MEEKO、作曲：83、カバーアレンジ：大岩航（TRYTONELABO）、オリジナルアーティスト：CHERRYBLOSSOM
双海亜美のカバー曲。
収録CD
- THE IDOLM@STER MASTER ARTIST 4 06 双海亜美
  - DIVE TO WORLD 歌：双海亜美

MONSTER DANCE
作詞・作曲：首藤義勝、カバーアレンジ：坪田修平（TRYTONELABO）、オリジナルアーティスト：KEYTALK
双海亜美のカバー曲。
収録CD
- THE IDOLM@STER MASTER ARTIST 4 06 双海亜美
  - MONSTER DANCE 歌：双海亜美

アプデ
作詞・作曲・編曲：三浦誠司
星井美希の持ち歌。
収録CD
- THE IDOLM@STER MASTER ARTIST 4 07 星井美希
  - アプデ 歌：星井美希

イジワルしないで 抱きしめてよ
作詞・作曲：つんく、カバーアレンジ：大岩航（TRYTONELABO）、オリジナルアーティスト：Juice=Juice
星井美希のカバー曲。
収録CD
- THE IDOLM@STER MASTER ARTIST 4 07 星井美希
  - イジワルしないで 抱きしめてよ 歌：星井美希

部屋とYシャツと私
作詞・作曲・オリジナルアーティスト：平松愛理、カバーアレンジ：坪田修平（TRYTONELABO）
星井美希のカバー曲。
収録CD
- THE IDOLM@STER MASTER ARTIST 4 07 星井美希
  - 部屋とYシャツと私 歌：星井美希

VELVET QUIET
作詞・作曲・編曲：BNSI（ミフメイ）
三浦あずさの持ち歌。
収録CD
- THE IDOLM@STER MASTER ARTIST 4 08 三浦あずさ
  - VELVET QUIET 歌：三浦あずさ

人生は夢だらけ
作詞・作曲・オリジナルアーティスト：椎名林檎、カバーアレンジ：坪田修平（TRYTONELABO）
三浦あずさのカバー曲。
収録CD
- THE IDOLM@STER MASTER ARTIST 4 08 三浦あずさ
  - 人生は夢だらけ 歌：三浦あずさ

糸
作詞・作曲・オリジナルアーティスト：中島みゆき、カバーアレンジ：TAKT（TRYTONELABO）
三浦あずさのカバー曲。
収録CD
- THE IDOLM@STER MASTER ARTIST 4 08 三浦あずさ
  - 糸 歌：三浦あずさ

灯
作詞：Mitsu（TRYTONELABO）、作曲・編曲：滝澤俊輔（TRYTONELABO）
秋月律子の持ち歌。
収録CD
- THE IDOLM@STER MASTER ARTIST 4 09 秋月律子
  - 灯 歌：秋月律子

POP STAR
作詞・作曲・オリジナルアーティスト：平井堅、カバーアレンジ：大岩航（TRYTONELABO）
秋月律子のカバー曲。
収録CD
- THE IDOLM@STER MASTER ARTIST 4 09 秋月律子
  - POP STAR 歌：秋月律子

My Sweet Darlin'
作詞・作曲・オリジナルアーティスト：矢井田瞳、カバーアレンジ：内海孝彰（TRYTONELABO）
秋月律子のカバー曲。
収録CD
- THE IDOLM@STER MASTER ARTIST 4 09 秋月律子
  - My Sweet Darlin' 歌：秋月律子

Coming Smile
作詞：森由里子、作曲：哥丸雄貴、編曲：yamazo
如月千早の持ち歌。
収録作品
- GAME VERSION
  - アイドルマスター ミリオンライブ！ シアターデイズ - 条件を満たすと使用可能

収録CD
- THE IDOLM@STER MASTER ARTIST 4 10 如月千早
  - Coming Smile 歌：如月千早

歌う人
作詞・作曲・オリジナルアーティスト：KOKIA、カバーアレンジ：坪田修平（TRYTONELABO）
如月千早のカバー曲。
収録CD
- THE IDOLM@STER MASTER ARTIST 4 10 如月千早
  - 歌う人 歌：如月千早

ハロー
作詞・作曲：松本俊、カバーアレンジ：大岩航（TRYTONELABO）、オリジナルアーティスト：AJISAI
如月千早のカバー曲。
収録CD
- THE IDOLM@STER MASTER ARTIST 4 10 如月千早
  - ハロー 歌：如月千早

芽吹の季
作詞・作曲・編曲：山本真央樹
萩原雪歩の持ち歌。
収録CD
- THE IDOLM@STER MASTER ARTIST 4 11 萩原雪歩
  - 芽吹の季 歌：萩原雪歩

- THE IDOLM@STER MILLION LIVE! Blooming Clover 15巻 特別版オリジナルCD
  - 芽吹の季 歌：高坂海美・篠宮可憐

SPIRIT
作詞：水原由貴、作曲：小澤正澄、カバーアレンジ：TAKT（TRYTONELABO）、オリジナルアーティスト：PAMELAH
萩原雪歩のカバー曲。
収録CD
- THE IDOLM@STER MASTER ARTIST 4 11 萩原雪歩
  - SPIRIT 歌：萩原雪歩

桜見丘
作詞：野見山睦未・鈴木祥子、作曲：野見山睦未・永嶋圭司、カバーアレンジ：坪田修平（TRYTONELABO）、オリジナルアーティスト：Local Bus
萩原雪歩のカバー曲。
収録CD
- THE IDOLM@STER MASTER ARTIST 4 11 萩原雪歩
  - 桜見丘 歌：萩原雪歩

ソナー
作詞・作曲・編曲：BNSI（岡田祥）
水瀬伊織の持ち歌。
収録CD
- THE IDOLM@STER MASTER ARTIST 4 12 水瀬伊織
  - ソナー 歌：水瀬伊織

やさしい気持ち
作詞・作曲・オリジナルアーティスト：Chara、カバーアレンジ：TAKT（TRYTONELABO）
水瀬伊織のカバー曲。
収録CD
- THE IDOLM@STER MASTER ARTIST 4 12 水瀬伊織
  - やさしい気持ち 歌：水瀬伊織

あたしを彼女にしたいなら
作詞・作曲・オリジナルアーティスト：コレサワ、カバーアレンジ：坪田修平（TRYTONELABO）
水瀬伊織のカバー曲。
収録CD
- THE IDOLM@STER MASTER ARTIST 4 12 水瀬伊織
  - あたしを彼女にしたいなら 歌：水瀬伊織

セクシータイフーン
作詞：磯谷佳江、作曲：BNSI（工藤祐介）、編曲：玉木千尋
双海真美の持ち歌。
収録CD
- THE IDOLM@STER MASTER ARTIST 4 13 双海真美
  - セクシータイフーン 歌：双海真美

新宝島
作詞・作曲：山口一郎、カバーアレンジ：坪田修平（TRYTONELABO）、オリジナルアーティスト：サカナクション
双海真美のカバー曲。
収録CD
- THE IDOLM@STER MASTER ARTIST 4 13 双海真美
  - 新宝島 歌：双海真美

女々しくて
作詞・作曲：鬼龍院翔、カバーアレンジ：TAKT（TRYTONELABO）、オリジナルアーティスト：ゴールデンボンバー
双海真美のカバー曲。
収録CD
- THE IDOLM@STER MASTER ARTIST 4 13 双海真美
  - 女々しくて 歌：双海真美

### その他のCD

#### 『Gratitude 〜グラッティテュード・感謝〜』収録曲
オリビアを聴きながら
作詞：尾崎亜美、作曲：尾崎亜美、カバーアレンジ：杉山・スギヤマ・圭一、オリジナルアーティスト：杏里
如月千早のカバー曲。
収録CD
- Gratitude 〜グラッティテュード・感謝〜
  - オリビアを聴きながら 歌：如月千早

空へ…
作詞：佐藤ありす、作曲：岩崎琢、カバーアレンジ：杉山・スギヤマ・圭一、オリジナルアーティスト：笠原弘子
如月千早のカバー曲。
収録CD
- Gratitude 〜グラッティテュード・感謝〜
  - 空へ… 歌：如月千早

Jupiter
作詞：吉元由美、作曲：G.Holst、カバーアレンジ：杉山・スギヤマ・圭一、オリジナルアーティスト：平原綾香
如月千早のカバー曲。
収録CD
- Gratitude 〜グラッティテュード・感謝〜
  - Jupiter 歌：如月千早

#### 『Catch me☆Get you! 〜BANPRESTO NO UTA〜』収録曲
Catch me☆Get you! 〜バンプレストのうた〜
作詞・作曲：バンプレスト、編曲：NBGI（Jesahm）
「一番くじ アイドルマスター PART2」A賞の景品。
収録CD
- THE IDOLM@STER Catch me☆Get you! 〜BANPRESTO NO UTA〜
  - Catch me☆Get you! 〜バンプレストのうた〜 歌：菊地真・我那覇響・四条貴音
  - おみくじドラマ（4） 歌：我那覇響
  - おみくじドラマ（8） 歌：菊地真
  - おみくじドラマ（12） 歌：四条貴音

#### 『ミュージックディスクコレクション』 収録曲
シーズン・イン・ザ・サン
作詞：阿蘭知子、作曲：織田哲朗、カバーアレンジ：滝澤俊輔（TRYTONELABO）、オリジナルアーティスト：TUBE
菊地真のカバー曲。
収録CD
- MAKOTO & HIBIKI COVER -SUMMER SONGS-
  - シーズン・イン・ザ・サン 歌：菊地真

少年時代
作詞・作曲・オリジナルアーティスト：井上陽水、カバーアレンジ：滝澤俊輔（TRYTONELABO）
我那覇響のカバー曲。
『THE IDOLM@STER RADIO』のコーナー「歌姫楽園」でのカバーもされている。
収録CD
- THE IDOLM@STER RADIO TOP×TOP!
  - 少年時代 歌：たかはし智秋・今井麻美

- MAKOTO & HIBIKI COVER -SUMMER SONGS-
  - 少年時代 歌：我那覇響

How do you do?
作詞・オリジナルアーティスト：SAYAKA、作曲：Shine、カバーアレンジ：三浦誠司
萩原雪歩のカバー曲。
収録CD
- YAYOI & YUKIHO COVER -SUMMER SONGS-
  - How do you do? 歌：萩原雪歩（浅倉杏美）

夏祭り
作詞・作曲：破矢ジンタ、カバーアレンジ：滝澤俊輔（TRYTONELABO）、オリジナルアーティスト：JITTERIN'JINN
高槻やよいのカバー曲。
『THE IDOLM@STER RADIO』のコーナー「歌姫楽園」でのカバーもされている。
収録CD
- THE IDOLM@STER STATION!!! Nouvelle Vague
  - 夏祭り 歌：浅倉杏美

- YAYOI & YUKIHO COVER -SUMMER SONGS-
  - 夏祭り 歌：高槻やよい

サイレント・イヴ
作詞・作曲・オリジナルアーティスト：辛島美登里
如月千早のカバー曲。
収録CD
- HARUKA & CHIHAYA COVER -WINTER SONGS-
  - サイレント・イヴ 歌：如月千早

クリスマス・イブ
作詞・作曲・オリジナルアーティスト：山下達郎
天海春香のカバー曲。
収録CD
- HARUKA & CHIHAYA COVER -WINTER SONGS-
  - クリスマス・イブ 歌：天海春香

雪國
作詞・作曲・オリジナルアーティスト：吉幾三
双海亜美 / 真美のカバー曲。
収録CD
- AMI / MAMI & AZUSA COVER -WINTER SONGS-
  - 雪國 歌：双海亜美 / 真美

Everything
作詞・オリジナルアーティスト：MISIA、作曲：松本俊明
三浦あずさのカバー曲。
収録CD
- AMI/MAMI & AZUSA COVER -WINTER SONGS-
  - Everything 歌：三浦あずさ

春よ、来い
作詞・作曲・オリジナルアーティスト：松任谷由実
四条貴音のカバー曲。
収録CD
- MIKI & TAKANE COVER -SPRING SONGS-
  - 春よ、来い 歌：四条貴音

手紙 〜拝啓 十五の君へ〜
作詞・作曲・オリジナルアーティスト：アンジェラ・アキ
星井美希のカバー曲。
収録CD
- MIKI & TAKANE COVER -SPRING SONGS-
  - 手紙 〜拝啓 十五の君へ〜 歌：星井美希

卒業
作詞：秋元康、作曲：林哲司、オリジナルアーティスト：菊池桃子
水瀬伊織のカバー曲。
収録CD
- IORI & RITSUKO COVER -SPRING SONGS-
  - 卒業 歌：水瀬伊織

NEW LIFE
作詞・作曲・オリジナルアーティスト：GReeeeN
秋月律子のカバー曲。
収録CD
- IORI & RITSUKO COVER -SPRING SONGS-
  - NEW LIFE 歌：秋月律子

### コミックス特典のCD

#### 『アイドルマスター ブレイク!』の特典CD
ムーンライト伝説
作詞：小田佳奈子、作曲：小諸鉄矢、オリジナルアーティスト：DALI
天海春香のカバー曲。
収録CD
- アイドルマスターブレイク! 第2巻 限定版特製CD
  - ムーンライト伝説 歌：天海春香

ハッピー☆マテリアル
作詞：うらん、作曲：大川茂伸、オリジナルアーティスト：麻帆良学園中等部2-A
我那覇響のカバー曲。
収録CD
- アイドルマスターブレイク! 第2巻 限定版特製CD
  - ハッピー☆マテリアル 歌：我那覇響

キューティーハニー
作詞：クロード・Q、作曲：渡辺岳夫、オリジナルアーティスト：前川陽子
四条貴音のカバー曲。
収録CD
- アイドルマスターブレイク! 第2巻 限定版特製CD
  - キューティーハニー 歌：四条貴音

rise
作詞：Tim Jensen・Origa、作曲：菅野よう子、オリジナルアーティスト：Origa
如月千早のカバー曲。
収録CD
- アイドルマスターブレイク! 第2巻 限定版特製CD
  - rise 歌：如月千早

staple stable
作詞：meg rock、作曲：神前暁、オリジナルアーティスト：戦場ヶ原ひたぎ（斎藤千和）
四条貴音のカバー曲。
収録CD
- アイドルマスターブレイク! 第3巻 限定版特製CD
  - staple stable 歌：四条貴音

帰り道
作詞：meg rock、作曲：神前暁、オリジナルアーティスト：八九寺真宵（加藤英美里）
高槻やよいのカバー曲。
収録CD
- アイドルマスターブレイク! 第3巻 限定版特製CD
  - 帰り道 歌：高槻やよい

ambivalent world
作詞：meg rock、作曲：神前暁、オリジナルアーティスト：神原駿河（沢城みゆき）
我那覇響のカバー曲。
収録CD
- アイドルマスターブレイク! 第3巻 限定版特製CD
  - ambivalent world 歌：我那覇響

恋愛サーキュレーション
作詞：meg rock、作曲：神前暁、オリジナルアーティスト：千石撫子（花澤香菜）
水瀬伊織のカバー曲。後に白菊ほたるも同曲をカバーしている。
収録CD
- アイドルマスターブレイク! 第3巻 限定版特製CD
  - 恋愛サーキュレーション 歌：水瀬伊織

sugar sweet nightmare
作詞：meg rock、作曲：神前暁、オリジナルアーティスト：羽川翼（堀江由衣）
星井美希のカバー曲。
収録CD
- アイドルマスターブレイク! 第3巻 限定版特製CD
  - sugar sweet nightmare 歌：星井美希

#### 『THE IDOLM@STER』の特典CD
ゆりゆららららゆるゆり大事件
作詞：三弥、作曲：イイジマケン、オリジナルアーティスト：七森中☆ごらく部
天海春香・星井美希・如月千早・高槻やよいのカバー曲。
収録CD
- THE IDOLM@STER 第1巻 特装版付録CD
  - ゆりゆららららゆるゆり大事件 歌：天海春香・星井美希・如月千早・高槻やよい

マイペースでいきましょう
作詞：Funta3、作曲：Funta7、オリジナルアーティスト：七森中☆ごらく部
水瀬伊織・我那覇響・秋月律子・双海亜美 / 真美のカバー曲。
収録CD
- THE IDOLM@STER 第1巻 特装版付録CD
  - マイペースでいきましょう 歌：水瀬伊織・我那覇響・秋月律子・双海亜美 / 真美

motto☆派手にね!
作詞：辛矢凡（山本寛）、作曲：神前暁、オリジナルアーティスト：戸松遥
四条貴音・三浦あずさのカバー曲。
収録CD
- THE IDOLM@STER 第1巻 特装版付録CD
  - motto☆派手にね! 歌：四条貴音・三浦あずさ

純♥愛・ジェネレーション
作詞：武梨えり、作曲：神前暁、オリジナルアーティスト：木村貴子（早水リサ）
菊地真のカバー曲。
収録CD
- THE IDOLM@STER 第1巻 特装版付録CD
  - 純♥愛・ジェネレーション 歌：菊地真

イチバンボシ
作詞：山本寛、作曲：神前暁、オリジナルアーティスト：青葉つぐみ（沢城みゆき）
萩原雪歩のカバー曲。
収録CD
- THE IDOLM@STER 第1巻 特装版付録CD
  - イチバンボシ 歌：萩原雪歩（浅倉杏美）

#### 『朝焼けは黄金色』の特典CD
翼
作詞：yura、作曲・編曲：神前暁（MONACA）
収録CD
- 朝焼けは黄金色 THE IDOLM@STER 第5巻 特装版付録CD
  - 翼 歌：音無小鳥

想い出は永遠に
作詞：森由里子、作曲・編曲：高田龍一（MONACA）
収録CD
- 朝焼けは黄金色 THE IDOLM@STER 第5巻 特装版付録CD
  - 想い出は永遠に 歌：音無小鳥

## アニメ関連楽曲

### 『アイドルマスター XENOGLOSSIA』関連楽曲
微熱S.O.S!!
作詞：畑亜貴、作曲：黒須克彦、編曲：大久保薫
『アイドルマスター XENOGLOSSIA』前期オープニングテーマ。
『熱唱! サンライズ巨大ロボットアニメソング無敵』で天海春香（井口裕香）にカバーされる。
収録CD
- 微熱S.O.S!!
  - 微熱S.O.S!! 歌：橋本みゆき

- アイドルマスター XENOGLOSSIA オリジナルサウンドトラック vol.1 IMBER
  - 微熱S.O.S!!（TV size ver.） 歌：橋本みゆき

- アイドルマスター XENOGLOSSIA キャラクターアルバム vol.1 『熱唱! サンライズ巨大ロボットアニメソング無敵』
  - 微熱S.O.S!! 〜TV size〜 歌：天海春香（井口裕香）

- アイドルマスター XENOGLOSSIA BEST COLLECTION
  - 微熱S.O.S!! 歌：橋本みゆき
  - 微熱S.O.S!! 〜春香ver.〜 歌：天海春香（井口裕香）

悠久の旅人〜Dear Boy
作詞：こだまさおり、作曲・編曲：前澤寛之
『アイドルマスター XENOGLOSSIA』エンディングテーマ。
『熱唱! サンライズ巨大ロボットアニメソング嵐』で天海春香（井口裕香）にカバーされる。
収録CD
- 悠久の旅人〜Dear boy
  - 悠久の旅人〜Dear boy 歌：Snow*

- アイドルマスター XENOGLOSSIA オリジナルサウンドトラック vol.2 NUBILUM
  - 悠久の旅人〜Dear boy（TV ver.） 歌：Snow*

- アイドルマスター XENOGLOSSIA キャラクターアルバム vol.2 『熱唱! サンライズ巨大ロボットアニメソング嵐』
  - 悠久の旅人〜Dear boy 〜TV size〜 歌：天海春香（井口裕香）

- アイドルマスター XENOGLOSSIA BEST COLLECTION
  - 悠久の旅人〜Dear boy 歌：Snow*
  - 悠久の旅人〜Dear boy 〜春香ver.〜 歌：天海春香（井口裕香）
  - 悠久の旅人〜Dear boy（イントロ違い） 歌：Snow*

LIVE for LOVE!
作詞：畑亜貴、作曲・編曲：黒須克彦
『アイドルマスター XENOGLOSSIA』5話挿入歌。
収録CD
- 春香とやよいの弥生式ラジオ 恋だもん〜初級編〜
  - LIVE for LOVE! 歌：天海春香（井口裕香）

- アイドルマスター XENOGLOSSIA BEST COLLECTION
  - LIVE for LOVE! 歌：天海春香（井口裕香）

ムーンライト・ラビリンス
作詞：畑亜貴、作曲：黒須克彦、編曲：虹音
『アイドルマスター XENOGLOSSIA』13話挿入歌。
収録CD
- 微熱S.O.S!!
  - ムーンライト・ラビリンス 歌：橋本みゆき

- アイドルマスター XENOGLOSSIA BEST COLLECTION
  - ムーンライト・ラビリンス 歌：橋本みゆき

残酷よ希望となれ
作詞：畑亜貴、作曲・編曲：虹音
『アイドルマスター XENOGLOSSIA』後期オープニングテーマ。
収録CD
- 残酷よ希望となれ
  - 残酷よ希望となれ 歌：結城アイラ

- アイドルマスター XENOGLOSSIA BEST COLLECTION
  - 残酷よ希望となれ 歌：結城アイラ

夏空のブローチ
作詞・作曲：rino、編曲：虹音
『アイドルマスター XENOGLOSSIA』16話挿入歌。
収録CD
- アイドルマスター XENOGLOSSIA BEST COLLECTION
  - 夏空のブローチ 歌：天海春香（井口裕香）

Searching
作詞：大竹佑季、作曲：村山☆潤 、編曲：Snow*
「悠久の旅人〜Dear boy」カップリング曲。
収録CD
- 悠久の旅人〜Dear boy
  - Searching 歌：Snow*

- アイドルマスター XENOGLOSSIA BEST COLLECTION
  - Searching 歌：Snow*

記憶の鎖
作詞：畑亜貴、作曲・編曲：虹音
「残酷よ希望となれ」カップリング曲。
収録CD
- 残酷よ希望となれ
  - 記憶の鎖 歌：結城アイラ

- アイドルマスター XENOGLOSSIA BEST COLLECTION
  - 記憶の鎖 歌：結城アイラ

ドリーム・シフト
作詞：篠原仁志、作曲：和泉一弥、編曲：山口俊樹、オリジナル：SILK
天海春香（井口裕香）のカバー曲。
収録CD
- アイドルマスター XENOGLOSSIA キャラクターアルバム vol.1 『熱唱! サンライズ巨大ロボットアニメソング無敵』
  - ドリーム・シフト 歌：天海春香（井口裕香）

炎のさだめ
作詞；高橋良輔、作曲：乾裕樹、編曲：前澤寛之、オリジナルアーティスト：TETSU
菊地真（喜多村英梨）のカバー曲。
収録CD
- アイドルマスター XENOGLOSSIA キャラクターアルバム vol.1 『熱唱! サンライズ巨大ロボットアニメソング無敵』
  - 炎のさだめ 歌：菊地真（喜多村英梨）

Shining☆Days
作詞・オリジナルアーティスト：栗林みな実、作曲・編曲：飯塚昌明
秋月律子（中原麻衣）のカバー曲。
収録CD
- アイドルマスター XENOGLOSSIA キャラクターアルバム vol.1 『熱唱! サンライズ巨大ロボットアニメソング無敵』
  - Shining☆Days 歌：秋月律子（中原麻衣）

風の未来へ
作詞：山田ひろし、作曲：井上徳雄、編曲：岡ナオキ、オリジナルアーティスト：佐藤有香
双海亜美（名塚佳織）のカバー曲。
収録CD
- アイドルマスター XENOGLOSSIA キャラクターアルバム vol.1 『熱唱! サンライズ巨大ロボットアニメソング無敵』
  - 風の未来へ 歌：双海亜美（名塚佳織）

ダンバインとぶ
作詞：井萩麒、作曲：網倉一也、オリジナルアーティスト：MIO
如月千早（清水香里）のカバー曲。
収録CD
- アイドルマスター XENOGLOSSIA キャラクターアルバム vol.1 『熱唱! サンライズ巨大ロボットアニメソング無敵』
  - ダンバインとぶ 歌：如月千早（清水香里）

アイアンリーガー〜限りなき使命〜
作詞：白井覚、作曲：由比正雪、編曲：前澤寛之、オリジナルアーティスト：谷本憲彦
水瀬伊織（田村ゆかり）のカバー曲。
収録CD
- アイドルマスター XENOGLOSSIA キャラクターアルバム vol.2 『熱唱! サンライズ巨大ロボットアニメソング嵐』
  - アイアンリーガー〜限りなき使命〜 歌：水瀬伊織（田村ゆかり）

Dream☆Wing
作詞・作曲・オリジナルアーティスト：栗林みな実、編曲：飯塚昌明
高槻やよい（小清水亜美）のカバー曲。
収録CD
- アイドルマスター XENOGLOSSIA キャラクターアルバム vol.2 『熱唱! サンライズ巨大ロボットアニメソング嵐』
  - Dream☆Wing 歌：高槻やよい（小清水亜美）

メロスのように-LONELY WAY-
作詞：秋元康、作曲：中崎英也、編曲：上野義雄、オリジナルアーティスト：AIRMAIL from NAGASAKI
萩原雪歩（堀江由衣）のカバー曲。
収録CD
- アイドルマスター XENOGLOSSIA キャラクターアルバム vol.2 『熱唱! サンライズ巨大ロボットアニメソング嵐』
  - メロスのように-LONELY WAY- 歌：萩原雪歩（堀江由衣）

疾風ザブングル
作詞：井荻麟、作曲：馬飼野康二、編曲：上野義雄、オリジナルアーティスト：串田アキラ
双海真美（斎藤桃子）のカバー曲。
収録CD
- アイドルマスター XENOGLOSSIA キャラクターアルバム vol.2 『熱唱! サンライズ巨大ロボットアニメソング嵐』
  - 疾風ザブングル 歌：双海真美（斎藤桃子）

エルガイム-Time for L.GAIM-
作詞：売野雅勇、作曲：筒美京平、編曲：上野義雄、オリジナルアーティスト：MIO
三浦あずさ（櫻井智）のカバー曲。
収録CD
- アイドルマスター XENOGLOSSIA キャラクターアルバム vol.2 『熱唱! サンライズ巨大ロボットアニメソング嵐』
  - エルガイム-Time for L.GAIM- 歌：三浦あずさ（櫻井智）

### 『THE IDOLM@STER（アニメ）』関連楽曲
READY!!
作詞：yura、作曲・編曲：神前暁、Rearrange Mix：マルヤマテツオ
『THE IDOLM@STER（アニメ）』の前期オープニングテーマ。
『THE IDOLM@STER 2（PS3版）』で初期収録曲となる。
ゲームではボーカルイメージが上昇する。
アニメ25話では「READY!!」と「CHANGE!!!!」と組み合わせた「READY!! & CHANGE!!!! SPECIAL EDITION」が使用されている。
収録作品
- THE IDOLM@STER 2（PS3版） - 初期収録曲
- THE IDOLM@STER SHINY FESTA - 初期収録曲 歌：765PRO ALLSTARS
- THE IDOLM@STER SHINY TV - DLC（ミニアルバム02）で配信 歌：765PRO ALLSTARS
- アイドルマスター ワンフォーオール - ゲーム中の条件を満たすことで使用可能
- アイドルマスター マストソングス 青盤
- アイドルマスター プラチナスターズ - 初期状態から使用可能
- アイドルマスター ミリオンライブ！ シアターデイズ - 条件を満たすと使用可能 歌：765PRO ALLSTARS※ユニットに選択したキャラクターのみ歌唱。
- アイドルマスター ポップリンクス - 初期状態から使用可能
- アイドルマスター スターリットシーズン - 初期状態から使用可能 歌：765PRO ALLSTARS・白瀬咲耶・小宮果穂・杜野凛世・大崎甘奈・大崎甜花

収録CD
- M@STER VERSION
  - THE IDOLM@STER ANIM@TION MASTER 01
    - READY!!（M@STER VERSION） 歌：765PRO ALLSTARS

  - THE IDOLM@STER ANIM@TION MASTER READY!! ソロ・リミックス
    - READY!!（M@STER VERSION） 歌：天海春香
    - READY!!（M@STER VERSION） 歌：星井美希
    - READY!!（M@STER VERSION） 歌：如月千早
    - READY!!（M@STER VERSION） 歌：高槻やよい
    - READY!!（M@STER VERSION） 歌：萩原雪歩（浅倉杏美）
    - READY!!（M@STER VERSION） 歌：菊地真
    - READY!!（M@STER VERSION） 歌：双海亜美 / 真美
    - READY!!（M@STER VERSION） 歌：水瀬伊織
    - READY!!（M@STER VERSION） 歌：三浦あずさ
    - READY!!（M@STER VERSION） 歌：秋月律子
    - READY!!（M@STER VERSION） 歌：四条貴音
    - READY!!（M@STER VERSION） 歌：我那覇響

  - THE IDOLM@STER 765PRO ALLSTARS+ GRE@TEST BEST! -THE IDOLM@STER HISTORY-
    - READY!!（M@STER VERSION） 歌：765PRO ALLSTARS

  - THE IDOLM@STER STARLIT SEASON 02
    - READY!!（M@STER VERSION） 歌：765PRO ALLSTARS・白瀬咲耶・小宮果穂・杜野凛世・大崎甘奈・大崎甜花

  - THE IDOLM@STER STARLIT SEASON 03
    - READY!!（M@STER VERSION） 歌：春日未来・最上静香・伊吹翼

  - THE IDOLM@STER STARLIT SEASON 04
    - READY!!（M@STER VERSION） 歌：神崎蘭子・城ヶ崎美嘉・双葉杏

  - THE IDOLM@STER MILLION ANIMATION THE@TER START THE DREAM
    - READY!!（M@STER VERSION） 歌：MILLIONSTARS Team8th

- Rearrange Mix
  - THE IDOLM@STER PERFECT IDOL 04
    - READY!! -BOSSA NOVA Rearrange Mix- 歌：水瀬伊織

- TV SIZE
  - THE IDOLM@STER レンタル限定シングル
    - READY!!（TV SIZE） 歌：765PRO ALLSTARS

  - THE IDOLM@STER ANIM@TION MASTER 02
    - READY!!（TV SIZE） 歌：765PRO ALLSTARS

- READY!! & CHANGE!!!! SPECIAL EDITION
  - THE IDOLM@STER ANIM@TION MASTER 07
    - READY!! & CHANGE!!!! SPECIAL EDITION 歌：765PRO ALLSTARS

- Anime ver.
  - THE IDOLM@STER MILLION ANIMATION THE@TER START THE DREAM
    - READY!!（Anime ver.） 歌：MILLIONSTARS Team8th

神SUMMER!!
作詞：yura、作曲・編曲：田中秀和
『THE IDOLM@STER（アニメ）』の5話挿入歌。
『2』でDLC楽曲として配信される。
ゲームではダンスイメージが上昇する。
収録作品
- THE IDOLM@STER 2（Xbox 360版） - DLC（カタログ創刊号）で配信
- THE IDOLM@STER 2（PS3版） - DLC（カタログ9号）で配信
- THE IDOLM@STER SHINY FESTA - 初期収録曲（ハニーサウンド） 歌：如月千早・三浦あずさ・秋月律子
- THE IDOLM@STER SHINY TV - DLC（ミニアルバム05）で配信 歌：如月千早・三浦あずさ・秋月律子
- アイドルマスター ワンフォーオール - DLC（カタログ3号）で配信
- アイドルマスター ポップリンクス - アップデートで追加

収録CD
- THE IDOLM@STER ANIM@TION MASTER 02
  - 神SUMMER!! 歌：天海春香・高槻やよい・双海亜美 / 真美・萩原雪歩（浅倉杏美）・水瀬伊織・四条貴音

- THE IDOLM@STER ANIM@TION MASTER 生っすかSPECIAL CURTAIN CALL
  - 神SUMMER!! 歌：双海真美

- THE IDOLM@STER 765PRO ALLSTARS+ GRE@TEST BEST! -SWEET&SMILE!-
  - 神SUMMER!! 歌：天海春香・高槻やよい・双海亜美 / 真美・萩原雪歩（浅倉杏美）・水瀬伊織・四条貴音

- THE IDOLM@STER MILLION LIVE! Blooming Clover 3巻 特別版オリジナルCD
  - 神SUMMER!! 歌：佐竹美奈子・横山奈緒

MOONY
作詞：yura、作曲・編曲：Funta7
『THE IDOLM@STER（アニメ）』の5話エンディングテーマ。
収録CD
- フルバージョン
  - THE IDOLM@STER ANIM@TION MASTER 02
    - MOONY 歌：如月千早・三浦あずさ・菊地真・星井美希・我那覇響・秋月律子

  - THE IDOLM@STER ANIM@TION MASTER 生っすかSPECIAL CURTAIN CALL
    - MOONY 歌：秋月律子

  - THE IDOLM@STER 765PRO ALLSTARS+ GRE@TEST BEST! －LOVE&PEACE－
    - MOONY 歌：星井美希・如月千早・菊地真・三浦あずさ・我那覇響・秋月律子

- クラブリミックス
  - The Remixes Collection THE IDOLM@STER TO D@NCE TO !! Vol.2
    - MOONY -DJ'TEKINA//SOMETHING a.k.a ゆよゆっぺ Remix-

晴れ色
作詞：伊那村さちこ、作曲：小西裕子、編曲：佐藤ノリチカ
『THE IDOLM@STER（アニメ）』の8話挿入歌。
収録CD
- THE IDOLM@STER ANIM@TION MASTER 03
  - 晴れ色 歌：三浦あずさ

ハニカミ! ファーストバイト
作詞：後藤裕之、作曲・編曲：NBGI（中川浩二）、編曲：NBGI（増渕裕二）
『THE IDOLM@STER（アニメ）』の8話エンディングテーマ。
収録CD
- フルバージョン
  - THE IDOLM@STER ANIM@TION MASTER 03
    - ハニカミ! ファーストバイト 歌：竜宮小町

  - THE IDOLM@STER MASTER ARTIST 3 11 三浦あずさ
    - ハニカミ! ファーストバイト 歌：三浦あずさ

- クラブリミックス
  - The Remixes Collection THE IDOLM@STER TO D@NCE TO !! Vol.3
    - ハニカミ！ファーストバイト -ESTi Remix-

CHANGE!!!!
作詞：yura、作曲・編曲：NBGI（内田哲也）、編曲：橋本由香利
『THE IDOLM@STER（アニメ）』の後期オープニングテーマ。
『2』でDLC楽曲として配信される。
ゲームではダンスイメージが上昇する。
アニメ25話では「READY!!」と「CHANGE!!!!」と組み合わせた「READY!! & CHANGE!!!! SPECIAL EDITION」が使用されている。
収録作品
- THE IDOLM@STER 2（Xbox 360版） - DLC（カタログ12号）で配信
- THE IDOLM@STER 2（PS3版） - DLC（カタログ4号）で配信
- THE IDOLM@STER SHINY FESTA - 初期収録曲 歌：765PRO ALLSTARS
- THE IDOLM@STER SHINY TV - DLC（ミニアルバム03）で配信 歌：765PRO ALLSTARS
- アイドルマスター ワンフォーオール - ゲーム中の条件を満たすことで使用可能
- アイドルマスター マストソングス 青盤
- アイドルマスター プラチナスターズ - 初期状態から使用可能
- アイドルマスター ポップリンクス - アップデートで追加
- アイドルマスター ミリオンライブ！ シアターデイズ - 条件を満たすと使用可能 歌：765PRO ALLSTARS／秋月律子・双海真美

収録CD
- M@STER VERSION
  - THE IDOLM@STER ANIM@TION MASTER 04
    - CHANGE!!!!（M@STER VERSION） 歌：765PRO ALLSTARS

  - THE IDOLM@STER ANIM@TION MASTER CHANGE!!!! ソロ・リミックス
    - CHANGE!!!!（M@STER VERSION） 歌：天海春香
    - CHANGE!!!!（M@STER VERSION） 歌：星井美希
    - CHANGE!!!!（M@STER VERSION） 歌：如月千早
    - CHANGE!!!!（M@STER VERSION） 歌：高槻やよい
    - CHANGE!!!!（M@STER VERSION） 歌：萩原雪歩（浅倉杏美）
    - CHANGE!!!!（M@STER VERSION） 歌：菊地真
    - CHANGE!!!!（M@STER VERSION） 歌：双海亜美 / 真美
    - CHANGE!!!!（M@STER VERSION） 歌：水瀬伊織
    - CHANGE!!!!（M@STER VERSION） 歌：三浦あずさ
    - CHANGE!!!!（M@STER VERSION） 歌：秋月律子
    - CHANGE!!!!（M@STER VERSION） 歌：四条貴音
    - CHANGE!!!!（M@STER VERSION） 歌：我那覇響

  - THE IDOLM@STER 765PRO ALLSTARS+ GRE@TEST BEST! －THE IDOLM@STER HISTORY－
    - CHANGE!!!!（M@STER VERSION） 歌：765PRO ALLSTARS

- TV SIZE
  - THE IDOLM@STER ANIM@TION MASTER 06
    - CHANGE!!!! 歌：765PRO ALLSTARS

- READY!! & CHANGE!!!! SPECIAL EDITION
  - THE IDOLM@STER ANIM@TION MASTER 07
    - READY!! & CHANGE!!!! SPECIAL EDITION 歌：765PRO ALLSTARS

マリオネットの心
作詞：mft、作曲：橋本由香利、編曲：宮崎誠
『THE IDOLM@STER（アニメ）』の13話挿入歌。
『2』でDLC楽曲として配信される。
ゲームではダンスイメージが上昇する。
収録作品
- THE IDOLM@STER 2（Xbox 360版） - DLC（カタログ11号）で配信
- THE IDOLM@STER 2（PS3版） - DLC（カタログ3号）で配信
- THE IDOLM@STER SHINY FESTA - 初期収録曲（グルーヴィーチューン） 歌：星井美希
- THE IDOLM@STER SHINY TV - DLC（ミニアルバム09）で配信 歌：星井美希
- アイドルマスター ワンフォーオール - DLC（カタログ7号）で配信
- アイドルマスター ミリオンライブ! シアターデイズ - 条件を満たすと使用可能

収録CD
- M@STER VERSION
  - THE IDOLM@STER ANIM@TION MASTER 05
    - マリオネットの心（M@STER VERSION） 歌：星井美希

  - THE IDOLM@STER 765PRO ALLSTARS+ GRE@TEST BEST! -COOL&BITTER!-
    - マリオネットの心（M@STER VERSION） 歌：星井美希

自分REST@RT
作詞：佐々木宏人、作曲・編曲：田中秀和
『THE IDOLM@STER（アニメ）』の13話挿入歌。
『2』でDLC楽曲として配信される。
ゲームではビジュアルイメージが上昇する。
収録作品
- THE IDOLM@STER 2（Xbox 360版） - DLC（カタログ10号）で配信
- THE IDOLM@STER 2（PS3版） - DLC（カタログ2号）で配信
- THE IDOLM@STER SHINY FESTA - 初期収録曲 歌：765PRO ALLSTARS
- THE IDOLM@STER SHINY TV - DLC（ミニアルバム11）で配信 歌：765PRO ALLSTARS
- アイドルマスター ワンフォーオール - ゲーム中の条件を満たすことで使用可能
- アイドルマスター マストソングス 青盤
- アイドルマスター プラチナスターズ - 初期状態から使用可能
- アイドルマスター ミリオンライブ！ シアターデイズ - 条件を満たすことで使用可能 歌：765PRO ALLSTARS
- アイドルマスター ポップリンクス - 初期状態から使用可能

収録CD
- M@STER VERSION
  - THE IDOLM@STER ANIM@TION MASTER 05
    - 自分REST@RT（M@STER VERSION） 歌：天海春香・星井美希・如月千早・高槻やよい・萩原雪歩（浅倉杏美）・菊地真・双海真美・四条貴音・我那覇響

  - THE IDOLM@STER 765PRO ALLSTARS+ GRE@TEST BEST! -THE IDOLM@STER HISTORY-
    - 自分REST@RT（M@STER VERSION） 歌：天海春香・星井美希・如月千早・高槻やよい・萩原雪歩（浅倉杏美）・菊地真・双海真美・四条貴音・我那覇響

  - THE IDOLM@STER 9th ANNIVERSARY WE ARE M@STERPIECE!! 自分REST@RT & SMOKY THRILL
    - 自分REST@RT（M@STER VERSION） 歌：天海春香
    - 自分REST@RT（M@STER VERSION） 歌：星井美希
    - 自分REST@RT（M@STER VERSION） 歌：如月千早
    - 自分REST@RT（M@STER VERSION） 歌：高槻やよい
    - 自分REST@RT（M@STER VERSION） 歌：萩原雪歩（浅倉杏美）
    - 自分REST@RT（M@STER VERSION） 歌：菊地真
    - 自分REST@RT（M@STER VERSION） 歌：双海真美
    - 自分REST@RT（M@STER VERSION） 歌：四条貴音
    - 自分REST@RT（M@STER VERSION） 歌：我那覇響

Brand New Day!
作詞・作曲・編曲：NBGI（おおくぼひろし）
『THE IDOLM@STER（アニメ）』の16話エンディングテーマ。
『2』でDLC楽曲として配信される。
ゲームではボーカルイメージが上昇する。
収録作品
- THE IDOLM@STER 2（Xbox 360版） - DLC（カタログ13号）で配信
- THE IDOLM@STER 2（PS3版） - DLC（カタログ5号）で配信
- THE IDOLM@STER SHINY FESTA - 初期収録曲（ファンキーノート） 歌：我那覇響
- THE IDOLM@STER SHINY TV - DLC（ミニアルバム05）で配信 歌：我那覇響
- アイドルマスター ワンフォーオール - 初期状態で使用可能

収録CD
- THE IDOLM@STER ANIM@TION MASTER 06
  - Brand New Day! 歌：我那覇響

- THE IDOLM@STER 765PRO ALLSTARS+ GRE@TEST BEST! -SWEET&SMILE!-
  - Brand New Day! 歌：我那覇響

チアリングレター
作詞：mft、作曲：MIKOTO、編曲：梅堀淳
『THE IDOLM@STER（アニメ）』の17話エンディングテーマ。
収録CD
- THE IDOLM@STER ANIM@TION MASTER 06
  - チアリングレター 歌：菊地真

- THE IDOLM@STER 765PRO ALLSTARS+ GRE@TEST BEST! -SWEET&SMILE!-
  - チアリングレター 歌：菊地真

約束
作詞：森由里子、作曲：NBGI（中川浩二・小林啓樹）、編曲：NBGI（小林啓樹）
『THE IDOLM@STER（アニメ）』の20話エンディングテーマ。
収録作品
- THE IDOLM@STER SHINY FESTA - 初期収録曲（ハニーサウンド） 歌：如月千早
- THE IDOLM@STER SHINY TV - DLC（ミニアルバム02）で配信 歌：如月千早
- アイドルマスター マストソングス 青盤

収録CD
- TV VERSION
  - THE IDOLM@STER ANIM@TION MASTER 06
    - 約束（TV VERSION） 歌：如月千早・天海春香・星井美希・高槻やよい・萩原雪歩（浅倉杏美）・菊地真・双海亜美 / 真美・水瀬伊織・三浦あずさ・四条貴音・我那覇響

- フルバージョン
  - THE IDOLM@STER ANIM@TION MASTER 06
    - 約束 歌：如月千早

  - THE IDOLM@STER 765PRO ALLSTARS+ GRE@TEST BEST! －LOVE&PEACE－
    - 約束 歌：如月千早

- クラブリミックス
  - The Remixes Collection THE IDOLM@STER TO D@NCE TO !! Vol.4
    - 約束 -Hidekazu Tanaka Remix-

My Wish
作詞・作曲：Asu、編曲：関淳二郎
『THE IDOLM@STER（アニメ）』の22話挿入歌。
収録CD
- THE IDOLM@STER ANIM@TION MASTER 07
  - My Wish 歌：星井美希・高槻やよい・萩原雪歩（浅倉杏美）・菊地真・水瀬伊織・秋月律子

- THE IDOLM@STER ANIM@TION MASTER 生っすかSPECIAL カーテンコール
  - My Wish 歌：水瀬伊織

- THE IDOLM@STER 765PRO ALLSTARS+ GRE@TEST BEST! －LOVE&PEACE－
  - My Wish 歌：星井美希・高槻やよい・萩原雪歩（浅倉杏美）・菊地真・水瀬伊織・秋月律子

Happy Christmas
作詞：貝田由里子、作曲：NBGI（椎名豪）、編曲：Fuming
『THE IDOLM@STER（アニメ）』の22話エンディングテーマ。
収録CD
- THE IDOLM@STER ANIM@TION MASTER 07
  - Happy Christmas 歌：天海春香・如月千早・双海亜美 / 真美・三浦あずさ・四条貴音・我那覇響

- THE IDOLM@STER ANIM@TION MASTER 生っすかSPECIAL カーテンコール
  - Happy Christmas 歌：四条貴音

- THE IDOLM@STER 765PRO ALLSTARS+ GRE@TEST BEST! －LOVE&PEACE－
  - Happy Christmas 歌：天海春香・如月千早・双海亜美 / 真美・三浦あずさ・四条貴音・我那覇響

見つめて
作詞：貝田由里子、作曲：NBGI（Yoshi）、編曲：佐久間誠
『THE IDOLM@STER（アニメ）』の23話エンディングテーマ。
収録CD
- フルバージョン
  - THE IDOLM@STER ANIM@TION MASTER 07
    - 見つめて 歌：萩原雪歩（浅倉杏美）・四条貴音

  - THE IDOLM@STER 765PRO ALLSTARS+ GRE@TEST BEST! -COOL&BITTER!-
    - 見つめて 歌：萩原雪歩（浅倉杏美）・四条貴音

- TV SIZE
  - THE IDOLM@STER ANIM@TION MASTER 07
    - 見つめて（TV VERSION）Instrumental

さよならをありがとう
作詞・作曲・編曲：橋本由香利
『THE IDOLM@STER（アニメ）』の24話挿入歌。
収録CD
- THE IDOLM@STER ANIM@TION MASTER 07
  - さよならをありがとう 歌：天海春香

私たちはずっと…でしょう?
作詞：畑亜貴、作曲・編曲：佐々木宏人、
『THE IDOLM@STER（アニメ）』の25話挿入歌。
『THE IDOLM@STER 2』でDLC楽曲として配信される。
ゲームではビジュアルイメージが上昇する。
作詞の段階では「どこま☆いつま...でしょう?」というタイトルであったが、テレビ放送時には「いつまでも、どこまでも」というタイトルで放送された。この変更は作詞者の畑に対して無断で行われており、その後日本コロムビアから謝罪のコメントが発表され、正式な曲名が「私たちはずっと…でしょう？」に変更されたことが告知された。
収録作品
- THE IDOLM@STER 2（Xbox 360版） - DLC（カタログ14号）で配信
- THE IDOLM@STER 2（PS3版） - DLC（カタログ6号）で配信
- THE IDOLM@STER SHINY FESTA - 初期収録曲 歌：765PRO ALLSTARS
- THE IDOLM@STER SHINY TV - DLC（ミニアルバム04）で配信 歌：765PRO ALLSTARS
- アイドルマスター ワンフォーオール - DLC（カタログ4号）で配信

収録CD
- フルバージョン
  - THE IDOLM@STER ANIM@TION MASTER 07
    - 私たちはずっと…でしょう? 歌：765PRO ALLSTARS

  - THE IDOLM@STER 765PRO ALLSTARS+ GRE@TEST BEST! -THE IDOLM@STER HISTORY-
    - 私たちはずっと…でしょう? 歌：765PRO ALLSTARS

- クラブリミックス
  - The Remixes Collection THE IDOLM@STER TO D@NCE TO !! Vol.3
    - 私たちはずっと…でしょう? -Ryo Watanabe Remix-

#### 『ANIM@TION MASTER』収録曲
おとなのはじまり
作詞：白瀬彩、作曲：小野貴光、編曲：竹中文一
CDオリジナル曲。
収録作品
- アイドルマスター ミリオンライブ！ シアターデイズ - 条件を満たすと使用可能 歌：水瀬伊織・高槻やよい・双海亜美・双海真美／双海亜美・二階堂千鶴

収録CD
- THE IDOLM@STER ANIM@TION MASTER 01
  - おとなのはじまり 歌：水瀬伊織・高槻やよい・双海亜美 / 真美

- THE IDOLM@STER ANIM@TION MASTER 生っすかSPECIAL CURTAIN CALL
  - おとなのはじまり 歌：双海亜美

- THE IDOLM@STER 765PRO ALLSTARS+ GRE@TEST BEST! -COOL&BITTER!-
  - おとなのはじまり 歌：高槻やよい・双海亜美 / 真美・水瀬伊織

- クラブリミックス
  - The Remixes Collection THE IDOLM@STER TO D@NCE TO !! Vol.4
    - おとなのはじまり -LindaAI-CUE Remix-

おもいでのはじまり
作詞・作曲・編曲：白戸佑輔、編曲：草野よしひろ
CDオリジナル曲。
収録CD
- THE IDOLM@STER ANIM@TION MASTER 01
  - おもいでのはじまり 歌：天海春香・萩原雪歩（浅倉杏美）・菊地真

- THE IDOLM@STER ANIM@TION MASTER 生っすかSPECIAL CURTAIN CALL
  - おもいでのはじまり 歌：菊地真

We just started
作詞：mft、作曲：小野貴光、編曲：竹中文一
CDオリジナル曲。
収録CD
- フルバージョン
  - THE IDOLM@STER ANIM@TION MASTER 04
    - We just started 歌：星井美希・四条貴音・秋月律子

  - THE IDOLM@STER ANIM@TION MASTER 生っすかSPECIAL CURTAIN CALL
    - We just started 歌：星井美希

  - The Remixes Collection THE IDOLM@STER TO D@NCE TO !! Vol.3
    - We just started -Kakeru Ishihama Remix-

今 スタート!
作詞・作曲：白戸佑輔、編曲：草野よしひろ
CDオリジナル曲。
収録CD
- THE IDOLM@STER ANIM@TION MASTER 04
  - 今 スタート! 歌：如月千早・三浦あずさ・我那覇響

- THE IDOLM@STER ANIM@TION MASTER 生っすかSPECIAL CURTAIN CALL
  - 今 スタート! 歌：如月千早

#### 『PERFECT IDOL』収録曲
アニメ版『THE IDOLM@STER』のBlu-ray DISC/DVDの封入特典CD。
I'm so free!
作詞・作曲：佐伯youthK（rhythm zone）、編曲：woora
CDオリジナル曲。
収録CD
- THE IDOLM@STER PERFECT IDOL 01
  - I'm so free! 歌：星井美希・三浦あずさ・四条貴音

- THE IDOLM@STER ANIM@TION MASTER 生っすかSPECIAL CURTAIN CALL
  - I'm so free! 歌：三浦あずさ

- THE IDOLM@STER 765PRO ALLSTARS+ GRE@TEST BEST! -COOL&BITTER!-
  - I'm so free! 歌：星井美希・三浦あずさ・四条貴音

コーヒー1杯のイマージュ
作詞：井筒日美、作曲・編曲：小野貴光
CDオリジナル曲。
収録CD
- THE IDOLM@STER PERFECT IDOL 02
  - コーヒー1杯のイマージュ 歌：菊地真・双海亜美 / 真美・我那覇響

- THE IDOLM@STER ANIM@TION MASTER 生っすかSPECIAL CURTAIN CALL
  - コーヒー1杯のイマージュ 歌：我那覇響

- THE IDOLM@STER MASTER ARTIST 3 12 双海亜美
  - コーヒー1杯のイマージュ 歌：双海亜美

君のままで
作詞・作曲・編曲：中塚武
CDオリジナル曲。
収録CD
- THE IDOLM@STER PERFECT IDOL 03
  - 君のままで 歌：天海春香・萩原雪歩（浅倉杏美）・秋月律子

- THE IDOLM@STER ANIM@TION MASTER 生っすかSPECIAL CURTAIN CALL
  - 君のままで 歌：天海春香

Slapp Happy!!!
作詞・作曲・編曲：ミト
CDオリジナル曲。
収録CD
- THE IDOLM@STER PERFECT IDOL 04
  - Slapp Happy!!! 歌：如月千早・高槻やよい・水瀬伊織

- THE IDOLM@STER ANIM@TION MASTER 生っすかSPECIAL CURTAIN CALL
  - Slapp Happy!!! 歌：高槻やよい

#### 『ANIM@TION MASTER 生っすかSPECIAL』収録曲
ね〜え?
作詞・作曲：つんく、カバーアレンジ：奥田もとい、オリジナルアーティスト：松浦亜弥
星井美希のカバー曲。
収録CD
- THE IDOLM@STER ANIM@TION MASTER 生っすかSPECIAL 01
  - ね〜え? 歌：星井美希

Believe
作詞：谷穂チロル、作曲：GROOVE SURFERS、カバーアレンジ：若林充、オリジナルアーティスト：Folder5
我那覇響のカバー曲。
収録CD
- THE IDOLM@STER ANIM@TION MASTER 生っすかSPECIAL 01
  - Believe 歌：我那覇響

魂のルフラン
作詞：及川眠子、作曲：大森俊之、カバーアレンジ：三浦誠司、オリジナルアーティスト：高橋洋子
四条貴音のカバー曲。
『THE IDOLM@STER RADIO』のコーナー「歌姫楽園」でのカバーもされている。
収録CD
- THE IDOLM@STER RADIO TOP×TOP!
  - 魂のルフラン 歌：たかはし智秋・今井麻美

- THE IDOLM@STER ANIM@TION MASTER 生っすかSPECIAL 01
  - 魂のルフラン 歌：四条貴音

亜熱帯ガール
作詞・作曲：加地秀基、カバーアレンジ：渡辺淳・三浦誠司、オリジナルアーティスト：カジヒデキとリディムサウンター
我那覇響のカバー曲。
収録CD
- THE IDOLM@STER ANIM@TION MASTER 生っすかSPECIAL 01
  - 亜熱帯ガール 歌：我那覇響

かたち あるもの
作詞・オリジナルアーティスト：柴咲コウ、作詞：山本成美、作曲：小松清人、カバーアレンジ：奥田もとい
四条貴音のカバー曲。
収録CD
- THE IDOLM@STER ANIM@TION MASTER 生っすかSPECIAL 01
  - かたち あるもの 歌：四条貴音

夢で逢えたら
作詞・作曲：大瀧詠一、カバーアレンジ：土谷知幸、オリジナルアーティスト：吉田美奈子
星井美希のカバー曲。
収録CD
- THE IDOLM@STER ANIM@TION MASTER 生っすかSPECIAL 01
  - 夢で逢えたら 歌：星井美希

初恋 〜一章 片想いの桜〜
作詞：yura、作曲・編曲：高田龍一
CDオリジナル曲。
『生っすかSPECIAL』シリーズに収録される「初恋」をテーマにした楽曲シリーズの第一章。
収録作品
- アイドルマスター ポップリンクス - アップデートで追加

収録CD
- THE IDOLM@STER ANIM@TION MASTER 生っすかSPECIAL 01
  - 初恋 〜一章 片想いの桜〜 歌：星井美希・四条貴音・我那覇響

- THE IDOLM@STER ANIM@TION MASTER 生っすかSPECIAL 弦楽四重奏 初恋組曲
  - 初恋 〜一章 片想いの桜〜 歌：星井美希
  - 初恋 〜一章 片想いの桜〜 歌：四条貴音
  - 初恋 〜一章 片想いの桜〜 歌：我那覇響

- THE IDOLM@STER 765PRO ALLSTARS+ GRE@TEST BEST! －LOVE&PEACE－
  - 初恋 〜一章 片想いの桜〜 歌：星井美希・四条貴音・我那覇響

イタズラなKISS
作詞：misono、作曲：北野正人、カバーアレンジ：大西陽介、オリジナルアーティスト：day after tomorrow
双海亜美のカバー曲。
収録CD
- THE IDOLM@STER ANIM@TION MASTER 生っすかSPECIAL 02
  - イタズラなKISS 歌：双海亜美

恋とマシンガン
作詞・作曲：double knockout corporation、カバーアレンジ：渡辺淳、オリジナルアーティスト：フリッパーズ・ギター
水瀬伊織のカバー曲。
収録CD
- THE IDOLM@STER ANIM@TION MASTER 生っすかSPECIAL 02
  - 恋とマシンガン 歌：水瀬伊織

う、ふ、ふ、ふ、
作詞・作曲・オリジナルアーティスト：EPO、カバーアレンジ：マルヤマテツオ
三浦あずさのカバー曲。
収録CD
- THE IDOLM@STER ANIM@TION MASTER 生っすかSPECIAL 02
  - う・ふ・ふ・ふ、 歌：三浦あずさ

リフレクティア
作詞：riya、作曲：菊地創、カバーアレンジ：三浦誠司、オリジナルアーティスト：eufonius
三浦あずさのカバー曲。
収録CD
- THE IDOLM@STER ANIM@TION MASTER 生っすかSPECIAL 02
  - リフレクティア 歌：三浦あずさ

歩いて帰ろう
作詞・作曲・オリジナルアーティスト：斉藤和義、カバーアレンジ：若林充
双海亜美のカバー曲。
収録CD
- THE IDOLM@STER ANIM@TION MASTER 生っすかSPECIAL 02
  - 歩いて帰ろう 歌：双海亜美

ホウキ雲
作詞・オリジナルアーティスト：RYTHEM、作曲：RYTHEM・CHOKKAKU、カバーアレンジ：奥田もとい
水瀬伊織のカバー曲。
収録CD
- THE IDOLM@STER ANIM@TION MASTER 生っすかSPECIAL 02
  - ホウキ雲 歌：水瀬伊織

初恋 〜二章 告白の花火〜
作詞：yura、作曲：高田龍一
CDオリジナル曲。
『生っすかSPECIAL』シリーズに収録される「初恋」をテーマにした楽曲シリーズの第二章。
収録CD
- THE IDOLM@STER ANIM@TION MASTER 生っすかSPECIAL 02
  - 初恋 〜二章 告白の花火〜 歌：水瀬伊織・三浦あずさ・双海亜美

- THE IDOLM@STER ANIM@TION MASTER 生っすかSPECIAL 弦楽四重奏 初恋組曲
  - 初恋 〜二章 告白の花火〜 歌：水瀬伊織
  - 初恋 〜二章 告白の花火〜 歌：三浦あずさ
  - 初恋 〜二章 告白の花火〜 歌：双海亜美

らびゅ らびゅ
作詞：ふじのマナミ、作曲：片岡嗣実、カバーアレンジ：奥田もとい、オリジナルアーティスト：パーキッツ
高槻やよいのカバー曲。
収録CD
- THE IDOLM@STER ANIM@TION MASTER 生っすかSPECIAL 03
  - らびゅ らびゅ 歌：高槻やよい

Brand New Wave Upper Ground
作詞：YUKI、作曲：TAKUYA、カバーアレンジ：大西陽介、オリジナルアーティスト：JUDY AND MARY
秋月律子のカバー曲。
収録CD
- THE IDOLM@STER ANIM@TION MASTER 生っすかSPECIAL 03
  - Brand New Wave Upper Ground 歌：秋月律子

YELL〜エール〜
作詞・作曲：小渕健太郎、カバーアレンジ：奥田もとい、オリジナルアーティスト：コブクロ
プロデューサー（赤羽根健治）のカバー曲。
収録CD
- THE IDOLM@STER ANIM@TION MASTER 生っすかSPECIAL 03
  - YELL〜エール〜 歌：プロデューサー（赤羽根健治）

明日があるさ（ジョージアで行きましょう編）
作詞：青島幸男・福里真一、作曲：中村八大、カバーアレンジ：若林充、オリジナルアーティスト：ウルフルズ
プロデューサーのカバー曲。
収録CD
- THE IDOLM@STER ANIM@TION MASTER 生っすかSPECIAL 03
  - 明日があるさ（ジョージアで行きましょう編） 歌：プロデューサー（赤羽根健治）

会いたい気持
作詞・作曲・オリジナルアーティスト：大貫妙子、カバーアレンジ：マルヤマテツオ
秋月律子のカバー曲。
収録CD
- THE IDOLM@STER ANIM@TION MASTER 生っすかSPECIAL 03
  - 会いたい気持 歌：秋月律子

トイレの神様
作詞：山田ひろし、作詞・作曲・オリジナルアーティスト：植村花菜、カバーアレンジ：渡辺淳
高槻やよいのカバー曲。
収録CD
- THE IDOLM@STER ANIM@TION MASTER 生っすかSPECIAL 03
  - トイレの神様 歌：高槻やよい

初恋 〜三章 幸せの紅葉〜
作詞：yura、作曲：高田龍一
CDオリジナル曲。
『生っすかSPECIAL』シリーズに収録される「初恋」をテーマにした楽曲シリーズの第三章。
収録CD
- THE IDOLM@STER ANIM@TION MASTER 生っすかSPECIAL 03
  - 初恋 〜三章 幸せの紅葉〜 歌：高槻やよい・秋月律子

- THE IDOLM@STER ANIM@TION MASTER 生っすかSPECIAL 弦楽四重奏 初恋組曲
  - 初恋 〜三章 幸せの紅葉〜 歌：高槻やよい
  - 初恋 〜三章 幸せの紅葉〜 歌：秋月律子

天使のゆびきり
作詞：藤井フミヤ、作曲：有賀啓雄、カバーアレンジ：渡辺淳、オリジナルアーティスト：福田舞
天海春香のカバー曲。
『THE IDOLM@STER RADIO』のコーナー「歌姫楽園」でのカバーもされている。
収録CD
- THE IDOLM@STER STATION!!! SECOND TRAVEL 〜Seaside Date〜
  - 天使のゆびきり 歌：沼倉愛美・原由実

- THE IDOLM@STER ANIM@TION MASTER 生っすかSPECIAL 04
  - 天使のゆびきり 歌：天海春香

Groovin' Magic
作詞・作曲：伊藤利恵子、カバーアレンジ：マルヤマテツオ、オリジナルアーティスト：ROUND TABLE featuring Nino
菊地真のカバー曲。
収録CD
- THE IDOLM@STER ANIM@TION MASTER 生っすかSPECIAL 04
  - Groovin' Magic 歌：菊地真

可能性ガール
作詞：いしわたり淳治、作曲：布袋寅泰、カバーアレンジ：大西陽介、オリジナルアーティスト：栗山千明
双海真美のカバー曲。
収録CD
- THE IDOLM@STER ANIM@TION MASTER 生っすかSPECIAL 04
  - 可能性ガール 歌：双海真美

未来の地図
作詞・オリジナルアーティスト：Mi、作曲：Mi+G、カバーアレンジ：奥田もとい
双海真美のカバー曲。
収録CD
- THE IDOLM@STER ANIM@TION MASTER 生っすかSPECIAL 04
  - 未来の地図 歌：双海真美

TOMORROW
作詞：真名杏樹、作詞・作曲・オリジナルアーティスト：岡本真夜、カバーアレンジ：奥田もとい
天海春香のカバー曲。
収録CD
- THE IDOLM@STER ANIM@TION MASTER 生っすかSPECIAL 04
  - TOMORROW 歌：天海春香

未来予想図II
作詞・作曲：吉田美和、カバーアレンジ：中村久志、オリジナルアーティスト：DREAMS COME TRUE
菊地真のカバー曲。
収録CD
- THE IDOLM@STER ANIM@TION MASTER 生っすかSPECIAL 04
  - 未来予想図II 歌：菊地真

初恋 〜四章 運命のイヴ〜
CDオリジナル曲。
『生っすかSPECIAL』シリーズに収録される「初恋」をテーマにした楽曲シリーズの第四章。
収録CD
- THE IDOLM@STER ANIM@TION MASTER 生っすかSPECIAL 04
  - 初恋 〜四章 運命のイヴ〜 歌：天海春香・菊地真・双海真美

- THE IDOLM@STER ANIM@TION MASTER 生っすかSPECIAL 弦楽四重奏 初恋組曲
  - 初恋 〜四章 運命のイヴ〜 歌：天海春香
  - 初恋 〜四章 運命のイヴ〜 歌：菊地真
  - 初恋 〜四章 運命のイヴ〜 歌：双海真美

風の魔法
作詞・作曲・オリジナルアーティスト：大藤史、カバーアレンジ：渡辺淳
萩原雪歩のカバー曲。
収録CD
- THE IDOLM@STER ANIM@TION MASTER 生っすかSPECIAL 05
  - 風の魔法 歌：萩原雪歩（浅倉杏美）

以心伝心しよう
作詞・作曲・オリジナルアーティスト：大城光恵、カバーアレンジ：若林充
音無小鳥のカバー曲。
収録CD
- THE IDOLM@STER ANIM@TION MASTER 生っすかSPECIAL 05
  - 以心伝心しよう 歌：音無小鳥

Shangri-La
作詞：ATSUKO、作曲：ATSUKO・KATSU、カバーアレンジ：大西陽介、オリジナルアーティスト：angela
如月千早のカバー曲。
収録CD
- THE IDOLM@STER ANIM@TION MASTER 生っすかSPECIAL 05
  - Shangri-La 歌：如月千早

小さきもの
作詞：三浦徳子、作曲：山移高寛、カバーアレンジ：奥田もとい、オリジナルアーティスト：林明日香
如月千早のカバー曲。
収録CD
- THE IDOLM@STER ANIM@TION MASTER 生っすかSPECIAL 05
  - 小さきもの 歌：如月千早

アムリタ
作詞・作曲：かの香織、カバーアレンジ：マルヤマテツオ、オリジナルアーティスト：牧野由依
萩原雪歩のカバー曲。
収録CD
- THE IDOLM@STER ANIM@TION MASTER 生っすかSPECIAL 05
  - アムリタ 歌：萩原雪歩（浅倉杏美）

ありがとう…
作詞・作曲・オリジナルアーティスト：KOKIA、カバーアレンジ：マルヤマテツオ
音無小鳥のカバー曲。
収録CD
- THE IDOLM@STER ANIM@TION MASTER 生っすかSPECIAL 05
  - ありがとう… 歌：音無小鳥

初恋 〜五章 永遠のクリスマス〜
作詞：yura、作曲・編曲：高田龍一
CDオリジナル曲。
『生っすかSPECIAL』シリーズに収録される「初恋」をテーマにした楽曲シリーズの第五章。
収録CD
- THE IDOLM@STER ANIM@TION MASTER 生っすかSPECIAL 05
  - 初恋 〜五章 永遠のクリスマス〜 歌：如月千早・萩原雪歩（浅倉杏美）

- THE IDOLM@STER ANIM@TION MASTER 生っすかSPECIAL 弦楽四重奏 初恋組曲
  - 初恋 〜五章 永遠のクリスマス〜 歌：如月千早
  - 初恋 〜五章 永遠のクリスマス〜 歌：萩原雪歩（浅倉杏美）

幸
作詞：yura、作曲・編曲：NBGI（小林啓樹）
音無小鳥の持ち歌。
収録CD
- THE IDOLM@STER ANIM@TION MASTER 生っすかSPECIAL CURTAIN CALL
  - 幸 歌：音無小鳥

- THE IDOLM@STER 765PRO ALLSTARS+ GRE@TEST BEST! －LOVE&PEACE－
  - 幸 歌：音無小鳥

カーテンコール
作詞・作曲：nyanyannya（Team.ねこかん[猫]）、編曲：宮崎誠
CDオリジナル曲。
収録CD
- THE IDOLM@STER ANIM@TION MASTER 生っすかSPECIAL CURTAIN CALL
  - カーテンコール 歌：菊地真・水瀬伊織・双海亜美 / 真美・三浦あずさ・秋月律子・四条貴音

- THE IDOLM@STER 9th ANNIVERSARY WE ARE M@STERPIECE!! We Have A Dream & カーテンコール
  - カーテンコール 歌：菊地真
  - カーテンコール 歌：水瀬伊織
  - カーテンコール 歌：双海亜美 / 真美
  - カーテンコール 歌：三浦あずさ
  - カーテンコール 歌：秋月律子
  - カーテンコール 歌：四条貴音

- THE IDOLM@STER MILLION LIVE! Blooming Clover 9巻 特別版オリジナルCD
  - カーテンコール 歌：天空橋朋花・百瀬莉緒

### 『THE IDOLM@STER MOVIE 輝きの向こう側へ!』関連楽曲
M@STERPIECE
作詞：yura、作曲・編曲：神前暁（MONACA）、編曲：高田龍一（MONACA）、Rearrenge MIX：TRYTONELABO
劇場版主題歌。
収録作品
- アイドルマスター ワンフォーオール - ゲーム中の条件を満たすことで使用可能
- アイドルマスター マストソングス 青盤
- アイドルマスター スターリットシーズン - DLC（カタログ2号）で配信
- アイドルマスター ミリオンライブ！ シアターデイズ - 条件を満たすと使用可能 歌：765PRO ALLSTARS

収録CD
- フルバージョン
  - M@STERPIECE
    - M@STERPIECE 歌：765PRO ALLSTARS

  - THE IDOLM@STER ORIGINAL CD SET -1111 BRIGHTS and MAGICS-
    - M@STERPIECE 歌：島村卯月

  - THE IDOLM@STER STARLIT SEASON 03
    - M@STERPIECE 歌：765PRO ALLSTARS

- MOVIE VERSION
  - M@STERPIECE
    - M@STERPIECE（MOVIE VERSION） 歌：天海春香・星井美希・如月千早・高槻やよい・萩原雪歩（浅倉杏美）・菊地真・双海亜美 / 真美・水瀬伊織・三浦あずさ・四条貴音・我那覇響

- SHORT VERSION
  - 『THE IDOLM@STER MOVIE 輝きの向こう側へ!』オリジナル・サウンドトラック
    - M@STERPIECE （SHORT VERSION） 歌：765PRO ALLSTARS

- CLUB BOSSA NOVA Rearrenge MIX
  - PERFECT IDOL THE MOVIE
    - M@STERPIECE -CLUB BOSSA NOVA Rearrenge MIX- 歌：水瀬伊織・星井美希・三浦あずさ・双海真美・我那覇響

- クラブリミックス
  - The Remixes Collection THE IDOLM@STER TO D@NCE TO !! Vol.1
    - M@STERPIECE -Mitsuhiro Kitadani Remix-

虹色ミラクル
作詞：森由里子、作曲：BNSI（中川浩二）、編曲：BNSI（kyo） 、Rearrenge MIX：TRYTONELABO
劇場版エンディングテーマ。
収録作品
- アイドルマスター ワンフォーオール - DLC（カタログ7号）で配信
- アイドルマスター マストソングス 青盤

収録CD
- フルバージョン
  - 虹色ミラクル
    - 虹色ミラクル 歌：765PRO ALLSTARS

- SHORT VERSION
  - 『THE IDOLM@STER MOVIE 輝きの向こう側へ!』オリジナル・サウンドトラック
    - 虹色ミラクル （SHORT VERSION） 歌：765PRO ALLSTARS

- JUZZ FUSION Rearrange MIX 
  - PERFECT IDOL THE MOVIE
    - 虹色ミラクル -JUZZ FUSION Rearrange MIX- 歌：萩原雪歩（浅倉杏美）・菊地真・高槻やよい・双海亜美・四条貴音

ラムネ色 青春
作詞：BNGI（モモキエイジ）、作曲・編曲：田中秀和（MONACA）、Rearrenge MIX：TRYTONELABO
劇場版挿入歌。
収録作品
- アイドルマスター ワンフォーオール - DLC（カタログ3号）で配信
- アイドルマスター ミリオンライブ！ シアターデイズ - 条件を満たすことで使用可能 歌：765PRO ALLSTARS／宮尾美也・徳川まつり・天空橋朋花

収録CD
- フルバージョン
  - ラムネ色 青春
    - ラムネ色 青春 歌：765PRO ALLSTARS

- MOVIE VERSION
  - 『THE IDOLM@STER MOVIE 輝きの向こう側へ!』オリジナル・サウンドトラック
    - ラムネ色 青春（MOVIE VERSION） 歌：765PRO ALLSTARS

- CROSSOVER Rearrange MIX 
  - PERFECT IDOL THE MOVIE
    - ラムネ色 青春 -CROSSOVER Rearrange MIX- 歌：天海春香・如月千早・秋月律子

- クラブリミックス
  - The Remixes Collection THE IDOLM@STER TO D@NCE TO !! Vol.2
    - ラムネ色 青春 -mifumei Remix-

Fate of the world
作詞・作曲・編曲：BNSI（kyo）
劇場版挿入歌。
収録作品
- アイドルマスター ワンフォーオール - DLC（カタログ6号）で配信
- アイドルマスター ミリオンライブ！ シアターデイズ - 条件を満たすと使用可能 歌：765PRO ALLSTARS／高山紗代子・北沢志保

収録CD
- フルバージョン
  - 虹色ミラクル
    - Fate of the world 歌：天海春香・星井美希・如月千早

  - THE IDOLM@STER MASTER ARTIST 3 07 如月千早
    - Fate of the world 歌：如月千早

  - 961 PRODUCTION presents 『Re:FLAME』会場オリジナルCD
    - Fate of the world 歌：星井美希・四条貴音・我那覇響

- MOVIE VERSION
  - 『THE IDOLM@STER MOVIE 輝きの向こう側へ!』オリジナル・サウンドトラック
    - Fate of the world（MOVIE VERSION） 歌：天海春香・星井美希・如月千早

#### 『M@STERPIECE』収録曲
君が選ぶ道
作詞・作曲：Maiko Fujita、編曲：川田瑠夏
音無小鳥の持ち歌。
収録CD
- M@STERPIECE
  - 君が選ぶ道 歌：音無小鳥

### 『ぷちます! -プチ・アイドルマスター-』関連楽曲
ぷちどるのうた
作詞：yura、作曲・編曲：佐々木宏人
ドラマCD版『ぷちます!』の主題歌。
収録CD
- ドラマCD ぷちます！-PETIT IDOLM@STER- 1
  - お〜ぷにんぐ 歌：天海春香・秋月律子・菊地真・四条貴音

- ドラマCD ぷちます！-PETIT IDOLM@STER- 2
  - お〜ぷにんぐ 歌：萩原雪歩（浅倉杏美）・高槻やよい・双海亜美・星井美希

- ぷちます！ドラマCD連動購入キャンペーンCD
  - ぷちどるのうた 歌：天海春香・秋月律子・菊地真・四条貴音
  - ぷちどるのうた 歌：萩原雪歩（浅倉杏美）・高槻やよい・双海亜美・星井美希
  - ぷちどるのうた 歌：秋月律子
  - ぷちどるのうた 歌：高槻やよい

ら♪ら♪ら♪わんだぁらんど
作詞・作曲：イイジマケン、編曲：村山シベリウス達彦
アニメ版『ぷちます!』の主題歌。
収録CD
- ら♪ら♪ら♪わんだぁらんど
  - ら♪ら♪ら♪わんだぁらんど 歌：765PRO ALLSTARS featuring ぷちどる
  - ら♪ら♪ら♪わんだぁらんど（とろぴかる Remix） 歌：765PRO ALLSTARS featuring ぷちどる

- PETIT IDOLM@STER Twelve Seasons! Vol.1
  - ら♪ら♪ら♪わんだぁらんど 歌：四条貴音

- PETIT IDOLM@STER Twelve Seasons! Vol.2
  - ら♪ら♪ら♪わんだぁらんど 歌：如月千早

- PETIT IDOLM@STER Twelve Seasons! Vol.3
  - ら♪ら♪ら♪わんだぁらんど 歌：高槻やよい

- PETIT IDOLM@STER Twelve Seasons! Vol.4
  - ら♪ら♪ら♪わんだぁらんど 歌：天海春香

- PETIT IDOLM@STER Twelve Seasons! Vol.5
  - ら♪ら♪ら♪わんだぁらんど 歌：双海亜美 / 真美

- PETIT IDOLM@STER Twelve Seasons! Vol.6
  - ら♪ら♪ら♪わんだぁらんど 歌：秋月律子

- PETIT IDOLM@STER Twelve Seasons! Vol.7
  - ら♪ら♪ら♪わんだぁらんど 歌：三浦あずさ

- PETIT IDOLM@STER Twelve Seasons! Vol.8
  - ら♪ら♪ら♪わんだぁらんど 歌：菊地真

- PETIT IDOLM@STER Twelve Seasons! Vol.9
  - ら♪ら♪ら♪わんだぁらんど 歌：水瀬伊織

- PETIT IDOLM@STER Twelve Seasons! Vol.10
  - ら♪ら♪ら♪わんだぁらんど 歌：我那覇響

- PETIT IDOLM@STER Twelve Seasons! Vol.11
  - ら♪ら♪ら♪わんだぁらんど 歌：星井美希

- PETIT IDOLM@STER Twelve Seasons! Vol.12
  - ら♪ら♪ら♪わんだぁらんど 歌：萩原雪歩（浅倉杏美）

- ぷちます！ かんしゃさい ～すぺしゃるCD～
  - ら♪ら♪ら♪わんだぁらんど 歌：音無小鳥

あ・り・が・と・YESTERDAYS
作詞・作曲：イイジマケン、編曲：浜田ピエール祐介
アニメ版『ぷちます!』のエンディングテーマ。
収録CD
- PETIT IDOLM＠STER Twelve Seasons! Vol.4
  - あ・り・が・と・YESTERDAYS 歌：天海春香

- PETIT IDOLM＠STER Twelve Seasons! Vol.6
  - あ・り・が・と・YESTERDAYS 歌：秋月律子

- PETIT IDOLM＠STER Twelve Seasons! Vol.8
  - あ・り・が・と・YESTERDAYS 歌：菊地真

- PETIT IDOLM＠STER Twelve Seasons! Vol.11
  - あ・り・が・と・YESTERDAYS 歌：星井美希

- ぷちます! Blu-ray DISC COLLECTORS EDITION & DVD vol.1 封入特典CD
  - あ・り・が・と・YESTERDAYS 歌：天海春香・秋月律子・菊地真・星井美希
  - あ・り・が・と・YESTERDAYS（TV Size ver.） 歌：天海春香・秋月律子・菊地真・星井美希
  - あ・り・が・と・YESTERDAYS（Petit Special ver.） 歌：はるかさん・ちっちゃん・まこちー・あふぅ

TODAY with ME
作詞・作曲：イイジマケン、編曲：イイジマケン・村山シベリウス達彦
アニメ版『ぷちます!』のエンディングテーマ。
収録CD
- PETIT IDOLM＠STER Twelve Seasons! Vol.2
  - TODAY with ME 歌：如月千早

- PETIT IDOLM＠STER Twelve Seasons! Vol.5
  - TODAY with ME 歌：双海亜美 / 真美

- PETIT IDOLM＠STER Twelve Seasons! Vol.10
  - TODAY with ME 歌：我那覇響

- PETIT IDOLM＠STER Twelve Seasons! Vol.12
  - TODAY with ME 歌：萩原雪歩（浅倉杏美）

- ぷちます! Blu-ray DISC COLLECTORS EDITION & DVD vol.2 封入特典CD
  - TODAY with ME 歌：如月千早・双海亜美 / 真美・我那覇響・萩原雪歩（浅倉杏美）
  - TODAY with ME（TV Size ver.） 歌：如月千早・双海亜美 / 真美・我那覇響・萩原雪歩（浅倉杏美）
  - TODAY with ME（Petit Special ver.） 歌：ちひゃー・こあみ・こまみ・ちびき・ゆきぽ

Maybe TOMORROW
作詞・作曲：イイジマケン、編曲：イイジマケン・村山シベリウス達彦
アニメ版『ぷちます!』のエンディングテーマ。
収録CD
- PETIT IDOLM＠STER Twelve Seasons! Vol.1
  - Maybe TOMORROW 歌：四条貴音

- PETIT IDOLM＠STER Twelve Seasons! Vol.3
  - Maybe TOMORROW 歌：高槻やよい

- PETIT IDOLM＠STER Twelve Seasons! Vol.7
  - Maybe TOMORROW 歌：三浦あずさ

- PETIT IDOLM＠STER Twelve Seasons! Vol.9
  - Maybe TOMORROW 歌：水瀬伊織

- ぷちます! Blu-ray DISC COLLECTORS EDITION & DVD vol.3 封入特典CD
  - Maybe TOMORROW 歌：四条貴音・高槻やよい・三浦あずさ・水瀬伊織
  - Maybe TOMORROW（TV Size ver.） 歌：四条貴音・高槻やよい・三浦あずさ・水瀬伊織
  - Maybe TOMORROW（Petit Special ver.） 歌：たかにゃ・やよ・みうらさん・いお

オハヨ○サンシャイン
作詞・作曲：イイジマケン、編曲：炭竃智弘
アニメ『ぷちます!!』のエンディングテーマ。
収録CD
- 『ぷちます!! -プチプチ・アイドルマスター-』エンディングテーマ マキシシングル
  - オハヨ○サンシャイン 歌：高槻やよい・水瀬伊織・我那覇響・双海亜美 / 真美

- PETIT IDOLM@STER Twelve Campaigns! Vol.1
  - オハヨ○サンシャイン 歌：高槻やよい
  - オハヨ○サンシャイン 歌：水瀬伊織

- PETIT IDOLM@STER Twelve Campaigns! Vol.2
  - オハヨ○サンシャイン 歌：我那覇響

- PETIT IDOLM@STER Twelve Campaigns! Vol.6
  - オハヨ○サンシャイン 歌：双海亜美 / 真美

ハロー＊ランチタイム
作詞・作曲：イイジマケン、編曲：炭竃智弘
アニメ『ぷちます!!』のエンディングテーマ。
収録CD
- 『ぷちます!! -プチプチ・アイドルマスター-』エンディングテーマ マキシシングル
  - ハロー＊ランチタイム 歌：秋月律子・菊地真・天海春香・如月千早

- PETIT IDOLM@STER Twelve Campaigns! Vol.3
  - ハロー＊ランチタイム 歌：秋月律子
  - ハロー＊ランチタイム 歌：天海春香

- PETIT IDOLM@STER Twelve Campaigns! Vol.4
  - ハロー＊ランチタイム 歌：如月千早
  - ハロー＊ランチタイム 歌：菊地真

グッナイ☆スターズ
作詞・作曲：イイジマケン、編曲：炭竃智弘
アニメ『ぷちます!!』のエンディングテーマ。
収録CD
- 『ぷちます!! -プチプチ・アイドルマスター-』エンディングテーマ マキシシングル
  - グッナイ☆スターズ 歌：三浦あずさ・四条貴音・萩原雪歩（浅倉杏美）・星井美希

- PETIT IDOLM@STER Twelve Campaigns! Vol.2
  - グッナイ☆スターズ 歌：四条貴音

- PETIT IDOLM@STER Twelve Campaigns! Vol.5
  - グッナイ☆スターズ 歌：萩原雪歩（浅倉杏美）
  - グッナイ☆スターズ 歌：星井美希

- PETIT IDOLM@STER Twelve Campaigns! Vol.6
  - グッナイ☆スターズ 歌：三浦あずさ

１人ぼっちの歌
作詞：まんきゅう、作曲：三澤康広、編曲：三澤康広、杉田未央
アニメ『ぷちます!!』の第14話エンディングテーマで、プロデューサー（間島淳司）の持ち歌。
収録CD
- ぷちます!!－プチプチ・アイドルマスター－Blu-ray/DVD vol.1 封入特典CD
  - １人ぼっちの歌 歌：プロデューサー（間島淳司）
  - １人ぼっちの歌（ショートver） 歌：プロデューサー（間島淳司）

#### 『PETIT IDOLM@STER Twelve Seasons!』収録曲
Princess Snow White
作詞：yura、作曲・編曲：山口朗彦
四条貴音の持ち歌。
収録CD
- PETIT IDOLM@STER Twelve Seasons! Vol.1
  - Princess Snow White 歌：四条貴音

choco fondue
作詞：yura、作曲・編曲：山崎寛子、編曲：福富雅之
如月千早の持ち歌。
収録CD
- PETIT IDOLM@STER Twelve Seasons! Vol.2
  - choco fondue 歌：如月千早

まほろば
作詞：yura、作曲・編曲：Tomokazu Miura・Gin Kitagawa、編曲：Tomokazu Miura
高槻やよいの持ち歌。
収録CD
- PETIT IDOLM@STER Twelve Seasons! Vol.3
  - まほろば 歌：高槻やよい

SWITCH ON
作詞：yura、作曲：el、編曲：manzo
天海春香の持ち歌。
収録CD
- PETIT IDOLM@STER Twelve Seasons! Vol.4
  - SWITCH ON 歌：天海春香

ドキッ♥ラブアトラクション
作詞：yura、作曲・編曲：山口朗彦
双海亜美 / 真美の持ち歌。
収録CD
- PETIT IDOLM@STER Twelve Seasons! Vol.5
  - ドキッ♥ラブアトラクション 歌：双海亜美 / 真美

WEDDING BELL
作詞：yura、作曲・編曲：川田瑠夏
秋月律子の持ち歌。
収録CD
- PETIT IDOLM@STER Twelve Seasons! Vol.6
  - WEDDING BELL 歌：秋月律子

zone of forture
作詞：yura、作曲・編曲：eba
三浦あずさの持ち歌。
収録CD
- PETIT IDOLM@STER Twelve Seasons! Vol.7
  - zone of forture 歌：三浦あずさ

ヨーイドン!!
作詞：yura、作詞：山田智和、編曲：福富雅之
菊地真の持ち歌。
収録CD
- PETIT IDOLM@STER Twelve Seasons! Vol.8
  - ヨーイドン!! 歌：菊地真

ロイヤルストレートフラッシュ
作詞：yura、作曲・編曲：R・O・N
水瀬伊織の持ち歌。
収録CD
- PETIT IDOLM@STER Twelve Seasons! Vol.9
  - ロイヤルストレートフラッシュ 歌：水瀬伊織

しあわせのレシピ
作詞：yura、作曲：T-Tipsy、編曲：山口俊樹
我那覇響の持ち歌。
収録CD
- PETIT IDOLM@STER Twelve Seasons! Vol.10
  - しあわせのレシピ 歌：我那覇響

Closet Fashion Lover
作詞：yura、作曲：山崎寛子、編曲：福富雅之
星井美希の持ち歌。
収録CD
- PETIT IDOLM@STER Twelve Seasons! Vol.11
  - Closet Fashion Lover 歌：星井美希

ねがいひとつ
作詞：yura、作曲・編曲：山口朗彦
萩原雪歩の持ち歌。
収録CD
- PETIT IDOLM@STER Twelve Seasons! Vol.12
  - ねがいひとつ 歌：萩原雪歩（浅倉杏美）

#### 『ぷちます！ かんしゃさい ～すぺしゃるCD～』収録曲
♪（おんぷ）
作詞：yura、作曲：山崎寛子、編曲：吉田穣
音無小鳥の持ち歌。
収録CD
- ぷちます！ かんしゃさい ～すぺしゃるCD～
  - ♪（おんぷ） 歌：音無小鳥

#### 『PETIT IDOLM@STER Twelve Campaigns!』収録曲
カンゲキハッピーエコロジー
作詞：yura、作曲：el、編曲：吉田穣
高槻やよいの持ち歌。
収録CD
- PETIT IDOLM@STER Twelve Campaigns! Vol.1
  - カンゲキハッピーエコロジー 歌：高槻やよい

エピソードラブ
作詞：yura、作曲：el、編曲：manzo
水瀬伊織の持ち歌。
収録CD
- PETIT IDOLM@STER Twelve Campaigns! Vol.1
  - エピソードラブ 歌：水瀬伊織

月ノ桜
作詞：yura、作曲・編曲：山口朗彦
四条貴音の持ち歌。
収録CD
- PETIT IDOLM@STER Twelve Campaigns! Vol.2
  - 月ノ桜 歌：四条貴音

天と海の島
作詞：yura、作曲：園田智也、編曲：百石元
我那覇響の持ち歌。
収録CD
- PETIT IDOLM@STER Twelve Campaigns! Vol.2
  - 天と海の島 歌：我那覇響

Q&A
作詞：yura、作曲：市蔵、編曲：福富雅之
秋月律子の持ち歌。
収録CD
- PETIT IDOLM@STER Twelve Campaigns! Vol.3
  - Q&A 歌：秋月律子

前向きで行こう♪
作詞：yura、作曲：森谷貴晴、編曲：やしきん
天海春香の持ち歌。
収録CD
- PETIT IDOLM@STER Twelve Campaigns! Vol.3
  - 前向きで行こう♪ 歌：天海春香

しっくりとゆっくりと
作詞：yura、作曲：石塚玲依
如月千早の持ち歌。
収録CD
- PETIT IDOLM@STER Twelve Campaigns! Vol.4
  - しっくりとゆっくりと 歌：如月千早

たいせつなひと
作詞：yura、作曲：石塚玲依
菊地真の持ち歌。
収録CD
- PETIT IDOLM@STER Twelve Campaigns! Vol.4
  - たいせつなひと 歌：菊地真

Pu-Ru-Ru
作詞：yura、作曲：神谷礼、編曲：河合英嗣
萩原雪歩の持ち歌。
収録CD
- PETIT IDOLM@STER Twelve Campaigns! Vol.5
  - Pu-Ru-Ru 歌：萩原雪歩（浅倉杏美）

チャンピオン
作詞：yura、作曲・編曲：石塚玲依
星井美希の持ち歌。
収録CD
- PETIT IDOLM@STER Twelve Campaigns! Vol.5
  - チャンピオン 歌：星井美希

どっきり☆ハピバ
作詞：yura、作曲：若林タカツグ、編曲：福富雅之
双海亜美 / 真美の持ち歌。
収録CD
- PETIT IDOLM@STER Twelve Campaigns! Vol.6
  - どっきり☆ハピバ 歌：双海亜美 / 真美

LOOK THE SKY
作詞：yura、作曲：藤本記子、編曲：福富雅之
三浦あずさの持ち歌。
収録CD
- PETIT IDOLM@STER Twelve Campaigns! Vol.6
  - LOOK THE SKY 歌：三浦あずさ

## ラジオ関連楽曲

### 『THE IDOLM@STER RADIO』関連楽曲
「歌姫楽園」でのカバー曲については該当項目を参照。
太陽と月
作詞：柚木美祐、作曲・編曲：NBGI（Jesahm）
『THE IDOLM@STER RADIO 歌姫楽園』収録曲。
収録CD
- THE IDOLM@STER RADIO 歌姫楽園
  - 太陽と月 歌：たかはし智秋・今井麻美

STYLISH QUEEN★
作詞：たかはし智秋、作曲・編曲：上田晃司、編曲：景家淳
『THE IDOLM@STER RADIO 歌姫楽園』収録曲。
収録CD
- THE IDOLM@STER RADIO 歌姫楽園
  - STYLISH QUEEN★ 歌：たかはし智秋

夢見る頃
作詞：Chang Jung、作曲・編曲：大橋恵
『THE IDOLM@STER RADIO 歌姫楽園』収録曲。
収録CD
- THE IDOLM@STER RADIO 歌姫楽園
  - 夢見る頃 歌：今井麻美・たかはし智秋

月下祭 〜la festa sotto la luna〜
作詞：今井麻美、作曲・編曲：NBGI（椎名豪）
『THE IDOLM@STER RADIO 歌姫楽園』収録曲。
収録CD
- THE IDOLM@STER RADIO 歌姫楽園
  - 月下祭 〜la festa sotto la luna〜 歌：今井麻美

URGENT!!!
作詞：Chang Jung、作曲・編曲：神前暁、アレンジ：川田瑠夏
『THE IDOLM@STER RADIO』エンディングテーマ。
収録CD
- THE IDOLM@STER RADIO 歌姫楽園
  - URGENT!!! 歌：たかはし・今井

- THE IDOLM@STER RADIO VOCAL MASTER
  - URGENT!!!（ニュー・アレンジ） 歌：たかはし智秋・今井麻美

BEST ROAD
作詞：たかはし智秋、作曲・編曲：宮島律子、編曲：宮原恵太
「TOP×TOP!」収録曲。
収録CD
- THE IDOLM@STER RADIO TOP×TOP!
  - BEST ROAD 歌：たかはし智秋

声が聴こえる
作詞：今井麻美、作曲・編曲：s.a.u.
「TOP×TOP!」収録曲。
収録CD
- THE IDOLM@STER RADIO TOP×TOP!
  - 声が聴こえる 歌：今井麻美

Okey-dokey
作詞：森由里子、作曲・編曲：神前暁、アレンジ：鈴木CHiBUN智文
「TOP×TOP!」収録曲。
収録CD
- THE IDOLM@STER RADIO TOP×TOP!
  - Okey-dokey 歌：たかはし智秋・今井麻美

- THE IDOLM@STER RADIO VOCAL MASTER
  - Okey-dokey（ニュー・アレンジ） 歌：たかはし智秋・今井麻美

- THE IDOLM@STER STATION!!! SECOND TRAVEL 〜Seaside Date〜
  - Okey-dokey（ニュー・アレンジ） 歌：沼倉愛美・原由実

春の日差し
作詞：中村恵、作曲・編曲：佐々木宏人
「VOCAL MASTER」の収録曲。
収録CD
- THE IDOLM@STER RADIO VOCAL MASTER
  - 春の日差し 歌：今井麻美・たかはし智秋

Inspire
作詞：園田凌士、作曲：菊田大介
「VOCAL MASTER」の収録曲。
収録CD
- THE IDOLM@STER RADIO VOCAL MASTER
  - Inspire 歌：今井麻美・たかはし智秋

destiny
作詞：荘野ジュリ、作曲・編曲：大野宏明
『VOCAL MASTER』の収録曲。
収録CD
- THE IDOLM@STER RADIO VOCAL MASTER
  - destiny 歌：たかはし智秋

あしたアイシテル
作詞：里乃塚玲央、作曲・編曲：小杉保夫、編曲：樫原伸彦
『VOCAL MASTER』の収録曲。
収録CD
- THE IDOLM@STER RADIO VOCAL MASTER
  - あしたアイシテル 歌：たかはし智秋・今井麻美

Still Love
作詞：荘野ジュリ、作曲・編曲：Jin Nakamura
『VOCAL MASTER』の収録曲。
収録CD
- THE IDOLM@STER RADIO VOCAL MASTER
  - Still Love 歌：今井麻美

Contradiction
作詞：kanoko、作曲・編曲：桜庭統
『VOCAL MASTER』の収録曲。
収録CD
- THE IDOLM@STER RADIO VOCAL MASTER
  - Contradiction 歌：今井麻美・たかはし智秋

アイレデッスカ!?
作詞：リスナーP有志・ミンゴス・ちあking、作曲・編曲：松田信男
『VOCAL MASTER』の収録曲。
収録CD
- THE IDOLM@STER RADIO VOCAL MASTER
  - アイレデッスカ!? 歌：たかはし智秋・今井麻美

僕はあなたに恋する
作詞：中村恵、作曲・編曲：佐々木宏人
『歌道場』収録曲。
収録CD
- THE IDOLM@STER RADIO 歌道場
  - 僕はあなたに恋する 歌：たかはし智秋・今井麻美

Smile Smile Smile
作詞：森由里子、作曲・編曲：岸井将、編曲：竹中文一
『LONG TIME』収録曲。
4月をイメージした楽曲。
収録CD
- THE IDOLM@STER RADIO LONG TIME
  - Smile Smile Smile 歌：今井麻美・たかはし智秋

Lady☆Cake
作詞：三重野瞳、作曲・編曲：宮垣憲一郎
『LONG TIME』収録曲。
5月をイメージした楽曲。
収録CD
- THE IDOLM@STER RADIO LONG TIME
  - Lady☆Cake 歌：たかはし智秋・今井麻美

7 colors
作詞：森由里子、作曲・編曲：山下恭文
『LONG TIME』収録曲。
6月をイメージした楽曲。
収録CD
- THE IDOLM@STER RADIO LONG TIME
  - 7 colors 歌：今井麻美

エール
作詞：貝田由里子、作曲・編曲：池月源、編曲：西本卓朗
『LONG TIME』収録曲。
7月をイメージした楽曲。
収録CD
- THE IDOLM@STER RADIO LONG TIME
  - エール 歌：たかはし智秋・今井麻美

sunshine
作詞：貝田由里子、作曲・編曲：内藤匠
『LONG TIME』収録曲。
8月をイメージした楽曲。
収録CD
- THE IDOLM@STER RADIO LONG TIME
  - sunshine 歌：たかはし智秋

JM-Justify Myself-
作詞：柚木美祐、作曲・編曲：岸井将、編曲：佐藤和郎
『LONG TIME』収録曲。
9月をイメージした楽曲。
収録CD
- THE IDOLM@STER RADIO LONG TIME
  - JM-Justify Myself- 歌：たかはし智秋・今井麻美

赤い花咲いた
作詞：柚木美祐、作曲・編曲：小林俊太郎、編曲：竹中文一
『LONG TIME』収録曲。
10月をイメージした楽曲。
収録CD
- THE IDOLM@STER RADIO LONG TIME
  - 赤い花咲いた 歌：たかはし智秋

Melting season
作詞：只野菜摘、作曲・編曲：内藤匠
『LONG TIME』収録曲。
11月をイメージした楽曲。
収録CD
- THE IDOLM@STER RADIO LONG TIME
  - Melting season 歌：今井麻美・たかはし智秋

ギフト
作詞：岩里祐穂、作曲・編曲：山下恭文
『LONG TIME』収録曲。
12月をイメージした楽曲。
収録CD
- THE IDOLM@STER RADIO LONG TIME
  - ギフト 歌：今井麻美

てがみうた
作詞：只野菜摘、作曲・編曲：宮垣憲一郎
『LONG TIME』収録曲。
1月をイメージした楽曲。
収録CD
- THE IDOLM@STER RADIO LONG TIME
  - てがみうた 歌：今井麻美・たかはし智秋

pink の february
作詞：只野菜摘、作曲・編曲：佐藤和郎
『LONG TIME』収録曲。
2月をイメージした楽曲。
収録CD
- THE IDOLM@STER RADIO LONG TIME
  - pink の february 歌：今井麻美・たかはし智秋

また、はじめよう。
作詞：今井麻美、作曲・編曲：佐藤和郎
『LONG TIME』収録曲。
3月をイメージした楽曲。
収録CD
- THE IDOLM@STER RADIO LONG TIME
  - また、はじめよう。 歌：たかはし智秋・今井麻美

### 『THE IDOLM@STER STATION!!!』関連楽曲
「歌姫楽園」でのカバー曲については該当項目を参照。
DEAD or ALIVE
作詞：奥井雅美、作曲・編曲：IMAJO
『FIRST TRAVEL』収録曲。
収録CD
- THE IDOLM@STER STATION!!! FIRST TRAVEL
  - DEAD or ALIVE 歌：今井麻美・原由実・沼倉愛美

- THE IDOLM@STER STATION!!! Long Travel ～BEST OF THE IDOLM@STER STATION!!!～
  - DEAD or ALIVE 歌：今井麻美・原由実・沼倉愛美

AVALON
作詞：三浦誠司、作曲：南陽子、編曲：三浦誠司
『FIRST TRAVEL』収録曲。
収録CD
- THE IDOLM@STER STATION!!! FIRST TRAVEL
  - AVALON 歌：沼倉愛美

- THE IDOLM@STER STATION!!! Long Travel ～BEST OF THE IDOLM@STER STATION!!!～
  - AVALON 歌：沼倉愛美

One Step
作詞・作曲・編曲：宮崎誠
『FIRST TRAVEL』収録曲。
収録CD
- THE IDOLM@STER STATION!!! FIRST TRAVEL
  - One Step 歌：原由実

- THE IDOLM@STER STATION!!! Long Travel ～BEST OF THE IDOLM@STER STATION!!!～
  - One Step 歌：原由実

SHADOWLESS
作詞・作曲：谷山浩子、編曲：佐藤泰将
『FIRST TRAVEL』収録曲。
収録CD
- THE IDOLM@STER STATION!!! FIRST TRAVEL
  - SHADOWLESS 歌：今井麻美

はっぴぃ☆ほりっく
作詞：辻純更、作曲：吉野貴雄、編曲：梅堀淳
『FIRST TRAVEL』収録曲。
収録CD
- THE IDOLM@STER STATION!!! FIRST TRAVEL
  - はっぴぃ☆ほりっく 歌：今井麻美・原由実・沼倉愛美

Traveler
作詞：今井麻美・沼倉愛美・原由実、作曲：MIKOTO、編曲：生田真心
『THIRD TRAVEL WANTED』収録曲。
収録CD
- THE IDOLM@STER STATION!!! THIRD TRAVEL WANTED
  - Traveler 歌：原由実・沼倉愛美・今井麻美

- THE IDOLM@STER STATION!!! Long Travel ～BEST OF THE IDOLM@STER STATION!!!～
  - Traveler 歌：原由実・沼倉愛美・今井麻美

It's ALRIGHT!
作詞：kenko-p、作曲・編曲：R・O・N
「HEART AND SOUL」収録曲。
収録CD
- HEART AND SOUL -THE IDOLM@STER STATION!!!-
  - It's ALRIGHT! 歌：沼倉愛美

- THE IDOLM@STER STATION!!! Long Travel ～BEST OF THE IDOLM@STER STATION!!!～
  - It's ALRIGHT! 歌：沼倉愛美

Crescent Maze
作詞：BOUNCEBACK、作曲・編曲：水野大輔
「HEART AND SOUL」収録曲。
収録CD
- HEART AND SOUL -THE IDOLM@STER STATION!!!-
  - Crescent Maze 歌：原由実

- THE IDOLM@STER STATION!!! Long Travel ～BEST OF THE IDOLM@STER STATION!!!～
  - Crescent Maze 歌：原由実

SUPERSTAR
作詞：辻純更、作曲：Ryo Fujimura、編曲：佐藤ノリチカ
「HEART AND SOUL」収録曲。
収録CD
- HEART AND SOUL -THE IDOLM@STER STATION!!!-
  - SUPERSTAR 歌：浅倉杏美

- THE IDOLM@STER STATION!!! Long Travel ～BEST OF THE IDOLM@STER STATION!!!～
  - SUPERSTAR 歌：浅倉杏美

1,2,3
作詞・作曲：佐伯youthK、編曲：藤末樹
「HEART AND SOUL」収録曲。
収録CD
- HEART AND SOUL -THE IDOLM@STER STATION!!!-
  - 1,2,3 歌：沼倉愛美・浅倉杏美・原由実

- THE IDOLM@STER STATION!!! Long Travel ～BEST OF THE IDOLM@STER STATION!!!～
  - 1,2,3 歌：沼倉愛美・浅倉杏美・原由実

HEART AND SOUL
作詞：オノダヒロユキ、作曲・編曲：宮崎誠
『Nouvelle Vague』収録曲。
収録CD
- THE IDOLM@STER STATION!!! Nouvelle Vague
  - HEART AND SOUL 歌：沼倉愛美・浅倉杏美・原由実

- THE IDOLM@STER STATION!!! Long Travel ～BEST OF THE IDOLM@STER STATION!!!～
  - HEART AND SOUL 歌：沼倉愛美・浅倉杏美・原由実

高速道路
作詞・作曲・編曲：あさくらあずみ
『THE IDOLM@STER STATION!!!』第89回内のコーナー「特盛稲荷神社でちいさな福音」内にて新パーソナリティーの浅倉杏美が即興で作った楽曲。第90回からリコーダーの伴奏付きでオープニングに採用された。
その後『「THE IDOLM@STER STATION!!!」First Live "HEART AND SOUL"』にて高速道路禁止令が出された。
収録CD
- THE IDOLM@STER STATION!!! Nouvelle Vague
  - 高速道路 歌：浅倉杏美

continue
作詞・作曲・編曲：宮崎誠
『Amazing grace』収録曲。
収録CD
- THE IDOLM@STER STATION!!! Amazing grace
  - continue 歌：原由実

- THE IDOLM@STER STATION!!! Long Travel ～BEST OF THE IDOLM@STER STATION!!!～
  - continue 歌：原由実

きっと
作詞・作曲・編曲：佐伯youthK
『Amazing grace』収録曲。
収録CD
- THE IDOLM@STER STATION!!! Amazing grace
  - きっと 歌：浅倉杏美

- THE IDOLM@STER STATION!!! Long Travel ～BEST OF THE IDOLM@STER STATION!!!～
  - きっと 歌：浅倉杏美

Strawberry pain
作詞・作曲：石川智晶、編曲：宮崎誠
『Amazing grace』収録曲。
収録CD
- THE IDOLM@STER STATION!!! Amazing grace
  - Strawberry pain 歌：沼倉愛美

- THE IDOLM@STER STATION!!! Long Travel ～BEST OF THE IDOLM@STER STATION!!!～
  - Strawberry pain 歌：沼倉愛美

ぜんぜんあいたい
作詞：伊福部崇、作曲・編曲：杉浦"ラフィン"誠一郎
『Amazing grace』収録曲。
収録CD
- THE IDOLM@STER STATION!!! Amazing grace
  - ぜんぜんあいたい 歌：沼倉愛美・浅倉杏美・原由実

- THE IDOLM@STER STATION!!! Long Travel ～BEST OF THE IDOLM@STER STATION!!!～
  - ぜんぜんあいたい 歌：沼倉愛美・浅倉杏美・原由実

in WonderRadio
作詞：伊福部崇、作曲・編曲：杉浦"ラフィン"誠一郎
『in WonderRadio』収録曲。
収録CD
- THE IDOLM@STER STATION!!! in WonderRadio
  - in WonderRadio 歌：沼倉愛美・浅倉杏美・原由実

- THE IDOLM@STER STATION!!! Long Travel ～BEST OF THE IDOLM@STER STATION!!!～
  - in WonderRadio 歌：沼倉愛美・浅倉杏美・原由実

だから今夜きみと
作詞：BNSI（MC TC）、作曲・編曲：BNSI（Tacku Inoue a.k.a. Slim Clear Eyes）
収録CD
- THE IDOLM@STER STATION!!! Summer Night Party!!! BD 付属 CD
  - だから今夜きみと 歌：沼倉愛美・浅倉杏美・原由実
  - だから今夜きみと （Manami solo Remix） 歌：沼倉愛美
  - だから今夜きみと （Yumi solo Remix） 歌：原由実
  - だから今夜きみと （Azumi solo Remix） 歌：浅倉杏美

- THE IDOLM@STER STATION!!! Long Travel ～BEST OF THE IDOLM@STER STATION!!!～
  - だから今夜きみと 歌：沼倉愛美・浅倉杏美・原由実

光跡
作詞：BNSI（渡辺量）、作曲：BNSI（中川浩二）、編曲：BNSI（ミフメイ）
収録CD
- THE IDOLM@STER STATION!!! Long Travel ～BEST OF THE IDOLM@STER STATION!!!～
  - 光跡 歌：沼倉愛美・原由実・浅倉杏美

### 『THE IDOLM@STER STATION!!+』関連楽曲
Monday Night Fever☆
作詞：渡部紫緒、作曲・編曲：坂部剛
『Monday Night Fever☆』収録曲。
収録CD
- THE IDOLM@STER STATION!!+ Monday Night Fever☆
  - Monday Night Fever☆ 歌：沼倉愛美・原由実

### 『ラジオdeアイマSHOW!』関連楽曲
SHINING STAR ★彡
作詞：石川絵理、作曲・編曲：一色真実、編曲：石川慧樹
『ラジオdeアイマSHOW!』前期テーマソング。
収録CD
- ショートバージョン
  - SHINING STAR ★彡
    - SHINING STAR ★彡 歌：TRICO（中村繪里子・今井麻美・長谷優里奈）

- フルバージョン
  - ラジオdeアイマSHOW! プレミアムCD
    - SHINING STAR ★彡 歌：TRICO（中村繪里子・今井麻美・長谷優里奈）

  - DJCD アイドルマスター Radio For You! Vol.1
    - SHINING STAR ★彡 歌：TRICO（中村繪里子・今井麻美・長谷優里奈）

  - THE IDOLM@STER Vocal Collection 01
    - SHINING STAR ★彡 歌：天海春香・如月千早・萩原雪歩（長谷優里奈）

アナタのヒトコト
作詞：伊那村さちこ、作曲・編曲：NBGI（佐々木宏人）
『ラジオdeアイマSHOW!』後期テーマソング。
収録CD
- DJCD ラジオdeアイマSHOW! Vol.4.5
  - アナタのヒトコト 歌：Engage!（中村繪里子・今井麻美・仁後真耶子）

- DJCD アイドルマスター Radio For You! Vol.1
  - アナタのヒトコト 歌：Engage!（中村繪里子・今井麻美・仁後真耶子）

- DJCD アイドルマスター Radio For You! Vol.2
  - アナタのヒトコト 歌：中村繪里子
  - アナタのヒトコト 歌：今井麻美
  - アナタのヒトコト 歌：仁後真耶子

- DJCD SP アイドルマスター Radio For You! Radio For 結〜you-i〜
  - アナタのヒトコト 歌：Engage!（中村繪里子・今井麻美・仁後真耶子）

- THE IDOLM@STER Vocal Collection 01
  - アナタのヒトコト 歌：天海春香・如月千早・高槻やよい

### 『アイドルマスター Radio For You!』関連楽曲
FO(U)R
作詞：yura、作曲・編曲：神前暁、アレンジ：高田龍一
『Radio For You!』テーマソング。
収録CD
- フルバージョン
  - DJCD アイドルマスター Radio For You! Vol.1
    - FO(U)R 歌：you-i（中村繪里子・今井麻美・仁後真耶子）

  - DJCD アイドルマスター Radio For You! Vol.2
    - FO(U)R 歌：中村繪里子
    - FO(U)R 歌：今井麻美
    - FO(U)R 歌：仁後真耶子

  - DJCD SP アイドルマスター Radio For You! Radio For 結〜you-i〜
    - FO(U)R 歌：you-i（中村繪里子・今井麻美・仁後真耶子）

  - THE IDOLM@STER Vocal Collection 01
    - FO(U)R 歌：天海春香・如月千早・高槻やよい

- REMIX-A
  - THE IDOLM@STER Vocal Collection 02
    - FO(U)R（REMIX-A） 歌：天海春香・高槻やよい・星井美希
    - FO(U)R（REMIX-A） 歌：如月千早

### 『アイドルマスター P.S.プロデューサー』関連楽曲
Looking For Love
作詞：中村恵、作曲・編曲：佐々木宏人
『P.S.プロデューサー』テーマソング。
収録CD
- DJCD アイドルマスター P.S.プロデューサー Vol.2
  - Looking For Love （DJCD Limited Ver.） 歌：ExA（中村繪里子・長谷川明子）

- THE IDOLM@STER Vocal Collection 02
  - Looking For Love 歌：天海春香・星井美希
  - Looking For Love 歌：天海春香

### 『ラジオdeアイマSTAR☆』関連楽曲
J☆U☆M☆P
作詞：yura、作曲・編曲：高田龍一
『ラジオdeアイマSTAR☆』テーマソング。
収録CD
- THE IDOLM@STER Vocal Collection 01
  - J☆U☆M☆P 歌：天海春香・高槻やよい・星井美希
  - J☆U☆M☆P（星井美希 ソロVer.） 歌：星井美希

### 『ラジオdeアイマCHU!!』関連楽曲
Mon Chéri
作詞：Maura、作曲・編曲：NBGI（内田哲也）
『ラジオdeアイマCHU!!』テーマソング1。
収録CD
- TラジオdeアイマCHU!! スペシャルCD
  - Mon Chéri 歌：Honey Citrus（長谷川明子・仁後真耶子・下田麻美）

れでぃお☆マジかる
作詞：イイジマケン、作曲・編曲：イイジマケン
『ラジオdeアイマCHU!!』テーマソング2。
収録CD
- ラジオdeアイマCHU!! スペシャルCD
  - れでぃお☆マジかる 歌：Honey Citrus（長谷川明子・仁後真耶子・下田麻美）
  - れでぃお☆マジかる（short version） 歌：Honey Citrus（長谷川明子・仁後真耶子・下田麻美）

### 『春香とやよいの弥生式らじお』関連楽曲
恋だもん〜初級編〜
作詞：畑亜貴、作曲：田代智一、編曲：菊谷知樹
『春香とやよいの弥生式らじお』の主題歌。
収録CD
- 春香とやよいの弥生式らじお 恋だもん〜初級編〜
  - 恋だもん〜初級編〜 歌：天海春香（井口裕香）・高槻やよい（小清水亜美）

- アイドルマスター XENOGLOSSIA BEST COLLECTION
  - 恋だもん〜初級編〜 歌：天海春香（井口裕香）・高槻やよい（小清水亜美）
  - 恋だもん〜初級編〜（やよいver.） 歌：高槻やよい（小清水亜美）

### 『アイマスタジオ』関連楽曲
アエイウエオア!
作詞・作曲・編曲：志倉千代丸、編曲：上倉紀行
『アイマスタジオ』テーマソング。
収録CD
- アエイウエオア!
  - アエイウエオア! 歌：天海春香・如月千早
  - アエイウエオア!（Haruka Amami solo ver.） 歌：天海春香
  - アエイウエオア!（Chihaya Kisaragi solo ver.） 歌：如月千早

## ドラマ関連楽曲
Dream
作詞・作曲・編曲：仮面ライダー
韓国ドラマ「THE IDOLM@STER.KR」内ユニット「Real Girls Project(R.G.P)」の楽曲。
収録CD
- THE IDOLM@STER.KR MUSIC Episode 1
  - Dream 歌：Real Girls Project

One for All
作詞・作曲・編曲：仮面ライダー
韓国ドラマ「THE IDOLM@STER.KR」内ユニット「Real Girls Project(R.G.P)」の楽曲。
収録CD
- THE IDOLM@STER.KR MUSIC Episode 1
  - One for All 歌：Real Girls Project

ACACIA
作詞・作曲・編曲：仮面ライダー
韓国ドラマ「THE IDOLM@STER.KR」に登場するライバルユニット「Red Queen」の楽曲。
収録CD
- THE IDOLM@STER.KR MUSIC Episode 1
  - ACACIA 歌：RedQueen

Memories
作詞・作曲・編曲：仮面ライダー
韓国ドラマ「THE IDOLM@STER.KR」挿入歌。
収録CD
- THE IDOLM@STER.KR MUSIC Episode 2
  - Memories 歌：ジェイン＆ジョンジュ

Lost in the Summer
作詞・作曲・編曲：Albi Albertsson
韓国ドラマ「THE IDOLM@STER.KR」挿入歌。
収録CD
- THE IDOLM@STER.KR MUSIC Episode 2
  - Lost in the Summer 歌：スジ＆ジウォン

SUPER GIRL MAGIC
作詞：Pinch Hitter、作曲：Steven Lee,Andreas Oberg,Maria Marcus
韓国ドラマ「THE IDOLM@STER.KR」挿入歌。
収録CD
- THE IDOLM@STER.KR MUSIC Episode 2
  - SUPER GIRL MAGIC 歌：RedQueen

ATTENTION
作詞：ユンギョン,ソングカラット（Jam Factory）、作曲：Steven Lee,RIKE BOOMGAARDEN
韓国ドラマ「THE IDOLM@STER.KR」挿入歌。
収録CD
- THE IDOLM@STER.KR MUSIC Episode 2
  - ATTENTION 歌：RedQueen

Wishy Washy
作詞・作曲：mr.cho
韓国ドラマ「THE IDOLM@STER.KR」挿入歌。
歌：CoCo
Wanna Be Your Star
作詞：OBROS,ハソ、作曲・編曲：Master Key,OBROS
韓国ドラマ「THE IDOLM@STER.KR」挿入歌。
収録CD
- THE IDOLM@STER.KR MUSIC Episode 3
  - Wanna Be Your Star 歌：ジェイン＆ハソ＆イェウン

Growl
作詞：ソジウン、作曲：Jordan Kyle,John Major,Jarah Lafayette Gibson,Shinhyuk,DK、オリジナルアーティスト：EXO
韓国ドラマ「THE IDOLM@STER.KR」挿入歌。Real Girls Project（ルーキー組）のカバー曲。
収録CD
- THE IDOLM@STER.KR MUSIC Episode 4
  - Growl 歌：スジ、ジスル、ミント、ハソ、イェウン

Second Confession
作詞：ソジェオ,ソヨンベ,イミンヒョク,ジョンイルフン、作曲：ソジェオ,ソヨンベ、編曲：仮面ライダー、オリジナルアーティスト：BTOB
韓国ドラマ「THE IDOLM@STER.KR」挿入歌。Real Girls Project（デビュー組）のカバー曲。
収録CD
- THE IDOLM@STER.KR MUSIC Episode 4
  - Second Confession 歌：ヨンジュ、ソリ、ユキカ、ジェイン、テリ

NOT END…BUT AND !!
作詞・作曲・編曲：仮面ライダー
韓国ドラマ「THE IDOLM@STER.KR」エンディングテーマ。
収録CD
- THE IDOLM@STER.KR MUSIC Episode 5
  - NOT END…BUT AND !! 歌：Real Girls Project

Let's get started
作詞・作曲・編曲：仮面ライダー
韓国ドラマ「THE IDOLM@STER.KR」挿入歌。
収録CD
- THE IDOLM@STER.KR MUSIC Episode 5
  - Let's get started 歌：Real Girls Project

Because of you
歌：ジョンジュ
韓国ドラマ「THE IDOLM@STER.KR」挿入歌。
PINGPONG GAME
作詞・作曲・編曲：仮面ライダー、歌：Real Girls Project
配信限定曲。

## インターネット配信関連楽曲
リローディング
作詞・作曲・編曲：BNSI(大澤めい)
vα-livの楽曲。
収録CD
- vα-liv CD「リローディング」
  - リローディング 歌：灯里愛夏・上水流宇宙・レトラ
  - リローディング (灯里愛夏ver.) 歌：灯里愛夏
  - リローディング (上水流宇宙ver.) 歌：上水流宇宙
  - リローディング (レトラver.) 歌：レトラ

- ＃ヴイアラ 1st Album 「彼方」
  - RELOADING 歌：灯里愛夏・上水流宇宙・レトラ

ともすれば、(中略)アイドル
作詞：七条レタス、作曲・編曲：D.watt
灯里愛夏のソロ曲。
収録CD
- vα-liv 灯里愛夏 1st EP「まなかわやっぴー！」
  - ともすれば、(中略)アイドル 歌：灯里愛夏

あっちこっちプリンセス
作詞・作曲・編曲：やしきん
灯里愛夏のソロ曲。
収録CD
- vα-liv 灯里愛夏 1st EP「まなかわやっぴー！」
  - あっちこっちプリンセス 歌：灯里愛夏

虹の王国の物語〜エトワールを目指して〜
作詞・作曲・編曲：椿山日南子
灯里愛夏のソロ曲。
収録CD
- vα-liv 灯里愛夏 1st EP「まなかわやっぴー！」
  - 虹の王国の物語〜エトワールを目指して〜 歌：灯里愛夏

公転周期
作詞・作曲・編曲：STEAKA
上水流宇宙のソロ曲。
収録CD
- vα-liv 上水流宇宙 1st EP「Astral」
  - 公転周期 歌：上水流宇宙

クライヤ
作詞・作曲・編曲：PSYQUI
上水流宇宙のソロ曲。
収録CD
- vα-liv 上水流宇宙 1st EP「Astral」
  - クライヤ 歌：上水流宇宙

Scarlet Rose
作詞・作曲・編曲：Aira(Dream monster)
上水流宇宙のソロ曲。
収録CD
- vα-liv 上水流宇宙 1st EP「Astral」
  - Scarlet Rose 歌：上水流宇宙

群青イニシエーション
作詞：OHTORA、作曲：New K・OHTORA、編曲：New K
レトラのソロ曲。
収録CD
- vα-liv レトラ 1st EP「拝啓、君の世界へ」
  - 群青イニシエーション 歌：レトラ

きみの一等星
作詞：nyamura、作曲：nyamura・KAIRUI、編曲：KAIRUI
レトラのソロ曲。
収録CD
- vα-liv レトラ 1st EP「拝啓、君の世界へ」
  - きみの一等星 歌：レトラ

Breaker
作詞・作曲・編曲：梔
レトラのソロ曲。
収録CD
- vα-liv レトラ 1st EP「拝啓、君の世界へ」
  - Breaker 歌：レトラ

CQ
作詞・作曲・編曲：烏屋茶房
＃ヴイアラの楽曲。
収録CD
- ＃ヴイアラ 1st Album 「彼方」
  - CQ 歌：灯里愛夏・上水流宇宙・レトラ

FIELD ON ME
作詞：nyamura、作曲：nyamura・safmusic、編曲：safmusic
＃ヴイアラの楽曲。
収録CD
- ＃ヴイアラ 1st Album 「彼方」
  - FIELD ON ME 歌：灯里愛夏・上水流宇宙・レトラ

DYE BAD DAY
作詞：松藤量平(sixth floor)、作曲・編曲：和賀裕希(sixth floor)
＃ヴイアラの楽曲。
収録CD
- ＃ヴイアラ 1st Album 「彼方」
  - DYE BAD DAY 歌：灯里愛夏・上水流宇宙・レトラ

SHOOTING STAR
作詞：Shogo(Rebrast)、作曲：Shogo(Rebrast)・Tsubasa(Rebrast)、編曲：Tsubasa(Rebrast)
＃ヴイアラの楽曲。
収録CD
- ＃ヴイアラ 1st Album 「彼方」
  - SHOOTING STAR 歌：灯里愛夏・上水流宇宙・レトラ

ヴヴヴ
作詞・作曲・編曲：Medansy(TRIFRONTIER)、歌：灯里愛夏・上水流宇宙・レトラ
＃ヴイアラの楽曲。
Beyond My Destiny
作詞・作曲・編曲：桑原佑介、歌：灯里愛夏・上水流宇宙・レトラ
＃ヴイアラの楽曲。
Berry Berry Lady
作詞：やぎぬまかな、作曲・編曲：Nor、歌：灯里愛夏
灯里愛夏のソロ曲。
アエルシグナル
作詞・作曲・編曲：笹川真生、歌：レトラ
レトラのソロ曲。

## その他の楽曲
IDOL POWER RAINBOW
作詞：有栖川姫子、作曲：佐々木宏人
2014年2月22日・23日にさいたまスーパーアリーナで行われたライブイベント「THE IDOLM@STER M@STERS OF IDOL WORLD!! 2014」のテーマソング。
収録作品
- アイドルマスター マストソングス 青盤

収録CD
- IDOL POWER RAINBOW
  - IDOL POWER RAINBOW 歌：天海春香、如月千早、星井美希、島村卯月、渋谷凛、本田未央、春日未来、最上静香、伊吹翼 from THE IDOLM@STER M@STERS OF IDOL WORLD!! 2014

- THE IDOLM@STER M@STERS OF IDOL WORLD!! 2014 "PERFECT BOX!" SPECIAL DISC IDOL POWER RAINBOW
  - IDOL POWER RAINBOW 歌：天海春香、如月千早、星井美希、島村卯月、渋谷凛、本田未央、春日未来、最上静香、伊吹翼
  - IDOL POWER RAINBOW [765PRO VER.] 歌：天海春香、如月千早、星井美希
  - IDOL POWER RAINBOW [CINDERELLA GIRLS VER.] 歌：島村卯月、渋谷凛、本田未央
  - IDOL POWER RAINBOW [MILLIONSTARS VER.] 歌：春日未来、最上静香、伊吹翼

マジで…!?
作詞：BNSI（くぼけん・エトウ）、作曲・編曲：BNSI（佐藤貴文）
『アイドルマスター』10周年＆『太鼓の達人』15周年記念コラボ祭り用に作成された楽曲。『太鼓の達人』ムラサキver.に追加配信された。
『アイドルマスター』関連には、『マストソングス』で初収録された。
収録作品
- アイドルマスター マストソングス 青盤

収録CD
- THE IDOLM@STER MASTER ARTIST 4 01 天海春香
  - マジで…!? 歌：天海春香

- THE IDOLM@STER MASTER ARTIST 4 02 四条貴音
  - マジで…!? 歌：四条貴音

- THE IDOLM@STER MASTER ARTIST 4 03 高槻やよい
  - マジで…!? 歌：高槻やよい

- THE IDOLM@STER MASTER ARTIST 4 04 菊地真
  - マジで…!? 歌：菊地真

- THE IDOLM@STER MASTER ARTIST 4 05 我那覇響
  - マジで…!? 歌：我那覇響

- THE IDOLM@STER MASTER ARTIST 4 06 双海亜美
  - マジで…!? 歌：双海亜美

- THE IDOLM@STER MASTER ARTIST 4 07 星井美希
  - マジで…!? 歌：星井美希

- THE IDOLM@STER MASTER ARTIST 4 08 三浦あずさ
  - マジで…!? 歌：三浦あずさ

- THE IDOLM@STER MASTER ARTIST 4 09 秋月律子
  - マジで…!? 歌：秋月律子

- THE IDOLM@STER MASTER ARTIST 4 10 如月千早
  - マジで…!?  歌：如月千早

- THE IDOLM@STER MASTER ARTIST 4 11 萩原雪歩
  - マジで…!?  歌：萩原雪歩

- THE IDOLM@STER MASTER ARTIST 4 12 水瀬伊織
  - マジで…!?  歌：水瀬伊織

- THE IDOLM@STER MASTER ARTIST 4 13 双海真美
  - マジで…!?  歌：双海真美

- 765PRO ALLSTARS LIVE NEVER END IDOL!!!!!!!!!!!!! 会場オリジナルCD『New Me, Continued / マジで…！？』
  - マジで…!?  歌：765PRO ALLSTARS

ONENESS
2014年8月29日 - 31日に開催されたライブイベント『Animelo Summer Live 2014 -ONENESS-』のテーマソング。アイドルマスターシリーズとして楽曲に参加。
収録CD
- ONENESS
  - ONENESS 歌：アイドルマスター、藍井エイル、アフィリア・サーガ、angela、いとうかなこ、Wake Up, Girls!、小野賢章、OLDCODEX、喜多村英梨、GRANRODEO、栗林みな実、黒崎真音、ZAQ、JAM Project、sweet ARMS、鈴木このみ、STAR☆ANIS、谷本貴義、田村ゆかり、茅原実里、T.M.Revolution、仲谷明香、流田Project、橋本仁、fhána、petit milady、FLOW、堀江由衣、三澤紗千香、水樹奈々、三森すずこ、宮野真守、μ's、May'n、ゆいかおり、悠木碧、吉田仁美、LiSA、和田光司

アイ MUST GO!
作詞：mft、作曲：BNSI（中川浩二）、作曲・編曲：小林啓樹、韓国語作詞：Jam Factory
2015年7月18日・19日に西武プリンスドームで行われた10周年記念ライブイベント「THE IDOLM@STER M@STERS OF IDOL WORLD!! 2015」のテーマソング。『THE IDOLM@STER.KR』では韓国語カバーバージョンがエンディングテーマに使用されている。
収録作品
- アイドルマスター マストソングス 赤盤
- アイドルマスター ポップリンクス - アップデートで追加

収録CD
- アイ MUST GO!
  - アイ MUST GO! 歌：天海春香、如月千早、星井美希、島村卯月、渋谷凛、本田未央、春日未来、最上静香、伊吹翼

- THE IDOLM@STER M@STERS OF IDOL WORLD!! 2015 "PERFECT BOX!" SPECIAL DISC アイ MUST GO!
  - アイ MUST GO! 歌：天海春香、如月千早、星井美希、島村卯月、渋谷凛、本田未央、春日未来、最上静香、伊吹翼
  - アイ MUST GO! [765PRO VER.] 歌：天海春香、如月千早、星井美希
  - アイ MUST GO! [CINDERELLA GIRLS VER.] 歌：島村卯月、渋谷凛、本田未央
  - アイ MUST GO! [MILLIONSTARS VER.] 歌：春日未来、最上静香、伊吹翼

- THE IDOLM@STER.KR MUSIC Episode 3
  - アイ MUST GO!（韓国語カバー） 歌：Real Girls Project

- アイドルマスター 10th メモリアルフィギュア 購入特典CD
  - アイ MUST GO! ～10th メモリアルフィギュアver.～ 歌：天海春香、島村卯月、春日未来

紅白応援V
作詞・作曲：BNSI（佐藤貴文）、編曲：BNSI（kyo）
2017年1月28日・29日に東京体育館で行われたトーク＆ライブイベント「THE IDOLM@STER PRODUCER MEETING 2017　765PRO ALLSTARS -Fun to the new vision!!-」のために書き下ろされた楽曲。読みは「こうはくおうえんビクトリー」。
収録CD
- THE IDOLM@STER PLATINUM MASTER ENCORE 紅白応援V
  - 紅白応援V 歌：765PRO ALLSTARS…and you!
  - 紅白応援V 貴音×やよい VER. 歌：四条貴音・高槻やよい
  - 紅白応援V 千早×雪歩 VER. 歌：如月千早・萩原雪歩（浅倉杏美）
  - 紅白応援V 真×亜美・真美 VER. 歌：菊地真・双海亜美・双海真美
  - 紅白応援V 響×美希 VER. 歌：我那覇響・星井美希
  - 紅白応援V 春香×あずさ VER. 歌：天海春香・三浦あずさ
  - 紅白応援V 律子×伊織 VER. 歌：秋月律子・水瀬伊織

Playing The World
2017年8月25日 - 27日に開催されたライブイベント『Animelo Summer Live 2017 -THE CARD-』のテーマソング。DRAMATIC STARSのメンバーが楽曲に参加。
収録CD
- Playing The World
  - Playing The World 歌：オーイシマサヨシ（OxT）、KISHOW（GRANRODEO）、鈴木このみ、茅原実里、TRUE、DRAMATIC STARS、中島愛、南條愛乃（fripSide）、羽多野渉、春奈るな、Pyxis、早見沙織、Machico、栗林みな実、三森すずこ、ミルキィホームズ、ZAQ

Stand by...MUSIC!!!
2018年8月24日 - 26日に開催されたライブイベント『Animelo Summer Live 2018 "OK!"』のテーマソング。SideMとミリオンスターズのメンバーが楽曲に参加。
収録CD
- Stand by...MUSIC!!!
  - Stand by...MUSIC!!! 歌：アイドルマスター SideM、アイドルマスター ミリオンライブ！ ミリオンスターズ、亜咲花、伊藤美来、内田彩、内田真礼、オーイシマサヨシ、GRANRODEO（KISHOW）、鈴木このみ、鈴木みのり、竹達彩奈、TRUE、fhána、悠木碧

なんどでも笑おう
作詞：モモキエイジ、作曲：BNSI（佐藤貴文）、編曲：BNSI（トリ音）
アイドルマスター15周年記念PVで発表された楽曲。
収録作品
- アイドルマスター ミリオンライブ! シアターデイズ - イベント配信 歌：春日未来・最上静香・伊吹翼／765PRO ALLSTARS
- アイドルマスター シンデレラガールズ スターライトステージ - イベント配信 歌：島村卯月・渋谷凛・本田未央
- アイドルマスター SideM LIVE ON ST@GE! - イベント配信 歌：天道輝・桜庭薫・柏木翼
- アイドルマスター ポップリンクス - 初期状態から使用可能
- アイドルマスター シャイニーカラーズ - アップデートで追加 歌：櫻木真乃・風野灯織・八宮めぐる
- アイドルマスター スターリットシーズン - DLC（カタログ2号）で配信 歌：765PRO ALLSTARS・奥空心白・亜夜
  - アイドルマスター ツアーズ - 初期状態から使用可能

収録CD
- THE IDOLM@STER 15周年記念曲「なんどでも笑おう」（全CD共通）
  - なんどでも笑おう 歌：THE IDOLM@STER FIVE STARS!!!!!

- THE IDOLM@STER 15周年記念曲「なんどでも笑おう」765PRO ALLSTARS盤
  - なんどでも笑おう[765PRO ALLSTARS] 歌：天海春香・如月千早・星井美希
  - なんどでも笑おう 天海春香ソロ・リミックス 歌：天海春香
  - なんどでも笑おう 如月千早ソロ・リミックス 歌：如月千早
  - なんどでも笑おう 星井美希ソロ・リミックス 歌：星井美希

- THE IDOLM@STER 15周年記念曲「なんどでも笑おう」CINDERELLA GIRLS盤
  - なんどでも笑おう[THE IDOLM@STER CINDERELLA GIRLS] 歌：島村卯月・渋谷凛・本田未央
  - なんどでも笑おう 島村卯月ソロ・リミックス 歌：島村卯月
  - なんどでも笑おう 渋谷凛ソロ・リミックス 歌：渋谷凛
  - なんどでも笑おう 本田未央ソロ・リミックス 歌：本田未央

- THE IDOLM@STER 15周年記念曲「なんどでも笑おう」MILLION LIVE!盤
  - なんどでも笑おう[MILLIONSTARS] 歌：春日未来・最上静香・伊吹翼
  - なんどでも笑おう 春日未来ソロ・リミックス 歌：春日未来
  - なんどでも笑おう 最上静香ソロ・リミックス 歌：最上静香
  - なんどでも笑おう 伊吹翼ソロ・リミックス 歌：伊吹翼

- THE IDOLM@STER 15周年記念曲「なんどでも笑おう」SideM盤
  - なんどでも笑おう[315 STARS] 歌：天道輝・桜庭薫・柏木翼
  - なんどでも笑おう 天道輝ソロ・リミックス 歌：天道輝
  - なんどでも笑おう 桜庭薫ソロ・リミックス 歌：桜庭薫
  - なんどでも笑おう 柏木翼ソロ・リミックス 歌：柏木翼

- THE IDOLM@STER 15周年記念曲「なんどでも笑おう」SHINY COLORS盤
  - なんどでも笑おう[シャイニーカラーズ] 歌：櫻木真乃・風野灯織・八宮めぐる
  - なんどでも笑おう 櫻木真乃ソロ・リミックス 歌：櫻木真乃
  - なんどでも笑おう 風野灯織ソロ・リミックス 歌：風野灯織
  - なんどでも笑おう 八宮めぐるソロ・リミックス 歌：八宮めぐる

- THE IDOLM@STER STARLIT SEASON 04
  - なんどでも笑おう 歌：765PRO ALLSTARS・奥空心白・亜夜

- THE IDOLM@STER M@STERS OF IDOL WORLD!!!!! 2023 なんどでも笑おう
  - なんどでも笑おう 萩原雪歩ソロ・リミックス 歌：萩原雪歩（浅倉杏美）
  - なんどでも笑おう 高槻やよいソロ・リミックス 歌：高槻やよい
  - なんどでも笑おう 秋月律子ソロ・リミックス 歌：秋月律子
  - なんどでも笑おう 三浦あずさソロ・リミックス 歌：三浦あずさ
  - なんどでも笑おう 水瀬伊織ソロ・リミックス 歌：水瀬伊織
  - なんどでも笑おう 菊地真ソロ・リミックス 歌：菊地真
  - なんどでも笑おう 双海亜美／真美ソロ・リミックス 歌：双海亜美／真美
  - なんどでも笑おう 四条貴音ソロ・リミックス 歌：四条貴音
  - なんどでも笑おう 我那覇響ソロ・リミックス 歌：我那覇響

VOY@GER
作詞：烏屋茶房、作曲・編曲：井上馨太 (MONACA)
アイドルマスターシリーズ コンセプトムービー2021で発表された楽曲。
収録作品
- アイドルマスター シンデレラガールズ スターライトステージ - イベント配信 歌：塩見周子・新田美波・久川颯
- アイドルマスター ミリオンライブ! シアターデイズ - イベント配信 歌：高坂海美・白石紬・望月杏奈
- アイドルマスター ポップリンクス - アップデートで追加
- アイドルマスター シャイニーカラーズ Song for Prism - アップデートで追加 歌：有栖川夏葉・黛冬優子・浅倉透／天海春香・菊地真・四条貴音
- アイドルマスター ツアーズ - 初期状態から使用可能

収録CD
- THE IDOLM＠STERシリーズ イメージソング2021「VOY＠GER」（全CD共通）
  - VOY＠GER 歌：THE IDOLM@STER FIVE STARS!!!!!

- THE IDOLM＠STERシリーズ イメージソング2021「VOY＠GER」765PRO ALLSTARS盤
  - VOY＠GER[765PRO ALLSTARS] 歌：天海春香・菊地真・四条貴音
  - VOY＠GER 天海春香ソロ・リミックス 歌：天海春香
  - VOY＠GER 菊地真ソロ・リミックス 歌：菊地真
  - VOY＠GER 四条貴音ソロ・リミックス 歌：四条貴音

- THE IDOLM＠STERシリーズ イメージソング2021「VOY＠GER」CINDERELLA GIRLS盤
  - VOY＠GER[THE IDOLM@STER CINDERELLA GIRLS] 歌：塩見周子・新田美波・久川颯
  - VOY＠GER 塩見周子ソロ・リミックス 歌：塩見周子
  - VOY＠GER 新田美波ソロ・リミックス 歌：新田美波
  - VOY＠GER 久川颯ソロ・リミックス 歌：久川颯

- THE IDOLM＠STERシリーズ イメージソング2021「VOY＠GER」MILLION LIVE!盤
  - VOY＠GER[MILLIONSTARS] 歌：高坂海美・白石紬・望月杏奈
  - VOY＠GER 高坂海美ソロ・リミックス 歌：高坂海美
  - VOY＠GER 白石紬ソロ・リミックス 歌：白石紬
  - VOY＠GER 望月杏奈ソロ・リミックス 歌：望月杏奈

- THE IDOLM＠STERシリーズ イメージソング2021「VOY＠GER」SideM盤
  - VOY＠GER[315 STARS] 歌：鷹城恭二・黒野玄武・古論クリス
  - VOY＠GER 鷹城恭二ソロ・リミックス 歌：鷹城恭二
  - VOY＠GER 黒野玄武ソロ・リミックス 歌：黒野玄武
  - VOY＠GER 古論クリスソロ・リミックス 歌：古論クリス

- THE IDOLM＠STERシリーズ イメージソング2021「VOY＠GER」SHINY COLORS盤
  - VOY＠GER[シャイニーカラーズ] 歌：有栖川夏葉・黛冬優子・浅倉透
  - VOY＠GER 有栖川夏葉ソロ・リミックス 歌：有栖川夏葉
  - VOY＠GER 黛冬優子ソロ・リミックス 歌：黛冬優子
  - VOY＠GER 浅倉透ソロ・リミックス 歌：浅倉透

CRYST@LOUD
作詞：古屋真、作曲・編曲：石濱翔(MONACA)
2023年2月11・12日に東京ドームで行われたライブイベント「THE IDOLM@STER M@STERS OF IDOL WORLD!!!!! 2023」のテーマソング。
収録CD
- THE IDOLM@STER M@STERS OF IDOL WORLD!!!!! 2023 Blu-ray PERFECT BOX!!!!! 封入特典 LIVE音源『CRYST@LOUD』収録限定CD
  - CRYST@LOUD - 歌：天海春香・渋谷凛・伊吹翼・天道輝・八宮めぐる
  - CRYST@LOUD MOIW2023ver.- 歌：天海春香・渋谷凛・伊吹翼・天道輝・八宮めぐる

- 『CRYST@LOUD』CD
  - CRYST@LOUD - 歌：天海春香・渋谷凛・伊吹翼・天道輝・八宮めぐる
  - CRYST@LOUD 天海春香ソロ・リミックス - 歌：天海春香
  - CRYST@LOUD 渋谷凛ソロ・リミックス - 歌：渋谷凛
  - CRYST@LOUD 伊吹翼ソロ・リミックス - 歌：伊吹翼
  - CRYST@LOUD 天道輝ソロ・リミックス - 歌：天道輝
  - CRYST@LOUD 八宮めぐるソロ・リミックス - 歌：八宮めぐる

異次元★♥BIGBANG
作詞：UiNA、作曲：小高光太郎・UiNA、編曲：小高光太郎・谷ナオキ
2023年12月9・10日に東京ドームで行われたライブイベント「異次元フェス アイドルマスター★♥ラブライブ！歌合戦」のテーマソング。
収録CD
- 『異次元フェス アイドルマスター★♥ラブライブ！歌合戦』テーマソング 異次元★❤︎BIGBANG
  - 異次元★♥BIGBANG 歌：島村卯月・最上静香・月岡恋鐘・高海千歌（伊波杏樹）・上原歩夢（大西亜玖璃）・澁谷かのん（伊達さゆり）・日野下花帆（楡井希実）

Halftone
作詞：ミズノゲンキ、作曲・編曲：馬渕直純
2024年3月16・17日にベイシア文化ホールで行われたライブイベント「菊地真・萩原雪歩 twin live “はんげつであえたら”」のために書き下ろされた楽曲。
収録CD
- 『菊地真・萩原雪歩 twin live はんげつであえたら』会場オリジナルCD
  - Halftone - 歌：菊地真・萩原雪歩（浅倉杏美）
  - Halftone 菊地真ソロ・リミックス - 歌：菊地真
  - Halftone 萩原雪歩ソロ・リミックス - 歌：萩原雪歩（浅倉杏美）

FlaME
作詞：烏屋茶房、作曲・編曲：橘亮祐
2024年8月24日・25日にロームシアター京都で行われたライブイベント「961 PRODUCTION presents 『Re:FLAME』」のために書き下ろされた楽曲。
収録CD
- 961 PRODUCTION presents 『Re:FLAME』会場オリジナルCD
  - FlaME - 歌：星井美希・四条貴音・我那覇響
  - FlaME 星井美希ソロ・リミックス - 歌：星井美希
  - FlaME 四条貴音ソロ・リミックス - 歌：四条貴音
  - FlaME 我那覇響ソロ・リミックス - 歌：我那覇響

アイ NEED YOU（FOR WONDERFUL STORY）
作詞：mft（オノダヒロユキ）、作曲：中川浩二（Bandai Namco Studios Inc.）・小林啓樹、編曲：小林啓樹
アイドルマスター20周年記念PVで発表された楽曲。
収録作品
- アイドルマスター シンデレラガールズ スターライトステージ - イベント配信 歌：島村卯月・渋谷凛・本田未央
- アイドルマスター ミリオンライブ! シアターデイズ - イベント配信 歌：天海春香・如月千早・星井美希・春日未来・最上静香・伊吹翼
- アイドルマスター シャイニーカラーズ Song for Prism - アップデートで追加 歌：櫻木真乃・風野灯織・八宮めぐる／天海春香・如月千早・星井美希・菊地真・四条貴音

収録CD
- 『アイドルマスター』シリーズ 20周年記念曲 「アイ NEED YOU（FOR WONDERFUL STORY）」（全CD共通）
  - アイ NEED YOU（FOR WONDERFUL STORY） 歌：THE IDOLM@STER BRILLIANT STARS

- 『アイドルマスター』シリーズ 20周年記念曲 「アイ NEED YOU（FOR WONDERFUL STORY）」765PRO ALLSTARS盤
  - アイ NEED YOU（FOR WONDERFUL STORY）-765PRO ALLSTARS バージョン- 歌：天海春香・如月千早・星井美希
  - アイ NEED YOU（FOR WONDERFUL STORY） 天海春香ソロ・リミックス 歌：天海春香
  - アイ NEED YOU（FOR WONDERFUL STORY） 如月千早ソロ・リミックス 歌：如月千早
  - アイ NEED YOU（FOR WONDERFUL STORY） 星井美希ソロ・リミックス 歌：星井美希

- 『アイドルマスター』シリーズ 20周年記念曲 「アイ NEED YOU（FOR WONDERFUL STORY）」シンデレラガールズ盤
  - アイ NEED YOU（FOR WONDERFUL STORY）-シンデレラガールズ バージョン- 歌：島村卯月・渋谷凛・本田未央
  - アイ NEED YOU（FOR WONDERFUL STORY） 島村卯月ソロ・リミックス 歌：島村卯月
  - アイ NEED YOU（FOR WONDERFUL STORY） 渋谷凛ソロ・リミックス 歌：渋谷凛
  - アイ NEED YOU（FOR WONDERFUL STORY） 本田未央ソロ・リミックス 歌：本田未央

- 『アイドルマスター』シリーズ 20周年記念曲 「アイ NEED YOU（FOR WONDERFUL STORY）」ミリオンライブ！盤
  - アイ NEED YOU（FOR WONDERFUL STORY）ミリオンライブ！バージョン 歌：春日未来・最上静香・伊吹翼
  - アイ NEED YOU（FOR WONDERFUL STORY） 春日未来ソロバージョン 歌：春日未来
  - アイ NEED YOU（FOR WONDERFUL STORY） 最上静香ソロバージョン 歌：最上静香
  - アイ NEED YOU（FOR WONDERFUL STORY） 伊吹翼ソロバージョン 歌：伊吹翼

- 『アイドルマスター』シリーズ 20周年記念曲 「アイ NEED YOU（FOR WONDERFUL STORY）」SideM盤
  - アイ NEED YOU（FOR WONDERFUL STORY）SideMバージョン 歌：天道輝・桜庭薫・柏木翼
  - アイ NEED YOU（FOR WONDERFUL STORY） 天道輝ソロバージョン 歌：天道輝
  - アイ NEED YOU（FOR WONDERFUL STORY） 桜庭薫ソロバージョン 歌：桜庭薫
  - アイ NEED YOU（FOR WONDERFUL STORY） 柏木翼ソロバージョン 歌：柏木翼

- 『アイドルマスター』シリーズ 20周年記念曲 「アイ NEED YOU（FOR WONDERFUL STORY）」シャイニーカラーズ盤
  - アイ NEED YOU（FOR WONDERFUL STORY）シャイニーカラーズVer. 歌：櫻木真乃・風野灯織・八宮めぐる
  - アイ NEED YOU（FOR WONDERFUL STORY） 櫻木真乃Ver. 歌：櫻木真乃
  - アイ NEED YOU（FOR WONDERFUL STORY） 風野灯織Ver. 歌：風野灯織
  - アイ NEED YOU（FOR WONDERFUL STORY） 八宮めぐるVer. 歌：八宮めぐる

- 『アイドルマスター』シリーズ 20周年記念曲 「アイ NEED YOU（FOR WONDERFUL STORY）」学園アイドルマスター盤
  - アイ NEED YOU（FOR WONDERFUL STORY）初星学園 歌：花海咲季・月村手毬・藤田ことね
  - アイ NEED YOU（FOR WONDERFUL STORY） 花海咲季Solo ver. 歌：花海咲季
  - アイ NEED YOU（FOR WONDERFUL STORY） 月村手毬Solo ver. 歌：月村手毬
  - アイ NEED YOU（FOR WONDERFUL STORY） 藤田ことねSolo ver. 歌：藤田ことね

- 765PRO ALLSTARS LIVE NEVER END IDOL!!!!!!!!!!!!! 会場オリジナルCD『アイ NEED YOU（FOR WONDERFUL STORY）』
  - アイ NEED YOU（FOR WONDERFUL STORY）765PRO ALLSTARS バージョン 歌：765PRO ALLSTARS
  - アイ NEED YOU（FOR WONDERFUL STORY） 萩原雪歩ソロ・リミックス 歌：萩原雪歩（浅倉杏美）
  - アイ NEED YOU（FOR WONDERFUL STORY） 高槻やよいソロ・リミックス 歌：高槻やよい
  - アイ NEED YOU（FOR WONDERFUL STORY） 菊地真ソロ・リミックス 歌：菊地真
  - アイ NEED YOU（FOR WONDERFUL STORY） 水瀬伊織ソロ・リミックス 歌：水瀬伊織
  - アイ NEED YOU（FOR WONDERFUL STORY） 四条貴音ソロ・リミックス 歌：四条貴音
  - アイ NEED YOU（FOR WONDERFUL STORY） 秋月律子ソロ・リミックス 歌：秋月律子
  - アイ NEED YOU（FOR WONDERFUL STORY） 三浦あずさソロ・リミックス 歌：三浦あずさ
  - アイ NEED YOU（FOR WONDERFUL STORY） 双海亜美・真美ソロ・リミックス 歌：双海亜美・真美
  - アイ NEED YOU（FOR WONDERFUL STORY） 我那覇響ソロ・リミックス 歌：我那覇響

REALIZE！！！
作詞：只野菜摘、作曲・編曲：R・O・N
2025年2月1日にフェニーチェ堺で行われたライブイベント「961 PRODUCTION presents 『Re:FLAME』追加公演」のために書き下ろされた楽曲。
収録CD
- 961 PRODUCTION presents 『Re:FLAME』追加公演 会場オリジナルCD
  - REALIZE！！！ - 歌：星井美希・四条貴音・我那覇響
  - REALIZE！！！ 星井美希ソロ・リミックス - 歌：星井美希
  - REALIZE！！！ 四条貴音ソロ・リミックス - 歌：四条貴音
  - REALIZE！！！ 我那覇響ソロ・リミックス - 歌：我那覇響

### ユニットメンバー
1. 1 2 3 4 5 6 7 8 9 10 11 12 13 14 15 16 17 18 19 20 21 22 23 24 25 26 27 28 29 30 31 32 33 34 35 36 37 38 39 40 41 42 43 44 45 46 47 48 49 50 51 52 53 54 55 56 57 58 59 60 61 62 63 64 65 66 67 68 69 70 71 72 73 74 75 76 77 78 79 80 81 82 83 84 85 86 87 88 89 90 91 92  天海春香（中村繪里子）、星井美希（長谷川明子）、如月千早（今井麻美）、高槻やよい（仁後真耶子）、萩原雪歩（浅倉杏美）、菊地真（平田宏美）、双海亜美 / 真美（下田麻美）、水瀬伊織（釘宮理恵）、三浦あずさ（たかはし智秋）、四条貴音（原由実）、我那覇響（沼倉愛美）、秋月律子（若林直美）
2. 1 2 3 4  天海春香（中村繪里子）、星井美希（長谷川明子）、如月千早（今井麻美）、高槻やよい（仁後真耶子）、萩原雪歩（浅倉杏美）、菊地真（平田宏美）、双海亜美 / 真美（下田麻美）、水瀬伊織（釘宮理恵）、三浦あずさ（たかはし智秋）、四条貴音（原由実）、我那覇響（沼倉愛美）、秋月律子（若林直美）、安部菜々（三宅麻理恵）、神崎蘭子（内田真礼）、城ヶ崎美嘉（佳村はるか）、双葉杏（五十嵐裕美）、諸星きらり（松嵜麗）、春日未来（山崎はるか）、最上静香（田所あずさ）、伊吹翼（Machico）、白石紬（南早紀）、桜守歌織（香里有佐）、白瀬咲耶（八巻アンナ）、小宮果穂（河野ひより）、杜野凛世（丸岡和佳奈）、大崎甘奈（黒木ほの香）、大崎甜花（前川涼子）、奥空心白（田中あいみ）
3. 1 2 3 4 5  天海春香（中村繪里子）、星井美希（長谷川明子）、如月千早（今井麻美）、高槻やよい（仁後真耶子）、萩原雪歩（長谷優里奈）、菊地真（平田宏美）、双海亜美 / 真美（下田麻美）、水瀬伊織（釘宮理恵）、三浦あずさ（たかはし智秋）、秋月律子（若林直美）
4. ↑  天海春香（中村繪里子）、星井美希（長谷川明子）、如月千早（今井麻美）、高槻やよい（仁後真耶子）、萩原雪歩（長谷優里奈）、菊地真（平田宏美）、双海亜美 / 真美（下田麻美）、水瀬伊織（釘宮理恵）、三浦あずさ（たかはし智秋）、四条貴音（原由実）、我那覇響（沼倉愛美）、秋月律子（若林直美）、音無小鳥（滝田樹里）、日高愛（戸松遥）、水谷絵理（花澤香菜）、秋月涼（三瓶由布子）
5. ↑  ソリ（キム・ソリ）、ユキカ（寺本來可）、ジウォン（イ・ジウォン）、イェウン（イ・イェウン）、ジスル（チャ・ジスル）
6. 1 2 3 4  玲音（茅原実里）、詩花（高橋李依）、亜夜（日高里菜）
7. ↑  日高愛（戸松遥）、水谷絵理（花澤香菜）、秋月涼（三瓶由布子）
8. 1 2 3 4 5  水瀬伊織（釘宮理恵）、三浦あずさ（たかはし智秋）、双海亜美（下田麻美）
9. 1 2 3 4 5 6 7  天ヶ瀬冬馬（寺島拓篤）、御手洗翔太（松岡禎丞）、伊集院北斗（神原大地）
10. ↑  天海春香（中村繪里子）、星井美希（長谷川明子）、如月千早（今井麻美）、高槻やよい（仁後真耶子）、萩原雪歩（浅倉杏美）、菊地真（平田宏美）、双海亜美 / 真美（下田麻美）、水瀬伊織（釘宮理恵）、三浦あずさ（たかはし智秋）、秋月律子（若林直美）
11. ↑  天海春香（中村繪里子）、如月千早（今井麻美）、星井美希（長谷川明子）、萩原雪歩（浅倉杏美）、高槻やよい（仁後真耶子）、菊地真（平田宏美）、水瀬伊織（釘宮理恵）、四条貴音（原由実）、秋月律子（若林直美）、三浦あずさ（たかはし智秋）、双海亜美 / 真美（下田麻美）、我那覇響（沼倉愛美）、春日未来（山崎はるか）、最上静香（田所あずさ）、伊吹翼（Machico）、田中琴葉（種田梨沙）、島原エレナ（角元明日香）、佐竹美奈子（大関英里）、所恵美（藤井ゆきよ）、徳川まつり（諏訪彩花）、箱崎星梨花（麻倉もも）、野々原茜（小笠原早紀）、望月杏奈（夏川椎菜）、ロコ（中村温姫）、七尾百合子（伊藤美来）、高山紗代子（駒形友梨）、松田亜利沙（村川梨衣）、高坂海美（上田麗奈）、中谷育（原嶋あかり）、天空橋朋花（小岩井ことり）、エミリー スチュアート（郁原ゆう）、北沢志保（雨宮天）、舞浜歩（戸田めぐみ）、木下ひなた（田村奈央）、矢吹可奈（木戸衣吹）、横山奈緒（渡部優衣）、二階堂千鶴（野村香菜子）、馬場このみ（髙橋ミナミ）、大神環（稲川英里）、豊川風花（末柄里恵）、宮尾美也（桐谷蝶々）、福田のり子（浜崎奈々）、真壁瑞希（阿部里果）、篠宮可憐（近藤唯）、百瀬莉緒（山口立花子）、永吉昴（斉藤佑圭）、北上麗花（平山笑美）、周防桃子（渡部恵子）、ジュリア（愛美）、白石紬（南早紀）、桜守歌織（香里有佐）
12. 1 2  天海春香（中村繪里子）、星井美希（長谷川明子）、如月千早（今井麻美）、高槻やよい（仁後真耶子）、萩原雪歩（長谷優里奈）、菊地真（平田宏美）、双海亜美 / 真美（下田麻美）、水瀬伊織（釘宮理恵）、三浦あずさ（たかはし智秋）、秋月律子（若林直美）、音無小鳥（滝田樹里）
13. 1 2  天海春香（中村繪里子）、星井美希（長谷川明子）、如月千早（今井麻美）、高槻やよい（仁後真耶子）、萩原雪歩（長谷優里奈）、菊地真（平田宏美）、双海亜美 / 真美（下田麻美）、水瀬伊織（釘宮理恵）、三浦あずさ（たかはし智秋）、四条貴音（原由実）、我那覇響（沼倉愛美）、秋月律子（若林直美）、音無小鳥（滝田樹里）
14. ↑  相坂さよ（白鳥由里）、明石裕奈（木村まどか）、朝倉和美（笹川亜矢奈）、綾瀬夕映（桑谷夏子）、和泉亜子（山川琴美）、大河内アキラ（山本杏美）、柿崎美砂（伊藤静）、神楽坂明日菜（神田朱未）、春日美空（板東愛）、絡繰茶々丸（渡辺明乃）、釘宮円（出口茉美）、古菲（田中葉月）、近衛木乃香（野中藍）、早乙女ハルナ（石毛佐和）、桜咲刹那（小林ゆう）、佐々木まき絵（堀江由衣）、椎名桜子（大前茜）、龍宮真名（佐久間未帆）、超鈴音（大沢千秋）、長瀬楓（白石涼子）、那波千鶴（小林美佐）、鳴滝風香（こやまきみこ）、鳴滝史伽（狩野茉莉）、葉加瀬聡美（門脇舞）、長谷川千雨（志村由美）、エヴァンジェリン・A・K・マクダウェル（松岡由貴）、宮崎のどか（能登麻美子）、村上夏美（相沢舞）、雪広あやか（皆川純子）、四葉五月（井ノ上ナオミ）、ザジ・レイニーデイ（猪口有佳）
15. 1 2  春日未来（山崎はるか）、最上静香（田所あずさ）、伊吹翼（Machico）、桜守歌織（香里有佐）、白石紬（南早紀）
16. 1 2  天海春香&はるかさん（中村繪里子）、如月千早&ちひゃー（今井麻美）、萩原雪歩&ゆきぽ（浅倉杏美）、高槻やよい&やよ（仁後真耶子）、秋月律子&ちっちゃん（若林直美）、三浦あずさ&みうらさん（たかはし智秋）、水瀬伊織&いお（釘宮理恵）、菊地真&まこちー（平田宏美）、双海亜美・真美&こあみ・こまみ（下田麻美）、星井美希&あふぅ（長谷川明子）、我那覇響&ちびき（沼倉愛美）、四条貴音&たかにゃ（原由実）、音無小鳥&ぴよぴよ（滝田樹里）
17. 1 2 3 4 5 6  スジ（イ・スジ）、イェウン（イ・イェウン）、ジスル（チャ・ジスル）、ミント（MINT）、ハソ（クォン・ハソ）、ヨンジュ（ホ・ヨンジュ）、ジェイン（チョン・ジェイン）、ソリ（キム・ソリ）、ユキカ（寺本來可）、ジウォン（イ・ジウォン）
18. ↑  スア（イ・スジ）、ジョ・ヘジュ（チョ・ソジン）、ミナ（アリ (TAHITI)）、イェリ（ハン・ヘリ）
19. 1 2  ジョ・ヘジュ（チョ・ソジン）、ミナ（アリ (TAHITI)）、イェリ（ハン・ヘリ）、チェ・ナギョン（イ・カウン）
20. ↑  中村繪里子、山崎はるか、大橋彩香
21. ↑  仲村宗悟、内田雄馬、八代拓
22. ↑  仲村宗悟、山谷祥生、狩野翔
23. ↑  山崎はるか、田所あずさ、Machico
24. ↑  天海春香（中村繪里子）、如月千早（今井麻美）、星井美希（長谷川明子）、島村卯月（大橋彩香）、渋谷凛（福原綾香）、本田未央（原紗友里）、春日未来（山崎はるか）、最上静香（田所あずさ）、伊吹翼（Machico）、天道輝（仲村宗悟）、桜庭薫（内田雄馬）、柏木翼（八代拓）、櫻木真乃（関根瞳）、風野灯織（近藤玲奈）、八宮めぐる（峯田茉優）
25. ↑  天海春香（中村繪里子）、菊地真（平田宏美）、四条貴音（原由実）、塩見周子（ルゥティン）、新田美波（洲崎綾）、久川颯（長江里加）、高坂海美（上田麗奈）、白石紬（南早紀）、望月杏奈（夏川椎菜）、鷹城恭二（梅原裕一郎）、黒野玄武（深町寿成）、古論クリス（駒田航）、有栖川夏葉（涼本あきほ）、黛冬優子（幸村恵理）、浅倉透（和久井優）
26. ↑  天海春香（中村繪里子）、如月千早（今井麻美）、星井美希（長谷川明子）、島村卯月（大橋彩香）、渋谷凛（福原綾香）、本田未央（原紗友里）、春日未来（山崎はるか）、最上静香（田所あずさ）、伊吹翼（Machico）、天道輝（仲村宗悟）、桜庭薫（内田雄馬）、柏木翼（八代拓）、櫻木真乃（関根瞳）、風野灯織（近藤玲奈）、八宮めぐる（峯田茉優）、花海咲季（長月あおい）、月村手毬（小鹿なお）、藤田ことね（飯田ヒカル）